# Arquitectura morisca

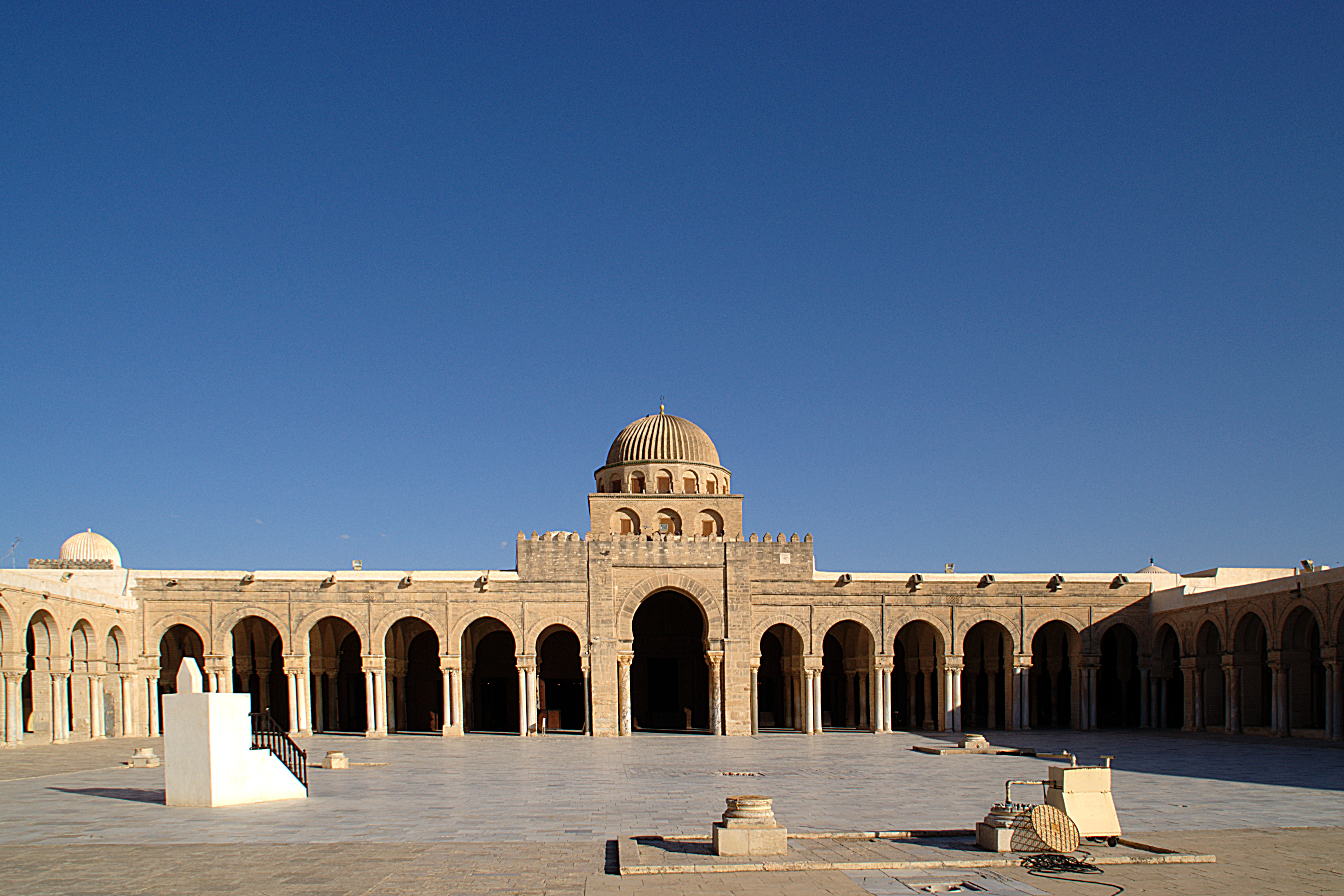
Patio de la Gran Mezquita de Cairuán (670-s.IX)

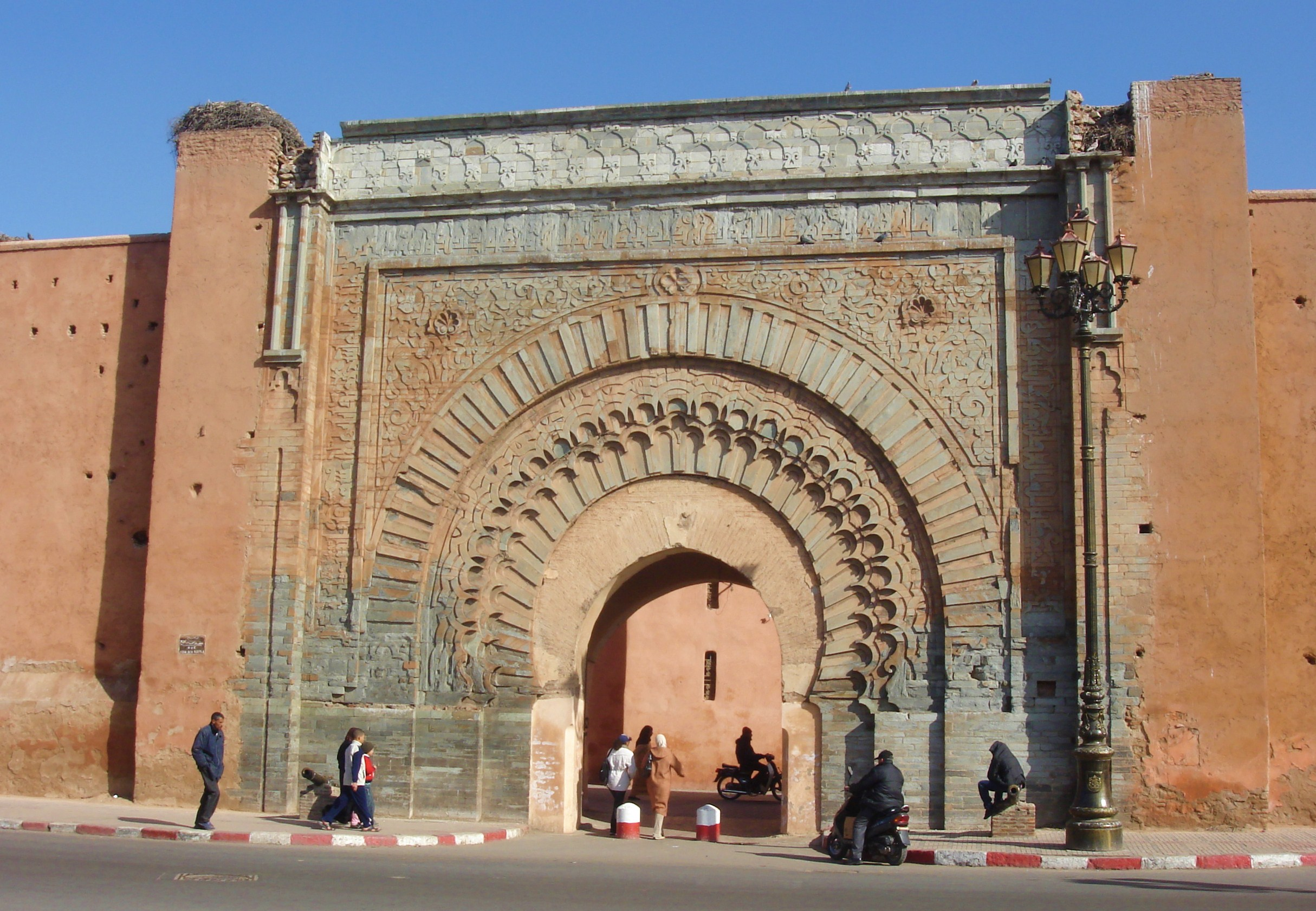
Bab Agnaou, la puerta almohade del recinto de la Kasbah de Marrakech (finales del)

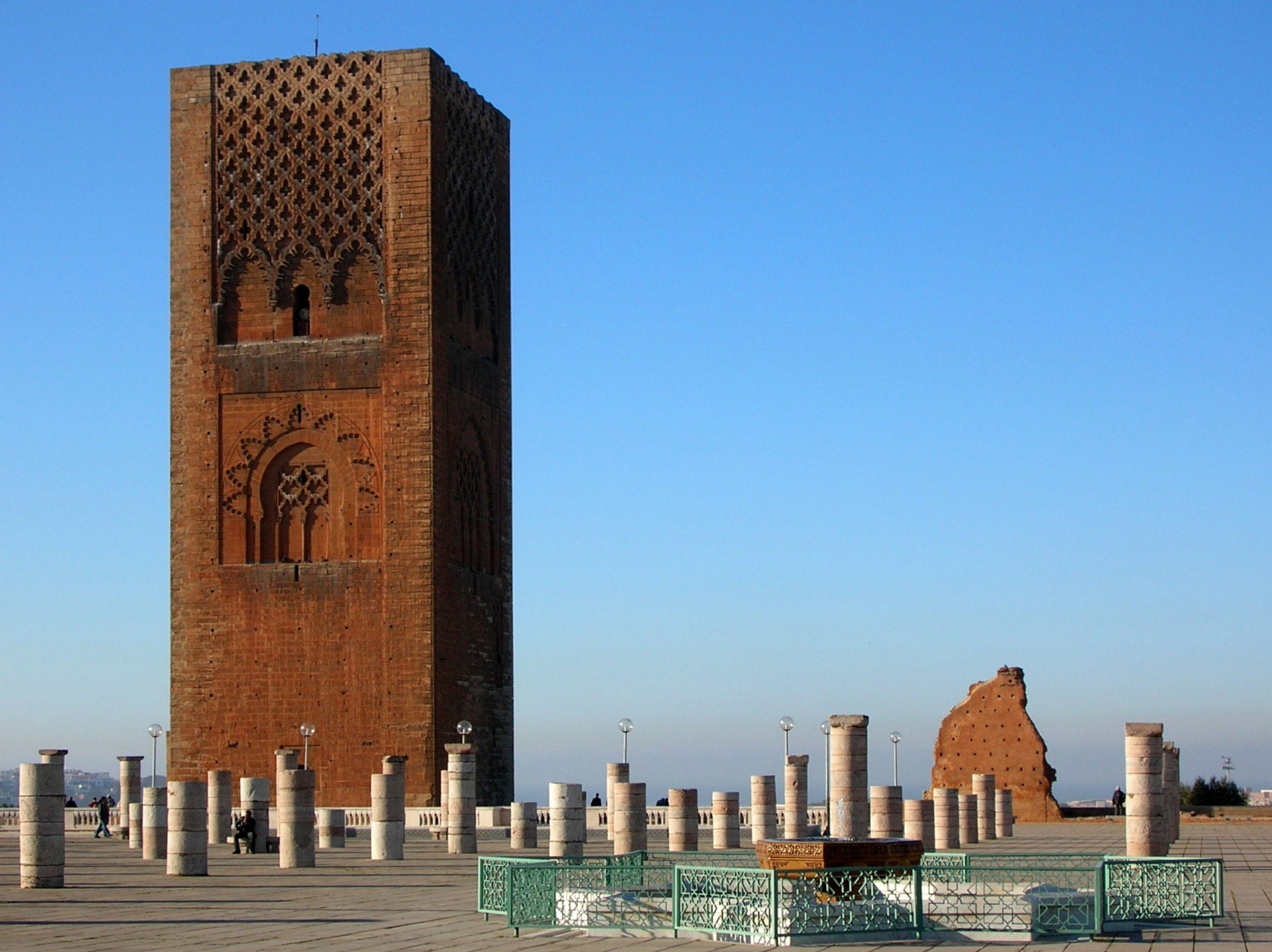
Torre Hasán (1195-1199), alminar almohade en Rabat

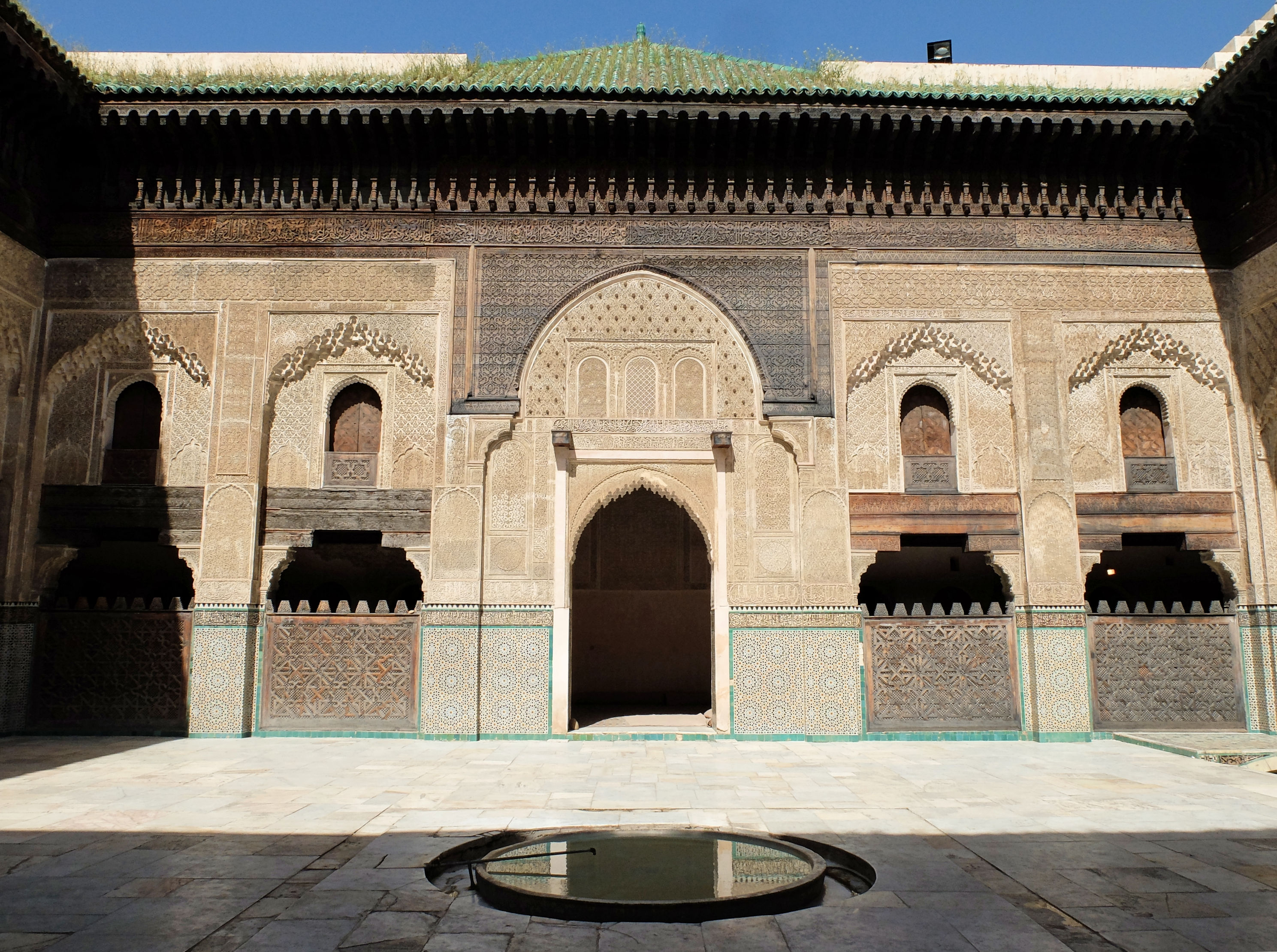
Patio de la Madrasa de Bou Inania (1350-1355) en Fez, Marruecos (sultanato benimerín)

La arquitectura morisca es un estilo dentro de la arquitectura islámica que se desarrolló en el mundo occidental islámico, que incluía al-Ándalus (distintas zonas de España y Portugal, gobernadas por los musulmanes entre 711 y 1492), Marruecos, Argelia y Túnez. El término "morisco" proviene de la designación de los habitantes musulmanes de estas regiones como moros, que a su vez proviene del latín "mauri", originalmente una designación de los habitantes del antiguo reino de Mauritania (actual Marruecos). Algunos eruditos también usan el término arquitectura islámica occidental o arquitectura del occidente islámico.
La arquitectura morisca tiene sus orígenes a principios del siglo VIII, tras la conquista omeya de España en 711. Este estilo arquitectónico fue desarrollado y creado por los árabes, particularmente bajo el liderazgo del califa Abd al-Rahman I. Según la historiadora Marianne Barrucand, no sería exagerado decir que los gustos y la estética de Abd al-Rahman I dejarían su huella en toda la arquitectura morisca, especialmente con la construcción de la Gran Mezquita de Córdoba (785), un símbolo importante de la arquitectura árabe-andalusí.
A lo largo de los siglos, la arquitectura morisca ha estado profundamente influenciada por varias dinastías, en particular los omeyas de Córdoba, así como los hammudíes, los nazaríes y los hudíes, que perfeccionaron y enriquecieron este patrimonio arquitectónico. Este estilo se diferencia de la arquitectura islámica más oriental en que no favorece las grandes bóvedas y cúpulas, sino que enfatiza la intimidad y la luz interior, favoreciendo espacios proporcionados armoniosamente y una ornamentación refinada. Fiel a los principios del aniconismo religioso árabe, se caracteriza por el uso sofisticado de motivos geométricos, arabescos y caligrafía, expresando un ideal estético y espiritual propio.
Este estilo arquitectónico fue un proceso de fusión de la cultura bereber de África del Norte, de la cultura preislámica presente en la península ibérica (de raíces romanas, bizantinas y visigóticas) y de las corrientes artísticas contemporáneas propias del Oriente Medio islámico para elaborar un estilo único durante varios siglos,  con características reconocibles como el arco morisco o de herradura los riads (jardines de patio con una división simétrica en cuatro partes), y sus elaborados motivos geométricos y arabescos en madera, estuco y alicatados (en particular, los azulejos o zelliges).
Los centros con ejemplos emblemáticos donde este estilo se desarrolló especialmente fueron las distintas capitales de los imperios y estados musulmanes en la historia de la región, como Córdoba, Cairuán, Fez, Marrakech, Sevilla, Granada y Tremecén. Como señala Jean-Michel Morel en su libro L'architecture islamique en Afrique du Nord, esta arquitectura también se extendió al Magreb, pero evolucionó hacia un estilo específico bajo la influencia de las dinastías locales. Aunque la arquitectura del Magreb Occidental (Marruecos, Argelia) y la de al-Ándalus comparten raíces comunes, existen especificidades regionales, descritas por Morel como marcadas por un vínculo evidente con la cultura árabe.
Finalmente, la arquitectura morisca no se contentó con ser un estilo decorativo. También reflejaba una cosmovisión profundamente arraigada en la cultura árabe islámica, donde la simetría, los elementos de agua (fuentes y estanques) y los exuberantes jardines simbolizan el paraíso terrenal, una visión que está en el corazón de esta arquitectura. Como menciona Doris Behrens-Abouseif , en la estructuración del espacio del patio, en  el juego de luces y sombras, así como en los materiales utilizados, están imbuidos significados culturales y religiosos arraigados en la herencia árabe.
Incluso después del dominio musulmán tras el final de la Reconquista en España y Portugal, las tradiciones de la arquitectura morisca continuaron en el norte de África, así como en el arte mudéjar en España, que hizo uso de técnicas y diseños moriscos y los adaptó a los patrones cristianos. Mucho más tarde, particularmente en el siglo XIX, el estilo morisco fue frecuentemente imitado o emulado a través del estilo neoárabe que surgió en Europa y Estados Unidos como parte del interés por "Oriente" propio del romanticismo y también, notablemente, como una opción recurrente para la nueva arquitectura de las sinagogas judías.

Ejemplos de arquitectura hispanomusulmana
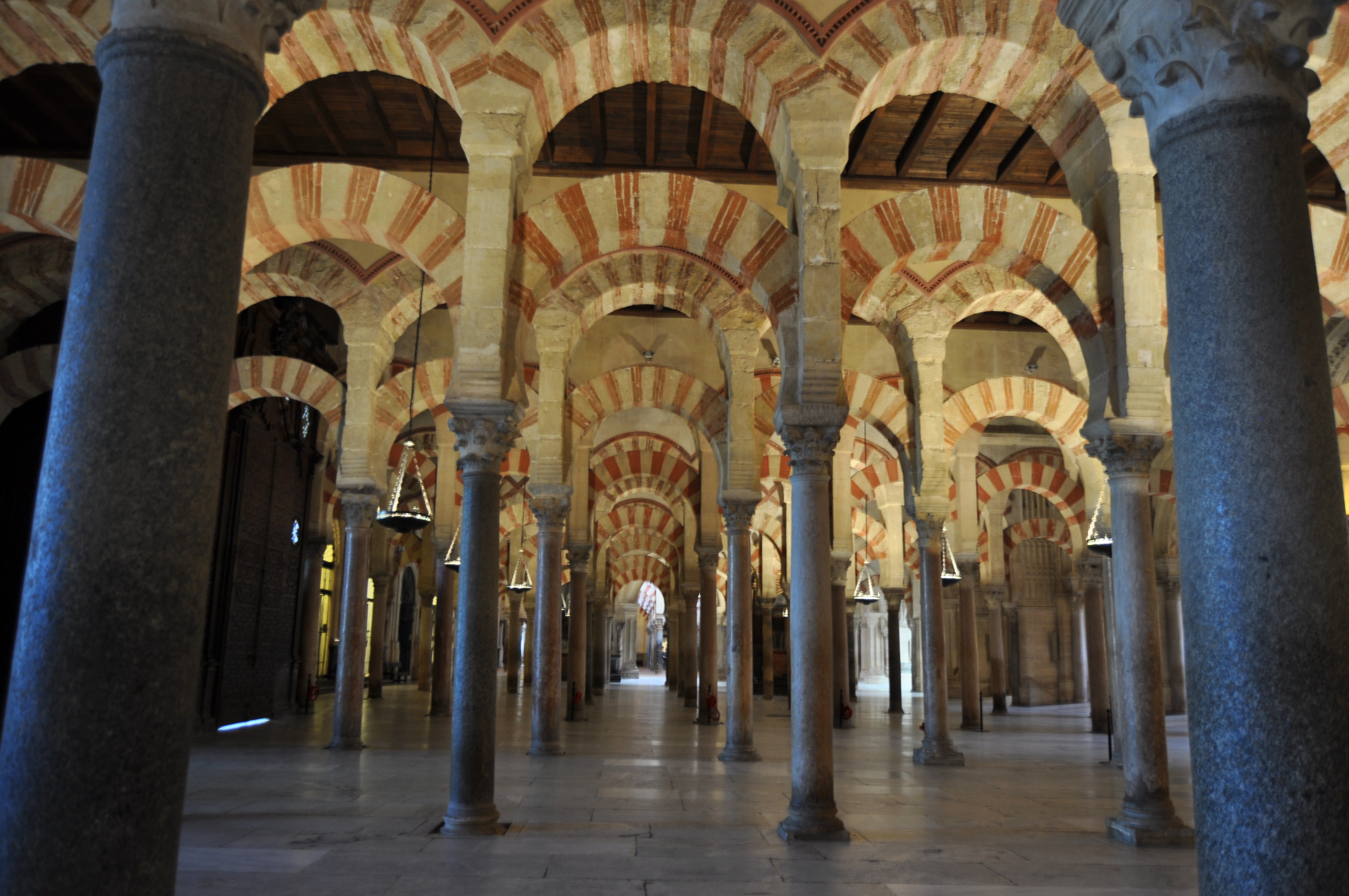
Sala hipóstila de la mezquita de Córdoba (786-siglo XVI), mejor ejemplo de la arquitectura califal
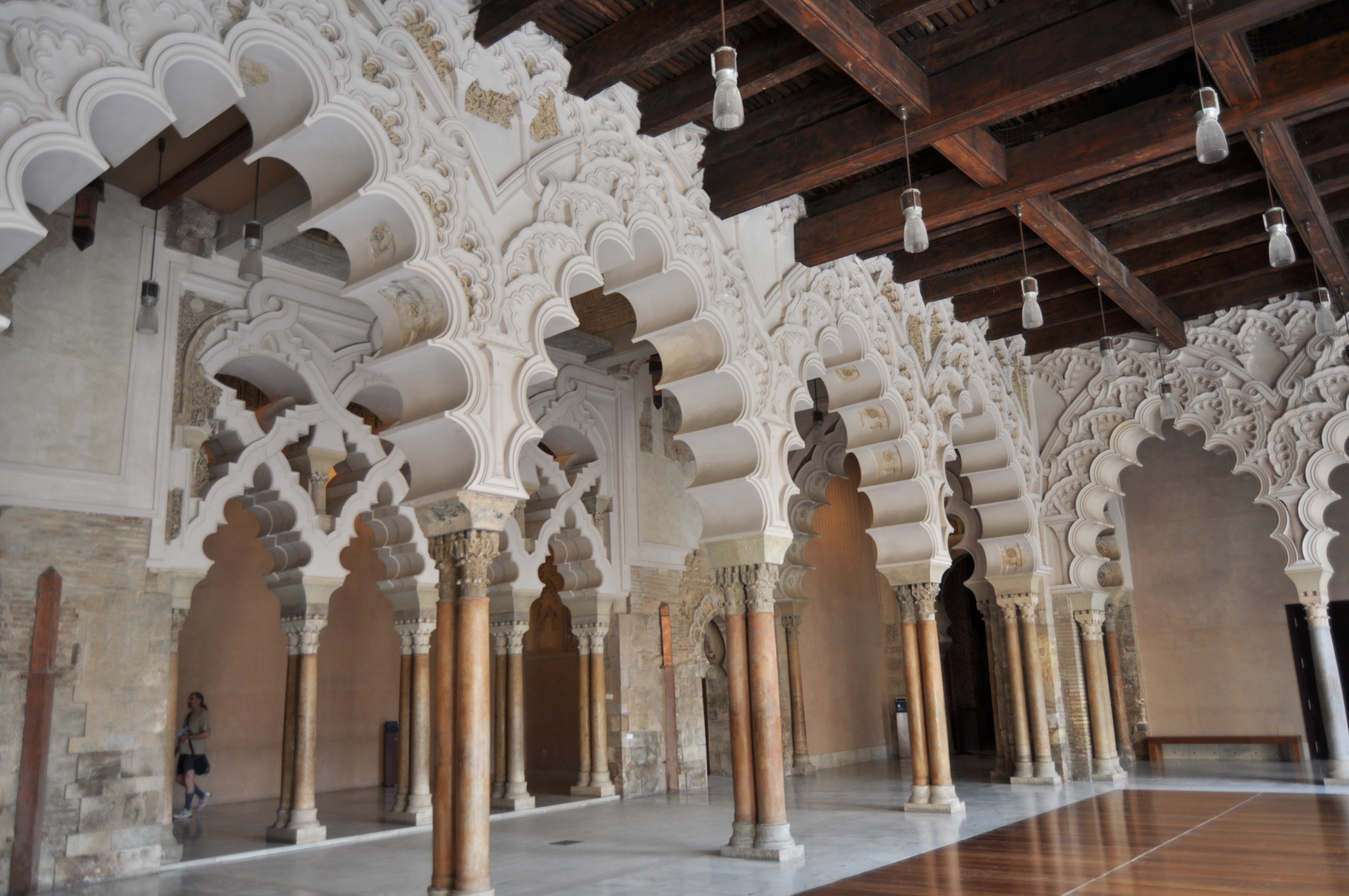
Salón Dorado de de La Aljafería, el palacio que mandó erigir el rey Al-Muqtadir en 1065, ejemplo de arte taifa.
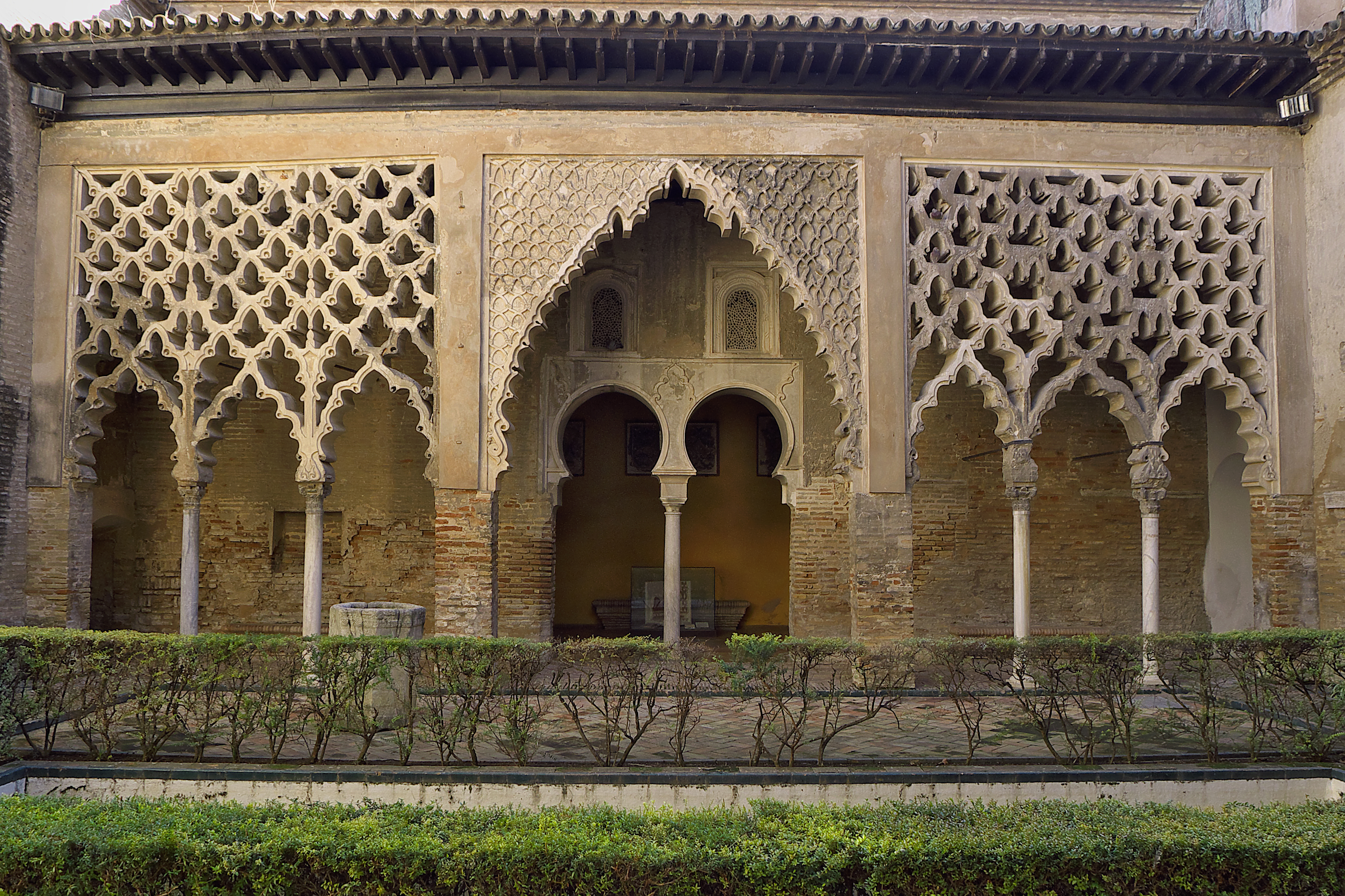
Parte sur del patio del Yeso (fin del siglo XII), uno de los pocos restos almohades que conserva el Real Alcázar de Sevilla.
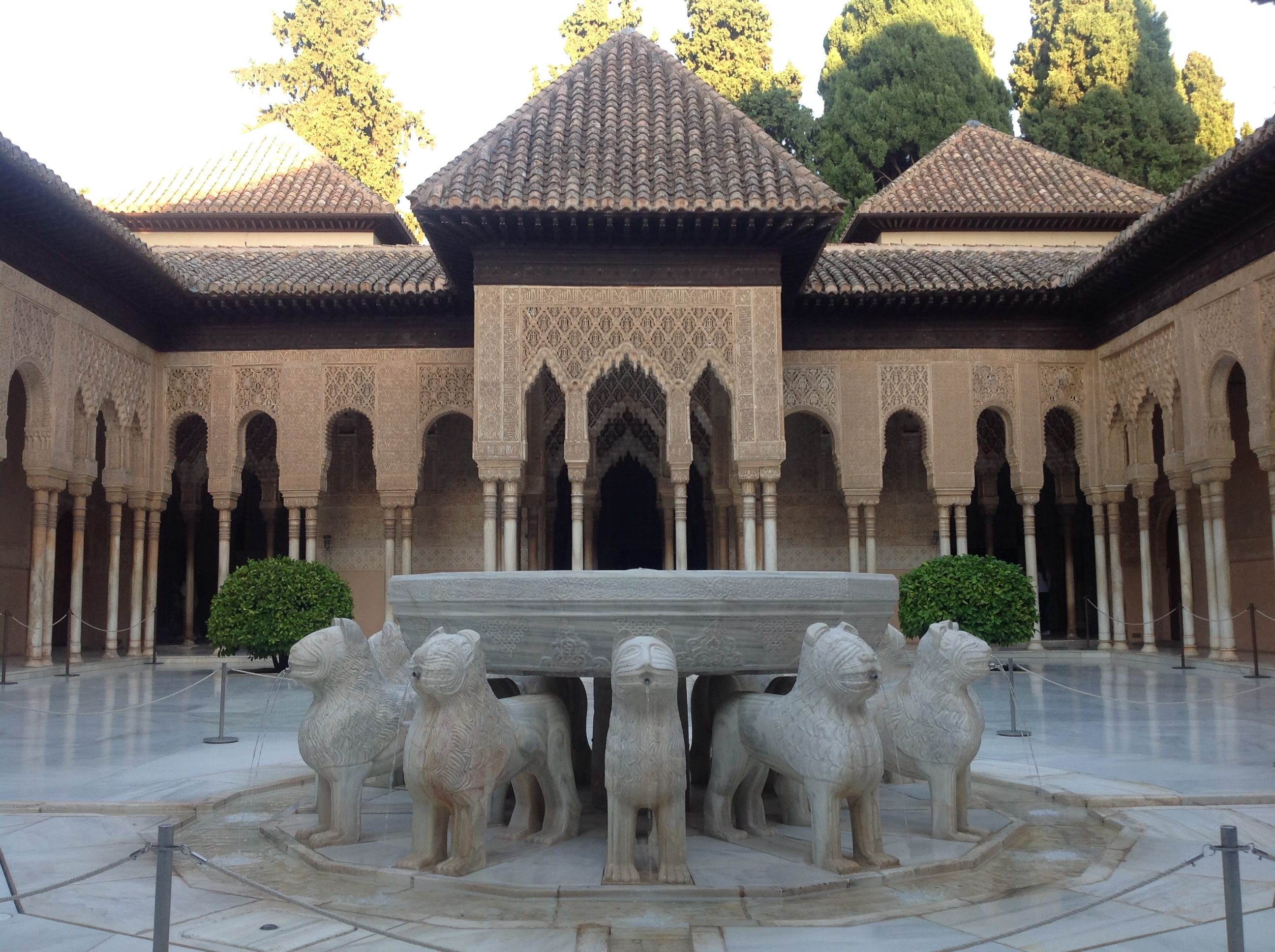
Patio de los Leones (1377-1390) en la Alhambra de Granada, ejemplo de arte nazarí.
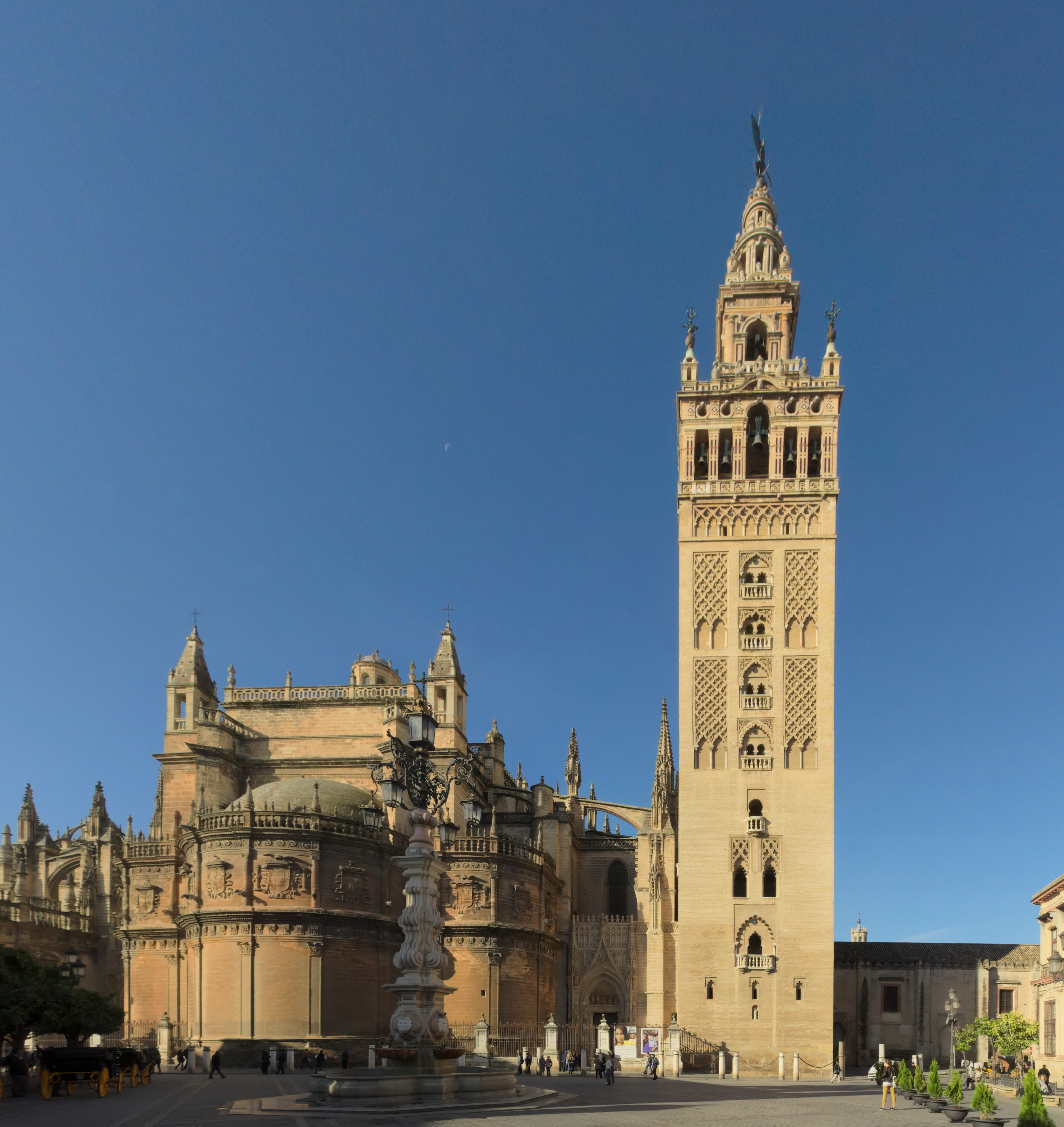
Catedral de Sevilla y Giralda

## Desarrollo histórico

### Período islámico temprano (siglosVIII-X)
En el siglo VII, la región del norte de África se integró de manera constante en el emergente mundo islámico, coincidiendo con la primera expansión musulmana. El territorio de Ifriquía (aproximadamente el actual Túnez) y su capital recién fundada de Cairuán (también transcrito como "Qayrawan", "Kayruán" o "Kairuán") se convirtió en un centro temprano de la cultura islámica de la región. Según la tradición, Uqba ibn Nafi hizo construir la Gran Mezquita de Kairuán en 670, aunque la actual edificación data de más tarde.

#### Al-Ándalus

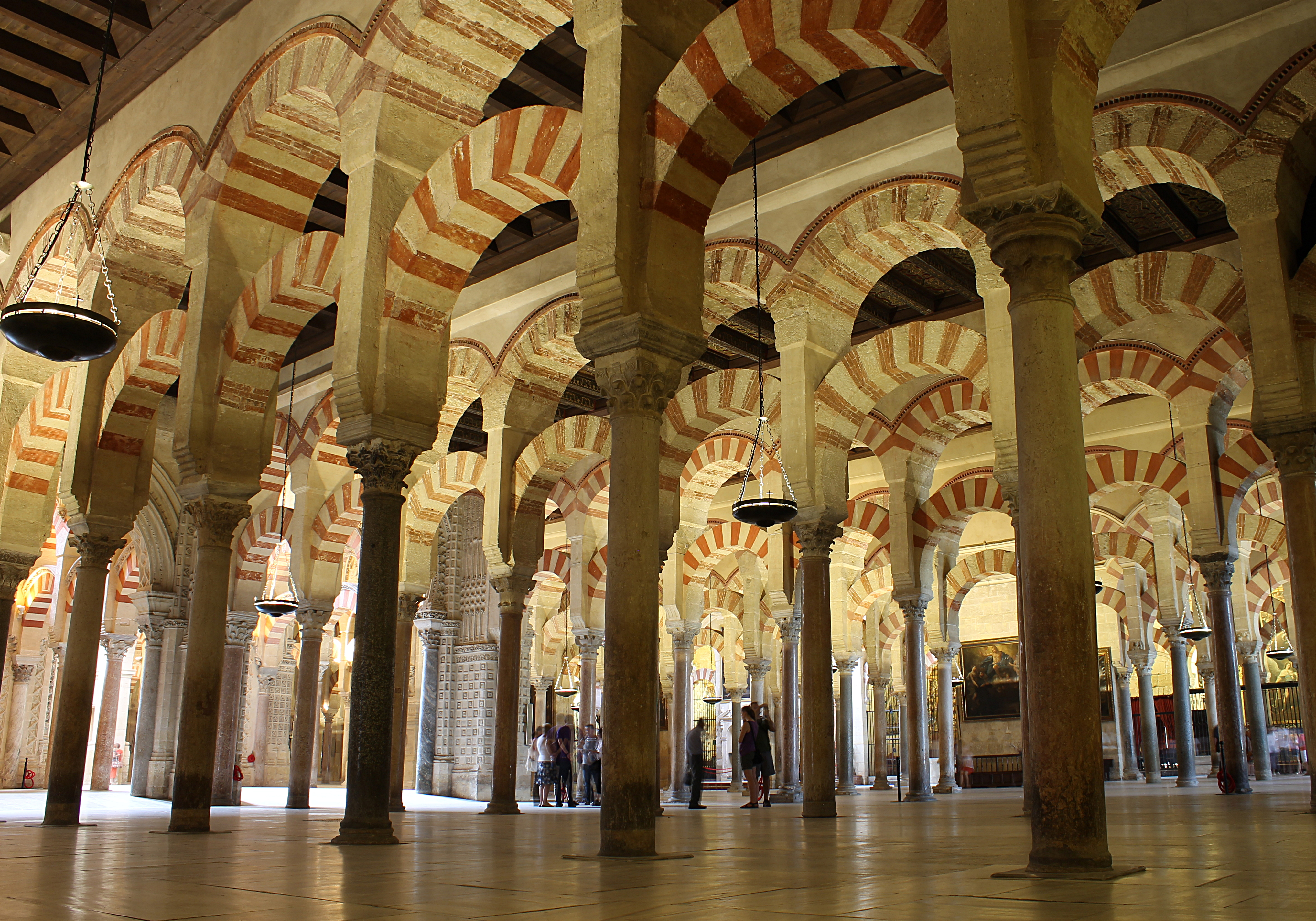
Las columnas y arcos de dos niveles en la sección más antigua de la Gran Mezquita de Córdoba en España, fundada en 785.

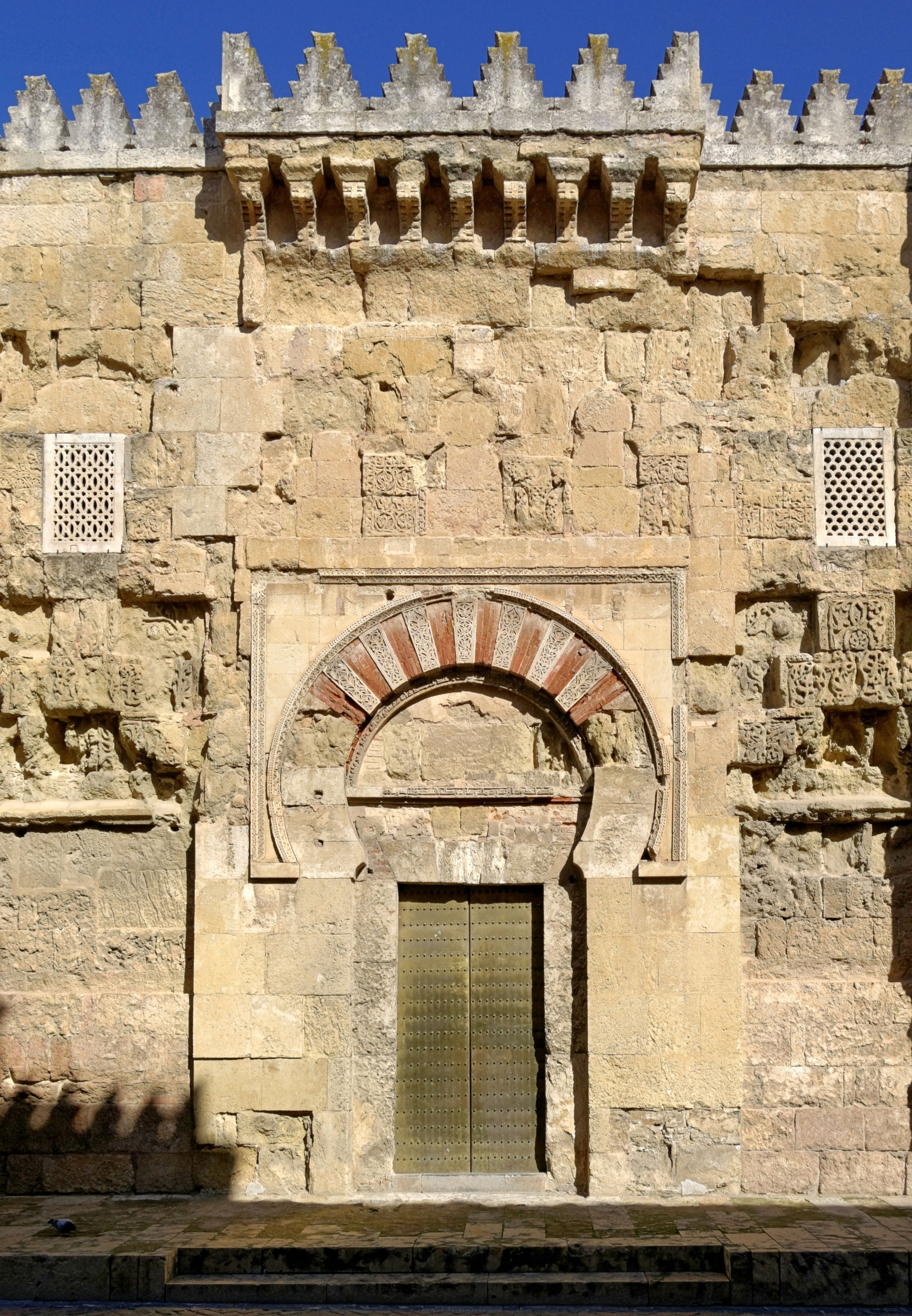
Bab al-Wuzara (o Puerta de San Esteban), una de las primeras puertas de la Gran Mezquita de Córdoba (finales del y principios del)

En 711, la mayor parte de la península ibérica, parte del reino visigodo en ese momento, era conquistada por un ejército musulmán (principalmente formado por bereberes) dirigido por Táriq ibn Ziyad, y pasó a ser conocida como al-Ándalus. La ciudad de Córdoba se convirtió en su capital. En 756 Abderramán I estableció ahí el Emirato de Córdoba independiente y en 785 también hizo construir la Gran Mezquita de Córdoba, uno de los monumentos arquitectónicos más importantes del mundo islámico occidental. La mezquita destacaba por su grandiosa sala hipóstila, compuesta por filas de columnas conectadas por niveles dobles de arcos (con arcos de herradura en el nivel inferior) compuestos de ladrillo rojo alternado con piedra de color claro. La mezquita fue posteriormente ampliada por Abderramán II en 836, quien conservó el diseño original al tiempo que ampliaba sus dimensiones. La mezquita fue nuevamente embellecida por sus sucesores Mohamed I, Al-Múndir y Abdalá I. Una de las puertas occidentales de la mezquita, conocida como Bab al-Wuzara (actualmente lleva el nombre de Puerta de San Esteban), data de este período y a menudo se observa como un importante prototipo de las formas y motivos de la arquitectura morisca posterior: el arco de herradura tiene dovelas que se alternan en color y decoración y el arco está situado dentro de un marco rectangular decorativo (alfiz). La influencia de la arquitectura clásica antigua se siente fuertemente en la arquitectura islámica durante este período temprano del Emirato de la península. El ejemplo más obvio de esto fue la reutilización de columnas y capiteles de períodos anteriores en la construcción inicial de la Gran Mezquita de Córdoba. Cuando se fabricaron nuevos capiteles ricamente tallados para la ampliación de la mezquita en el siglo IX, estos emularon la forma de los capiteles corintios clásicos.
En Sevilla, la Mezquita de Ibn Adabás fue fundada en 829 y fue considerada el segundo edificio musulmán más antiguo de España (después de la Gran Mezquita de Córdoba) hasta su demolición en 1671. Esta mezquita tenía una forma hipóstila compuesta por once naves divididas por hileras de arcos de ladrillo apoyados sobre columnas de mármol.: 144–145   De la breve presencia musulmana en el sur de Francia durante el siglo VIII, solo se han encontrado unas pocas estelas funerarias. En 1952, el arqueólogo francés Jean Lacam excavó elCour de la Madeleine ('Patio de Madeleine') en la Église Saint-Rustique de Narbona, donde descubrió restos que interpretó como los de una mezquita de la ocupación musulmana de Narbona en el siglo VIII.

#### Ifriqiya

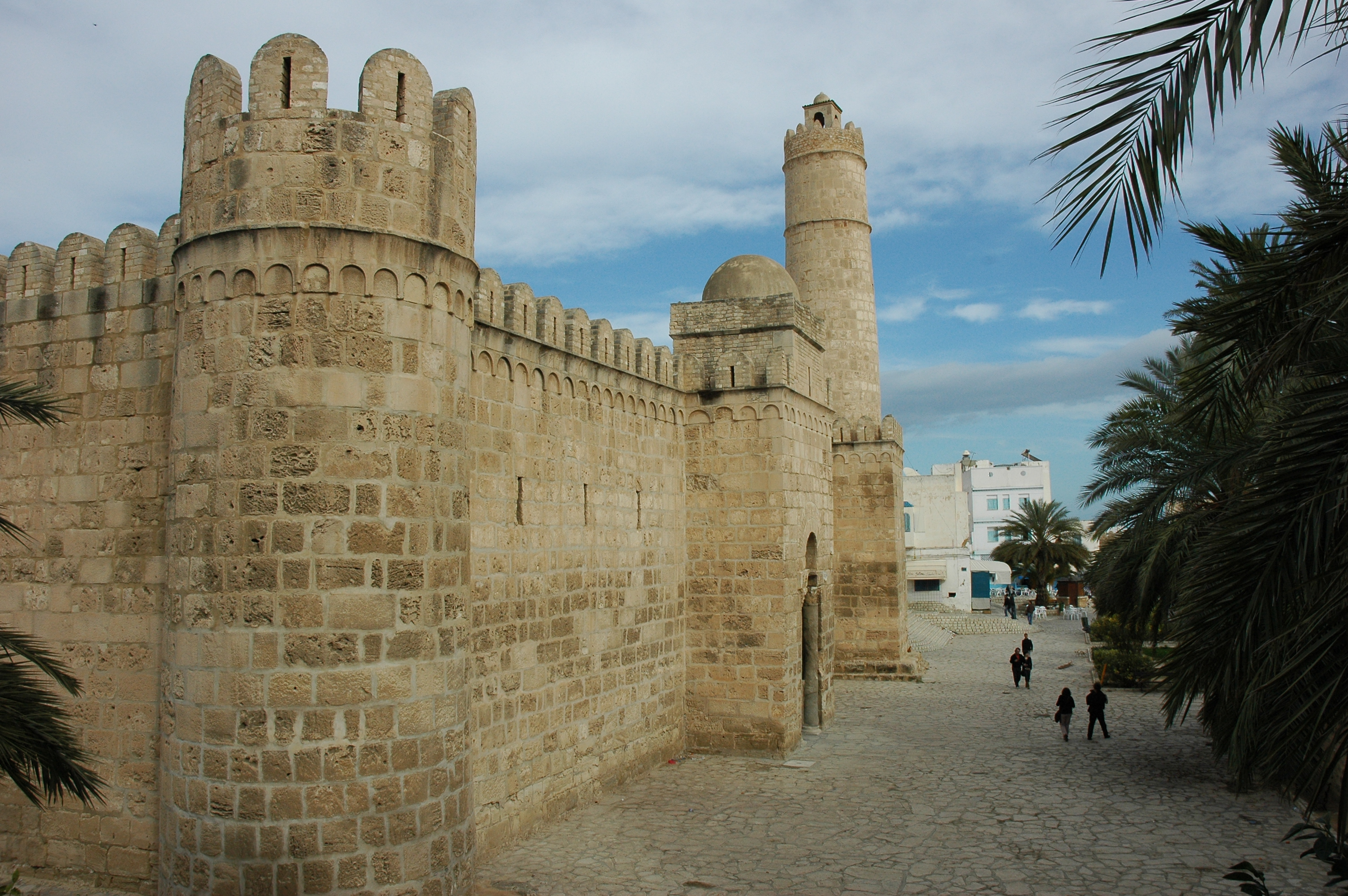
El Ribat de Susa en Túnez (finales del o principios del)

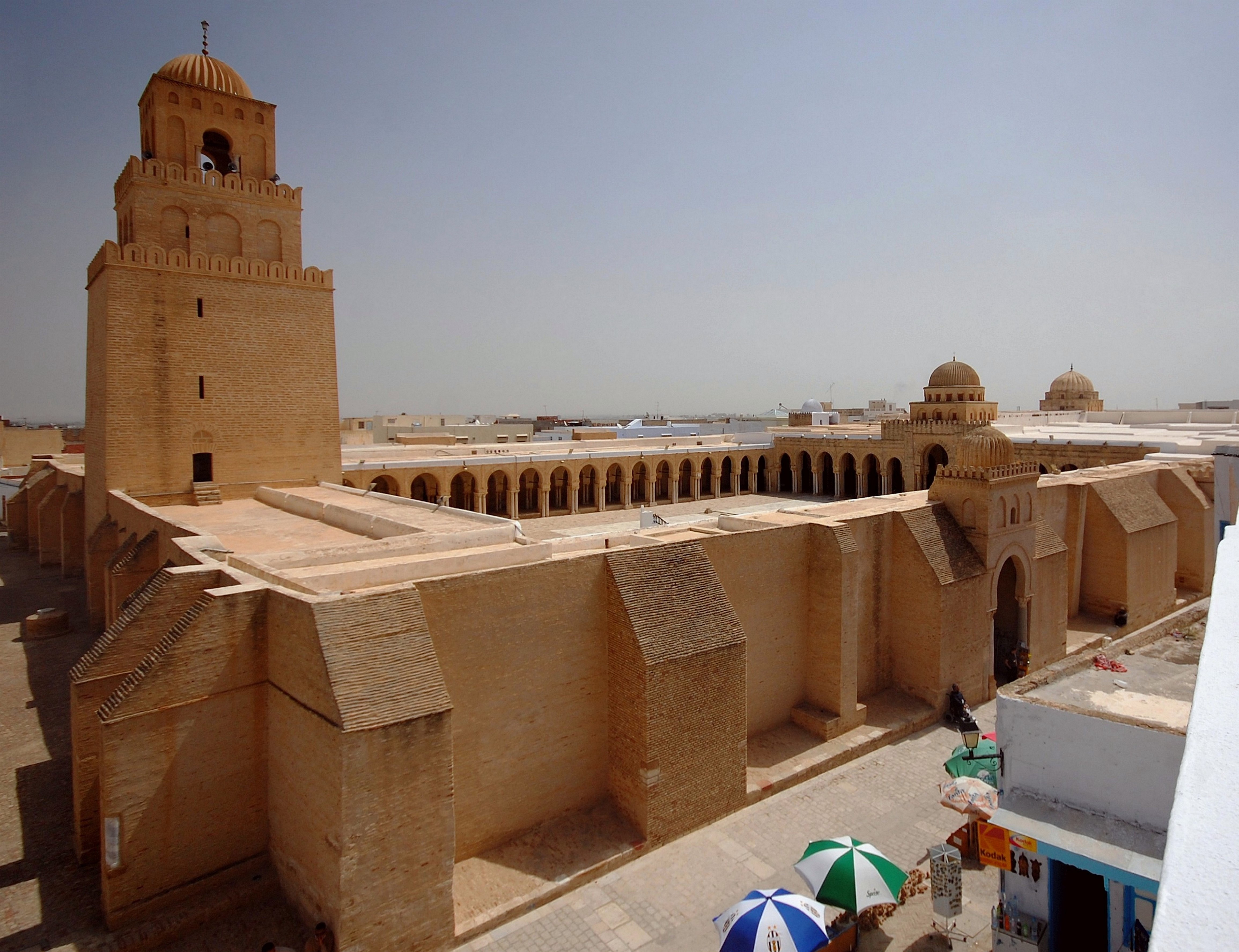
Vista de la Gran Mezquita de Kairuán en Túnez, originalmente fundada por Uqba ibn Nafi en 640 pero reconstruida por los aglabíes en el

En Ifriqiya, el Ribat de Susa y el Ribat de Monastir son dos edificaciones militares que datan de finales del siglo VIII, lo que los convierte en los monumentos de la era islámica más antiguos que se conservan en Túnez, aunque han sufrido modificaciones posteriores.  El Ribat de Susa contiene una pequeña sala abovedada con un mihrab (nicho que simboliza la Qibla, la dirección de la oración), que es la mezquita o sala de oración más antigua que se conserva en el norte de África. Otra pequeña sala de la fortaleza, situada sobre la puerta principal, está cubierta por una cúpula sostenida por pechinas, el ejemplo más antiguo de esta técnica de construcción en el norte de África islámico.  La alta torre cilíndrica del interior del ribat, probablemente destinada a ffaro, tiene una placa de mármol sobre su entrada con la inscripción del nombre de Ziyadat Allah I y la fecha 821, que a su vez es la inscripción monumental de la era islámica más antigua que se conserva en Túnez.

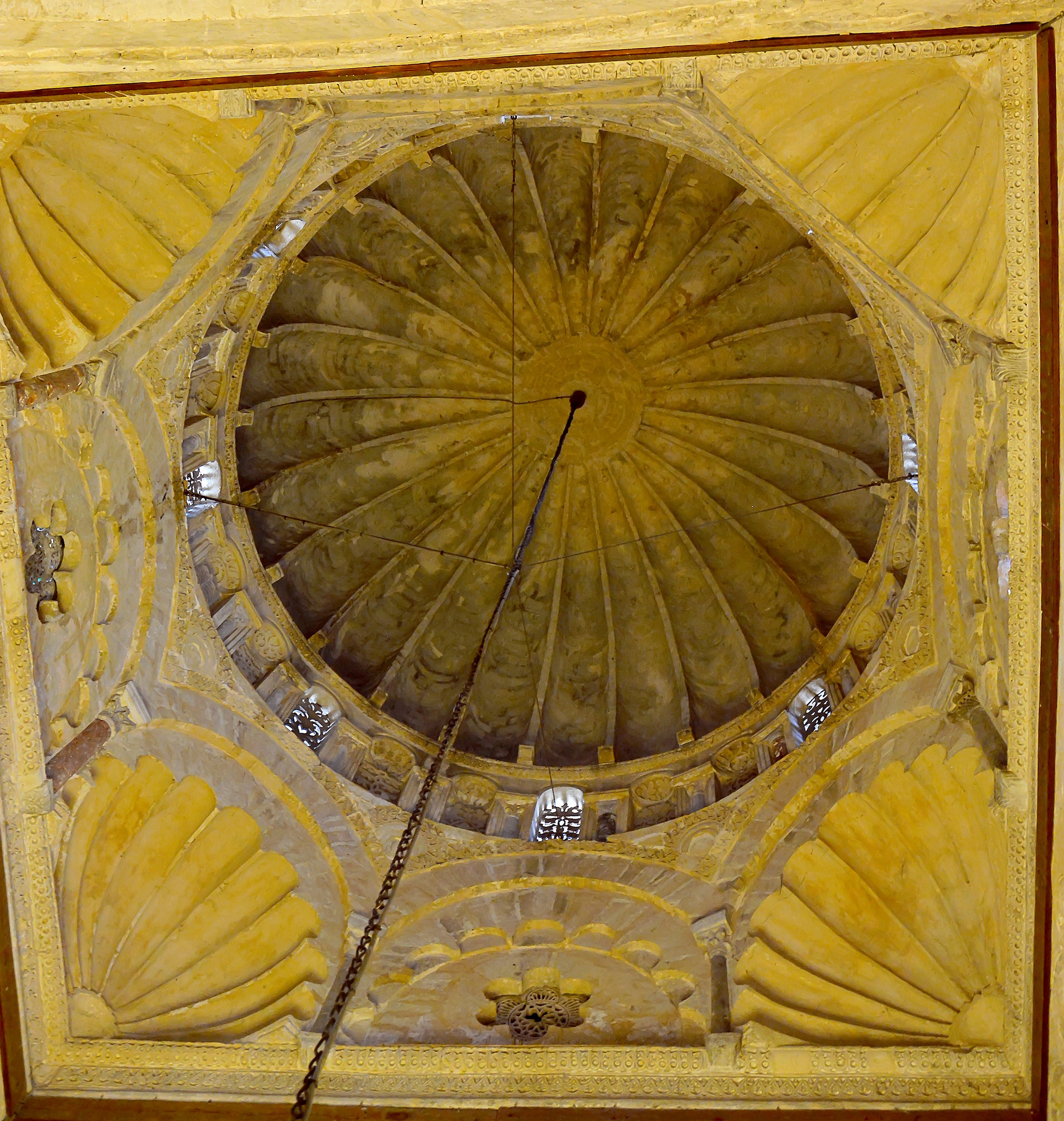
Cúpula enfrente del mihrab de la Gran Mezquita de Kairuán

En el siglo IX, la provincia de Ifriqiya, aunque nominalmente todavía permanecía bajo el control de los califas abasíes de Bagdad, estaba de facto gobernada por la dinastía aglabí. Los aglabíes fueron constructores importantes y erigieron muchos de los monumentos más antiguos de la era islámica de Túnez, incluidas estructuras militares como el ribat de Susa y el ribat de Monastir, edificios religiosos como la Gran Mezquita de Susa y la Gran Mezquita de Sfax, y obras de infraestructura práctica como los embalses aglabíes de Kairouán. También reconstruyeron la Gran Mezquita de Kairouán, cuya forma actual data mayoritariamente de esta época. Gran parte de su arquitectura, incluso sus mezquitas, tenían un aspecto pesado y casi parecido a una fortaleza, pero no obstante dejaron un legado artístico influyente. Por ejemplo, la Mezquita de Ibn Khayrun (también conocida como la "Mezquita de las Tres Puertas") posee lo que algunos consideran la fachada exterior decorada más antigua de la arquitectura islámica, con inscripciones de caligrafía cúfica talladas y motivos vegetales.
Uno de los monumentos aglabíes más importantes es la Gran Mezquita de Kairuán, que fue completamente reconstruida en 836 por el emir Ziyadat Allah I (r. 817-838), aunque posteriormente se efectuaron varias ampliaciones y reparaciones que complican la cronología de su construcción. Su diseño fue un importante punto de referencia en la historia arquitectónica de las mezquitas del Magreb.: 273  La mezquita cuenta con un enorme patio rectangular, una gran sala de oración hipóstila y un grueso minarete de tres pisos (torre desde la que se emite la Adhan, la llamada a la oración). El diseño de la sala de oración refleja un uso temprano del llamado "plano en T", en el que la nave central de la sala hipóstila (la que conduce al mihrab) y el pasillo transversal que corre a lo largo del muro de la qibla son más anchos que los otros pasillos y se cruzan frente al mihrab. El mihrab de la sala de oración es uno de los ejemplos más antiguos de su tipo, ricamente decorado con paneles de mármol tallados en motivos vegetales en alto relieve y con azulejos de cerámica con sobreesmalte y reflejo dorado.  Junto al mihrab se encuentra el minbar (púlpito) más antiguo que se conserva en el mundo, hecho de paneles de madera de teca ricamente tallados. Se cree que tanto los paneles tallados del minbar como las baldosas cerámicas del mihrab son importaciones del Irak abasí.  Una elegante cúpula frente al mihrab con un tambor elaboradamente decorado es uno de los aspectos arquitectónicos más destacados de este período. Su ligera construcción contrasta con la voluminosa estructura de la mezquita circundante, y el tambor de la cúpula está profusamente decorado con un friso de arcos ciegos, trompas talladas en forma de conchas y diversos motivos tallados en bajorrelieve. El minarete de la mezquita es el más antiguo que se conserva en el norte de África y el mundo islámico occidental. Su forma se inspiró en los antiguos faros romanos del norte de África, muy posiblemente en el faro de Salakta (Sullecthum) en particular.: 138 

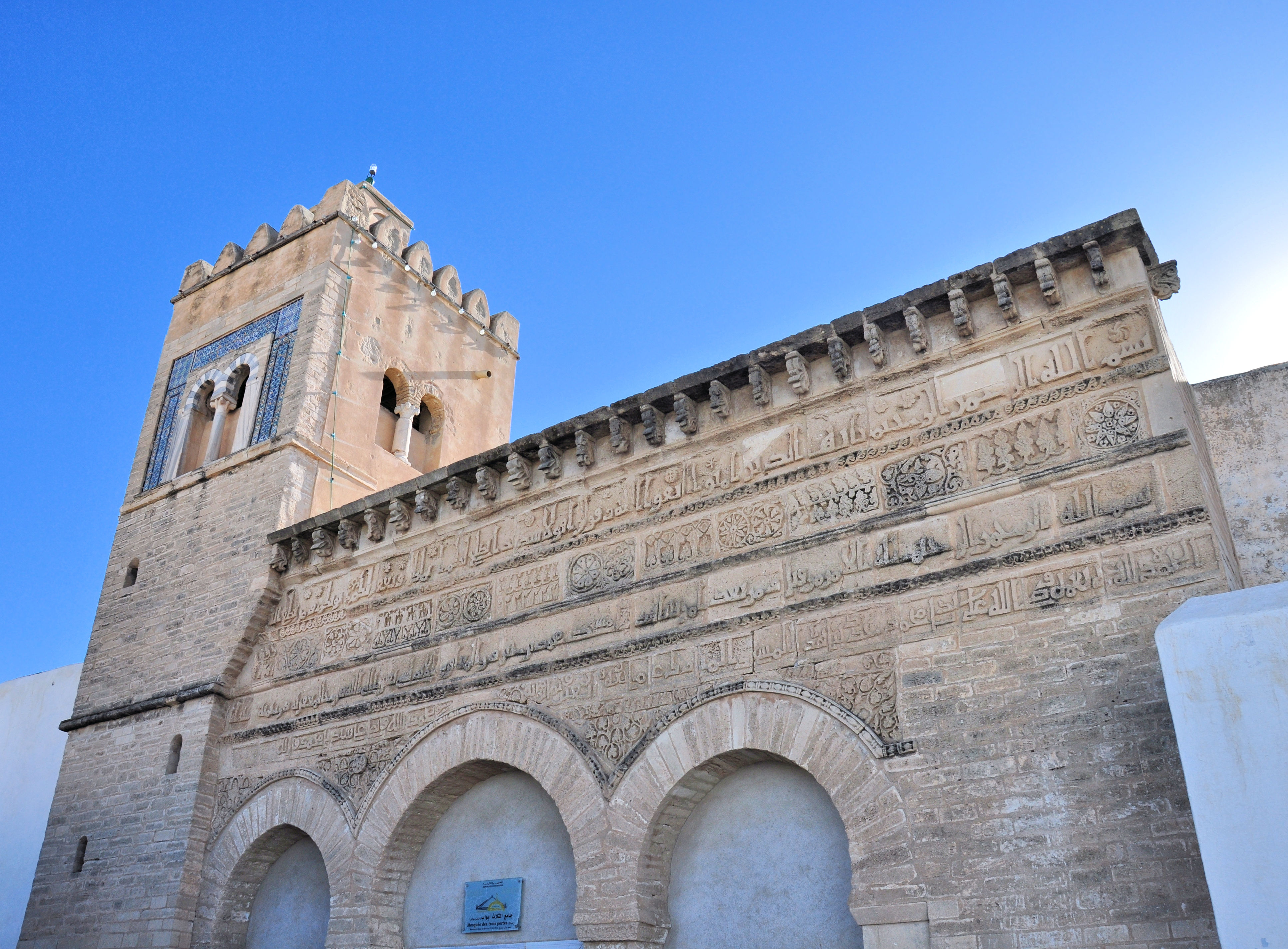
Fachada decorada de la Mezquita de Ibn Khayrun en Kairouan (866)

La Gran Mezquita de al-Zaytuna en Túnez, fundada alrededor del año 698, debe su forma actual a una reconstrucción durante el reinado del emir aglabí Abu Ibrahim Ahmad (r. 856-863). Su diseño es muy similar al de la Gran Mezquita de Kairuán.  Otras dos mezquitas congregacionales en Túnez, la Gran Mezquita de Sfax (circa 849) y la Gran Mezquita de Susa (851), también fueron construidas por los aglabíes, pero tienen formas diferentes.  La pequeña Mezquita de Ibn Khayrun en Kairuán (también conocida como la "Mezquita de las Tres Puertas"), que data del año 866 y fue encargada por un mecenas privado, posee lo que algunos consideran la fachada exterior decorada más antigua de la arquitectura islámica, con inscripciones cúficas talladas y motivos vegetales. Aparte de su fachada de piedra caliza, la mayor parte de la mezquita fue reconstruida en un período posterior.  Otra pequeña mezquita local de este período es la Mezquita de Bu Fatata en Susa, que data del reinado de Abu Iqal al-Aghlab ibn Ibrahim (r. 838-841), que cuenta con una sala de oración hipóstila con un pórtico exterior de tres arcos al frente. Tanto la mezquita de Ibn Khayrun como la de Bu Fatata son ejemplos tempranos de la mezquita de "nueve tramos", lo que significa que el interior tiene una planta cuadrada subdividida en nueve espacios cuadrados más pequeños, generalmente abovedados, dispuestos en tres filas de tres. Este tipo de distribución se encuentra posteriormente en al-Ándalus y en Asia Central, lo que sugiere que podría ser un diseño ampliamente difundido por los peregrinos musulmanes que regresaban de La Meca.

#### Magreb occidental y central
Más al oeste, la dinastía rustamita, compuesta por jariyitas ibadíes que no reconocieron a los califas abasíes, dominaba gran parte del Magreb central. Su capital, Tahart (cerca de la actual Tiaret), fue fundada en la segunda mitad del siglo VIII por Abd al-Rahman ibn Rustam y ocupada estacionalmente por sus habitantes seminómadas. Fue destruida por los fatimíes en 909, pero sus restos fueron excavados en el siglo XX. La ciudad estaba rodeada por una muralla fortificada con torres cuadradas intercaladas. Contaba con una mezquita hipóstila, una ciudadela fortificada en un terreno más elevado y una estructura palaciega con un gran patio similar al diseño de las casas tradicionales.
La islamización del actual Marruecos, el territorio más occidental del mundo musulmán (conocido como el Maghreb al-Aqsa),, solo se hizo definitiva con la llegada de la dinastía idrisí a finales del siglo VIII. Los idrísidas fundaron la ciudad de Fez, que se convirtió en su capital y en el principal centro político y cultural del temprano Marruecos islámico. En este período temprano, Marruecos también absorbió oleadas de inmigrantes llegados desde Túnez y al-Ándalus que trajeron influencias culturales y artísticas de sus países de origen.  Los primeros monumentos conocidos de la era islámica en Marruecos, como la Universidad de Qarawiyyin y la Mezquita Andalusí en Fez, fundadas en el siglo IX, se construyeron en forma hipóstila y también hicieron uso del arco de herradura, pero las propias estructuras fueron reconstruidas durante expansiones posteriores.: 9–11 : 9  Estos edificios reflejan influencias tempranas de otros monumentos importantes, como la Gran Mezquita de Kairouán y la Gran Mezquita de Córdoba.
El diseño de otras dos mezquitas de esta época, la Mezquita de Agadir y la Mezquita de Aghmat, se conoce gracias a las investigaciones arqueológicas modernas. La Mezquita de Agadir fue fundada en 790 por Idris I en el sitio de la antigua ciudad romana de Pomeria (actual Tlemcenen Argelia), mientras que la Mezquita de Aghmat, una ciudad a unos 30 km al sureste de la actual Marrakech, fue fundada en 859 por Wattas Ibn Kardus. Ambas eran también mezquitas hipóstilas con salas de oración sostenidas por filas de pilares.

### Los califatos rivales (sigloX)

#### El Califato de Córdoba (siglosX-XI)

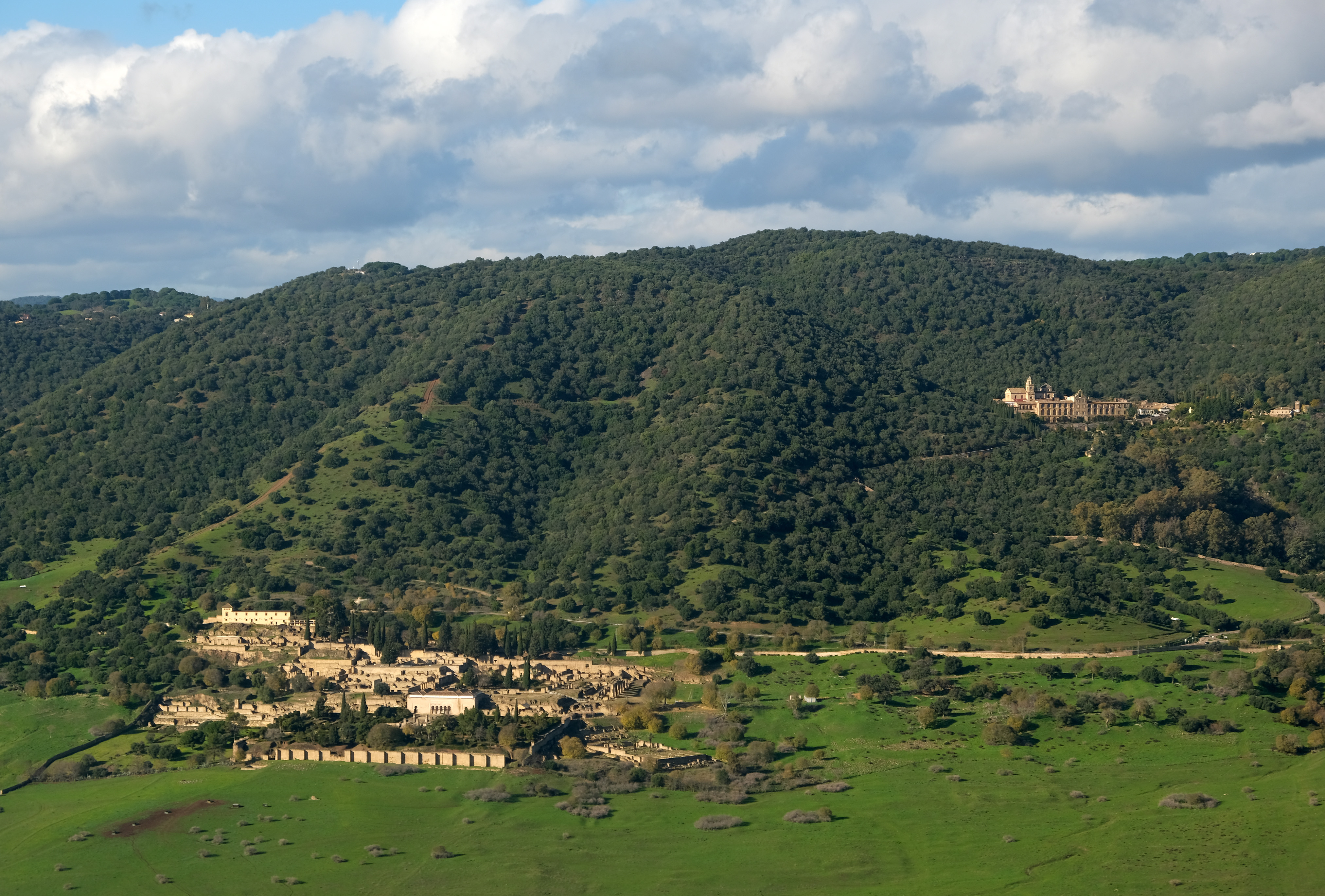
Vista de Medina Azahara sobre Sierra Morena (a la dcha, monasterio de San Jerónimo de Valparaíso

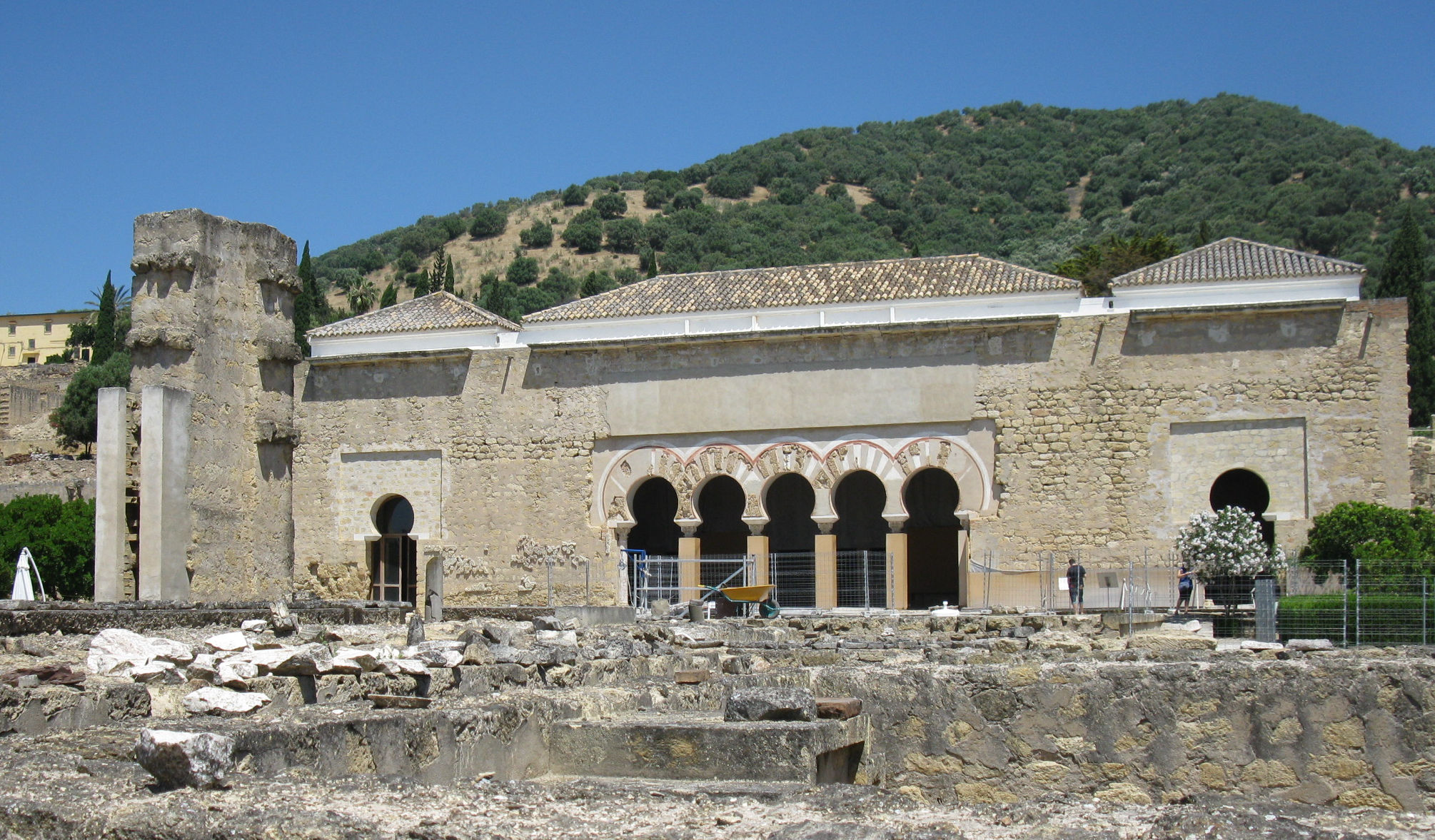
Exterior del Salón Rico en Medina Azahara

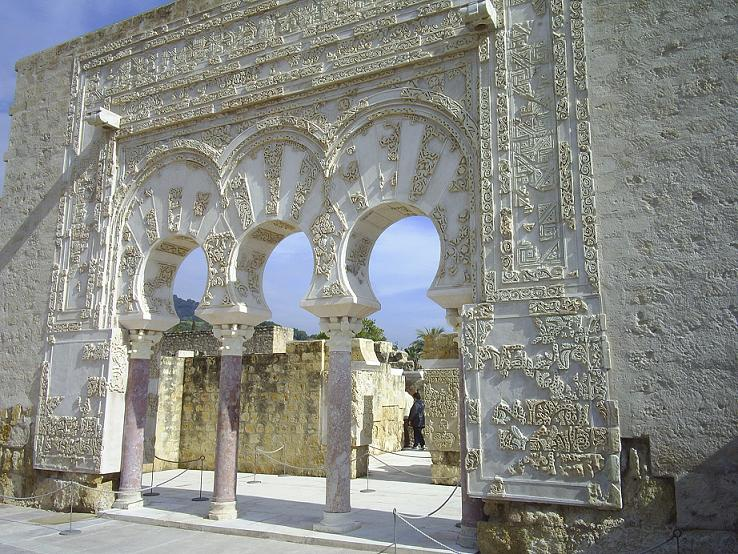
Puerta del primer ministro, Medina Azahara

En el año 936, Abderramán III autoproclamó un nuevo califato en al-Ándalus e inauguró el apogeo del poder andalusí en la región. Siguiendo la tradición oriental, según la cual cada monarca construía como símbolo de prestigio su propia residencia palatina, decidió fundar ese mismo año la ciudad aúlica de Medina Azahara (castellanización del árabe Madīnat al-Zahrā) y eligió, a pocos kilómetros de Córdoba, un amplio sitio en suave pendiente  en las faldas de Sierra Morena. Las obras continuaron durante décadas en su reinado, siendo completadas por su primogénito, al-Hakam II (r. 961-976) si bien su esplendor fue efímero acabando con la ciudad las primeras revueltas de 1010 que concluyeron con la caída del califato. El sitio fue destruido y saqueado, cayendo en el olvido durante más mil años, hasta su redescubrimiento en el primer tercio del siglo XX, cuando fue excavado desde 1911. En 2018 ha sido declarado  como Patrimonio de la Humanidad de la Unesco.
El  recinto amurallado fue dividido en tres niveles aterrazados: en el nivel más alto se dispusieron las residencias palatinas, en el nivel inferior los edificios oficiales y las viviendas de altos funcionarios, y en el nivel más bajo, y más grande, habitaban trabajadores comunes, artesanos y soldados y estaban la mezquita congregacional, los mercados, los baños, casa de la moneda, y también los jardines públicos y un parque zoológico.  El edificio más lujoso descubierto hasta ahora, el salón de recepción de Abderramán III denominado Salón Rico, tiene como frente unos jardines hundidos y con estanques reflectantes en una terraza con vista al paisaje de abajo. Su sala principal es un espacio rectangular dividido en tres naves por dos filas de arcos de herradura y casi todas las superficies de las paredes están cubiertas de una excepcional decoración tallada en piedra con motivos geométricos y del árbol de la vida.  Si bien los gobernantes y las élites omeyas de Córdoba construyeron fincas con jardines antes de esto, los jardines de Madinat al-Zahra son el ejemplo arqueológicamente documentado más antiguo de jardines divididos geométricamente (relacionados con el tipo chahar bagh) en el mundo islámico occidental, entre los ejemplos más antiguos del mundo islámico en general, y el ejemplo más antiguo conocido que combina este tipo de jardín con un sistema de terrazas.: 45–47 
La decoración y la artesanía andalusíes de este período se estandarizaron. Si bien las inspiraciones clásicas aún están presentes, se interpretan con mayor libertad y se mezclan con influencias de Oriente Medio, incluyendo antiguos motivos sasánidas o, más recientemente, abasíes. Esto se ve, por ejemplo, en los motivos vegetales estilizados intrincadamente tallados en los paneles de piedra caliza de las paredes de Madinat al-Zahra. También fue en Madinat al-Zahra donde se formalizó el estilo "califal" del arco de herradura: la curva del arco forma aproximadamente tres cuartos de círculo, las dovelas están alineadas con las impostas en lugar de con el centro del arco, la curva del extradós está "peraltada" en relación con la del intradós y el arco se encuentra dentro de un alfiz decorativo. También se desarrollan especialmente la técnica del ataurique para la decoración parietal de los salones y estancias, así como se consolida el denominado capitel de avispero como símbolo de la arquitectura califal.

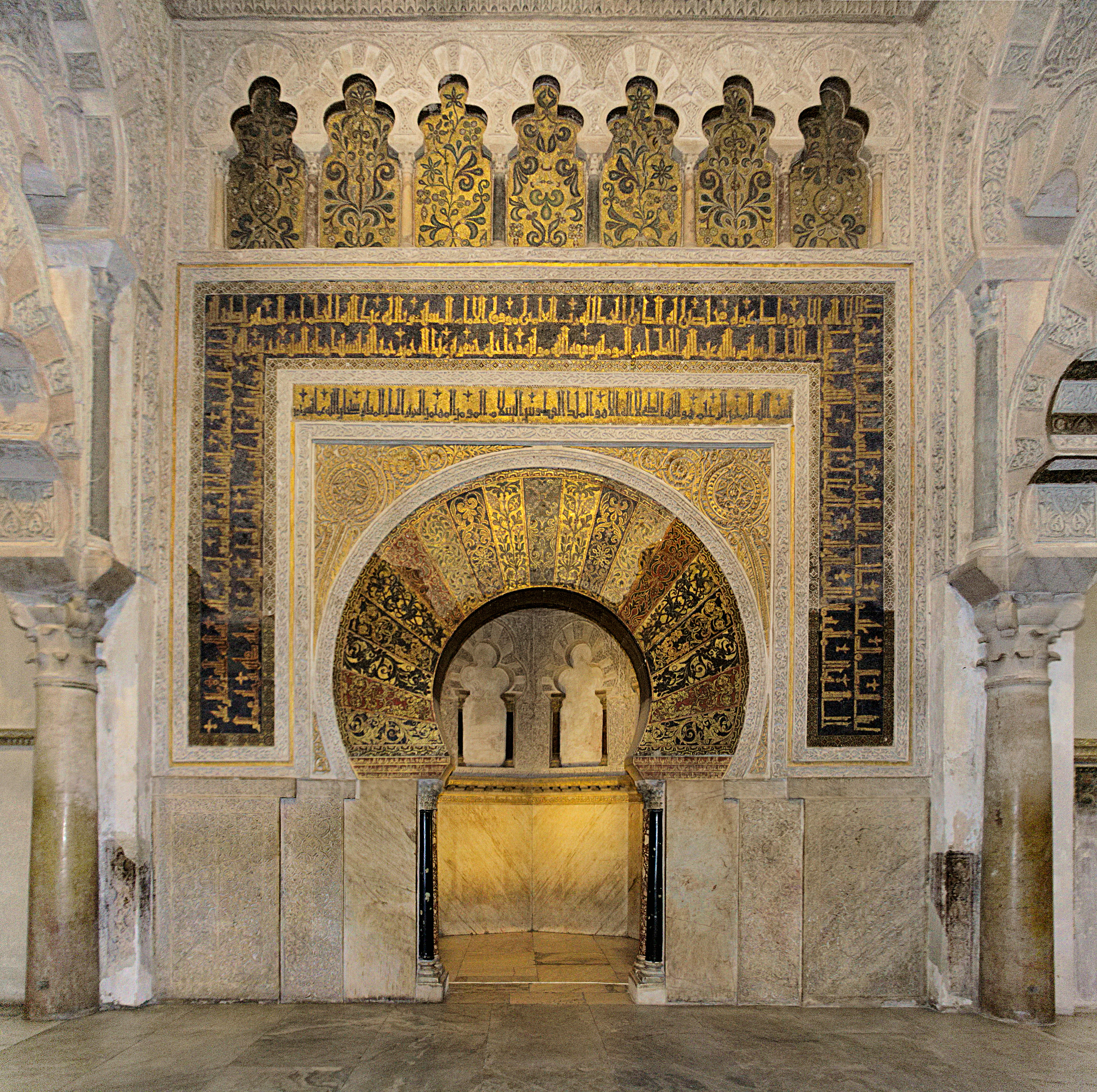
Mihrab decorado con mosaicos (centro) y los arcos entrelazados de la macsura (izqda. y dcha.) en la Gran Mezquita de Córdoba, en la ampliación de Alhakén II después de 962

De vuelta en Córdoba, Abderramán III también amplió el patio (sahn) de la Gran Mezquita y construyó su primer alminar o minarete verdadero (una torre desde la que se llamaba al rezo). El minarete, con una forma cuboide de unos 47 m de altura, se convirtió en el modelo seguido para los minaretes posteriores en la región. Al-Hakam II, el hijo culto de Abderramán III,  amplió aún más la sala de oración de la mezquita, a partir de 962. La dotó de algunas de sus innovaciones y florituras arquitectónicas más significativas, como una maqsura rodeada por arcos arcos polilobulados entrecruzados, cuatro cúpulas nervadas ornamentadas y un mihrab ricamente ornamentado con mosaicos dorados de influencia bizantina.
Una obra mucho más pequeña pero históricamente notable, fue la Mezquita de Bab al-Mardum (más tarde conocida como la iglesia del Santo Cristo de la Luz) en Toledo, que presenta una gran variedad de cúpulas nervadas que descansan sobre arcos de herradura y una fachada exterior de ladrillo con bajorrelieves conteniendo inscripciones en árabe. Otros monumentos del período califal en Al-Ándalus son varias de las puertas de la ciudad vieja de Toledo (por ejemplo, la Puerta Antigua de Bisagra), la antigua mezquita (y más tarde el monasterio) de Almonaster la Real —la única mezquita andalusí que se ha conservado casi intacta en España en una zona rural, construida entre los siglos IX y X, con material de acarreo procedente de una basílica visigoda anterior—, el castillo de Tarifa, el castillo de Baños de la Encina (cerca de Sevilla), los baños califales de Córdoba, y, posiblemente, los Baños Árabes de Jaén.
En el siglo X, gran parte del norte de Marruecos también entró directamente en la esfera de influencia del Califato de Córdoba Omeya, con la competencia del Califato fatimí más al este. Las primeras contribuciones a la arquitectura marroquí de este período incluyen las ampliaciones de las mezquitas Qarawiyyin y Andalusí en Fez y la adición de sus minaretes de planta cuadrada, realizada bajo el patrocinio de Abderramán III y siguiendo el ejemplo del minarete que construyó para la Gran Mezquita de Córdoba.

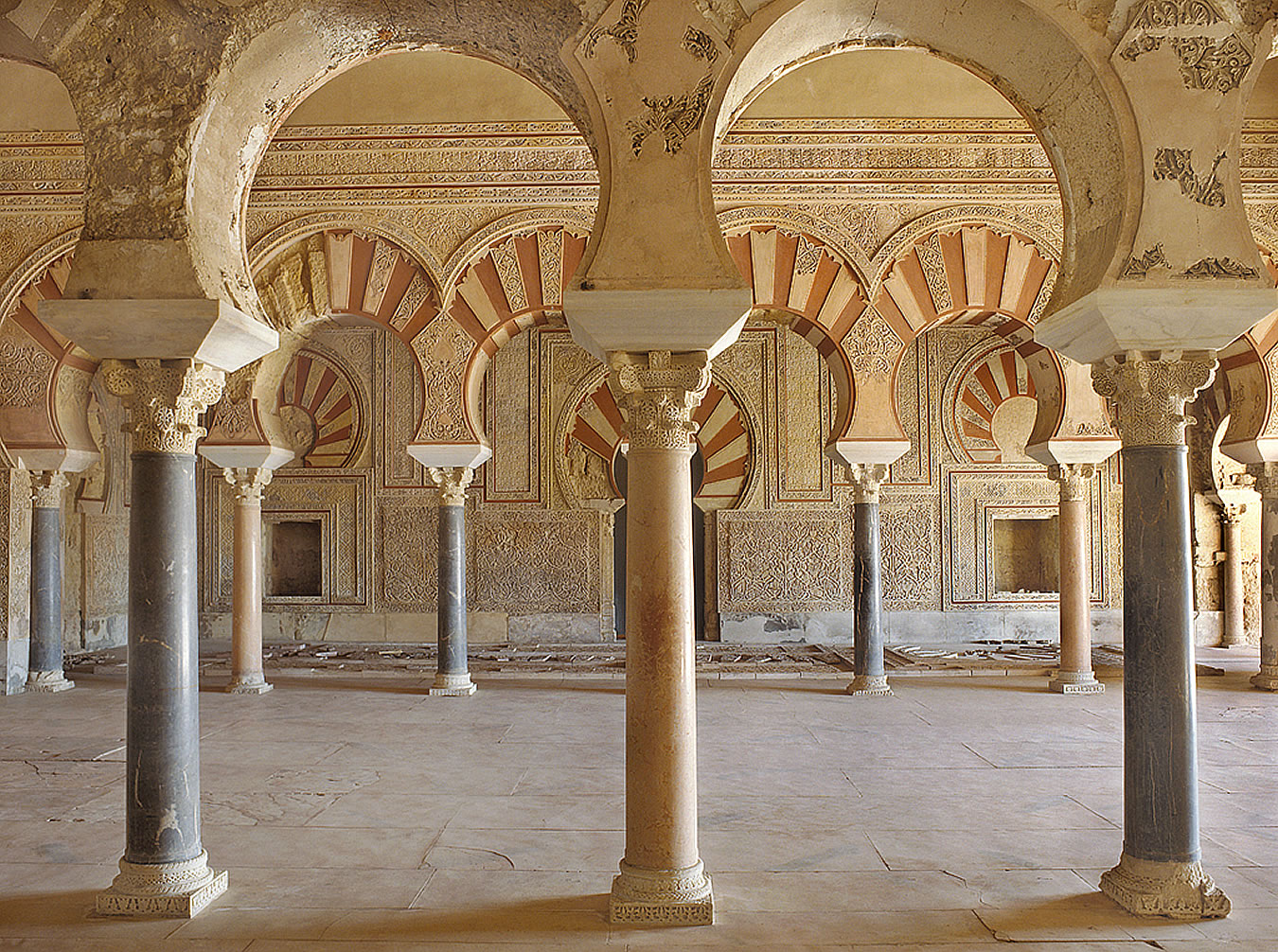
Interior del Salón de Abderramán III (953-957) en Medina Azahara
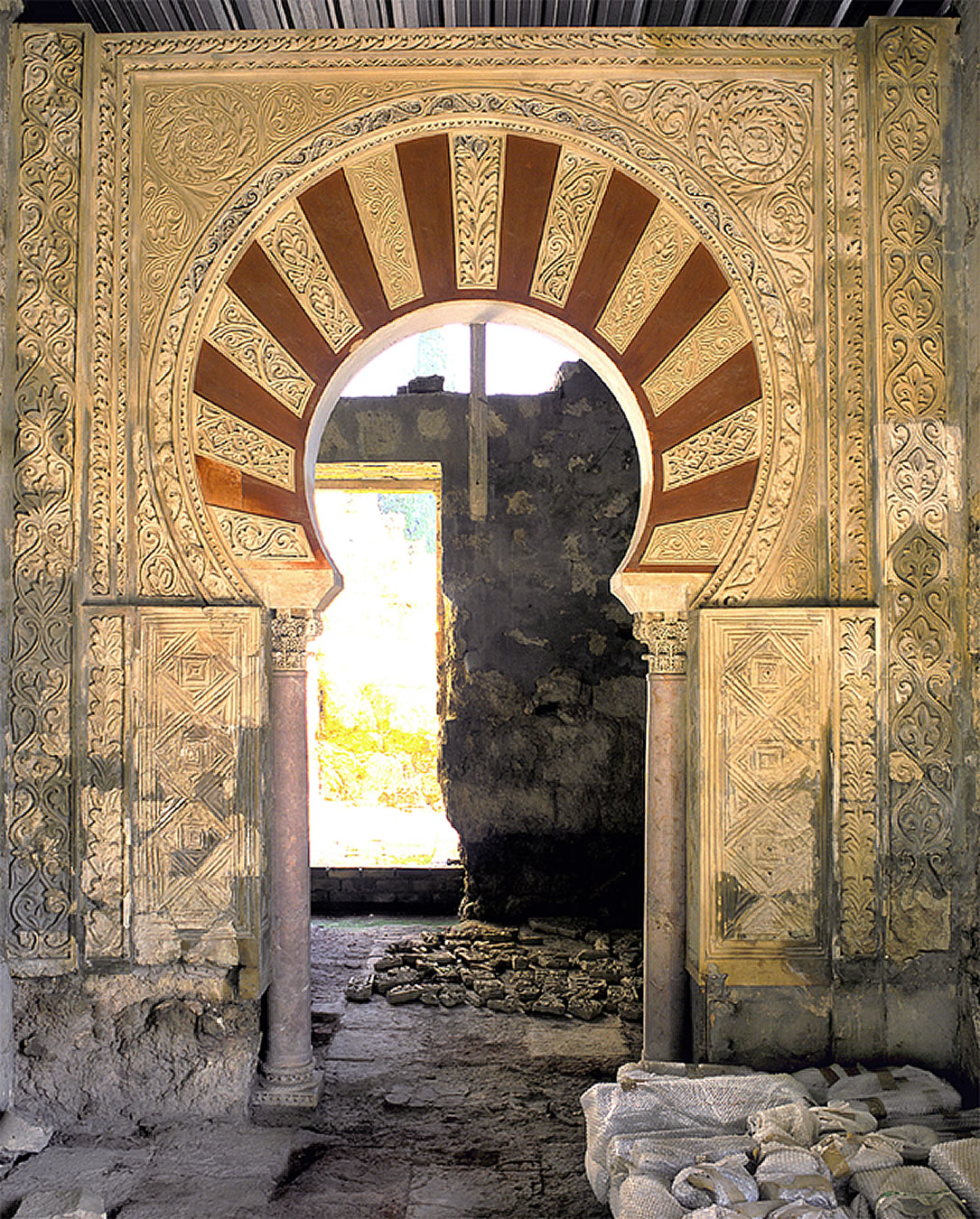
Alcoba de la Casa Real, Medina Azahara
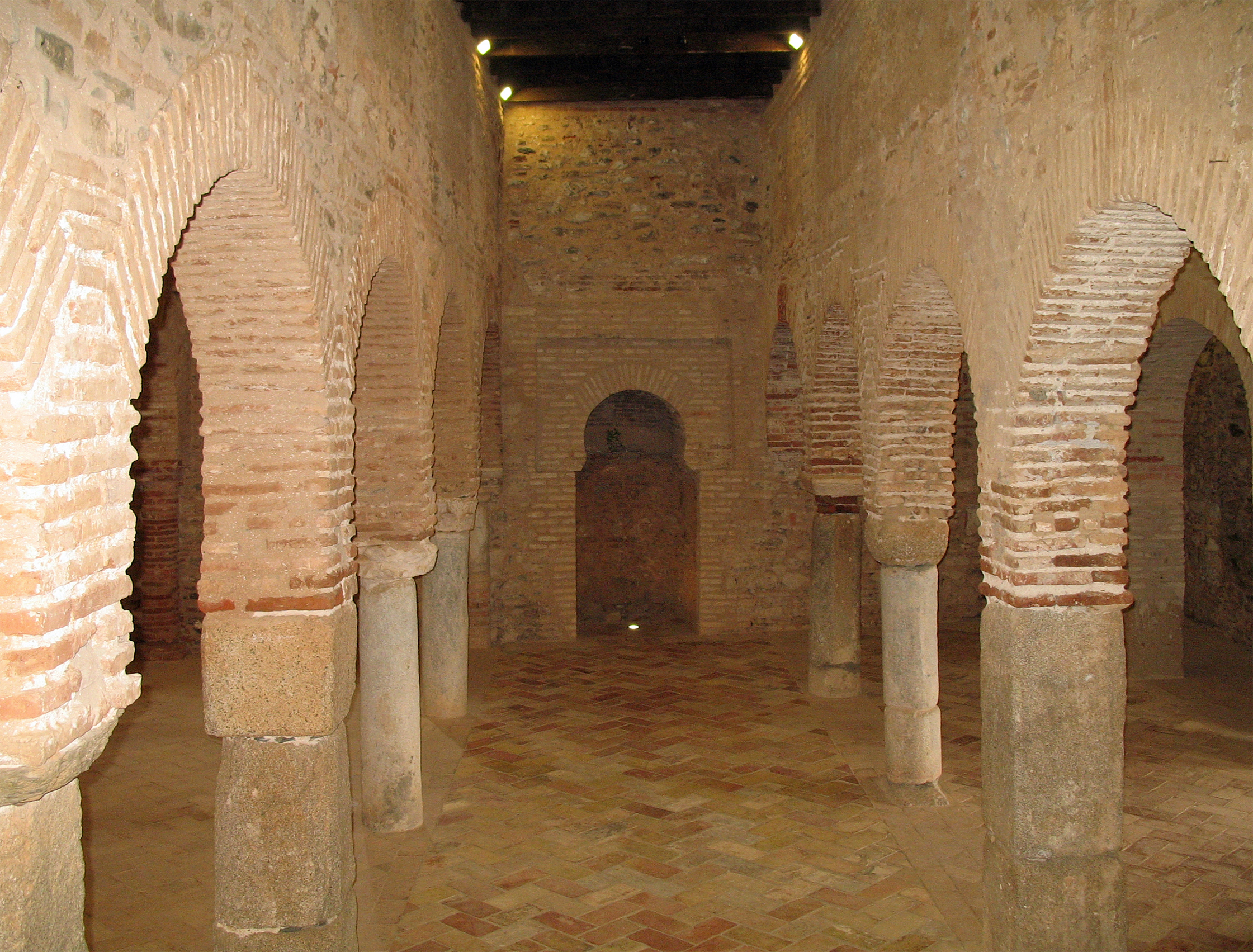
Naves de la Mezquita de Almonaster la Real, con el mihrab al fondo  (Huelva)
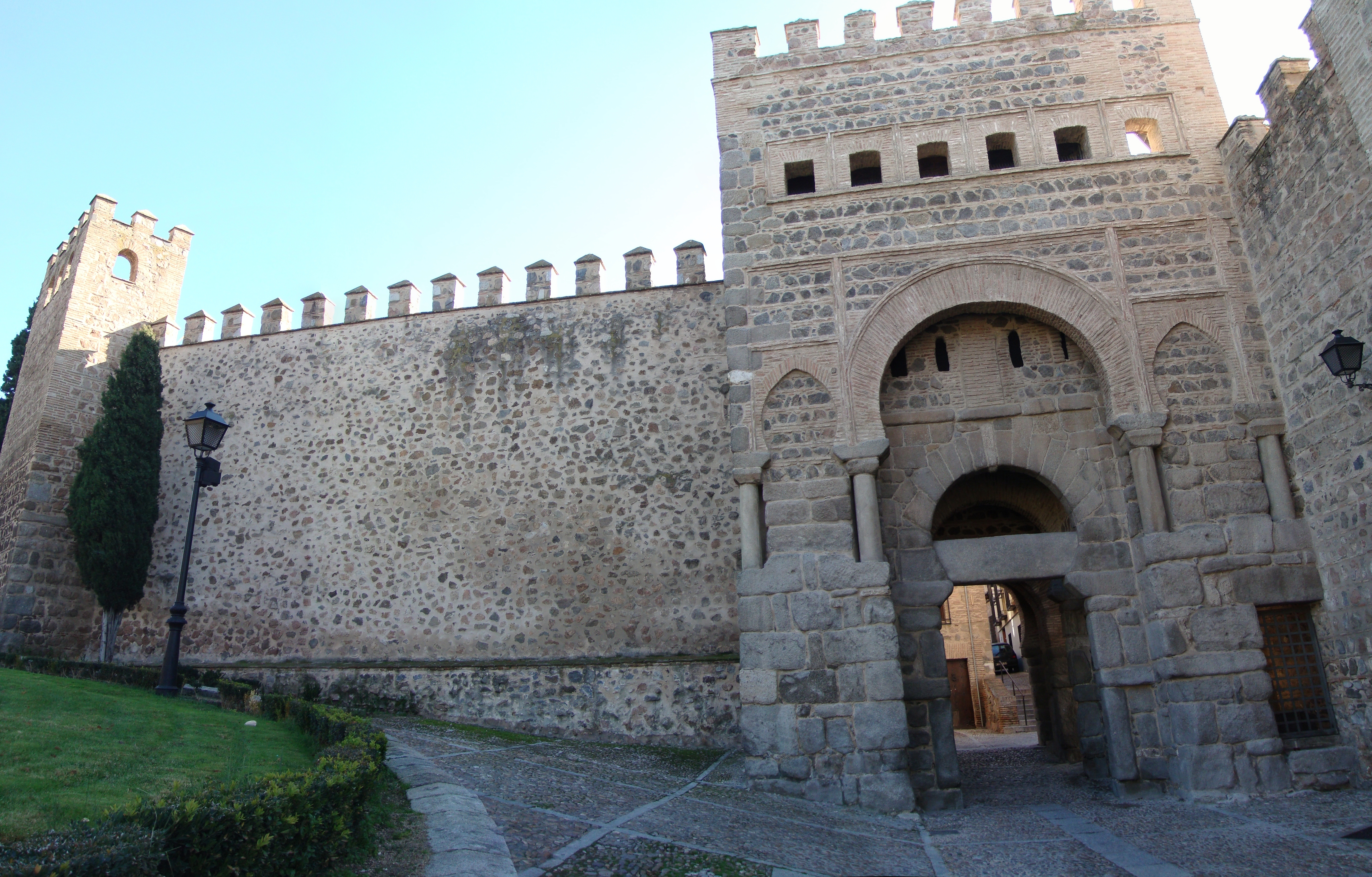
Puerta Vieja de Bisagra (Toledo, X)
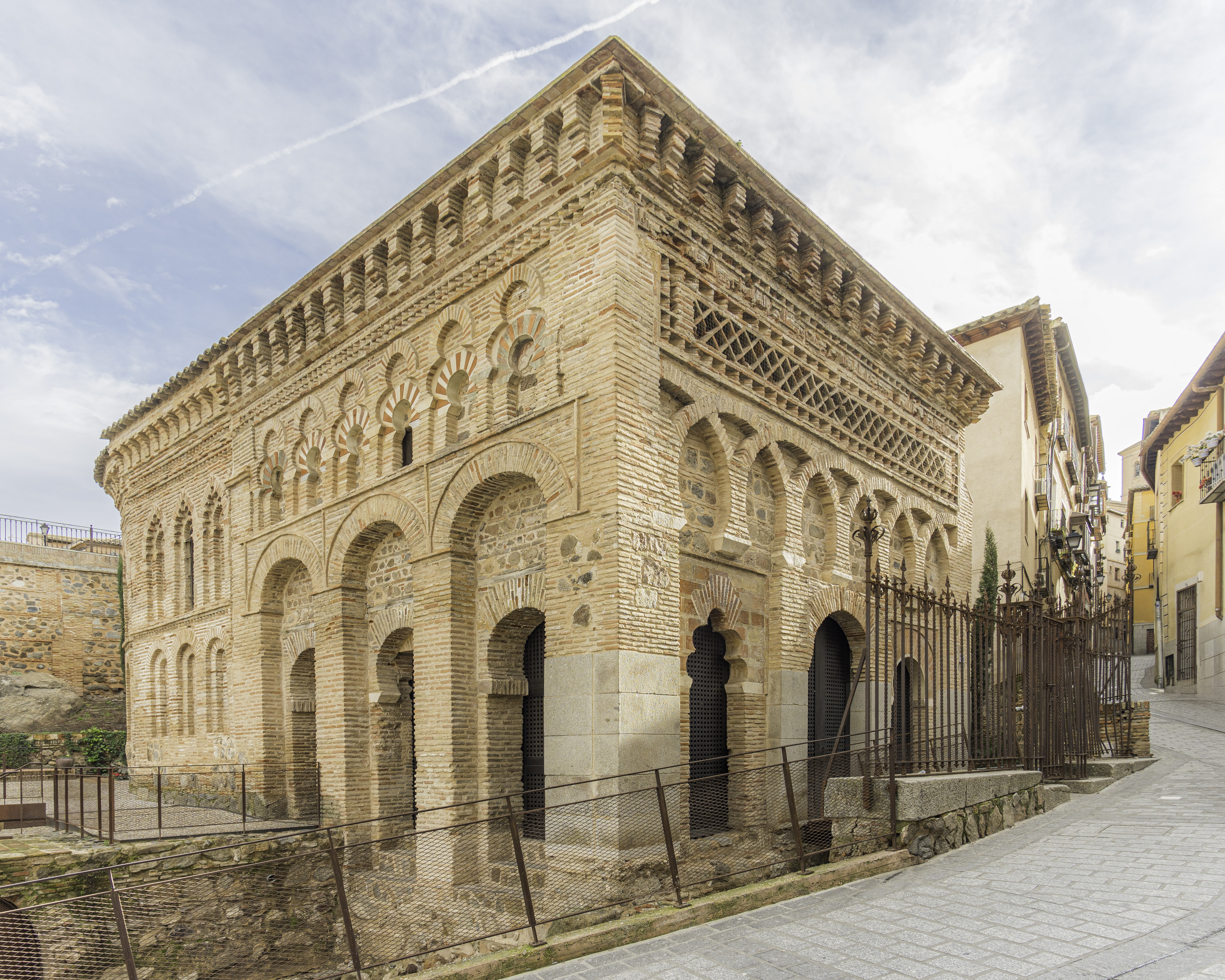
Mezquita de Bab al-Mardum (acabada en 999) (ahora  iglesia del Santo Cristo de la Luz, Toledo)

#### El califato fatimí

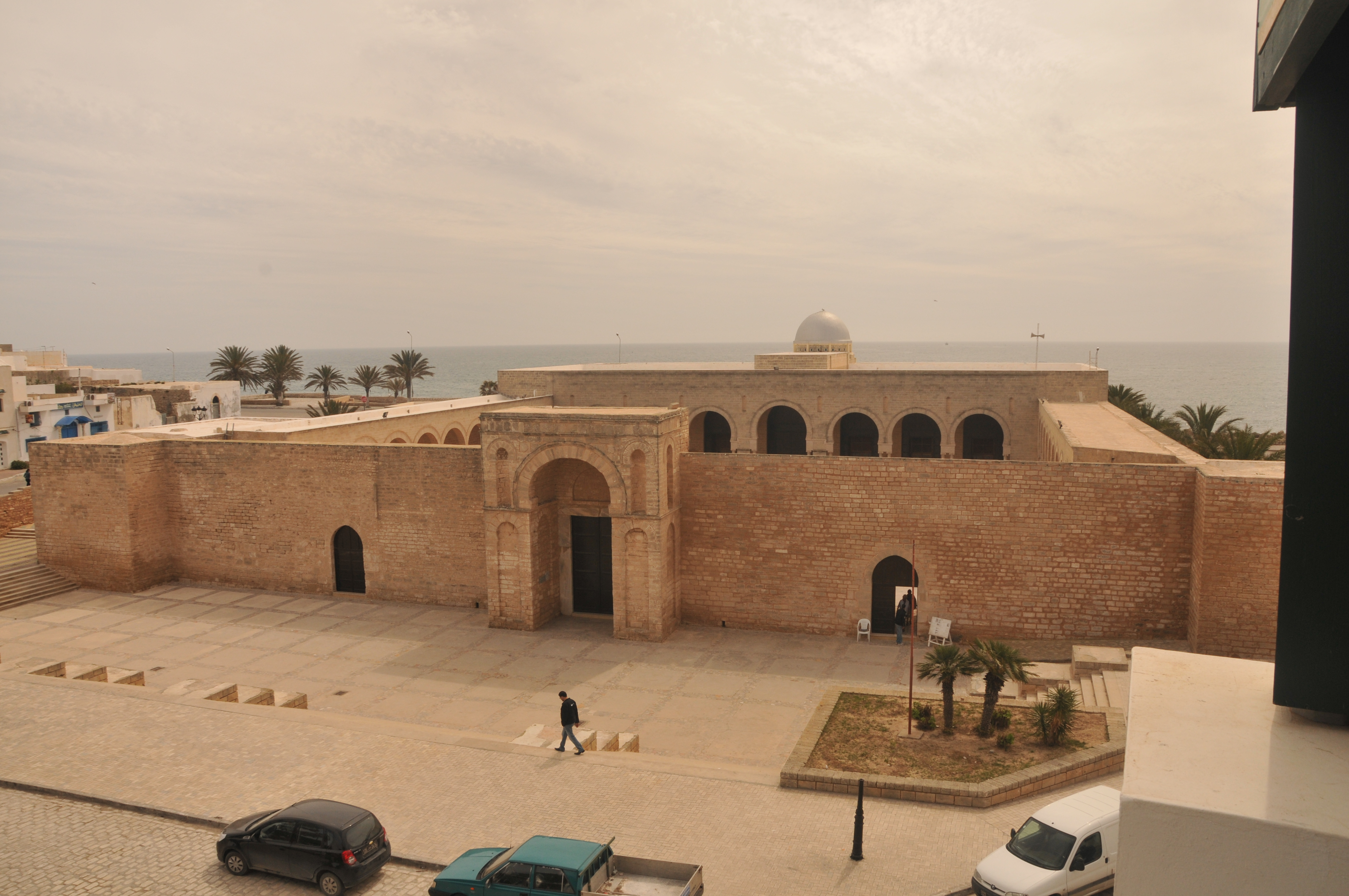
Entrada principal original de la fatimí Gran Mezquita de Mahdía

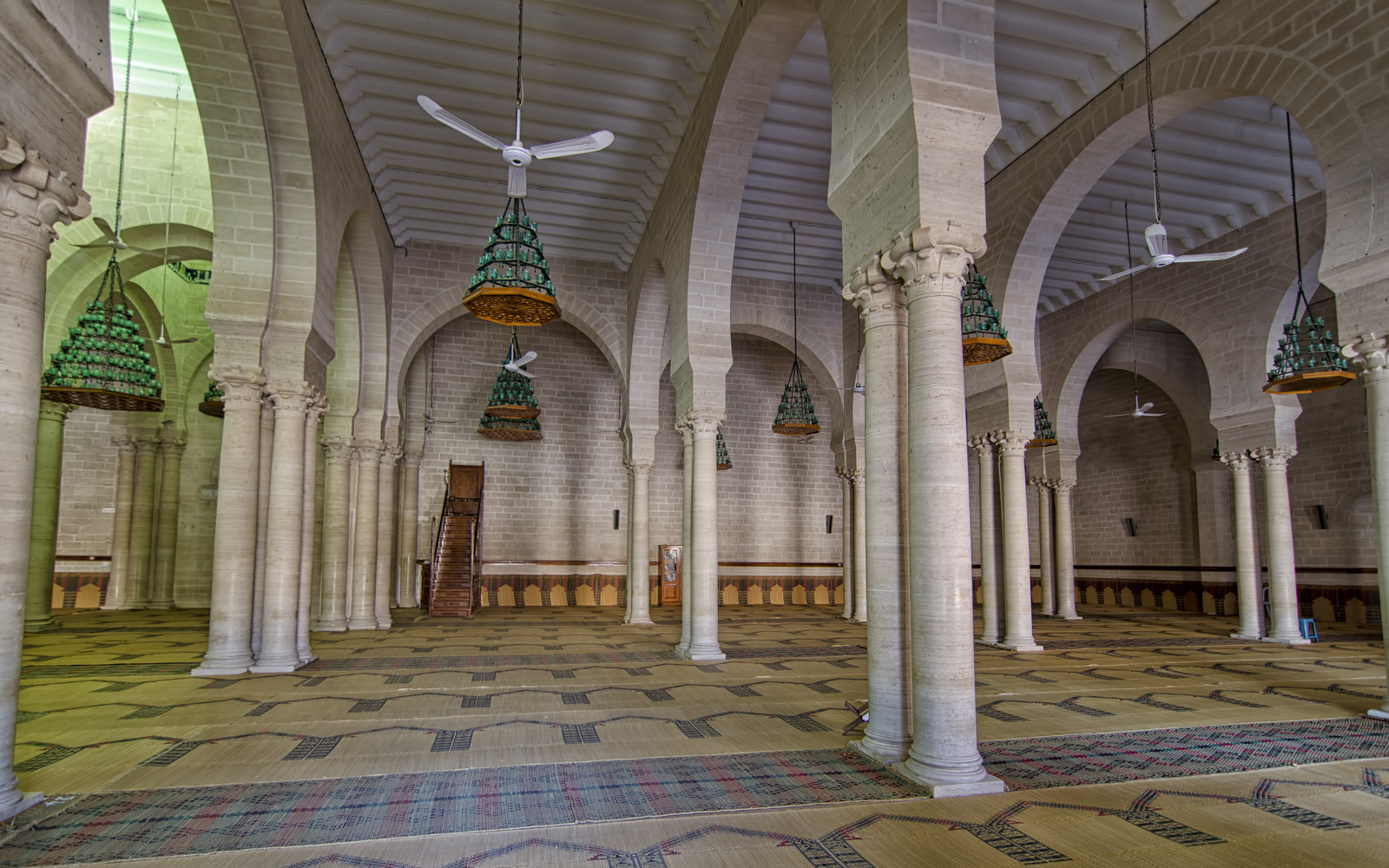
Sala de oración de la mezquita de Mahdía, mostrando columnas hermanadas.

En Ifriqiya, los fatimíes también construyeron extensamente, sobre todo con la creación de una nueva capital fortificada en la costa, Mahdia. La construcción comenzó en 916 y la nueva ciudad se inauguró oficialmente el 20 de febrero de 921, aunque algunas obras continuaron. Además de sus pesadas murallas fortificadas, la ciudad incluía los palacios fatimíes, un puerto artificial y una mezquita congregacional (la Gran Mezquita de Mahdía). Gran parte de esto no ha sobrevivido hasta nuestros días. Se han descubierto fragmentos de pavimentos de mosaico de los palacios en excavaciones modernas.  La mezquita es uno de los monumentos fatimíes mejor conservados del Magreb, aunque también ha sufrido graves daños con el tiempo y fue reconstruida en gran parte por arqueólogos en la década de 1960. Consiste en una sala de oración hipóstila con un patio aproximadamente cuadrado. La entrada principal original de la mezquita, un portal monumental que sobresalía de la muralla, era relativamente inusual en su época y podría haberse inspirado en los antiguos arcos de triunfo romanos. Otra característica inusual era la ausencia de un minarete, lo que podría reflejar el rechazo inicial de los fatimíes a tales estructuras, considerándolas innovaciones innecesarias.
En 946, los fatimíes comenzaron la construcción de una nueva capital, Al-Mansuriya, cerca de Kairuán. A diferencia de Mahdia, construida con consideraciones más estratégicas y defensivas, esta capital se construyó como una muestra de poder y riqueza. La ciudad tenía una planta circular con el palacio del califa en el centro, posiblemente inspirado en la ciudad redonda de Bagdad. Aunque solo se han descubierto escasos restos de la ciudad, parece diferir de los palacios fatimíes anteriores en su amplio uso del agua. Una edificación excavada contaba con un vasto patio rectangular ocupado principalmente por una gran piscina. Este uso del agua recordaba a los anteriores palacios aglabíes de la cercana Raqqada y a los palacios contemporáneos de Madinat al-Zahra, pero no a los antiguos palacios omeyas y abasíes más al este, lo que sugiere que las muestras de obras hidráulicas estaban evolucionando como símbolos de poder en el Magreb y al-Ándalus.

### Fragmentación política (sigloXI)

#### Las taifas en Al-Ándalus

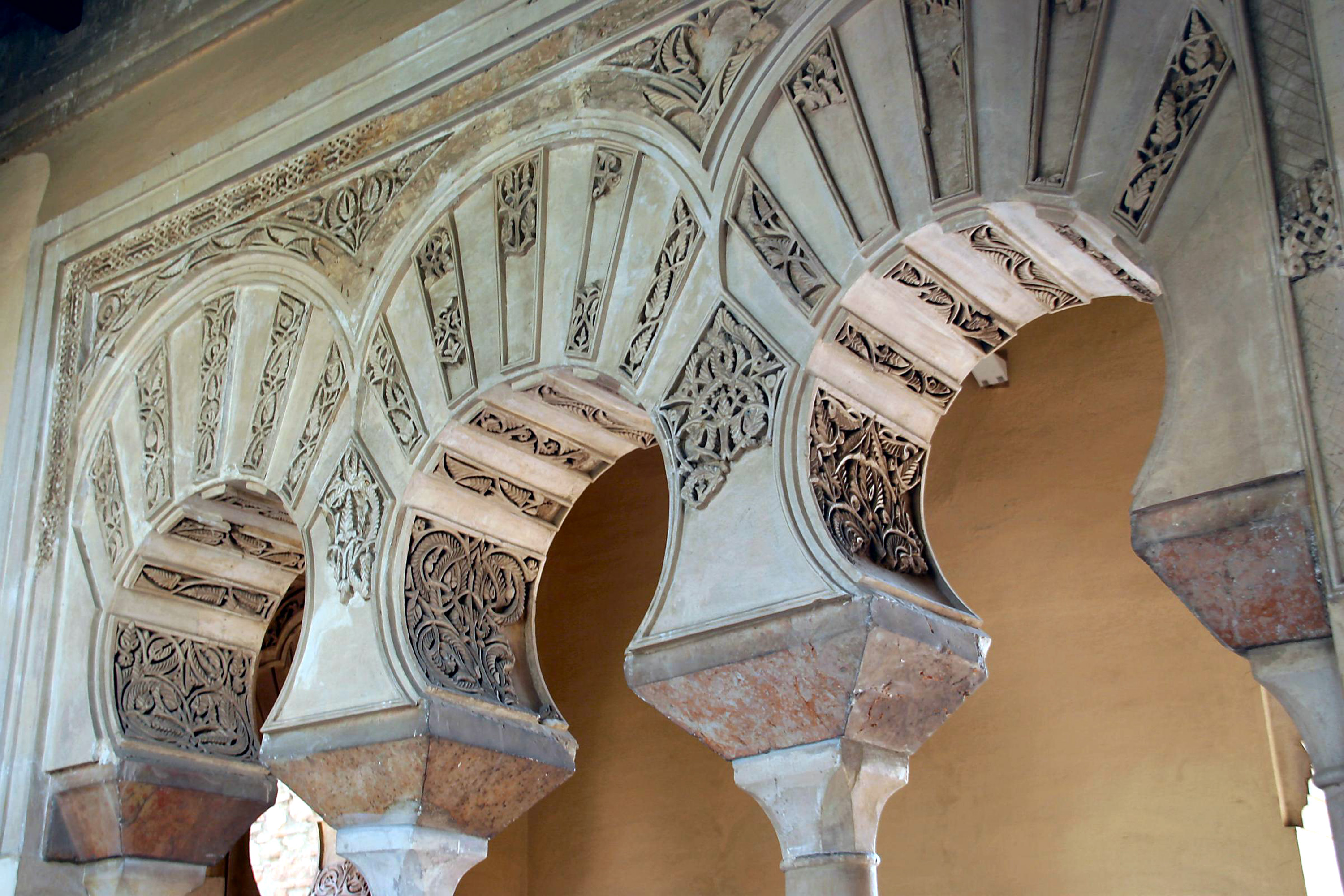
Arcos en la Alcazaba de Málaga (España, primera mitad del), que recuerdan a los arcos anteriores de Madinat al-Zahra

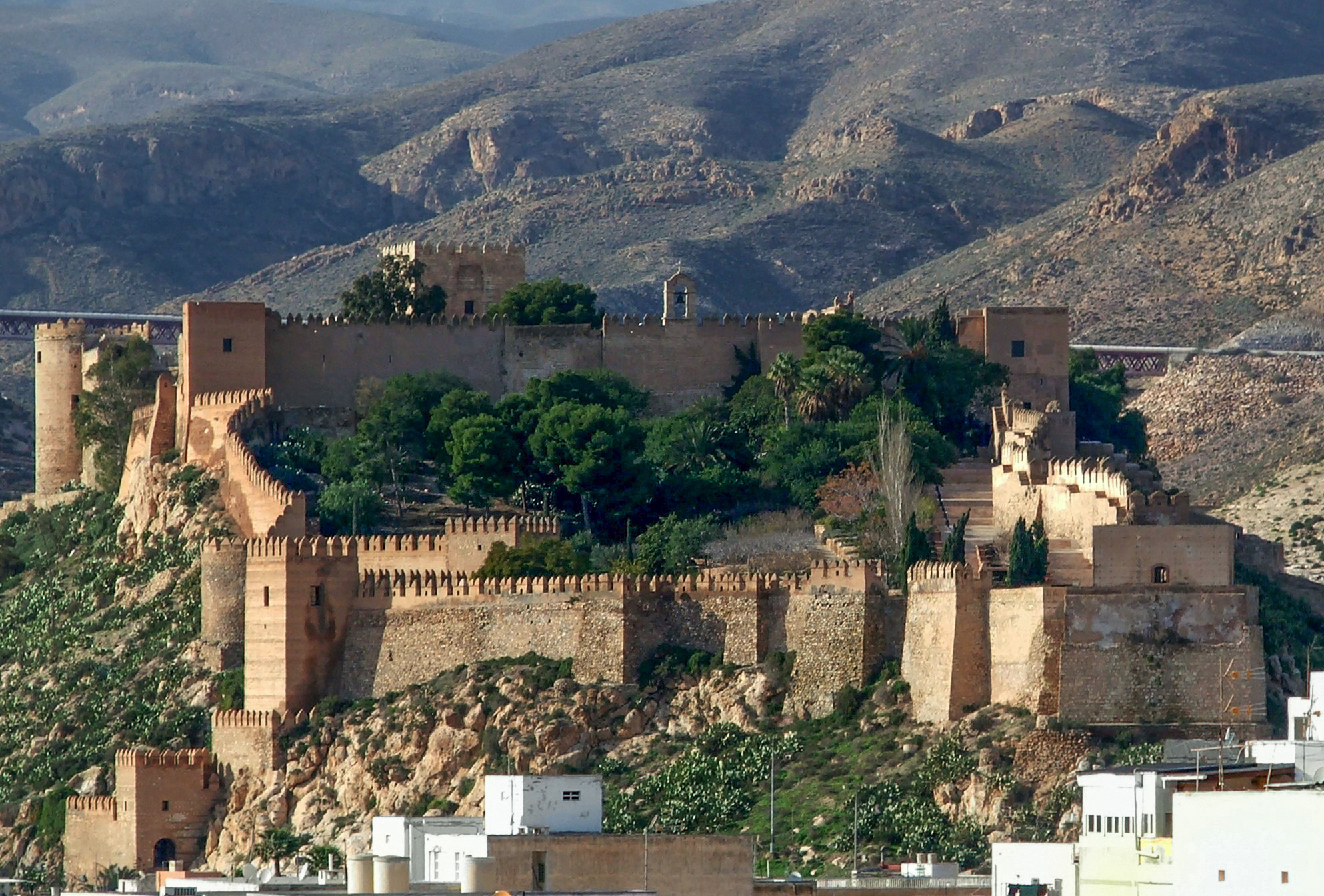
Alcazaba de Almería

El colapso del califato cordobés a principios del siglo XI dio lugar al primer período de taifas, durante el que al-Ándalus se fragmentó políticamente en una serie de reinos más pequeños. La desintegración de la autoridad central propició la ruina y el pillaje de la ciudad de Medina Azahara. A pesar de este declive político, la cultura de los emiratos de las taifas era vibrante y productiva, y las formas arquitectónicas del período califal continuaron evolucionando. Varios palacios o fortalezas importantes, en diversas ciudades, fueron iniciados o ampliados por dinastías locales. La Alcazaba de Málaga, iniciada a principios del siglo XI y posteriormente modificada, es uno de los ejemplos más importantes. La parte más antigua del palacio presenta arcos de herradura con decoración vegetal tallada que parecen imitar, con menos sofisticación, el estilo de Madinat al-Zahra. Otra parte tiene arcos multilobulados que se entrecruzan y se asemejan a los de la maqsura de al-Hakam II en la mezquita de Córdoba, aunque aquí cumplen una función puramente decorativa y no estructural. El Alcázar de Sevilla y la Alcazaba de la Alhambra también fueron el sitio de tempranas fortalezas o palacios anteriores de los abadíes (en Sevilla) y los ziríes (en Granada), respectivamente. La Alcazaba de Almería, junto con una sección conservada de las murallas defensivas de Almería, data del siglo XI, aunque quedan pocos restos de los palacios construidos en su interior.  El El Bañuelo de Granada, otro baño islámico histórico, también se data tradicionalmente en el siglo XI, aunque estudios recientes sugieren que puede datar de un poco más tarde, del siglo XII.

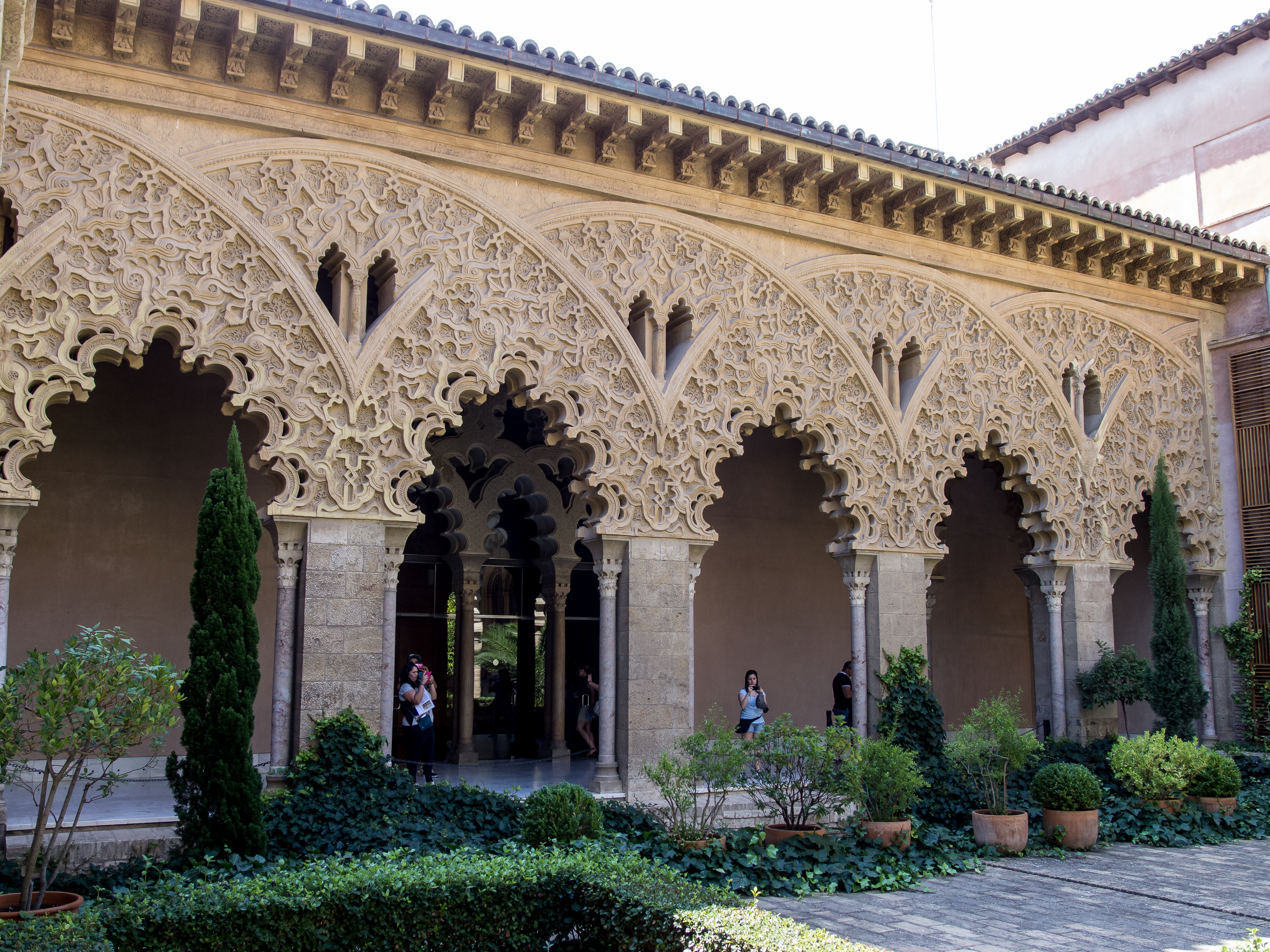
Elaborada intersección de arcos de en el patio del Palacio de la Aljafería en Zaragoza (España) (Período taifa, segunda mitad de l)

El Palacio de la Aljafería de Zaragoza, aunque muy restaurado en la época moderna, es uno de los ejemplos más significativos y mejor conservados de este período, construido durante la segunda mitad del siglo XI por los Banu Hud. Dentro de su recinto amurallado, se conserva un patio de este período, ocupado por albercas, jardines hundidos y amplios salones rectangulares con pórticos en ambos extremos. Los arcos de este patio presentan elaborados diseños lineales entrecruzados y mixtos, y una intrincada decoración de estuco tallado. El estuco tallado del pórtico sur, que envuelve un sencillo núcleo de ladrillo, es especialmente vertiginosa y compleja, inspirándose en las formas de arcos lisos y polilobulados, pero manipulándolos para crear motivos que escapan a su lógica estructural habitual. Junto a la sala norte del patio, que probablemente fue la sala de audiencias de al-Muqtadir, se encuentra una pequeña y peculiar sala octogonal con un mihrab, probablemente un oratorio privado para el gobernante. Los diseños y la decoración del palacio parecen ser una evolución de la arquitectura cordobesa del siglo X, en particular de la ampliación de al-Hakam II en la Mezquita de Córdoba, y de la estética del periodo taifa que le siguió.  Restos de otro palacio en Balaguer, más al este, en la actual Cataluña, son contemporáneos de la Aljafería. Fragmentos de decoración en estuco encontrados aquí muestran que se construyó en un estilo muy similar. Sin embargo, también incluyen raros ejemplos supervivientes de escultura figurativa en la decoración arquitectónica islámica occidental, como la imagen tallada de un árbol ocupado por pájaros y arpias.

#### Ziríes y hammadíes en el norte de África
En el norte de África, nuevas dinastías bereberes, como los ziríes, gobernaron en nombre de los fatimíes, quienes habían trasladado su base de poder a El Cairo a finales del siglo X. El palacio zirí de Achir (cerca de la actual ciudad de Kef Lakhdar en Argelia) fue construido en 934 por Ziri ibn Manad mientras estaba al servicio del califa fatimí al-Qa'im (r. 934-946). Es uno de los palacios más antiguos del Magreb que se han descubierto y excavado. Fue construido en piedra y presenta una planta simétrica cuidadosamente diseñada, con un gran patio central y dos patios más pequeños en cada una de las alas laterales del palacio. Algunos eruditos creen que este diseño imitaba los palacios fatimíes de Mahdia, ahora perdidos.  Sin embargo, como gobernantes independientes, los ziríes de Ifriqiya construyeron relativamente pocas edificaciones grandiosas. Se dice que construyeron un nuevo palacio en Al-Mansuriya, una antigua capital fatimí cerca de Kairuán, pero no ha sido encontrado por los arqueólogos.  En Kairuán, la Gran Mezquita fue restaurada por Al-Mu'izz ibn Badis. Se cree que la maqsura de madera que se encuentra dentro de la mezquita hoy en día data de esta época. Es la maqsura más antigua del mundo islámico que se conserva in situ y fue encargada por al-Mu῾izz ibn Badis en la primera mitad del siglo XI (aunque posteriormente restaurada). Es notable por su carpintería, que incluye una inscripción cúfica elaboradamente tallada dedicada a al-Mu'izz. El Qubbat al-Bahw, una elegante cúpula a la entrada de la sala de oración de la Mezquita de Zaytuna en Túnez, data del año 991 y se atribuye a Al-Mansur ibn Buluggin (r. 984-995).

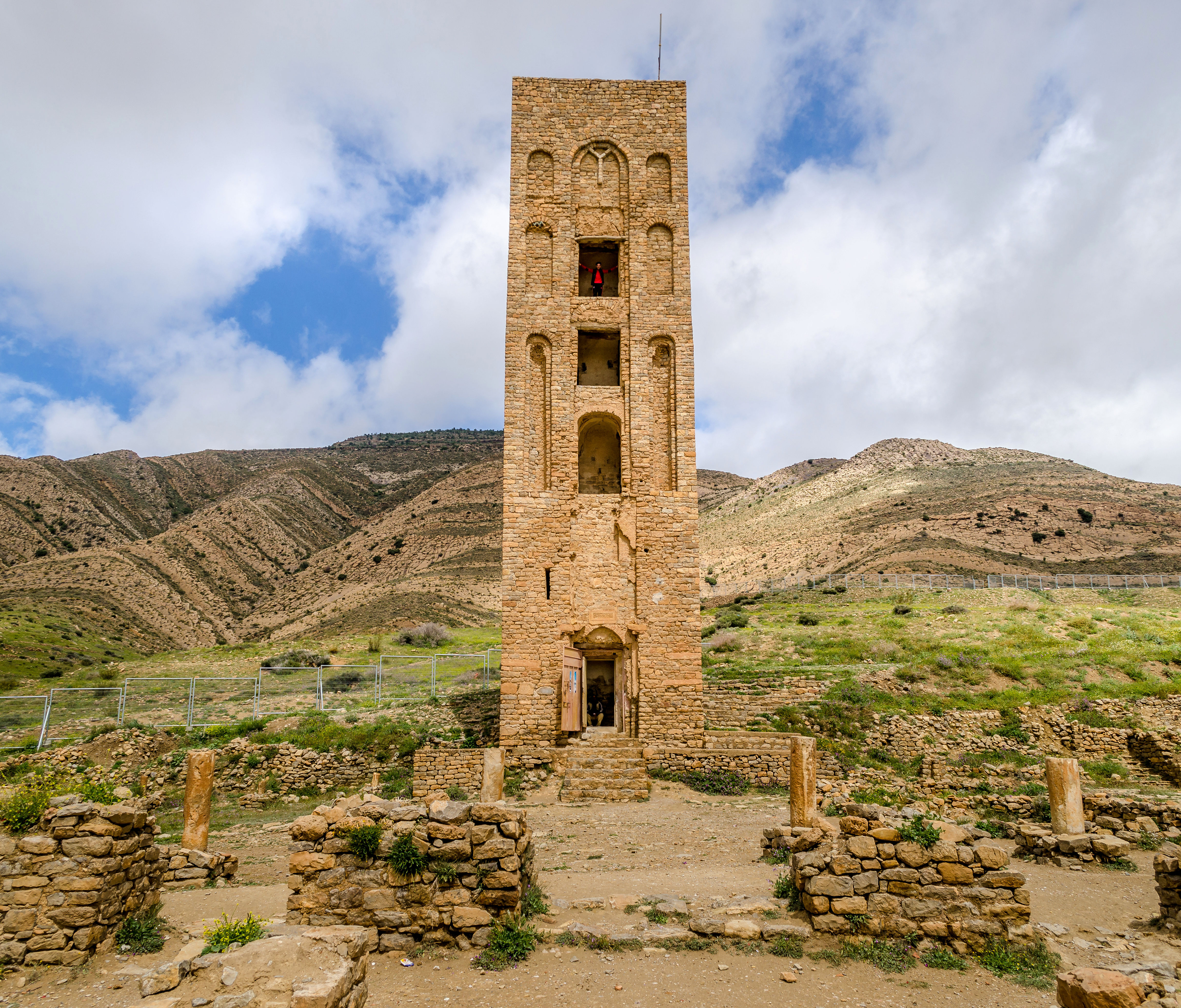
Minarete y restos de la gran mezquita en Al-Qal'a de Beni Hammad

Los hamaditas, una rama de los ziríes, gobernaron el Magreb central (actual Argelia) durante los siglos XI y XII. Construyeron una capital fortificada completamente nueva, conocida como Al-Qal'a de Beni Hammad, fundada en 1007. Aunque abandonada y destruida en el siglo XII, la ciudad ha sido excavada por arqueólogos modernos y el sitio es una de las capitales islámicas medievales mejor conservadas del mundo y en 1980 ha sido inscrita como Patrimonio de la Humanidad. Contiene varios palacios, diversos servicios y una gran mezquita, en una disposición que guarda similitudes con otras ciudades-palacio como Madinat al-Zahra. El palacio más grande, Qasr al-Bahr («Palacio del Mar»), se construyó alrededor de un enorme estanque rectangular. La arquitectura del sitio se ha comparado con la fatimí, pero presenta semejanzas específicas con la arquitectura contemporánea del Magreb occidental, Al-Ándalus y la Sicilia árabe-normanda. Por ejemplo, mientras que los fatimíes no solían construir minaretes, la gran mezquita de Qal'at Bani Hammad tiene un gran minarete de base cuadrada con decoración de arcos entrelazados y polilobulados, que son características de la arquitectura de al-Ándalus. Se han descubierto varios restos de decoración de azulejos en el sitio, incluido el uso más antiguo conocido de decoración de azulejos vidriados en la arquitectura islámica occidental.  Los arqueólogos también descubrieron fragmentos de yeso que algunos han identificado como la aparición más temprana de muqarnas (escultura de "estalactitas" o "panal") en el mundo islámico occidental, pero su identificación como muqarnas verdaderos ha sido cuestionada o rechazada por otros académicos.

### Los imperios bereberes (siglosXI-XIII)
A finales del siglo XI se produjo el significativo avance de los reinos cristianos en el Ándalus musulmán, en particular con la caída de Toledo a manos de Alfonso VI de Castilla en 1085, y el auge de importantes reinos bereberes originarios del noroeste de África. Surgieron primero los almorávides (siglos XI-XII) y luego los almohades (siglos XII-XIII), que crearon grandes imperios que se extendieron por amplias zonas del oeste y norte de África y se apoderaron de los territorios musulmanes restantes de al-Ándalus en Europa. Ambos imperios tenían su capital en Marrakech, fundada por los almorávides en la segunda mitad del siglo XI, aunque los almohades también iniciaron la construcción de una capital monumental en Rabat. Este período constituye una de las etapas más formativas de la arquitectura en al-Ándalus y el Magreb, y estableció muchas de las formas y motivos que se perfeccionaron en los siglos posteriores.

#### Almorávides

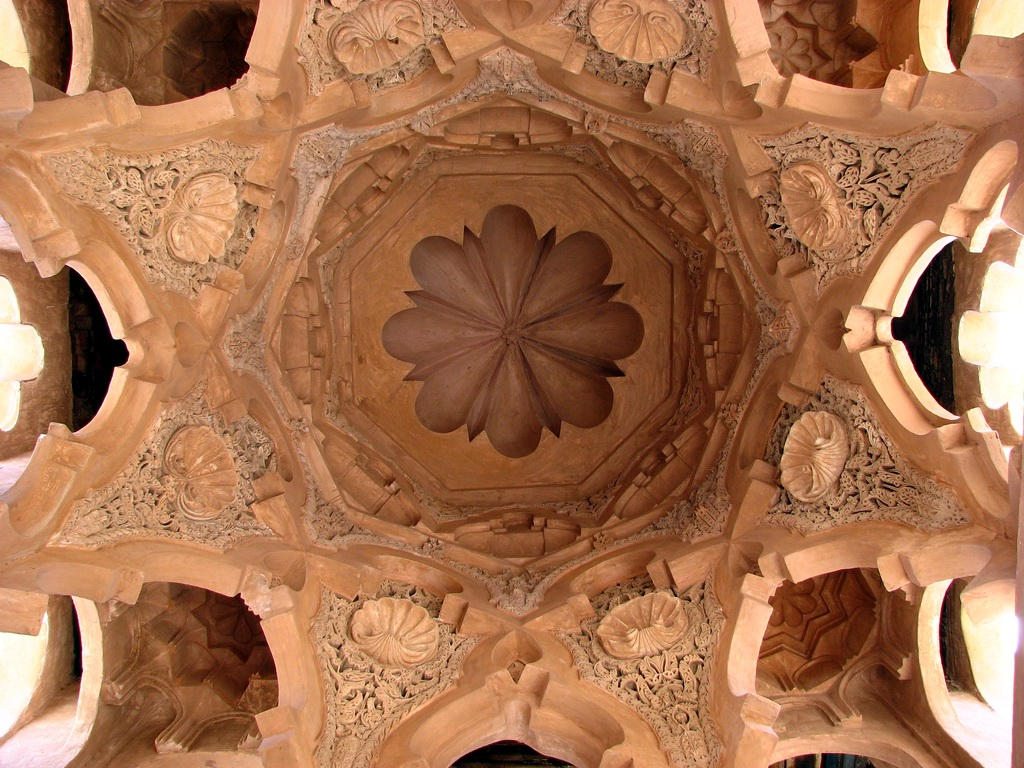
Rica decoración interior de la Qubba almorávide de Marrakech (principios del)

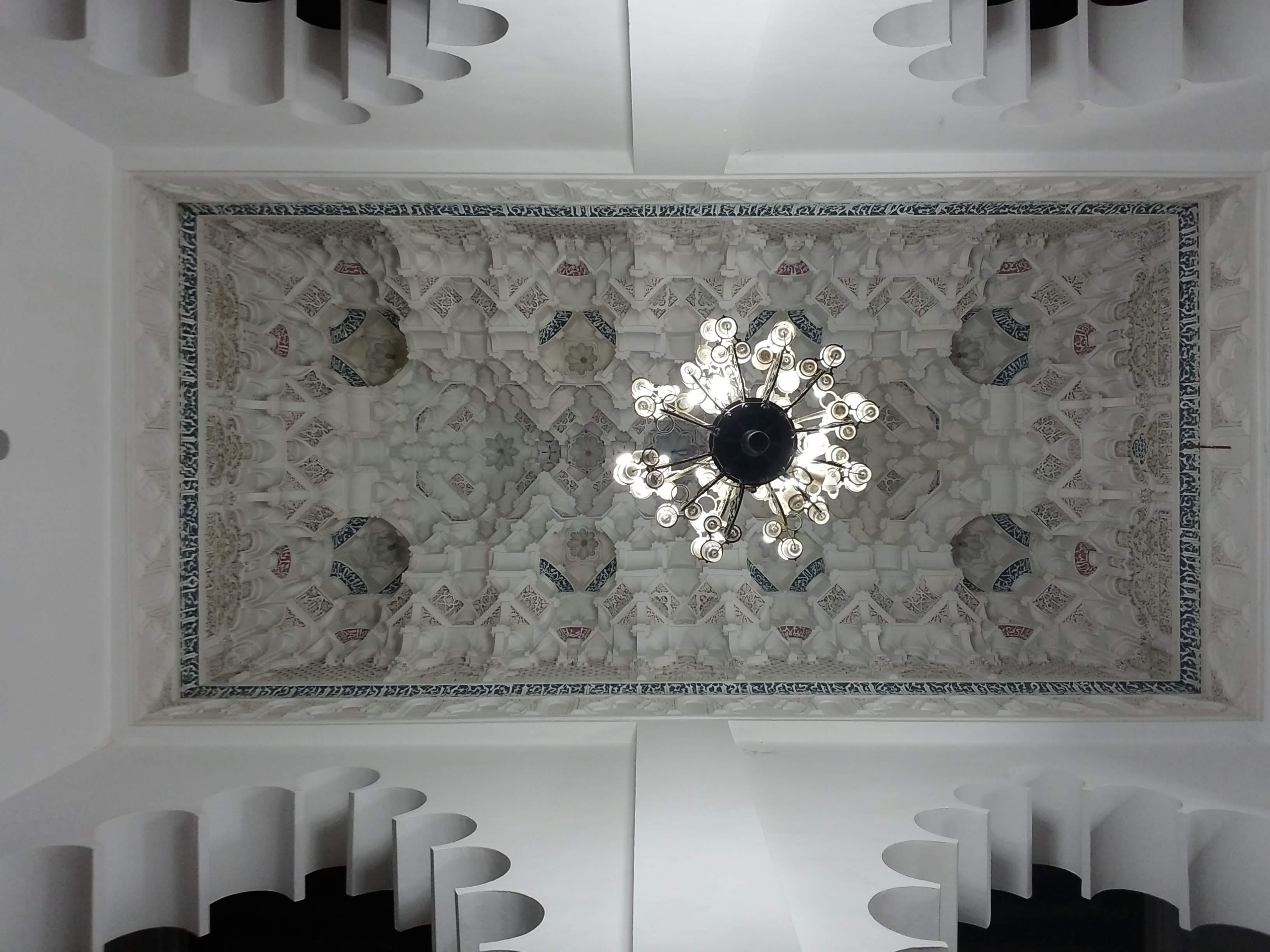
Bóveda de Muqarnas (siglo XII) en el interior de la mezquita Qarawiyyin en Fez (Marruecos)

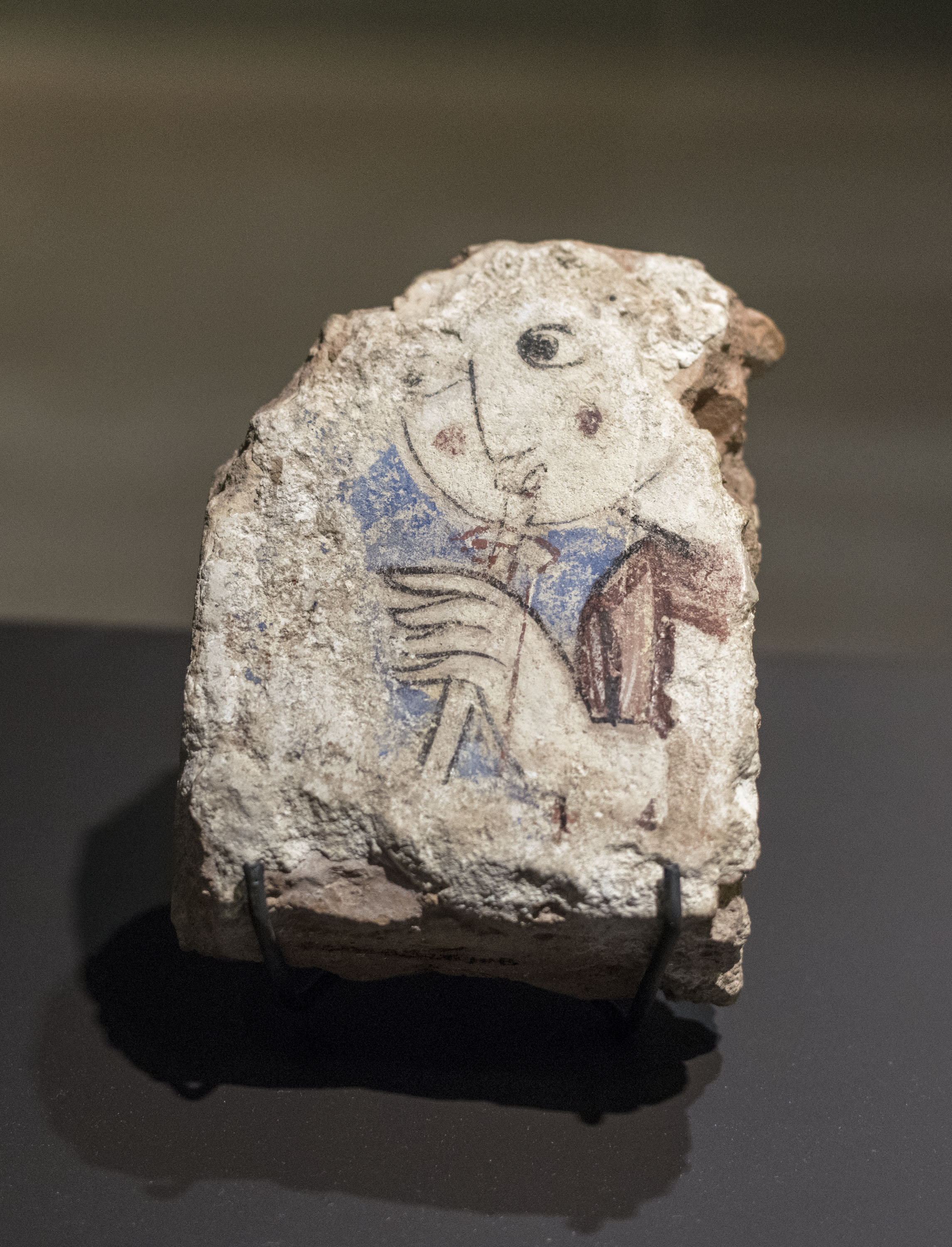
Fragmento de decoración pintada que representa a un flautista, procedente del al-Qasr al-Seghir en Murcia

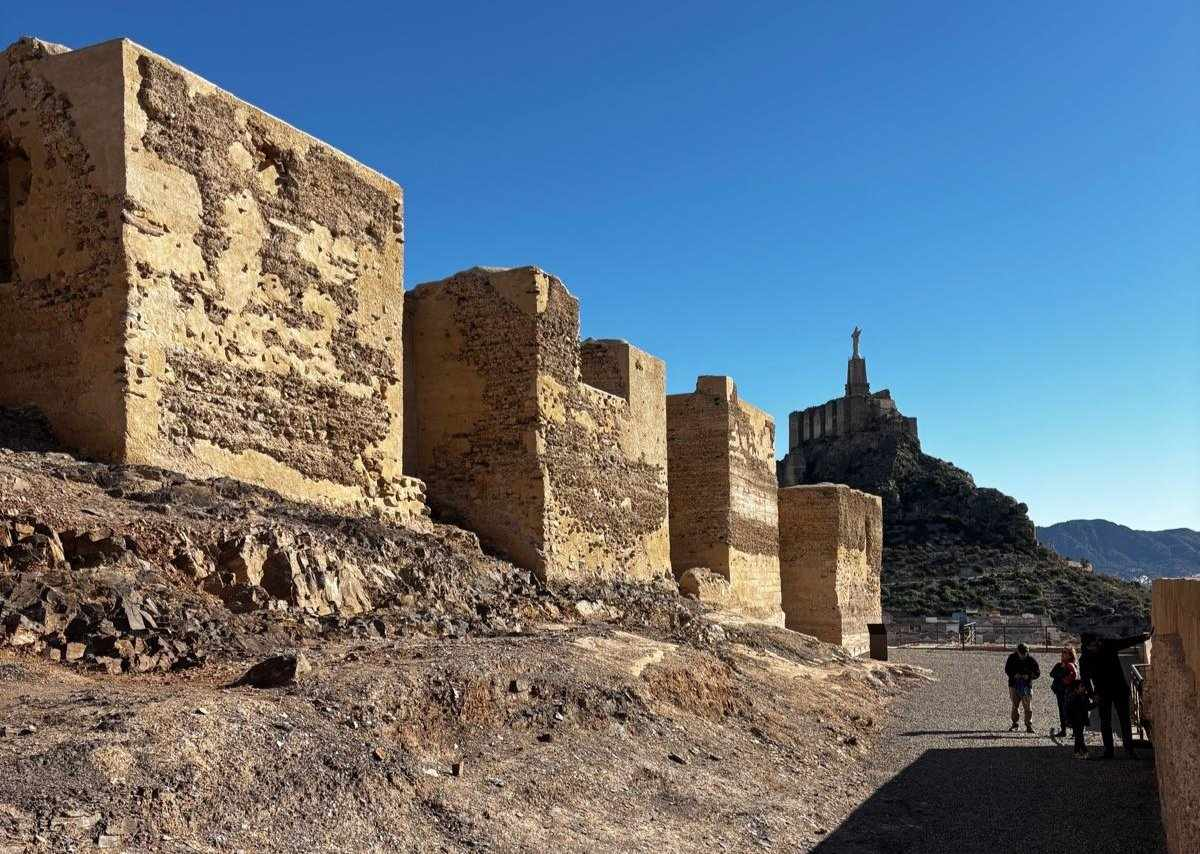
Ruinas del palacio de Muhámmad ibn Mardanís conocido como Qasr Ibn Sad o Castillejo de Monteagudo en Murcia

Los almorávides emplearon a los artesanos andalusíes en sus reinos, contribuyendo así a la difusión del recargado estilo arquitectónico de al-Ándalus por el norte de África.: 26–30   La arquitectura almorávide asimiló los motivos e innovaciones de la arquitectura andalusí, como los complejos arcos entrelazados de la Gran Mezquita de Córdoba y del palacio de la Aljafería de Zaragoza, pero también introdujo nuevas técnicas ornamentales de Oriente, como los muqarnas, y añadió sus propias innovaciones, como el arco lambrequín y el uso de pilares en lugar de columnas en las mezquitas.: 26–30  La decoración tallada en estuco empezó a aparecer cada vez más en estas composiciones y se volvería aún más elaborada en periodos posteriores.  El patronazgo almorávide marca así un período de transición para la arquitectura de la región, que sentó las bases para futuros desarrollos.: 30 
Algunos de los ejemplos más antiguos y significativos que se conservan de la arquitectura religiosa almorávide, aunque con modificaciones posteriores, son la Gran Mezquita de Argel (1096-1097), la Gran Mezquita de Tremecén (1136) y la Gran Mezquita de Nedroma (1145), todas ellas ubicadas en la actual Argelia. La cúpula de yeso semitransparente, muy ornamentada, situada frente al mihrab de la Gran Mezquita de Tlemcen, que data del reinado de Ali ibn Yusuf (r. 1106-1143), es uno de los elementos más destacados de este período. El diseño de la cúpula se remonta a las antiguas cúpulas nervadas de Al-Ándalus y, a su vez, probablemente influyó en el diseño de cúpulas ornamentales similares en mezquitas posteriores de Fez y Taza.
En Marruecos, los únicos vestigios notables de la arquitectura religiosa almorávide son la Qubba Ba'adiyyin, un pequeño pero muy ornamentado pabellón de abluciones en Marrakech, y la ampliación almorávide de la mezquita Qarawiyyin de Fez. Estos dos monumentos también tienen los ejemplos más antiguos y claros de decoración con muqarnas de la región, siendo la primera bóveda completa de muqarnas la que aparece en la nave central de la mezquita Qarawiyyin.  El palacio almorávide de Ali Ibn Yusuf en Marrakech, excavado en el siglo XX, contiene el ejemplo más antiguo conocido de un jardín de riad (un jardín interior dividido simétricamente en cuatro partes) en Marruecos.: 71 
En la España actual , los fragmentos de muqarnas más antiguos que se conservan se encontraron en un palacio construido por Muhámmad ibn Mardanís, gobernante independiente de Murcia (r. 1147-1172). Los restos del palacio, conocidos como al-Qasr al-Seghir (o Alcázar Seguir), forman parte del actual Monasterio de Santa Clara en Murcia. Los fragmentos de muqarnas están pintados con imágenes de músicos y otras figuras  Ibn Mardanish también construyó lo que hoy se conoce como el Castillejo de Monteagudo, un castillo y palacio fortificado en la cima de una colina a las afueras de la ciudad, uno de los ejemplos mejor conservados de la arquitectura almorávide en la península ibérica. Presenta planta rectangular y albergaba un gran patio ajardinado con riads y salones de recepción simétricos, enfrentados a lo largo del eje longitudinal del jardín.

#### Almohades
La arquitectura almohade corresponde a un período comprendido entre los siglos XII y principios del XIII, cuando los almohades gobernaban el Magreb occidental (actual Marruecos y Argelia occidental) y al-Ándalus (gran parte de la actual España y el sur de Portugal). Fue una fase importante en la consolidación de una arquitectura morisca regional (o islámica occidental) compartida por estos territorios, continuando algunas de las tendencias del período almorávide precedente y de la arquitectura almorávide. Los almohades mostraron mayor moderación que los almorávides en el uso de la riqueza ornamental, priorizando la amplitud de las formas, los contornos y las proporciones generales. Los motivos anteriores se refinaron y adquirieron una mayor escala. Si bien la ornamentación superficial siguió siendo importante, los arquitectos buscaron un equilibrio entre las superficies decoradas y los espacios vacíos, permitiendo que la interacción de la luz y las sombras a través de las superficies talladas desempeñara un papel importante.
Las mezquitas almohades de Kutubía y de Tinmel se consideran a menudo los prototipos de la arquitectura medieval de mezquitas en la región. La llamada «planta en T», combinada con un uso jerárquico de la decoración que enfatiza las naves centrales y transversales de la qibla, más anchas, se convirtió en un rasgo característico de esta arquitectura.  Los minaretes monumentales de Kutubía, la Giralda de la Gran Mezquita de Sevilla (ahora parte de la catedral de la ciudad) y la Torre Hasán de Rabat, así como las ornamentadas puertas de Bab Agnaou en Marrakech, y Bab Oudaya y Bab er-Rouah en Rabat, fueron modelos que establecieron los esquemas decorativos generales que se volvieron recurrentes en estos elementos arquitectónicos a partir de entonces. El minarete de la Mezquita de la Qasba de Marrakech, con sus fachadas cubiertas de motivos de sebka y azulejos vidriados, fue particularmente influyente y marcó un estilo que se repitió, con pequeñas modificaciones, en el período posterior bajo los meriníes y otras dinastías.
Los califas almohades construyeron sus propios complejos palaciegos en varias ciudades. Fundaron la Qasba de Marrakech a finales del siglo XII como su residencia principal, imitando ejemplos anteriores de ciudades-palacio independientes como Madinat al-Zahra en el siglo X. Los almohades también hicieron de Túnez la capital regional de sus territorios en Ifriqiya (la actual Túnez), estableciendo su propia kasbah (ciudadela). Los califas también construyeron múltiples fincas y jardines en las afueras de algunas de estas ciudades, continuando una tradición que existía bajo los almorávides. Estas fincas se centraban típicamente alrededor de un gran estanque de agua artificial que albergaba huertos de árboles frutales y otras plantas, mientras que pequeños palacios o pabellones de recreo se construían a lo largo de la orilla del agua. En Marrakech, los actuales jardines de Agdal y Menara se desarrollaron a partir de estas creaciones almohades. En Sevilla, los restos del jardín almohade de al-Buḥayra, fundado en 1171, fueron excavados en la década de 1970. Los jardines hundidos también formaban parte de los patios de los palacios almohades. En algunos casos, los jardines se dividían simétricamente en cuatro partes, de forma similar al jardín de un riad. Se han encontrado ejemplos de estos en algunos patios del Alcázar de Sevilla, donde antiguamente se alzaban los antiguos palacios almohades.: 70–71 
- Bab Agnaou (1188-1190), la principal puerta pública de la  Qasba de Marrakech
- Los muros exteriores de la Qasba de Marrakech
- La monumental puerta de la qasbah de los Udayas (1150-1199) en Rabat, Marruecos (finales del siglo XII). Desde 2012, es Patrimonio de la Humanidad[61]
- La Torre del Oro, torre fortaleza militar que custodiaba el tráfico fluvial de la Sevilla almohade.
- Torre Hasan, alminar de la mezquita mandada construir por sultán almohade Yaqub al-Mansur (siglo XII) en Rabat

### Meriníes, nazaríes y ziyánidas (siglosXIII-XV)
El colapso final del Imperio almohade en el siglo XIII fue precipitado por su derrota en la batalla de Las Navas de Tolosa (1212) en al-Ándalus, y por el avance de la dinastía meriní bereber en Magreb occidental, los ziyánidas en el Magreb central y los hafsíes en Ifriqiya. Lo que quedaba de los territorios controlados por los musulmanes en al-Ándalus fue consolidado por la dinastía nazarí en el Emirato de Granada, que duró otros 250 años hasta la conquista final por parte de los Reyes Católicos en 1492, que completaron la reconquista. Tanto los nazaríes en al-Ándalus al norte como los mariníes en Marruecos al sur, tuvieron un papel importante para refinar todavía más el legado artístico establecido por sus predecesores. Cuando Granada fue conquistada en 1492 por la España católica y el último reino musulmán de al-Ándalus llegó a su fin, muchos de los restantes musulmanes españoles  (y judíos) huyeron a Marruecos y a otras partes del norte de África, aumentando aún más la influencia andalusí en estas regiones durante las generaciones posteriores.
Los estilos arquitectónicos de los meriníes, zayyaníes y nazaríes eran muy similares entre sí. Los artesanos probablemente viajaban entre las cortes reales y de región en región, lo que resultó en influencias mutuas entre las artes de los tres reinos.  En comparación con la decoración relativamente sobria de la arquitectura almohade, los monumentos de las tres dinastías durante este período se caracterizan por una decoración cada vez más extensa e intrincada en cada superficie, especialmente en madera, estuco y zellij (mosaico con patrones geométricos complejos).  Aún se encuentran algunas diferencias entre los estilos de cada dinastía, como el uso más amplio de columnas de mármol en los palacios nazaríes y el creciente uso de elementos de madera en la arquitectura meriní. La arquitectura nazarí también muestra detalles influenciados por las interacciones más estrechas de Granada con los reinos cristianos como Castilla.
Los meriníes, que eligieron Fez como su capital, construyeron monumentos con una decoración cada vez más extensa e intrincada en cada superficie, particularmente en madera y estuco. También fueron los primeros en adoptar el uso extensivo del zellige (mosaico de azulejos con patrones geométricos complejos) en el norte de África. Cabe destacar que también fueron los primeros en construir madrasas en esta región, un tipo de institución que se había originado en Irán y se había difindido hacia el oeste. Las madrasas de Fez, como las madrasas de Bou Inania, al-Attarine y as-Sahrij, así como la madrasa Meriní de Salé y la otra Bou Inania en Mequinez, se consideran entre las mayores obras arquitectónicas de este período. Los meriníes también imitaron a las dinastías anteriores al fundar su propia ciudad-palacio fortificada al oeste de Fez, conocida posteriormente como Fes Jdid ('Nueva Fez'), que siguió siendo un centro frecuente de poder en Marruecos incluso durante dinastías posteriores como los alauítas. A diferencia de la Alhambra de Granada, los grandes palacios de Fez el-Jdid no han sobrevivido, aunque pueden haber sido comparables en esplendor. La Gran Mezquita de Fez el-Jdid, por otro lado, es una de las importantes mezquitas meriníes que aún se conservan bien hoy en día, aunque se construyeron muchas más mezquitas en Fez y en otras ciudades durante este período, incluida la Mezquita de Lalla ez-Zhar en Fez, la Mezquita de Ben Salah en Marrakech, la Zauía al-Nussak en Salé, la Gran Mezquita de Uchda y algunas otras.

Madrasas meriníes
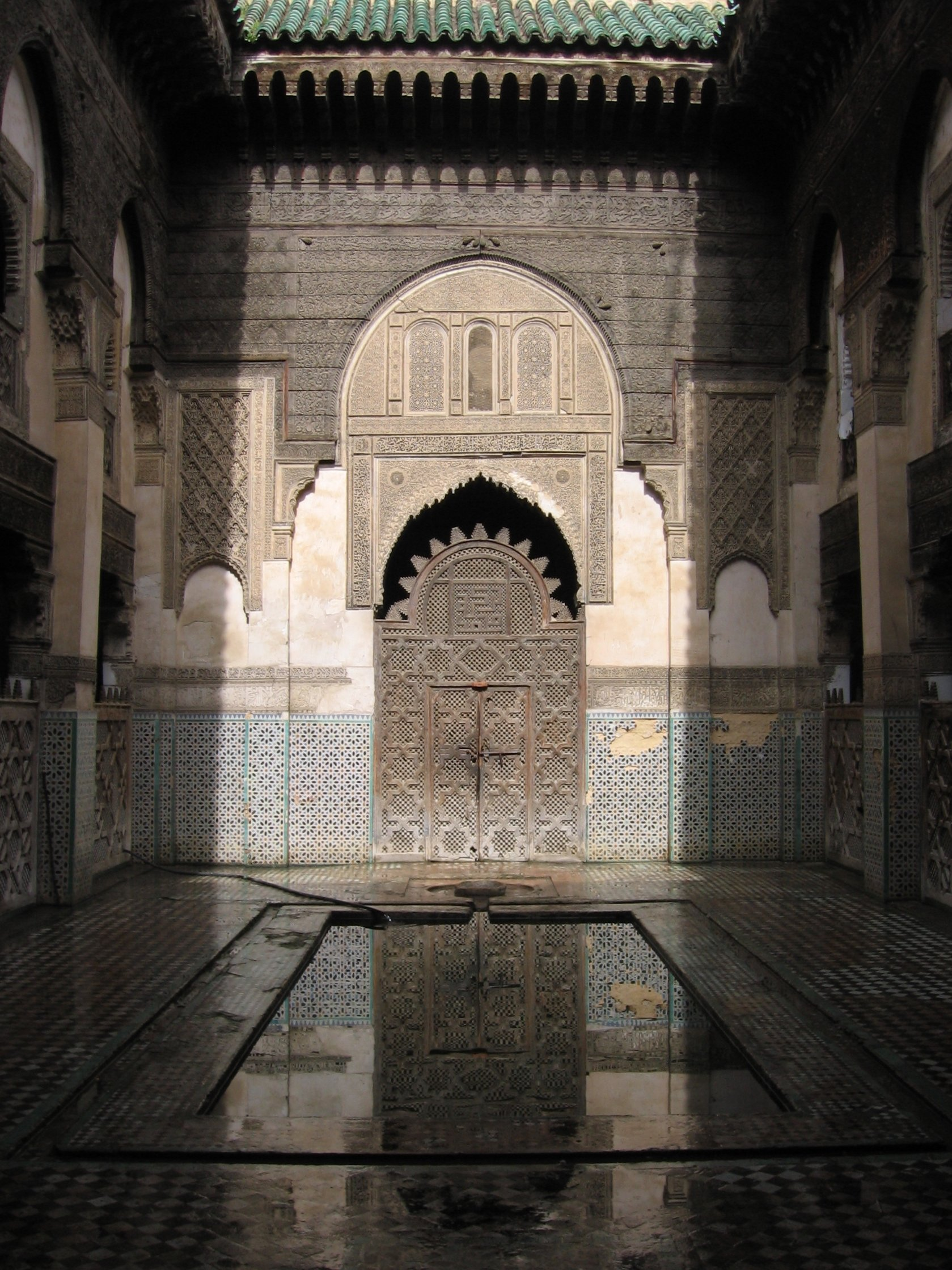
patio de la Madrasa Sahrij (1321-1323) en Fez
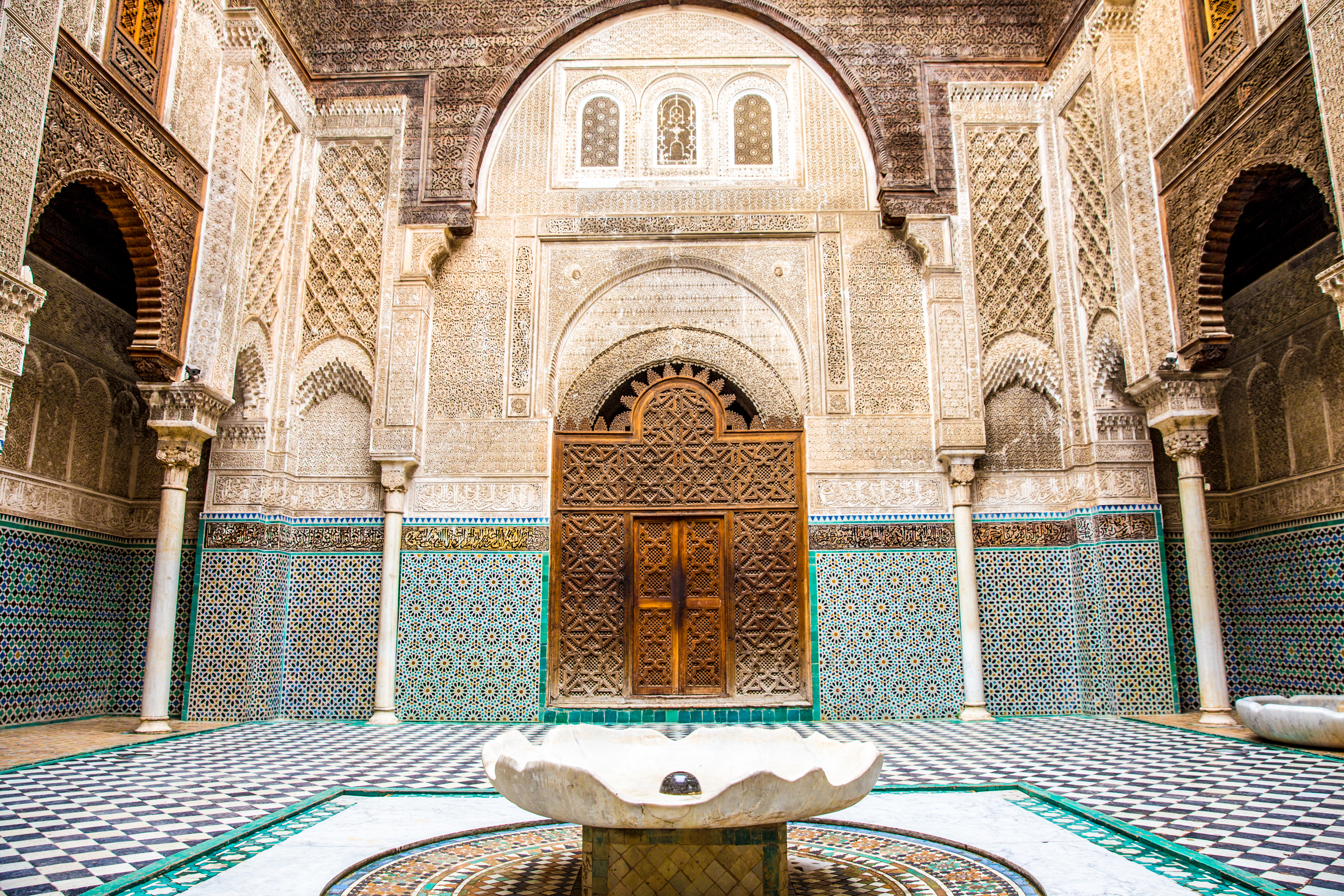
Madrasa de Al-Attarine (1323-1325)
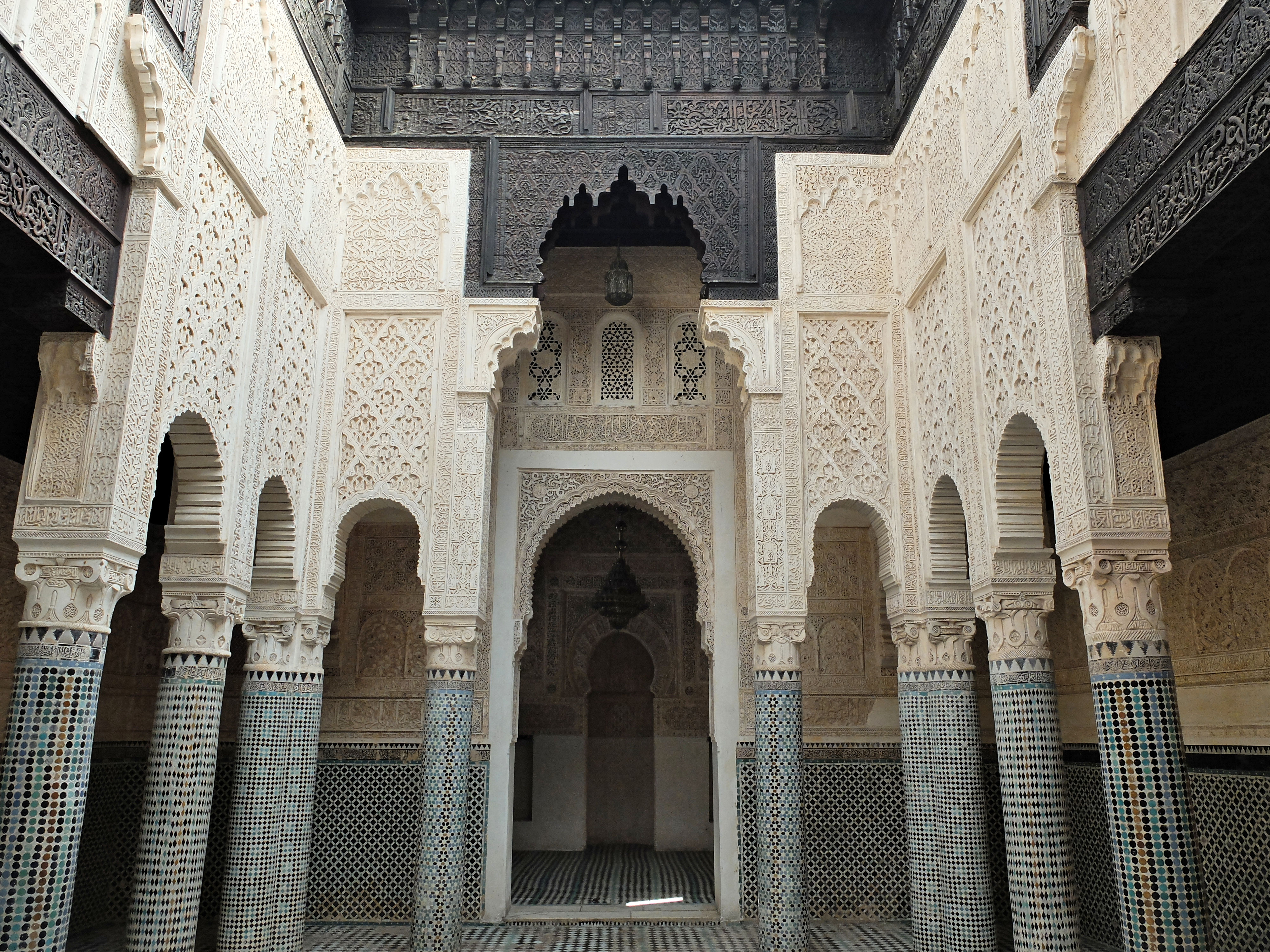
Madraza Meriní (1332/33-1341/42) de Salé (Marruecos), construida por el sultán meriní Abu al-Hasan
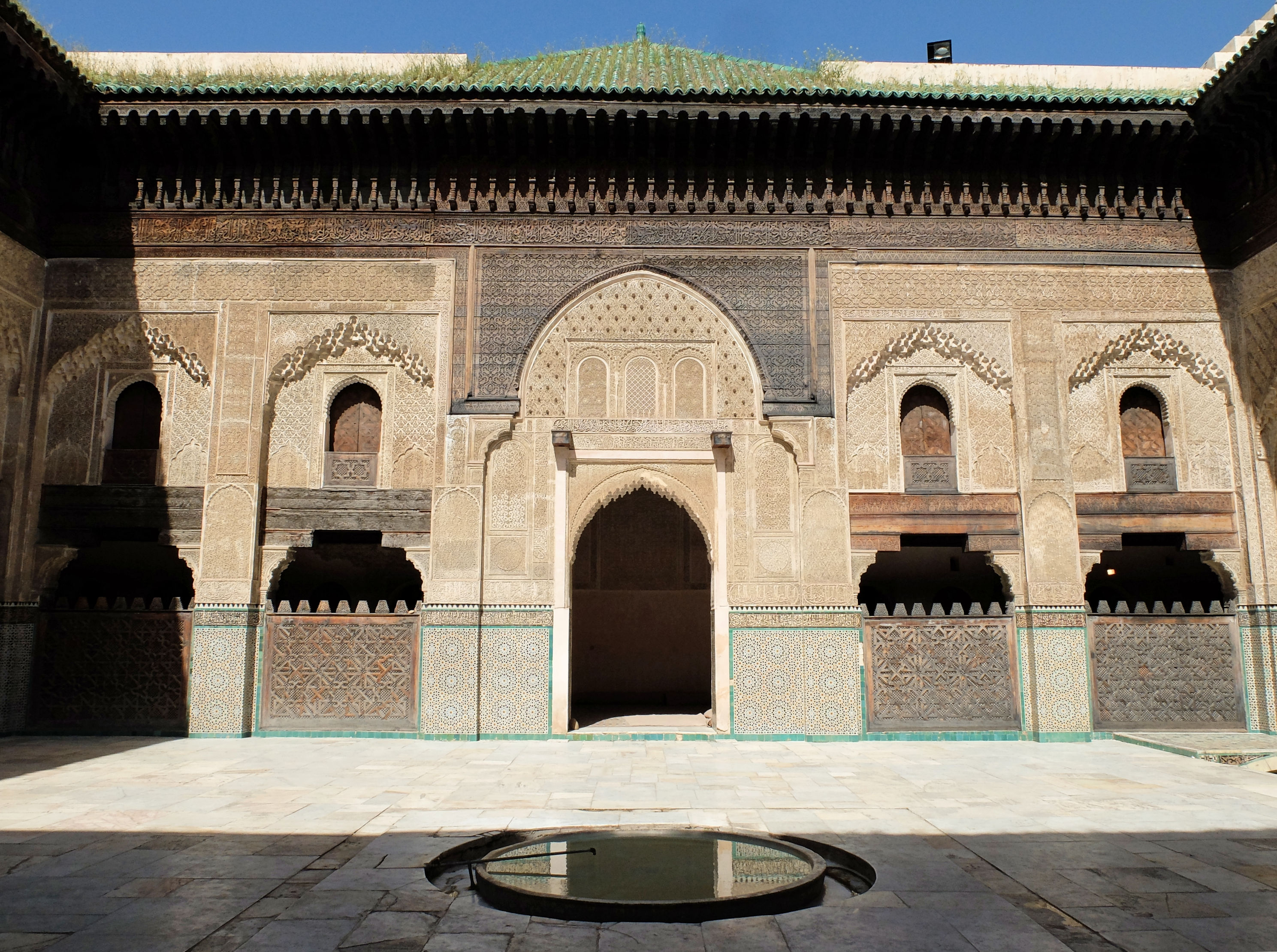
Patio de la Madrasa de Bou Inania (1350-1355) en Fez, Marruecos (sultanato benimerín
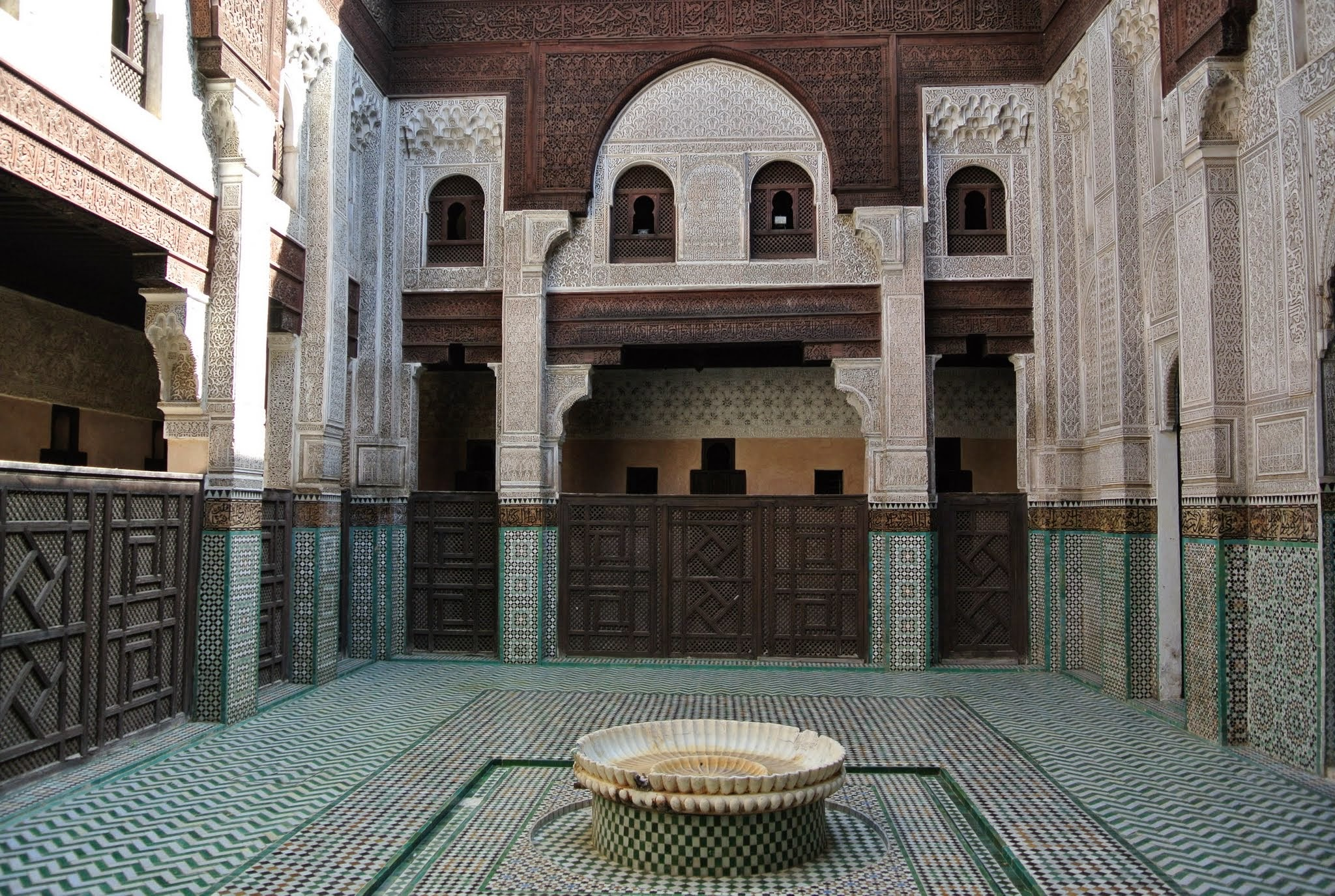
Madraza Bou Inania (1335-1336) en Mequinez

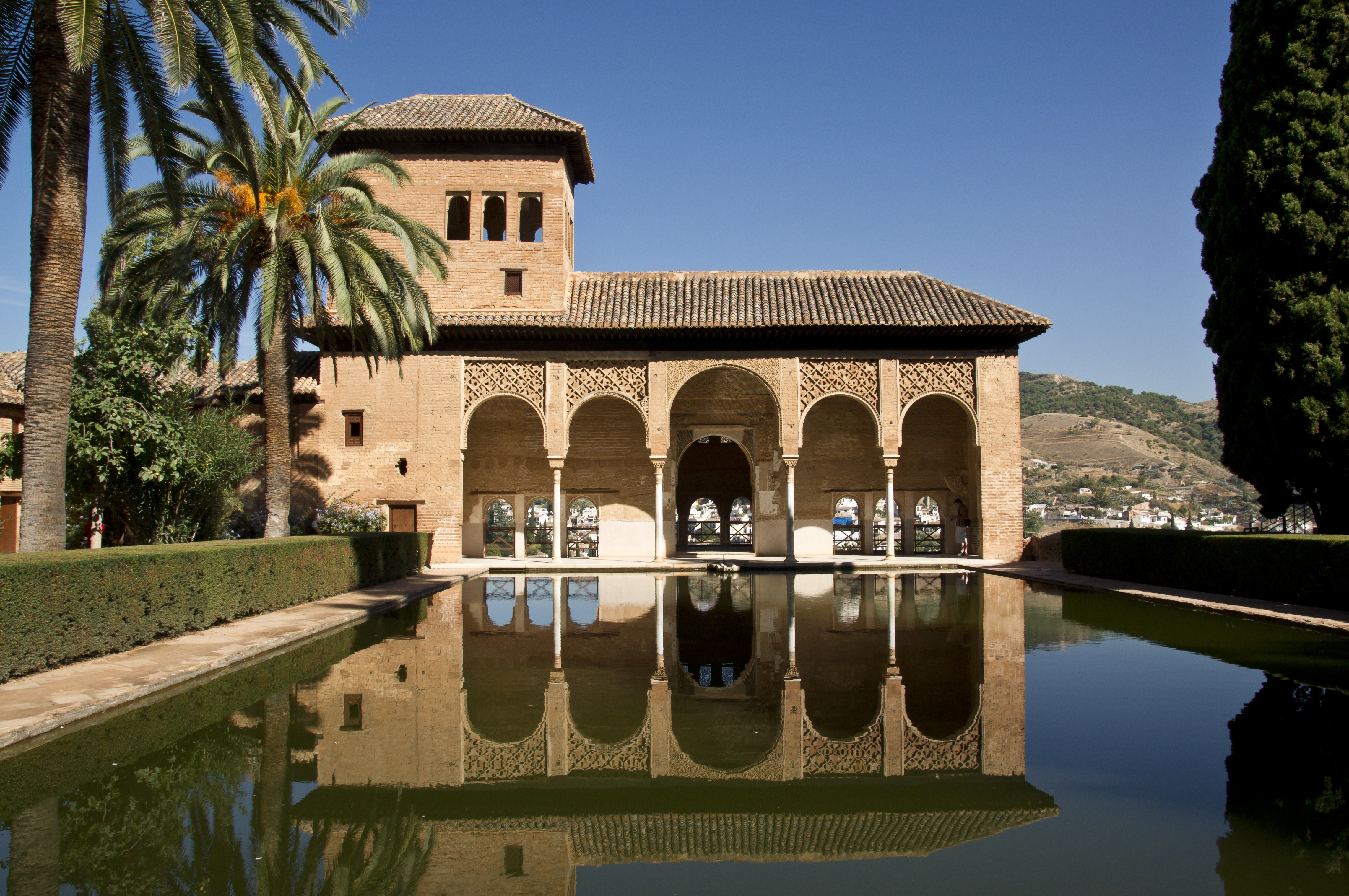
El Palacio del Partal (época nazarí), el palacio más antiguo que se conserva en la Alhambra de Granada (principios del)

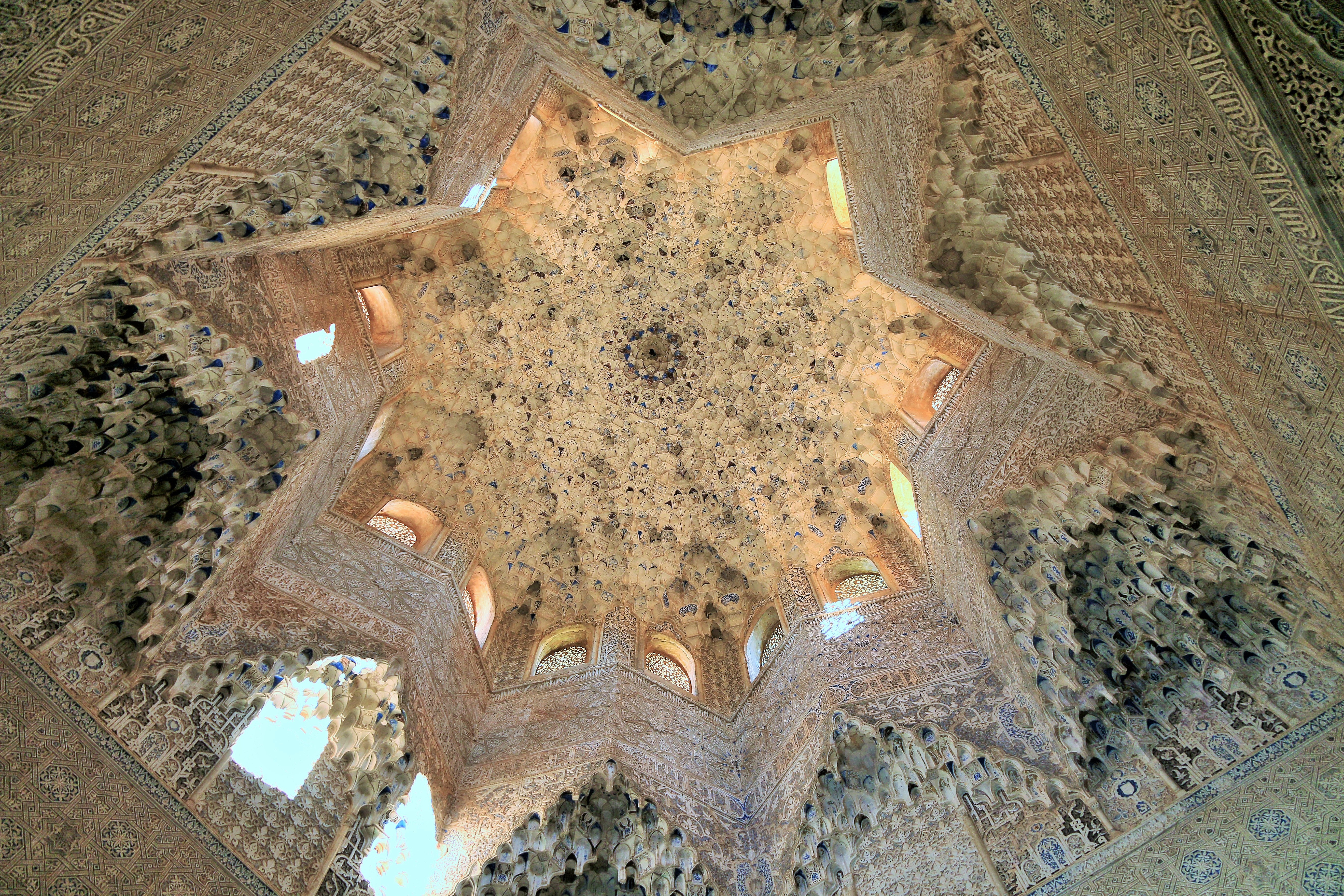
Mocárabe de la cúpula del Patio de los Leones en la Alhambra, Granada. Los mocárabes permitieron el uso de patrones bidimensionales en tres dimensiones para embellecer la transición de una base cuadrada a una cúpula

El legado arquitectónico más famoso de los nazaríes es la Alhambra, un núcleo de palacios situado en la cima de una colina y protegido por diversas fortificaciones, que contiene algunos de los palacios más famosos y mejor conservados de la arquitectura islámica occidental. Inicialmente fue una fortaleza construida por los ziríes en el siglo XI (correspondiente a la actual Alcazaba), que se amplió para pasar a ser un recinto palaciego autónomo y bien fortificado con habitaciones para sirvientes y trabajadores. El palacio más antiguo que queda allí hoy, construido bajo Muhammad III (que reinó entre 1302 y 1309), es el Palacio del Partal que, aunque solo se conserva en parte, muestra el diseño típico que se repetiría en otros palacios cercanos: un patio centrado en un gran estanque con pórticos en cada extremo y una torre "mirador" en un extremo, que miraba hacia la ciudad desde el borde de los muros del palacio. Posteriormente se agregaron los palacios más famosos, el Palacio de Comares y el del Patio de los Leones. El Palacio de Comares, que incluye un lujoso hammam (casa de baños) y la sala de los Embajadores (una sal del trono), fue comenzado bajo Ismaíl I (r. 1314-1325) pero construido principalmente bajo Yusuf I (r. 1333-1354) y Muhammed V (r. 1354-1359 y 1362-1391). El Patio de los Leones (o Palacio de los Leones) fue construido por Muhammed V y posiblemente se terminó alrededor de 1380. Cuenta con un patio con una fuente central de mármol decorada con doce esculturas de leones. Las galerías y cámaras que rodean el patio destacan por su elegante decoración de estuco y sus excepcionales techos con bóvedas de muqarnas. Otros cuatro palacios cercanos fueron demolidos en varios puntos después del final de la Reconquista (1492). El palacio de verano y los jardines conocidos como Generalife también se crearon cerca, a finales del siglo XIII o a principios del siglo XIV, en una tradición que recuerda a los Jardines de Agdal de la era almohade de Marrakech y a los Jardines Reales Meriníes de Fez. Los nazaríes también construyeron otras edificaciones en toda la ciudad, como la Madrasa y el Corral del Carbón, y dejaron su huella en otras estructuras y fortificaciones en todo su territorio, aunque no muchas edificaciones significativas han sobrevivido intactas hasta la actualidad.

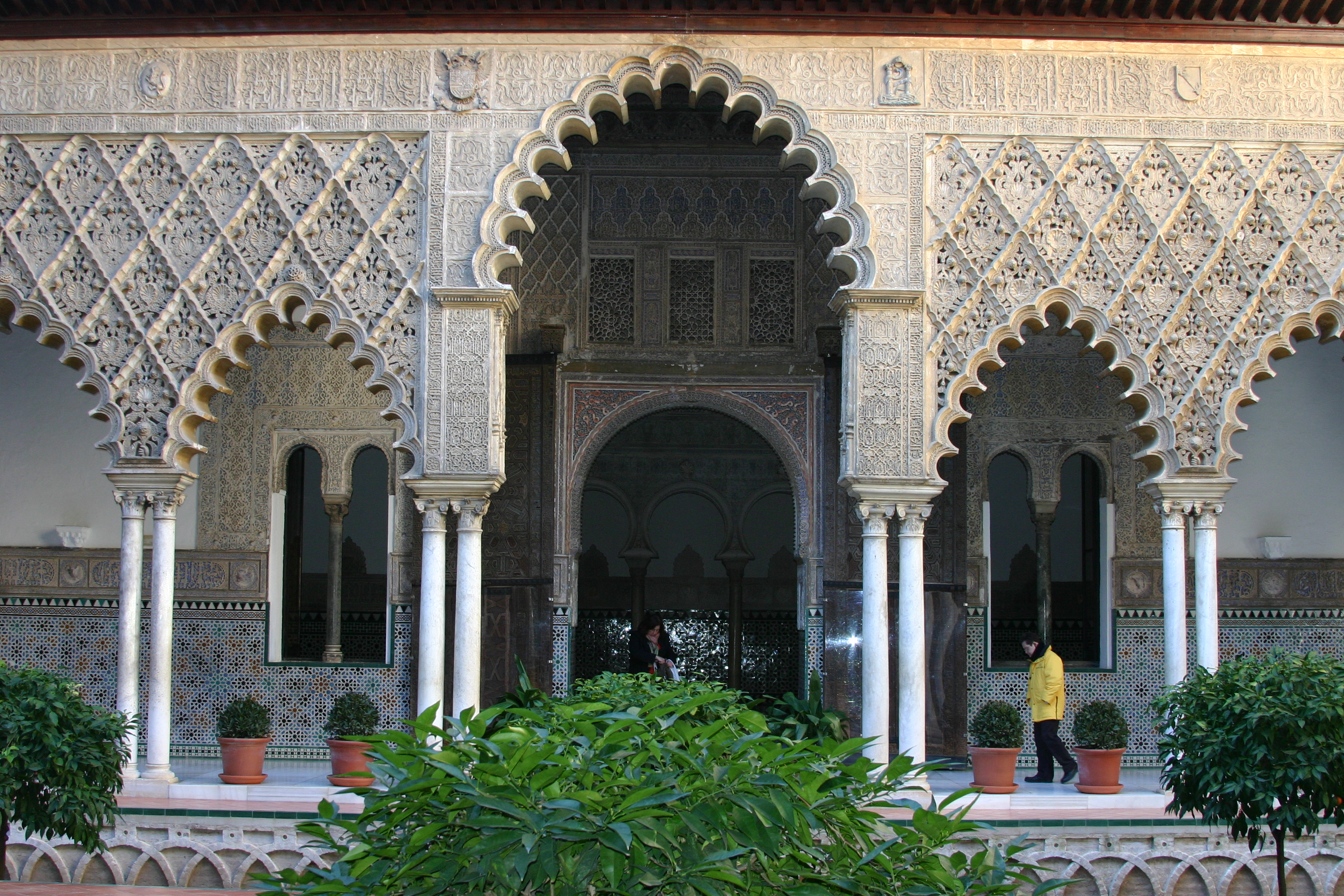
Patio de estilo mudéjar del Alcázar de Sevilla, España

Mientras tanto, en los antiguos territorios de al-Ándalus bajo el control de los reinos españoles de Léon, Castilla y Aragón, el arte y la arquitectura andalusí se siguieron empleando durante muchos años como un estilo de prestigio bajo los nuevos mecenas cristianos, convirtiéndose en lo que se conoce como arte mudéjar (llamado así por los mudéjares o musulmanes bajo el dominio cristiano). Este tipo de arquitectura, creada por artesanos musulmanes o por otros artesanos siguiendo la misma tradición, continuó muchas de las mismas formas y motivos con variaciones menores. Numerosos ejemplos se encuentran en las primeras iglesias de Toledo (por ejemplo, la Iglesia de San Román, siglo XIII), así como en otras ciudades de Aragón como Zaragoza y Teruel. Entre los ejemplos más famosos y célebres se encuentra el Alcázar de Sevilla, que fue el antiguo palacio de los abadíes y de los almohades en la ciudad, pero que luego fue reconstruido por gobernantes cristianos, como Pedro el Cruel, que añadió lujosas secciones de estilo morisco a partir de 1364 con la ayuda de artesanos de Granada y Toledo. Otros ejemplos más pequeños pero notables en Córdoba son la capilla de San Bartolomé y la Capilla Real en la Gran Mezquita (que fue convertida en catedral en 1236). Algunas sinagogas judías que se conservan de los siglos XIII y XIV también fueron construidas (o reconstruidas) en estilo mudéjar mientras estaban bajo el dominio cristiano, como sinagoga de Santa María la Blanca en Toledo (reconstruida en su forma actual en 1250), la Sinagoga de Córdoba (1315), y la Sinagoga del Tránsito (1355-1357).

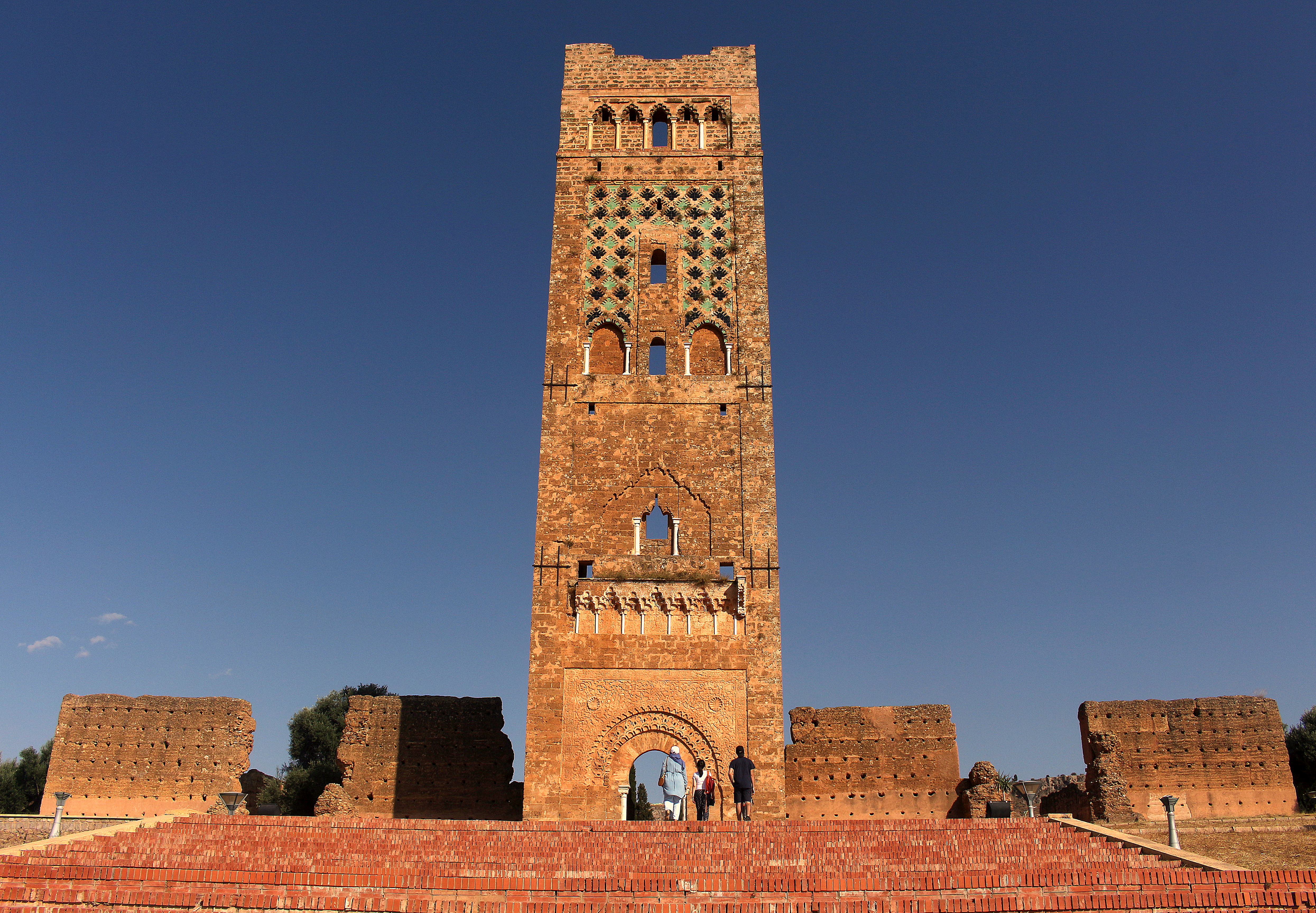
Restos de la Mezquita de Mansourah cerca de Tremecén, Argelia, que muestran una de las fachadas del antiguo minarete

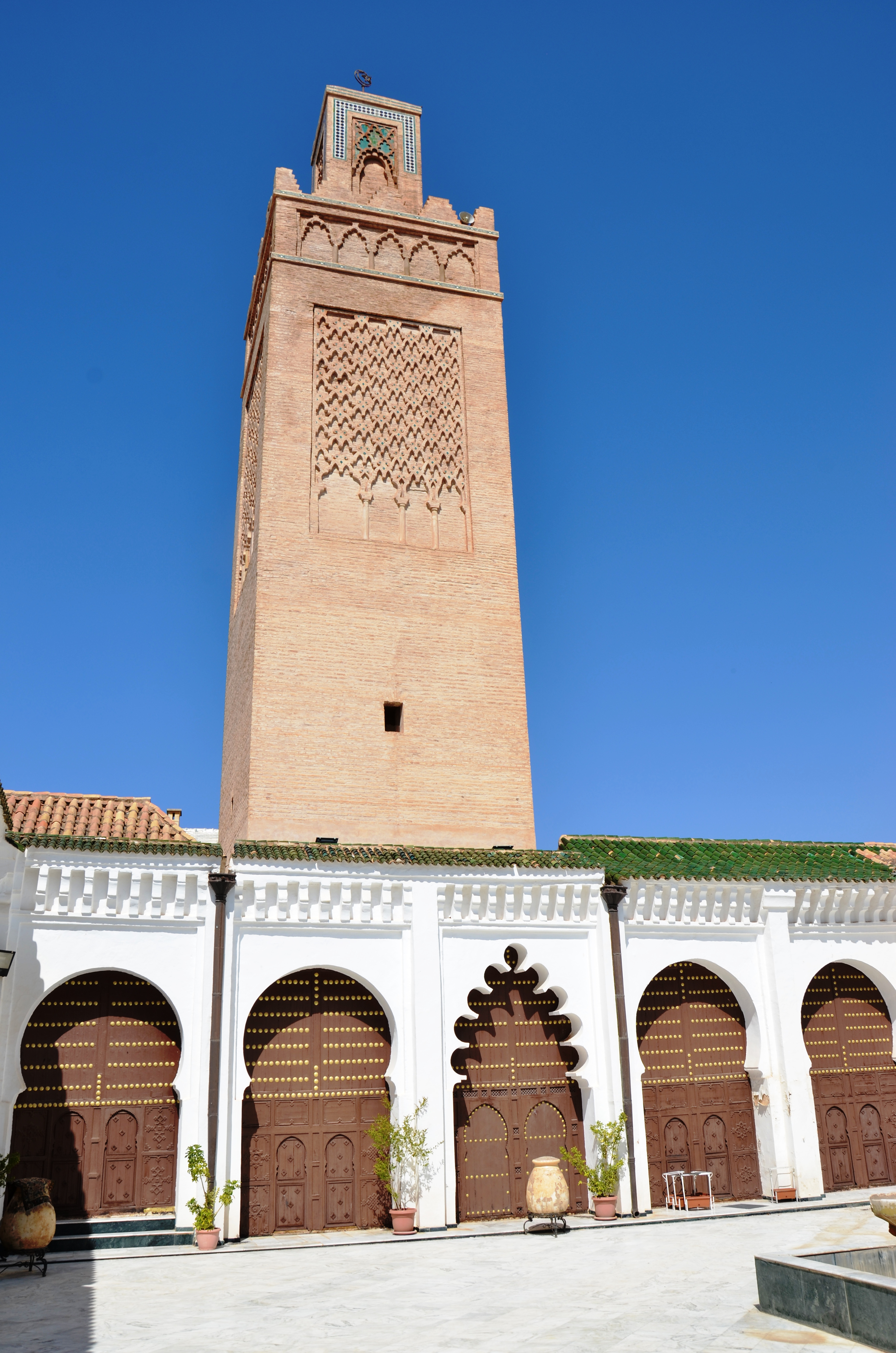
Minarete de la Great Mosque of Tlemcen, que fue añadido por el sultán zayánida Yaghmorasan en 1236

Más al este, en Argelia, la dinastía bereber zayánida o Abd al-Wadid controlaba su propio estado y erigía monumentos en su capital principal, Tlemcen. Yaghmorasan (r. 1236-1283), fundador de la dinastía, añadió minaretes a la antigua mezquita de Agadir y a la Gran Mezquita de Tlemcen, mientras que su sucesor, Abu Sa'id 'Uthman (r. 1283-1304), fundó la mezquita de Sidi Bel Hasan en 1296. Los zayyaníes construyeron otras fundaciones religiosas en la zona, pero muchas no han sobrevivido hasta nuestros días o han conservado poco de su aspecto original. Además de las mezquitas, construyeron las primeras madrasas en Tlemcen. La madrasa Tashfiniya, fundada por Abu Tashfin I (r. 1318-1337), fue célebre por su rica decoración, incluyendo la decoración de azulejos zellij con sofisticados motivos arabescos y geométricos cuyo estilo se repitió en algunos monumentos meriníes posteriores.: 526   Los meriníes también ocuparon Tlemcen y partes del oeste de Argelia de forma intermitente en el siglo XIV y dejaron su huella en la ciudad, sobre todo en la Mezquita de Sidi Boumediene (1339). Durante su asedio a la ciudad a principios de siglo, el líder meriní Abu Ya'qubconstruyó un asentamiento fortificado cercano llamado al-Mansurah, que incluye la monumental Mezquita de Mansourah (iniciada en 1303, conservada solo parcialmente en la actualidad).  Más al este, Abu al-Hasan fundó la Mezquita de Sidi Bellahsen en la ciudad entre 1338 y 1339.

### Los hafsíes de Túnez (siglosXIII-XVI)

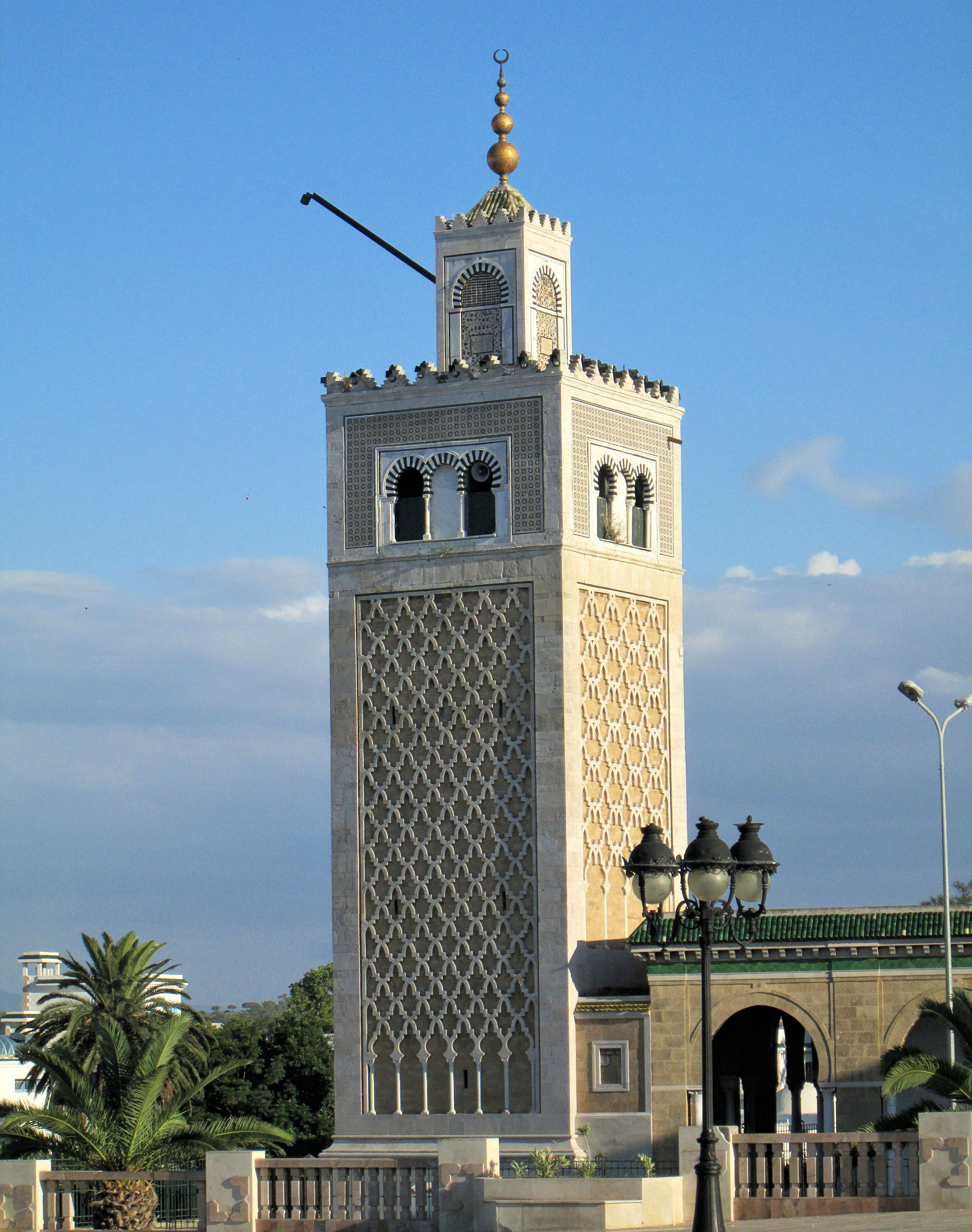
El minarete de la Mezquita de la Kasbah (Túnez), construida al comienzo del período hafsí a principios de la década de 1230

En Ifriqiya (Túnez), los hafsíes, una rama de la clase dominante almohade, declaró su independencia en 1229 y desarrolló su propio estado, que llegó a controlar gran parte de la región circundante. También fueron constructores importantes, particularmente bajo los reinados de líderes exitosos como Abu Zakariyya (r. 1229-1249) y Abu Faris (r. 1394-1434), aunque no muchos de sus monumentos han sobrevivido intactos hasta el día de hoy. Si bien Kairouán siguió siendo un importante centro religioso, la ciudad de Túnez fue la capital y la reemplazó progresivamente como la principal ciudad de la región y el centro de patrocinio arquitectónico más importante. A diferencia de la arquitectura de la zona más al oeste, la arquitectura hafsí se construyó principalmente en piedra (en lugar de ladrillo o adobe) y parece haber tenido mucha menos decoración. Al revisar la historia de la arquitectura en la región, el académico Jonathan Bloom comenta que la arquitectura hafsí parece haber "trazado en gran medida un curso independiente de los desarrollos en otras partes del Magreb [África del Norte]".
La Mezquita de la Kasbah de Túnez fue una de las primeras obras de este período, construida por Abu Zakariya (el primer gobernante independiente de los hafsíes) al comienzo de su reinado. Su planta tenía diferencias notables con las mezquitas anteriores del período almohade, pero el minarete, terminado en 1233, se parece mucho al de la Mezquita de la Kasbah almohade de Marrakech. Otras edificaciones del período hafsí en Túnez son la Mezquita de Haliq (siglo XIII) y la Mezquita de al-Hawa (1375). El Palacio del Bardo (hoy un museo nacional) también fue iniciado por los hafsíes en el siglo XV, y se menciona en los registros históricos por primera vez durante el reinado de Abu Faris. Los hafsíes también realizaron renovaciones significativas en la Gran Mezquita de Kairouán, mucho más antigua, cambiando su techo, reforzando sus paredes y construyendo o reconstruyendo dos de sus puertas de entrada en 1293, así como en la Gran Mezquita de Zitouna en Túnez.
Los hafsíes también introdujeron las primeras madrasas en la región, comenzando con la Madrasa al-Shamma῾iyya construida en Túnez en 1238 (o en 1249 según algunas fuentes. Sería seguida por muchas otras (casi todas en Túnez) como la Madrasa al-Hawa fundada en la década de 1250, la Madrasa al-Ma'ridiya (1282) y la Madrasa al-Unqiya (1341). Muchas de estas madrasas tempranas, sin embargo, se han conservado mal o se han modificado considerablemente a lo largo de los siglos transcurridos desde su fundación. La Madrasa al-Muntasiriya, terminada en 1437, se encuentra entre las mejor conservadas del período hafsí.
Finalmente, los otomanos sustituyeron a los hafsíes, y se hicieron cargo de la mayor parte del Magreb en el siglo XVI, con la excepción de Marruecos, que siguió siendo un reino independiente. Este hecho se tradujo en una divergencia aún mayor entre la arquitectura de Marruecos, al oeste, que continuó siguiendo esencialmente las mismas tradiciones de arte andalusí-magrebí que antes, y la arquitectura de Argelia y Túnez, al este, que mezclaba cada vez más las influencias de la arquitectura otomana con los diseños locales.

### Las dinastías sharifianas en Marruecos: saadíes y alauitas (siglosXVI-XX)

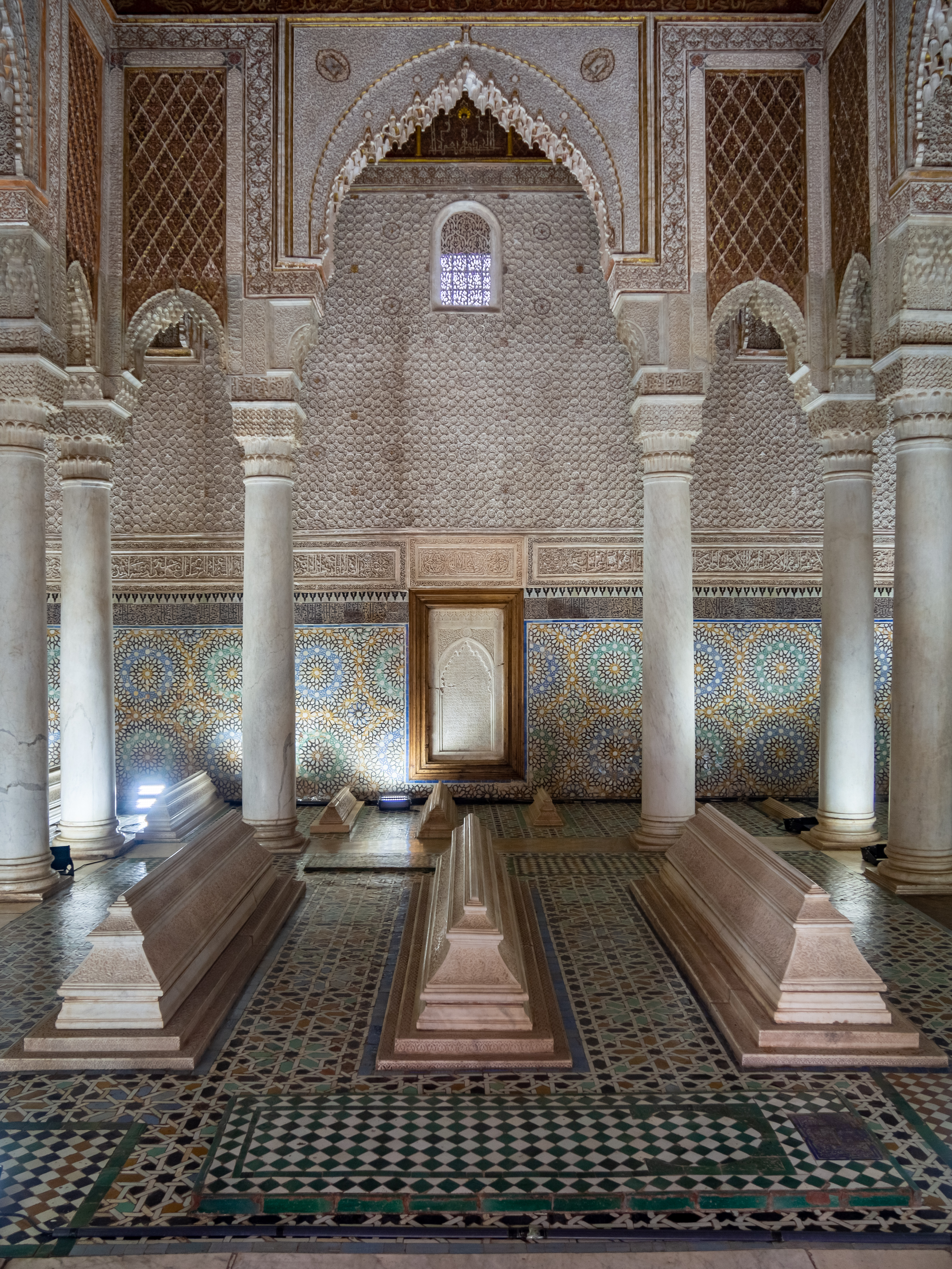
Mausoleo de Ahmad al-Mansur en las tumbas saadíes (finales del y principios del) en Marrakech, Marruecos

En Marruecos, después de los meriníes llegó la dinastía saadí en el siglo XVI, que marcó un cambio político de los imperios liderados por los bereberes a los sultanatos liderados por las dinastías de jerifes árabes. Artística y arquitectónicamente, sin embargo, hubo una amplia continuidad y los eruditos modernos consideran que los saadíes continuaron refinando el estilo morisco-marroquí existente, y algunos consideran las tumbas saadíes en Marrakech como una de las obras cumbre de este estilo. Comenzando con los saadíes y continuando con los alauitas (sus sucesores y la actual monarquía reinante de Marruecos), los estudiosos modernos describen el arte y la arquitectura marroquíes como si hubieran permanecido esencialmente "conservadores"; lo que significa que continuaron reproduciendo el estilo existente con gran fidelidad, pero no introdujeron nuevas innovaciones importantes.
Los saadíes, especialmente bajo el gobierno de los sultanes Abdallah al-Ghalib y Ahmad al-Mansur, fueron grandes constructores y se beneficiaron de los enormes recursos económicos de los que dispusieron en el apogeo de su poder a finales del siglo XVI. Además de las tumbas saadianas, también construyeron varias mezquitas importantes en Marrakech, incluidas la Mezquita Mouassine y la Mezquita de Bab Doukkala, que destacan por ser parte de núcleos benéficos dentro de complejos más grandes, que incluyen otras edificaciones como fuentes públicas, hamames, madrasas y bibliotecas. Esto marcó un cambio de los anteriores usos de patrocinio arquitectónico y puede haber sido influido por la tradición de construir tales complejos en la arquitectura mameluca de Egipto y en los külliye de la arquitectura otomana. Los saadíes también reconstruyeron el complejo del palacio real en la Qasba de Marrakech para ellos mismos, donde Ahmad al-Mansur construyó el famoso Palacio El Badi (construido entre 1578 y 1593) que era conocido por su decoración superlativa y costosos materiales de construcción, incluido el mármol italiano.

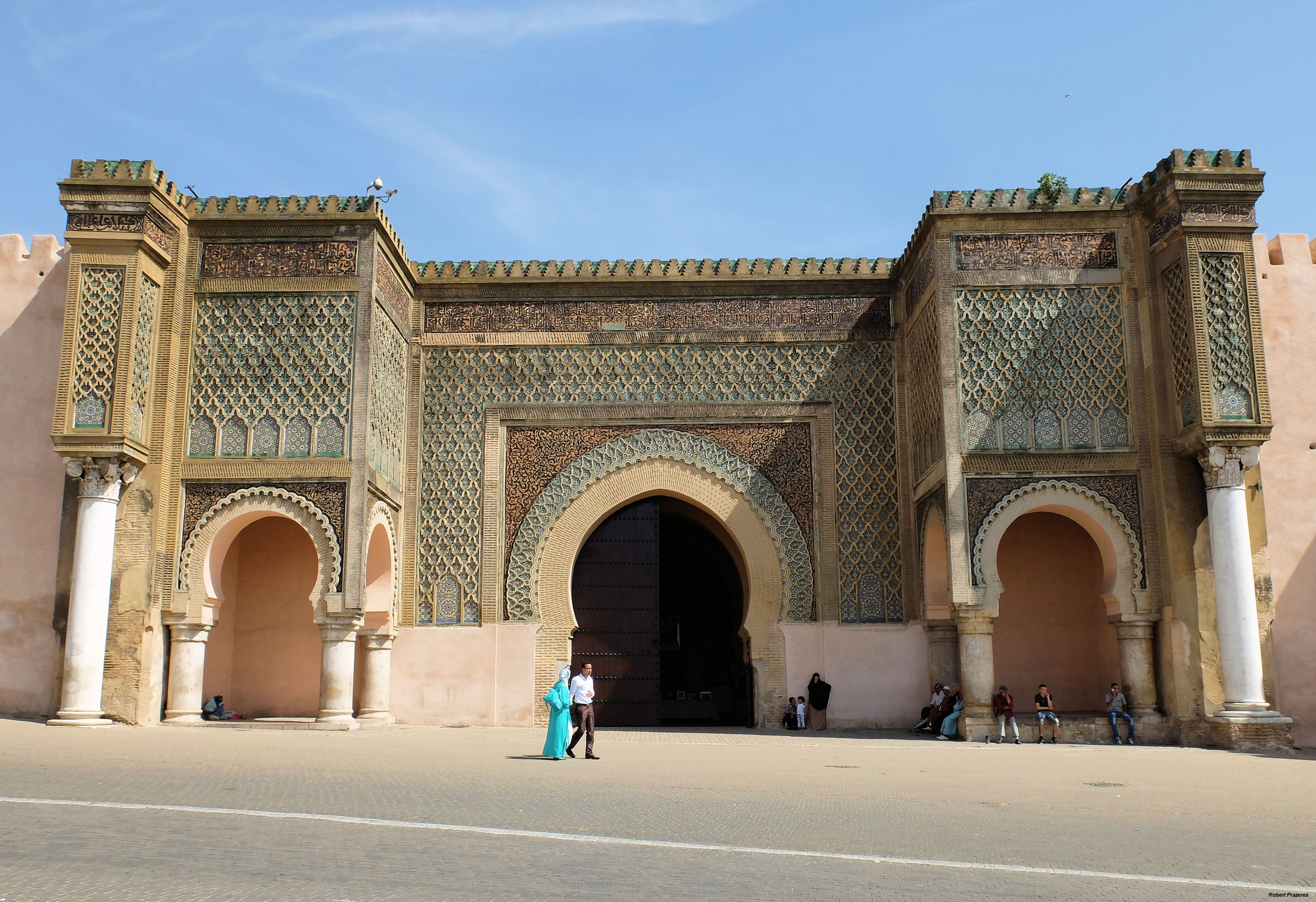
Bab Mansour, la puerta monumental del enorme complejo del palacio imperial del sultán Ismaíl en Mequinez, Marruecos (finales del y principios del)

Los alauitas, comenzando con Mulay Rashid a mediados del siglo XVII, sucedieron a los saadíes como gobernantes de Marruecos y continúan siendo la monarquía reinante del país hasta el día de hoy. Por ello muchas de las mezquitas y palacios que se encuentran hoy en Marruecos han sido construidos o restaurados por los alauitas en algún momento u otro en los últimos siglos. Durante el reinado de Moulay Ismaíl (1672-1727) también se despojaron y reutilizaron elementos arquitectónicos ornamentados de edificios saadíes, como desgraciadamente sucedió con el lujoso Palacio de El Badi. Moulay Ismaíl también destacó por haber construido una vasta capital imperial en Mequinez, donde aún hoy se pueden ver los restos de sus monumentales edificaciones. En 1765 el sultán Mohammed Ben Abdallah (uno de los hijos de Moulay Ismaíl) inició la construcción de una nueva ciudad portuaria llamada Esauira (antes Mogador), ubicada en la costaatlántica, lo más cerca posible de su capital en Marrakech, a la que intentó trasladarse y restringir el comercio europeo.: 241  Contrató a arquitectos europeos para diseñar la ciudad, lo que resultó en un casco histórico relativamente único construido por marroquíes pero con arquitectura europeo occidental, particularmente en el estilo de sus fortificaciones. Similares fortificaciones marítimas o baluartes, generalmente llamadas sqala, se construyeron al mismo tiempo en otras ciudades portuarias como Anfa (actual Casablanca), Rabat, Larache y Tánger. Los sultanes tardíos también fueron constructores importantes, y hasta finales del siglo XIX y principios del XX, tanto los sultanes como sus ministros continuaron construyendo hermosos palacios, muchos de los cuales ahora se utilizan como museos o atracciones turísticas, como el Palacio de la Bahía en Marrakech, el Dar Jamaï en Mequinez y el Museo de Batha en Fez.

### Dominio otomano en Argelia y Túnez (sigloXVIy posteriores)
A lo largo del siglo XVI, el Magreb central y oriental (Argelia, Túnez y Libia) quedó bajo control otomano. Grandes ciudades portuarias como Argel, Túnez y Trípoli también se convirtieron en centros de actividad pirata, lo que enriqueció a las élites locales, pero también atrajo la intrusión de las potencias europeas, que ocuparon y fortificaron algunas posiciones costeras. A finales del siglo XVII y principios del XVIII, el control otomano se volvió en gran medida nominal: la Regencia de Argel (Argelia) fue gobernada de facto por los deys locales hasta la conquista francesa de 1830, Túnez fue gobernada por la dinastía muradita (1628-1705.) y la dinastía husainí (después de 1705), y Libia fue gobernada por la dinastía Karamanli (1711-1835) hasta el regreso del control otomano directo en 1835.: 144–205   Mientras que la arquitectura en Marruecos siguió siendo en gran medida tradicional durante el mismo período, la arquitectura en Argelia y Túnez se mezcló con la arquitectura otomana, especialmente en las ciudades costeras donde la influencia otomana era más fuerte. También se introdujeron algunas influencias europeas, en particular mediante la importación de materiales de Italia, como el mármol.

#### Túnez

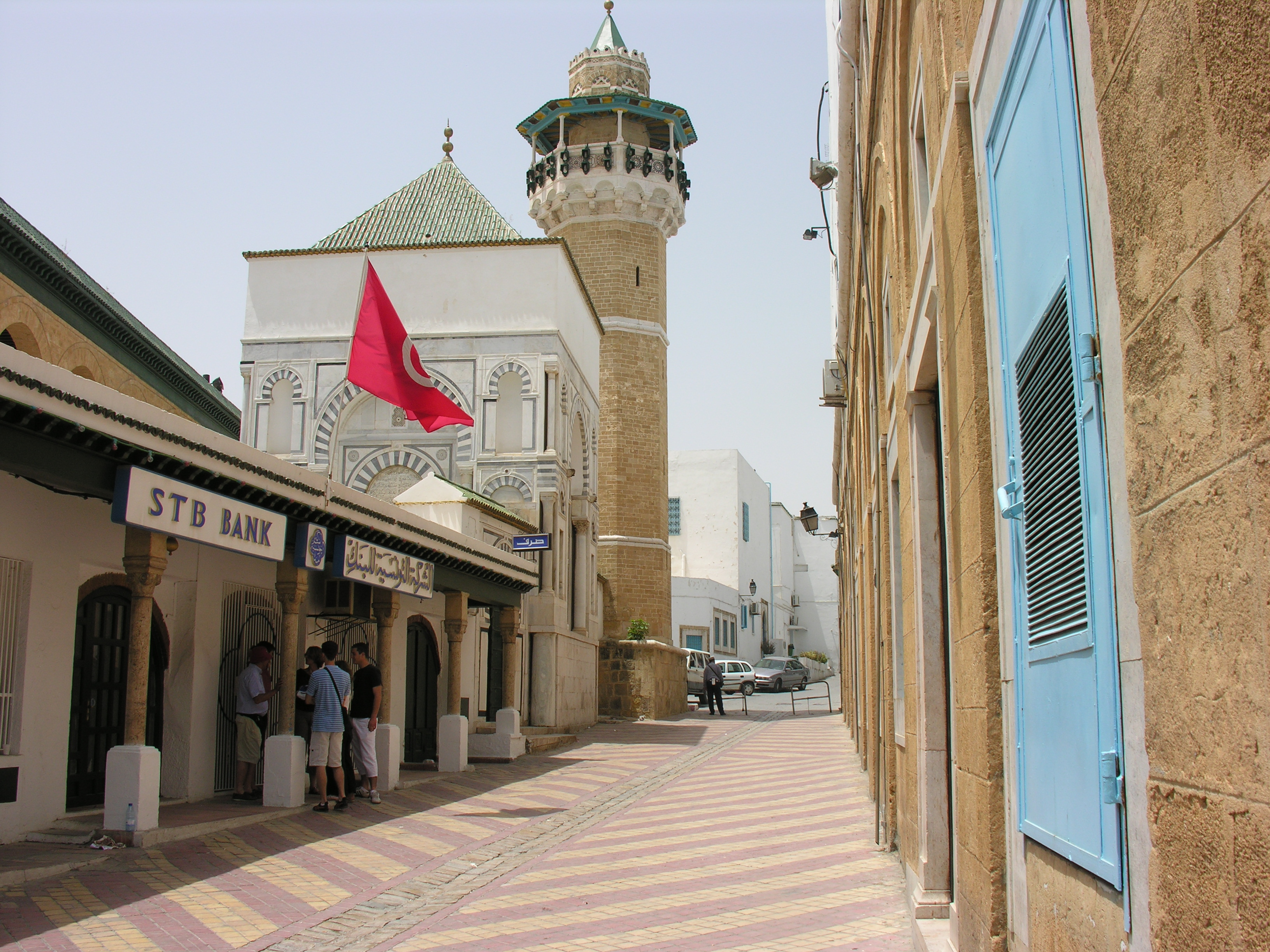
Exterior del complejo de la mezquita Youssef Dey en Túnez (c. 1614-1639), con mausoleo y minarete visibles.

En Túnez, el complejo de la mezquita Youssef Dey, construido o iniciado alrededor de 1614-1615 por Yusuf Dey (r. 1610-1637), es uno de los ejemplos más tempranos e importantes de la incorporación de elementos otomanos a la arquitectura local. Su mezquita congregacional está acompañada por una madrasa, una escuela primaria, fuentes, letrinas e incluso un café, muchos de los cuales proporcionaron ingresos para el mantenimiento del complejo. Esta disposición es similar a la de los complejos külliye otomanos. También fue el primer ejemplo de "mezquita funeraria" en Túnez, ya que el complejo incluye el mausoleo del fundador, datado en 1639. Si bien la forma hipóstila de la mezquita y su techo piramidal reflejan la arquitectura tradicional de la región, el fuste octogonal del minarete refleja la influencia de los minaretes otomanos con forma de "lápiz". En este período, los minaretes octogonales solían distinguir a las mezquitas que seguían la maddhab hanafí (asociada con los otomanos), mientras que las mezquitas que seguían la madhab maliki (predominante en el Magreb) seguían empleando minaretes tradicionales de fuste cuadrado.
La Mezquita de Hammuda Pasha, construida por Hammuda Pasha (r. 1631-1664) entre 1631 y 1654, retoma muchos de estos mismos elementos que la Mezquita de Yusuf Dey. Ambas mezquitas utilizan columnas y capiteles de mármol importados de Italia, posiblemente tallados por artesanos italianos en Túnez.  Hammuda Pasha también fue responsable de iniciar en 1629 una importante restauración y ampliación de la Zawiya of Abu al-Balawi o «Mezquita del Barbero» en Kairuán. Si bien la Zawiya ha sufrido modificaciones desde entonces, uno de sus rasgos característicos del siglo XVII es la decoración de azulejos Qallalin pintados bajo vidriado en muchas de sus paredes. Estos azulejos, generalmente producidos en el distrito de Qallalin de Túnez, están pintados con motivos de jarrones, plantas y arcos, y utilizan predominantemente colores azul, verde y amarillo ocre, lo que los distingue de los azulejos otomanos contemporáneos.  El apogeo artístico de estos azulejos se produjo en los siglos XVII y XVIII.
Hasta finales del siglo XVII no se construyó la primera y única mezquita con cúpula de estilo otomano en Túnez: la Mezquita Sidi Mahrez, iniciada por Muhammad Bey y terminada por su sucesor, Ramadan ibn Murad, entre 1696 y 1699. La sala de oración de la mezquita está cubierta por un sistema de cúpulas típico de la arquitectura otomana clásica, empleado por primera vez por Sinan para la Mezquita Şehzade (c. 1548) en Estambul: una gran cúpula central flanqueada por cuatro semicúpulas, con cuatro cúpulas más pequeñas en las esquinas y pechinas de las zonas de transición entre las semicúpulas. El interior está decorado con paneles de mármol y azulejos otomanos de Iznik.

#### Argelia

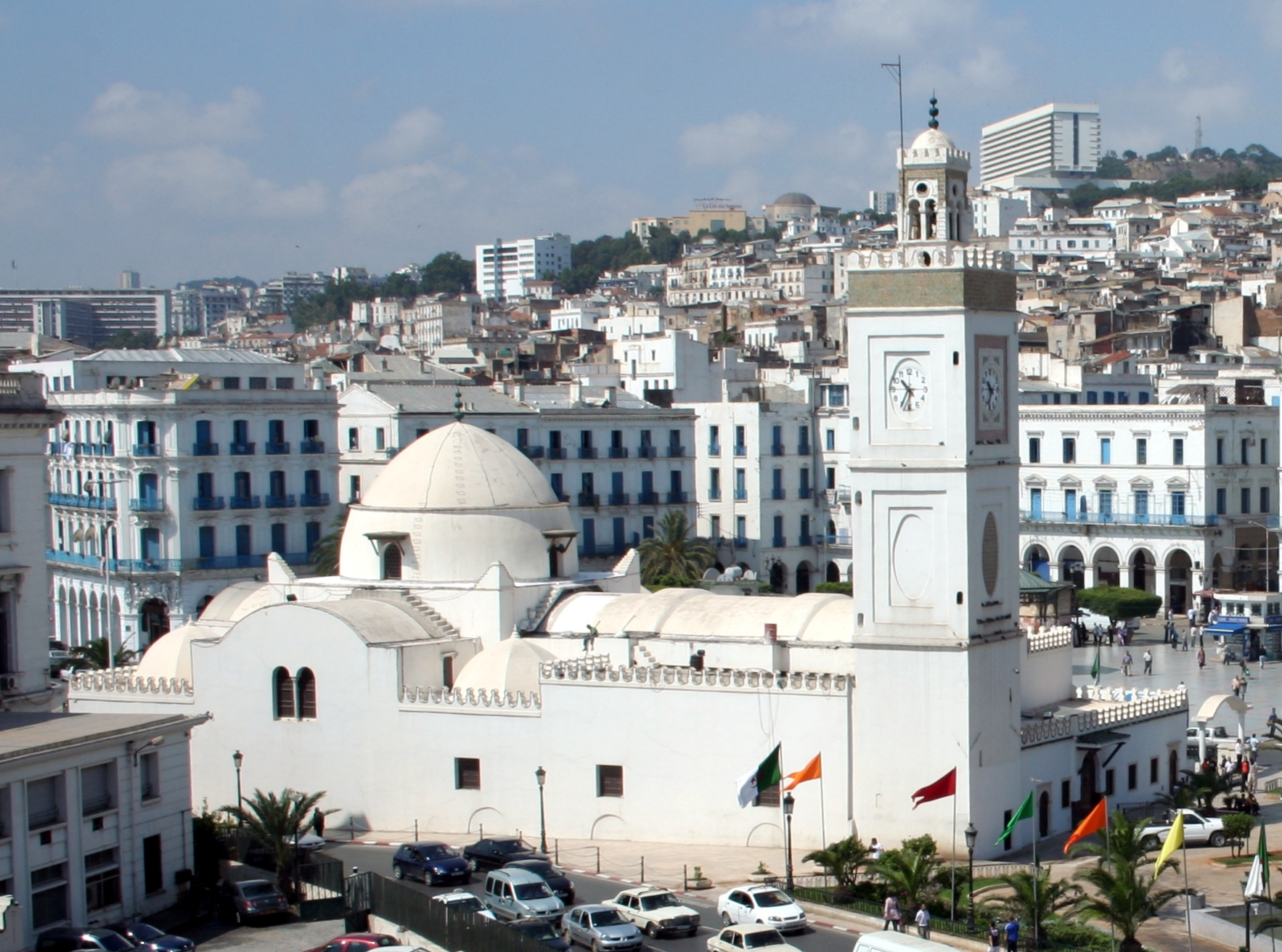
exterior de la New Mosque (Djama' el-Djedid) in Algiers (1660)

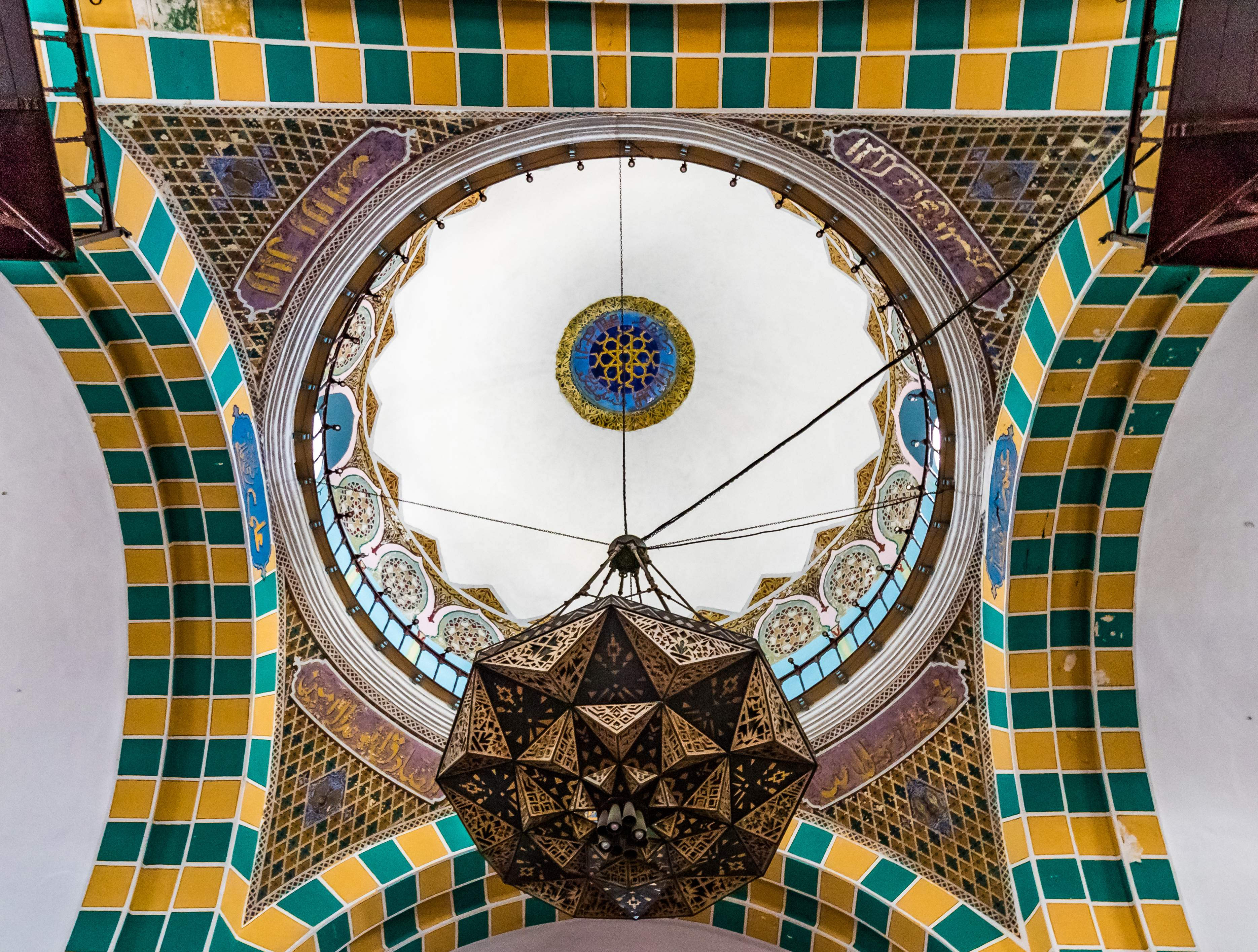
Vista interior de la cúpula de la New Mosque (Djama' el-Djedid) in Algiers (1660)

Durante este período, Argel se convirtió en una ciudad importante y fue testigo de un patrocinio arquitectónico regular, y como tal, la mayoría de los monumentos más importantes de este período se concentran allí. En contraste, la ciudad de Tlemcen, la antigua capital principal de la región, sufrió un declive relativo y experimentó una actividad arquitectónica mucho menor. La arquitectura de las mezquitas en Argel durante este período demuestra la convergencia de múltiples influencias, así como peculiaridades que pueden atribuirse a las innovaciones de los arquitectos locales. Se introdujeron cúpulas de influencia otomana en el diseño de las mezquitas, pero los minaretes generalmente continuaron construyéndose con fustes cuadrados en lugar de redondos u octogonales, conservando así la tradición local, a diferencia de la arquitectura contemporánea en la Túnez otomana y otras provincias otomanas, donde el minarete en forma de "lápiz" era un símbolo de la soberanía otomana.
La mezquita más antigua que se conserva del período otomano en Argelia es la mezquita Ali Bitchin (o 'Ali Bitshin) en Argel, encargada por un almirante del mismo nombre (Ali Bitchin), converso de origen italiano, en 1622. La mezquita está construida sobre una plataforma elevada y antiguamente contaba con varios anexos, como un hospicio, un hammam y un molino. Un minarete y una fuente pública se alzan en su esquina noreste. La sala de oración interior se centra en un espacio cuadrado cubierto por una gran cúpula octogonal sostenida por cuatro grandes pilares y pechinas. Este espacio está rodeado por los cuatro lados por galerías o naves laterales cubiertas por hileras de cúpulas más pequeñas. En el lado oeste del espacio central, esta galería tiene dos tramos de profundidad (es decir, está compuesta por dos naves laterales en lugar de una), mientras que en los otros lados, incluido el lado del mihrab, las galerías tienen solo un tramo de profundidad.  Otras mezquitas en Argel construidas entre los siglos XVII y principios del XIX tenían una planta similar. Este diseño en particular no tenía precedentes en el Magreb. El uso de una gran cúpula central era una clara conexión con la arquitectura otomana. Sin embargo, el resto de la disposición es bastante diferente de las mezquitas de la arquitectura otomana metropolitana en ciudades como Estambul. Algunos estudiosos, como Georges Marçais, sugirieron que los arquitectos o mecenas podrían haber estado influenciados por las mezquitas de la época otomana construidas en las provincias levantinas del imperio, de donde eran originarios muchos de los gobernantes de Argel.
El monumento más notable de este período en Argel es la Mezquita Nueva (Djamaa el Djedid), construida entre 1660 y 1661. La mezquita tiene una gran cúpula central sostenida por cuatro pilares, pero en lugar de estar rodeada por cúpulas más pequeñas, está flanqueada en los cuatro lados por amplios espacios abovedados, con pequeños tramos abovedados que ocupan las esquinas entre estas bóvedas. El espacio abovedado de cañón en el lado norte de la cúpula (el lado de la entrada) es alargado, lo que da a los espacios abovedados principales de la mezquita una configuración cruciforme que se asemeja a una catedral cristiana. El minarete de la mezquita tiene una forma tradicional con un fuste cuadrado rematado por una pequeña estructura de linterna. Su decoración sencilla incluye azulejos; las esferas del reloj visibles hoy en día se añadieron en un período posterior. El mihrab tiene una forma islámica occidental más tradicional, con forma de arco de herradura y decoración de estuco, aunque la decoración que lo rodea está coronada con formas de medio medallón y cuarto de medallón de estilo otomano. El diseño general de la mezquita y sus detalles dan fe de una aparente mezcla de influencias otomanas, magrebíes y europeas. Como se desconoce el arquitecto, Jonathan Bloom ha sugerido que muy bien podría haber sido un arquitecto local que simplemente tomó la idea general de la arquitectura de la mezquita otomana y desarrolló su propia interpretación de la misma.

## Características arquitectónicas
Los elementos característicos de la arquitectura morisca incluyen el arco de herradura (o arco morisco), arcos entrelazados, patios centrales, riads (o jardines moriscos), madera intrincadamente tallada y estuco como decoración, ornamentación con mocárabe y elementos cerámicos decorativos conocidos como zellige en árabe o azulejos en español y portugués. La tradición arquitectónica está ejemplificada por mezquitas, madrasas, palacios, fortificaciones, hamames (baños turcos públicos), "funduq" ([caravasares, posadas destinadas a las caravanas) y otros tipos de edificios históricos comunes al mundo islámico. Ejemplos notables incluyen la Mezquita de Córdoba (784–987, en cuatro fases); la ciudad-palacio en ruinas de Medina Azahara (936-1010); la iglesia (antigua mezquita) del Cristo de la Luz en Toledo; el Palacio de la Aljafería en Zaragoza; la Alhambra (principalmente desde 1338 hasta 1390) y el Generalife (1302–9 y 1313–24) en Granada; la Giralda en Sevilla (1184); la Mezquita Kutubía, la Mezquita Hassan II, la Mezquita Andalusí y LA Mezquita de al-Qarawiyyin en Marruecos; la Gran Mezquita de Argel y la Mezquita de Tremecén en Argelia; y la Gran Mezquita de Kairuán en Cairuán, Túnez.
El término a veces también se usa para incluir diversos productos de la civilización islámica localizados en el mezzogiorno italiano. El Palazzo dei Normanni en Sicilia fue iniciado en el siglo IX por el Emirato de Sicilia. Incluso hay evidencia arqueológica de una mezquita del siglo VIII en Narbona, Francia, en los límites de la expansión musulmana en la región en el siglo VIII.

### Arcos

#### Arco de herradura

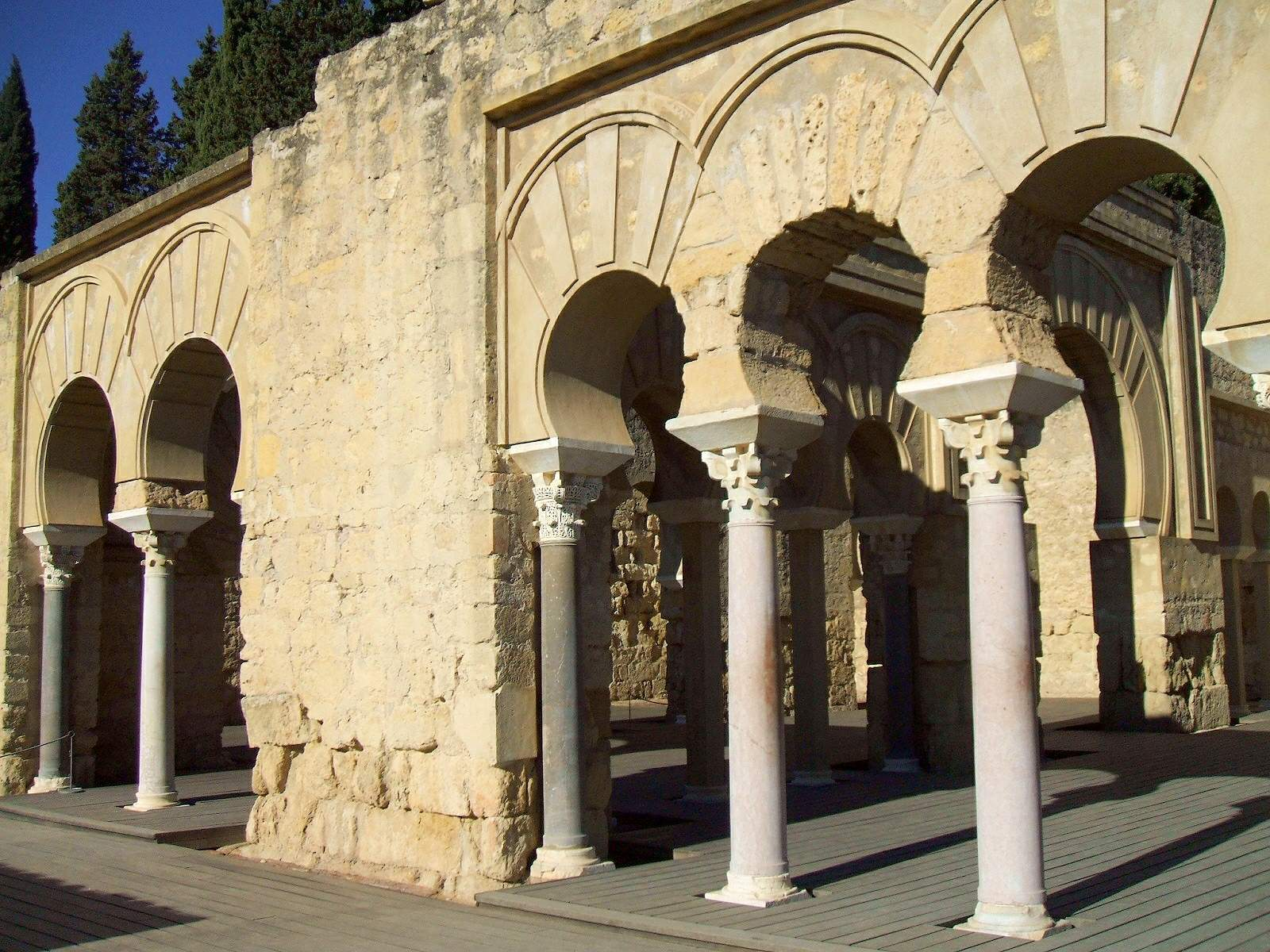
Típicos arcos de herradura del período del Califato en Medina Azahara

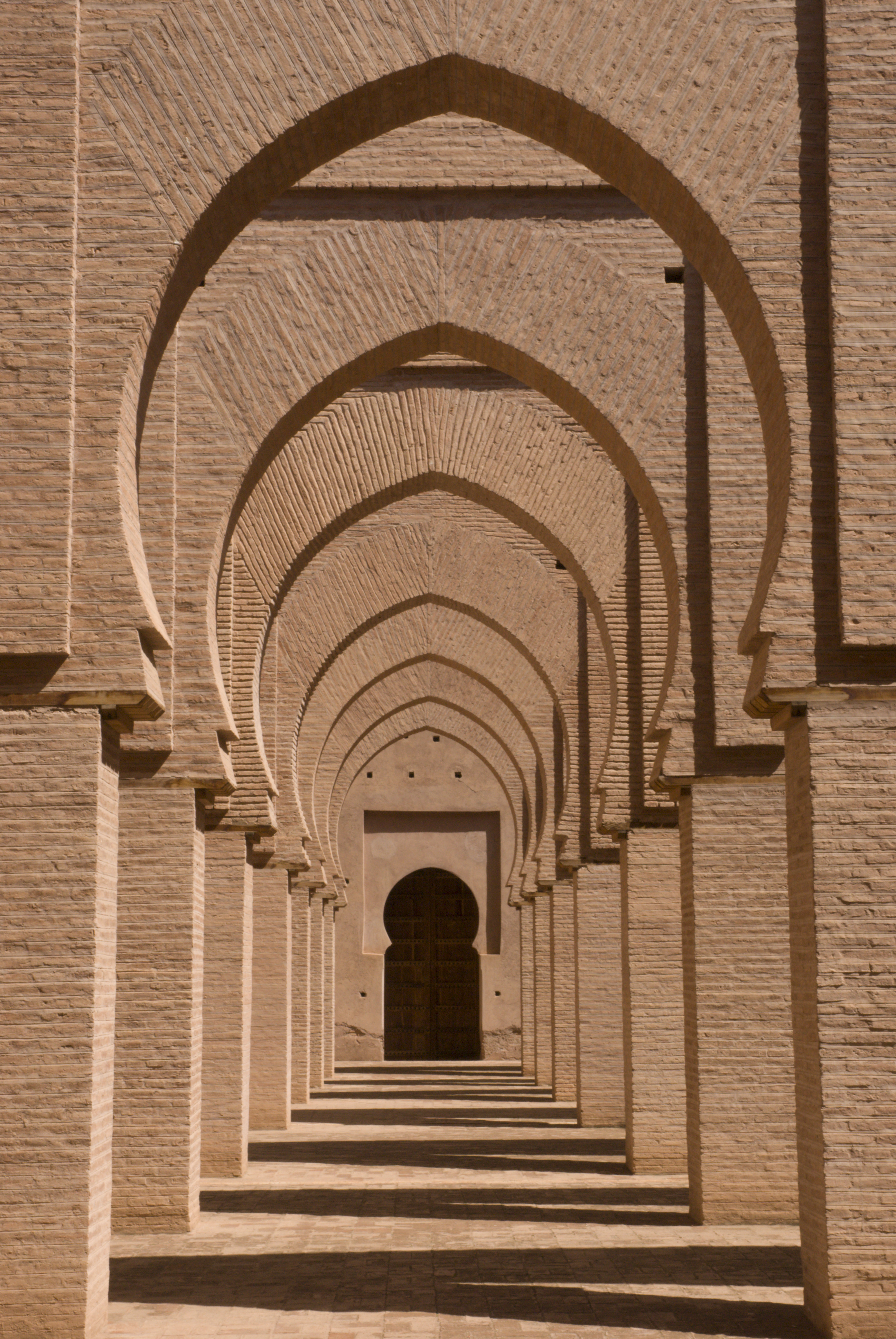
Arcos de herradura apuntados en la Mezquita de Tinmel

Quizás el tipo de arco más característico de la arquitectura islámica occidental en general sea el llamado "morisco" o arco de herradura. Se trata de un arco ultrapasado (cuya curva es más amplia que la de un semicírculo), lo que le da una forma que recuerda a una herradura. Este perfil de arco se volvió casi omnipresente en la región desde el comienzo del período islámico.
El origen de este arco parece remontarse al anterior período bizantino a través del Mediterráneo, ya que se puede encontrar en edificios más antiguos situados en Capadocia, Armenia y Siria, regiones todas ellas pertenecientes al Imperio Bizantino. También aparecen con frecuencia en las iglesias visigóticas de la península ibérica (siglos V-VII). Quizás debido a esta influencia visigoda, los arcos de herradura fueron particularmente predominantes después en al-Ándalus bajo los omeyas de Córdoba, aunque el arco "morisco" era de una forma ligeramente diferente y más sofisticada que el arco visigodo. Los arcos no solo se utilizaron para soportar el empuje de las estructuras y se utilizaron con propósitos decorativos tanto arcos ciegos como nichos arqueados. El "mihrab" (nicho que simboliza la "alquibla" o dirección del rezo) de una mezquita tenía casi invariablemente la forma de un arco de herradura.
A partir de la época almorávide, los primeros arcos de herradura apuntados o "rotos" comenzaron a aparecer en sus dominios y se generalizaron durante la época almohade. Este arco es probablemente de origen norteafricano, ya que los arcos apuntados ya estaban presentes con anterioridad en la arquitectura fatimí propia de los territorios situados más al este.

#### Arco polilobulado

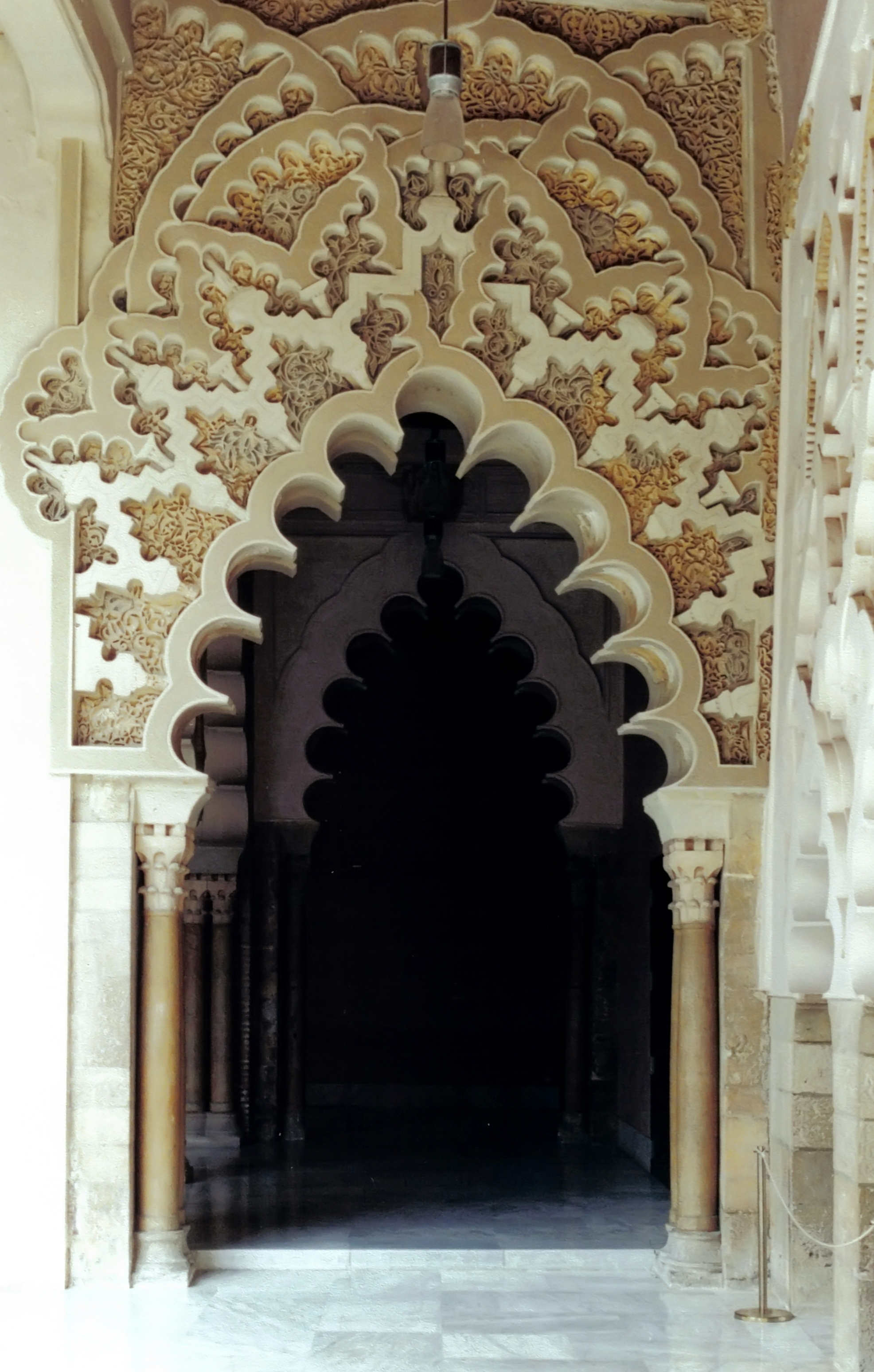
Arco polilobulado en el Palacio de la Aljafería, Zaragoza (España)

El arco polilobulado, tienen sus primeros precedentes en la arquitectura fatimí de Ifriquía y Egipto, y también había aparecido en la arquitectura andalusí de los reinos de Taifa, con ejemplos como el Palacio de la Aljafería y la Alcazaba de Málaga, basados posiblemente en los ejemplos existentes de la extensión de Alhakén II de la Gran Mezquita de Córdoba. En los períodos almorávide y almohade, este tipo de arco se perfeccionó aún más para cumplir funciones decorativas, mientras que los arcos de herradura continuaron siendo el tipo de arco más habitual en otros lugares. Algunos ejemplos tempranos aparecen en la Mezquita de Tremecén (en Argelia) y en la Mezquita de Tinmel.

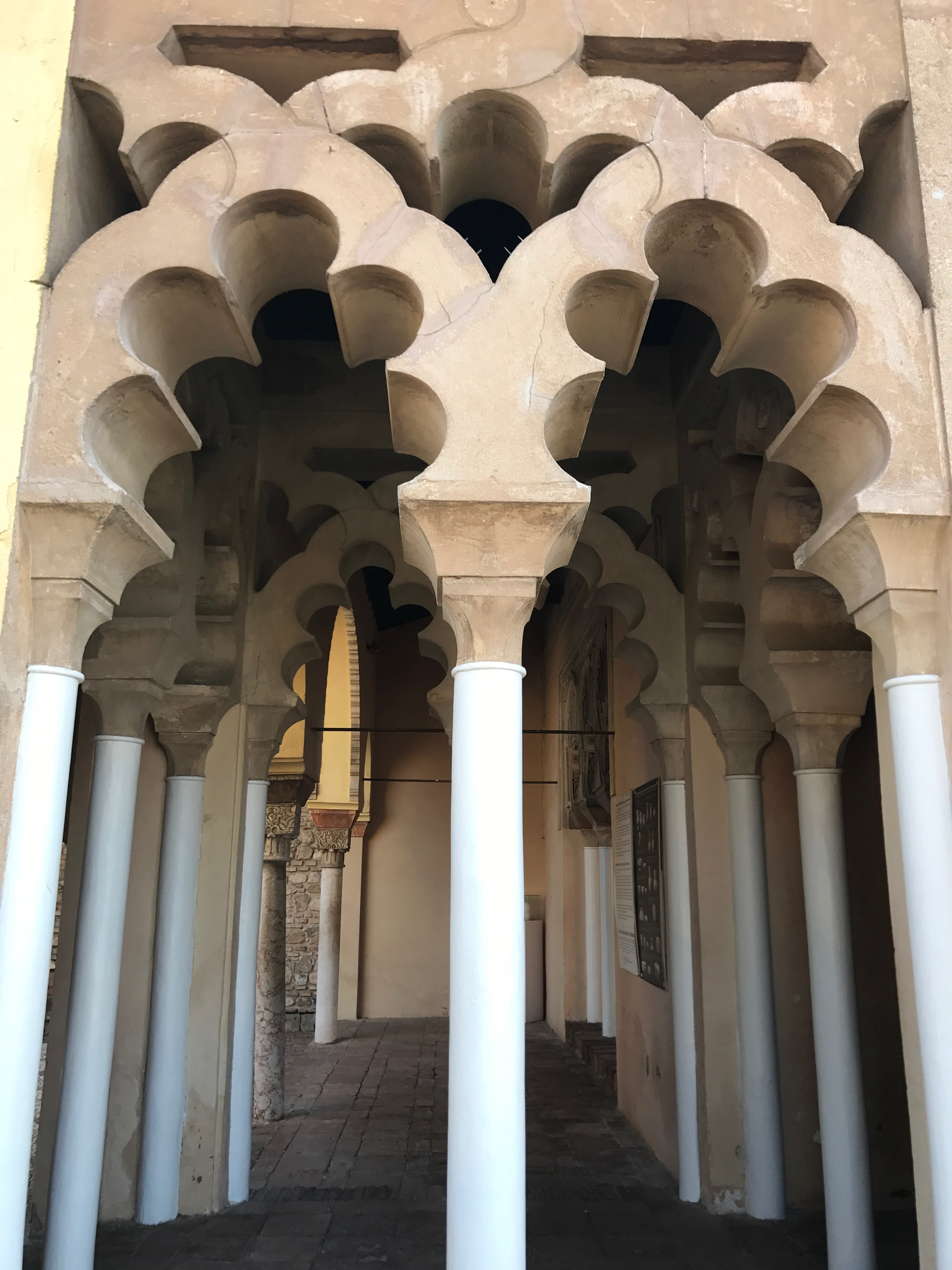
Arcos polilobulados entrelazados en la Alcazaba de Málaga (España, siglo XI)
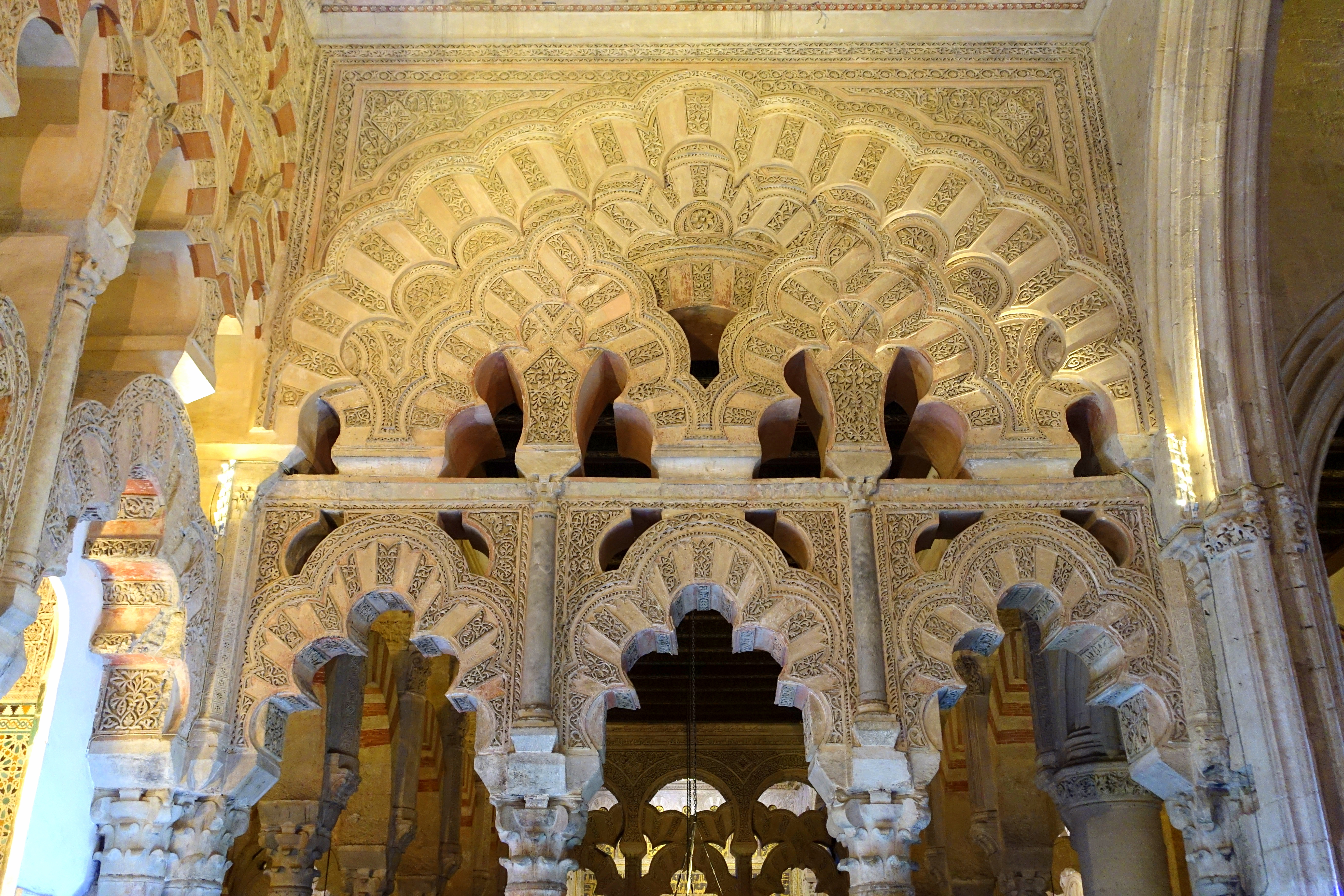
Arcos polilobulados en la ampliación de Al-Hakam II de la Gran Mezquita de Córdoba
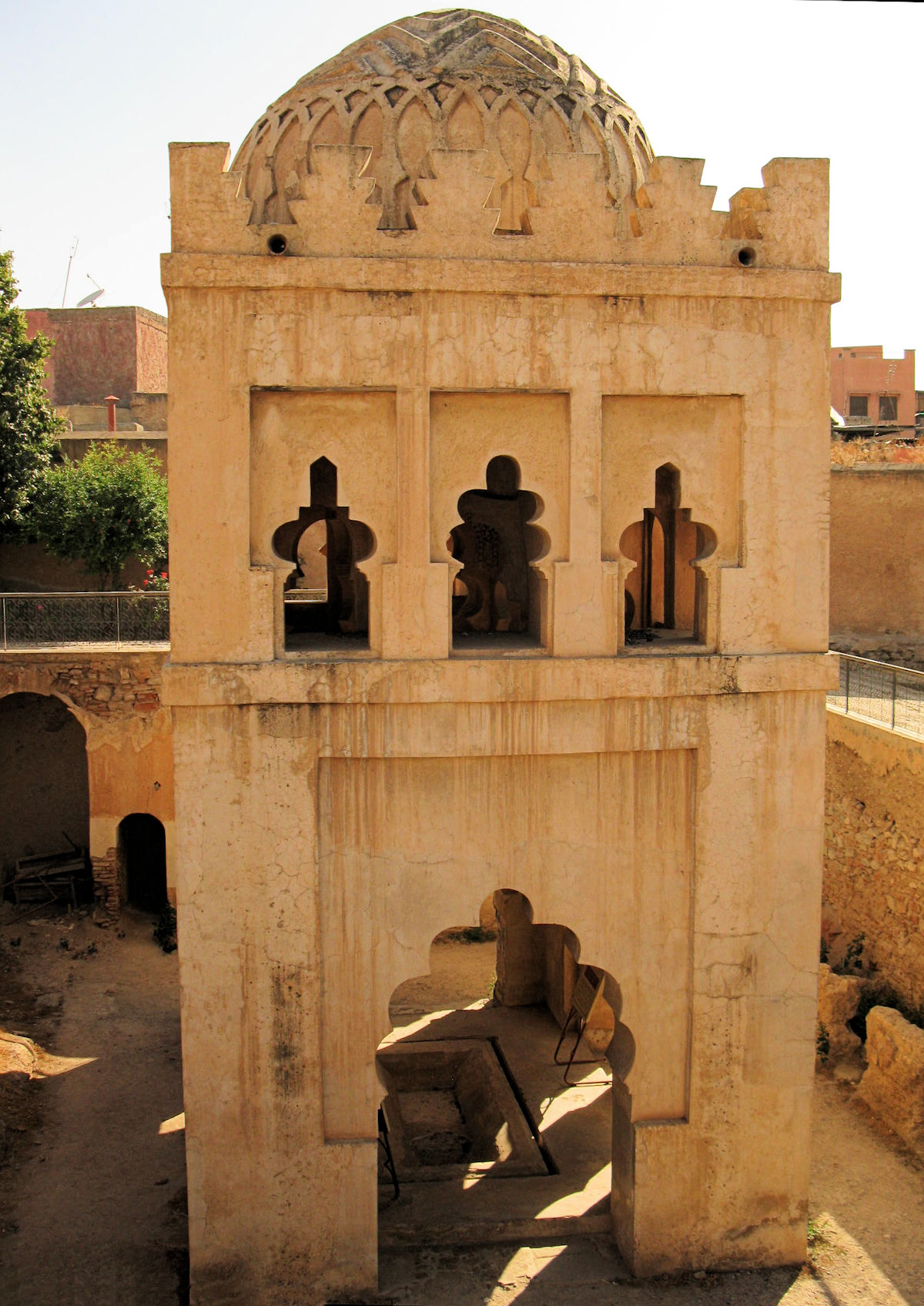
Arcos polilobulados en la Qubba almorávide de Marrakech (Marruecos, inicio del siglo XII)
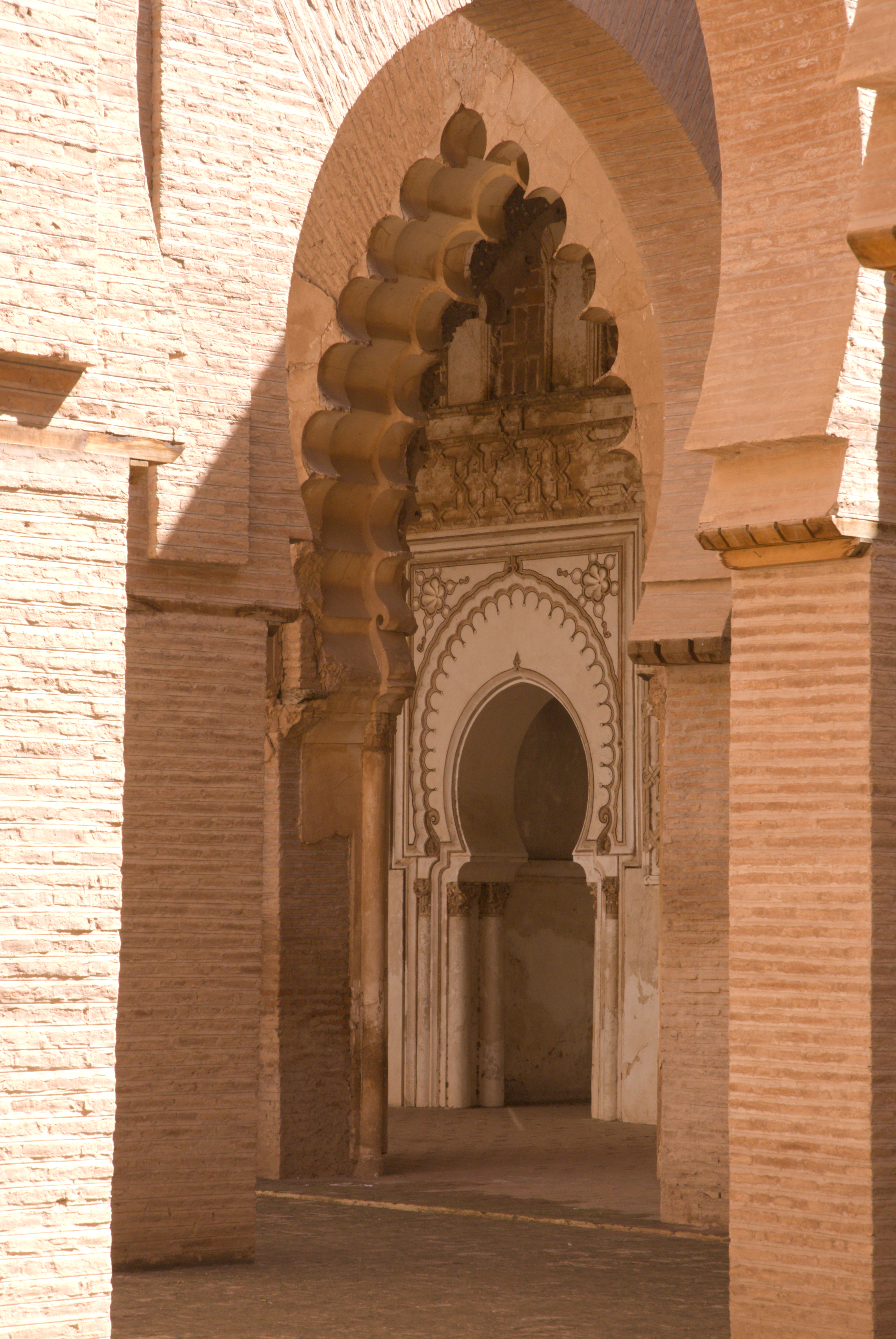
Un arco polilobulado en la Mezquita de Tinmel en Marruecos (mediados del siglo XII)
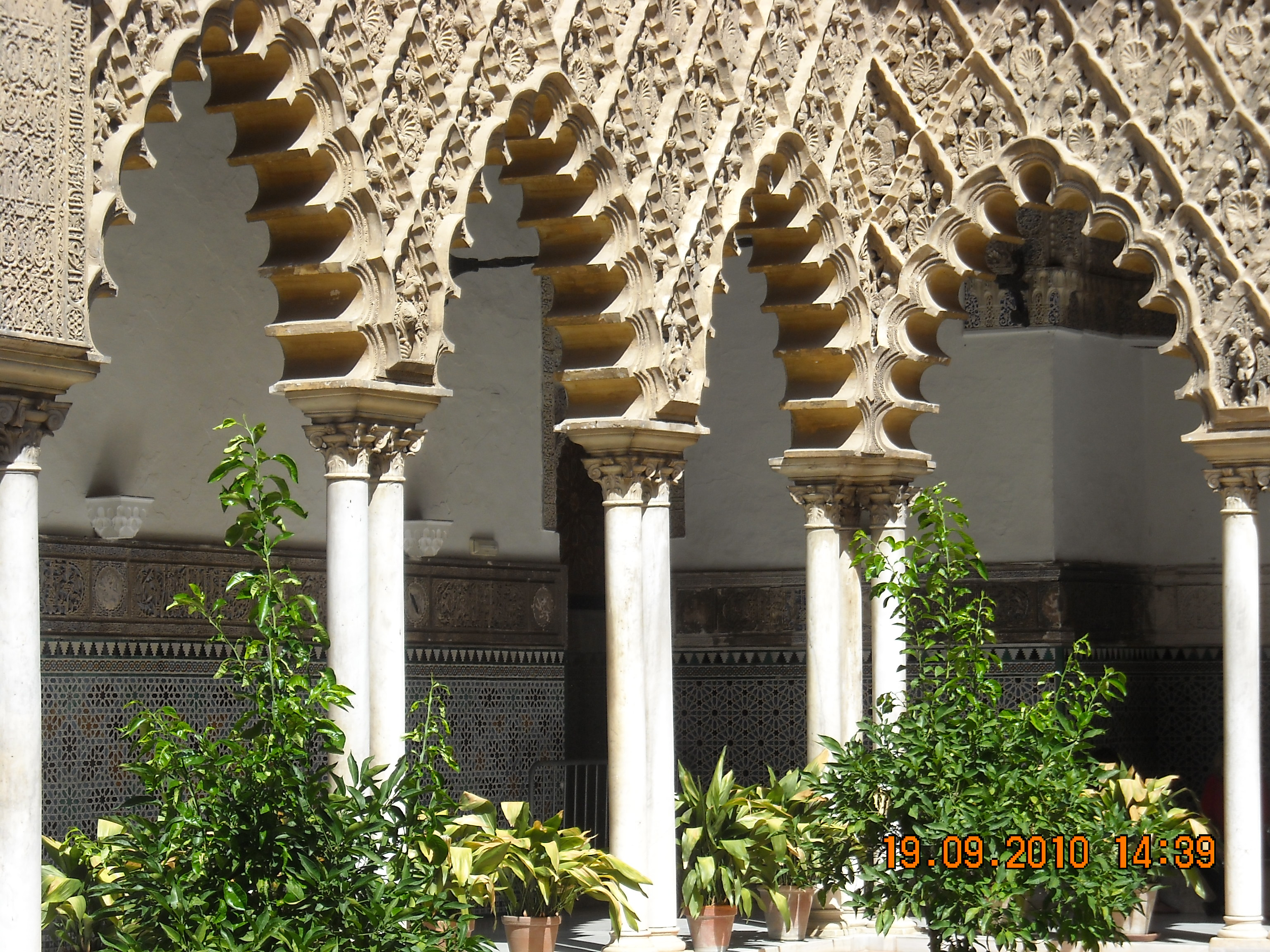
Arcos polilobulados en el Patio de las Doncellas de estilo mudéjar en el Alcázar de Sevilla (España, s siglo XIV)

#### Arco conlambrequine

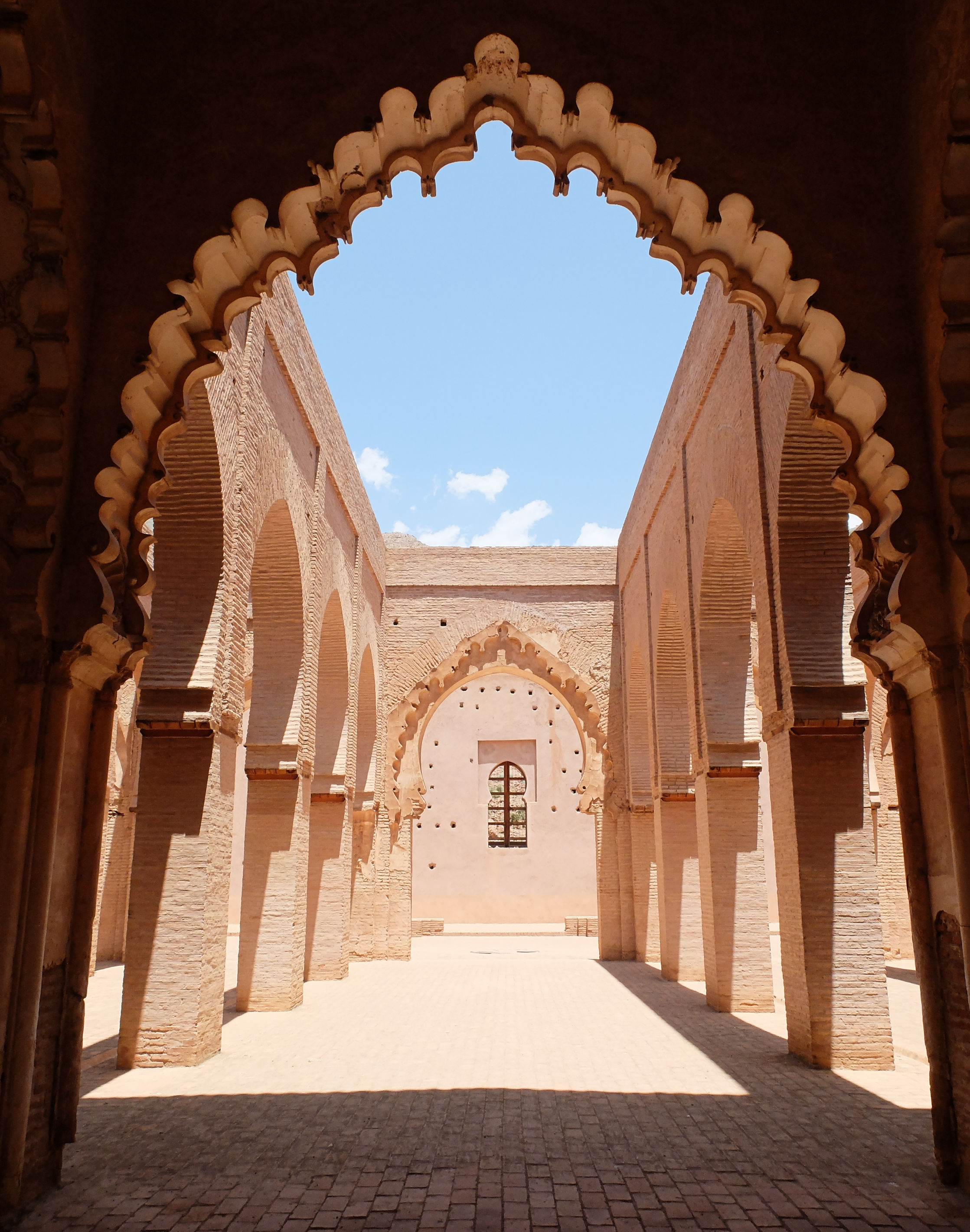
Arco con lambrequines en la Mezquita de Tinmal (mediados del)

El denominado arco con lambrequines, también conocido como arco lambrequín, con un perfil más intrincado de lóbulos y puntas, se introdujo en el período almorávide, con una aparición temprana en la sección funeraria de la Mezquita de Qarawiyyin (en Fez) que data de principios del siglo XII. Luego se hizo común en la arquitectura almohade, mariní y nazarí posterior, siendo en muchos casos este estilo utilizado para resaltar los arcos situados cerca del área del mihrab de una mezquita. Este tipo de arco también se denomina a veces arco de "muqarnas" debido a sus similitudes con el perfil del "mocárabe", hecho del que seguramente se derive esta denominación. Además, normalmente estaba adornado con muqarnas en las superficies internas del arco.

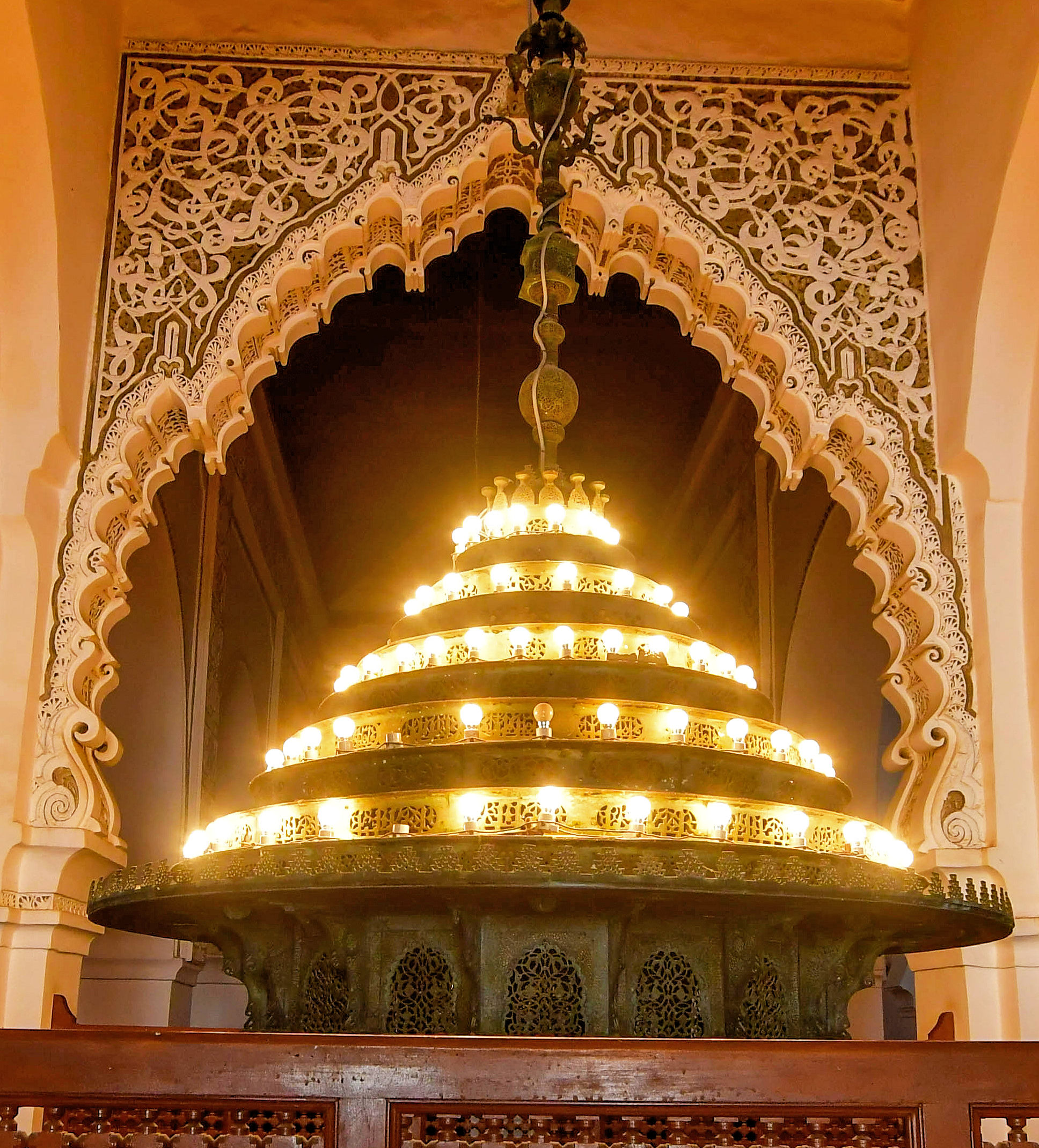
Arco lambrequín en la Gran Mezquita de Taza (periodo almohade, con decoración meriní)
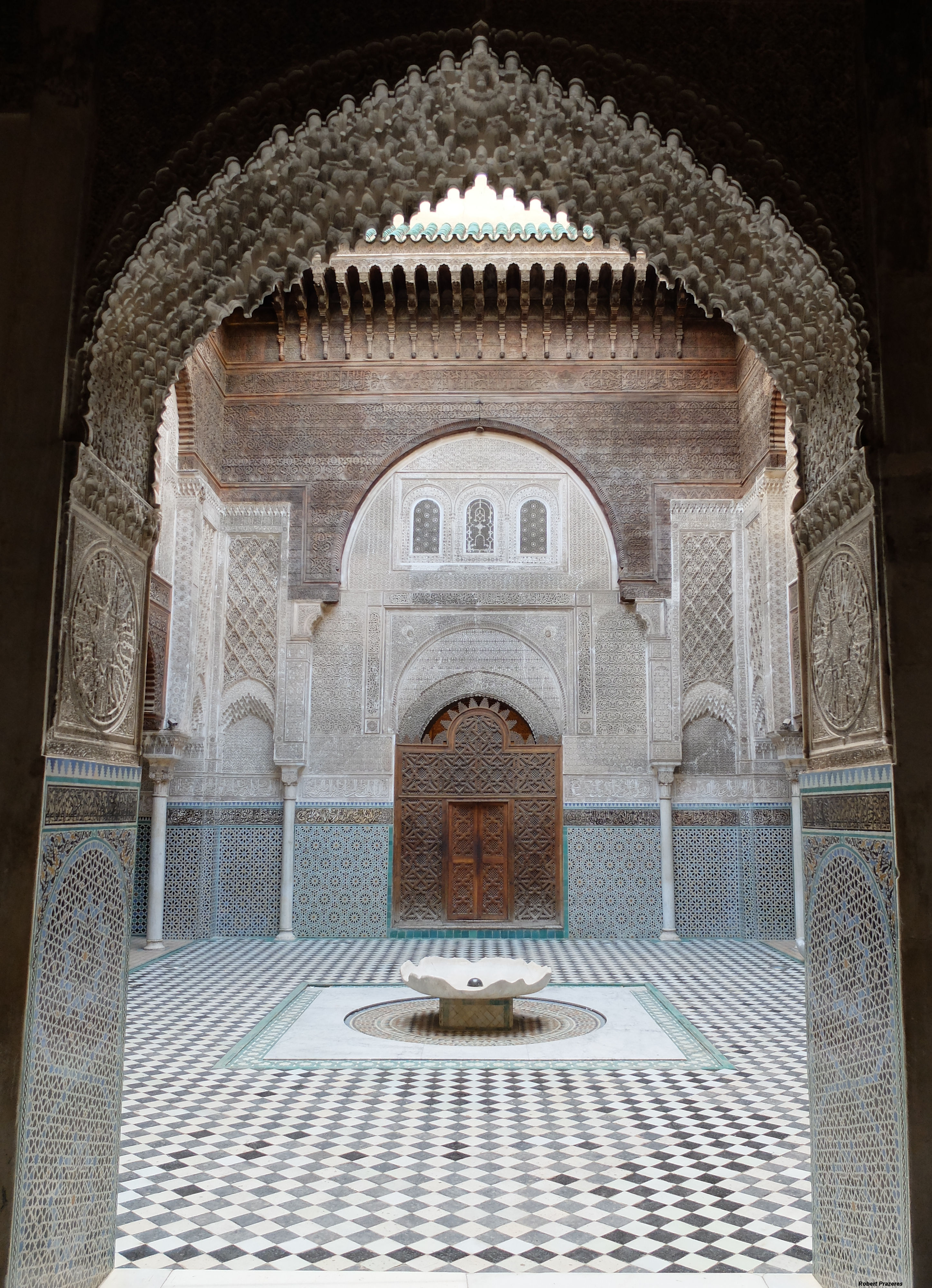
Un arco lambrequín con decoración mocárabe en la madrasa de Al-Attarine, Fez (Marruecos) (1323-1325)
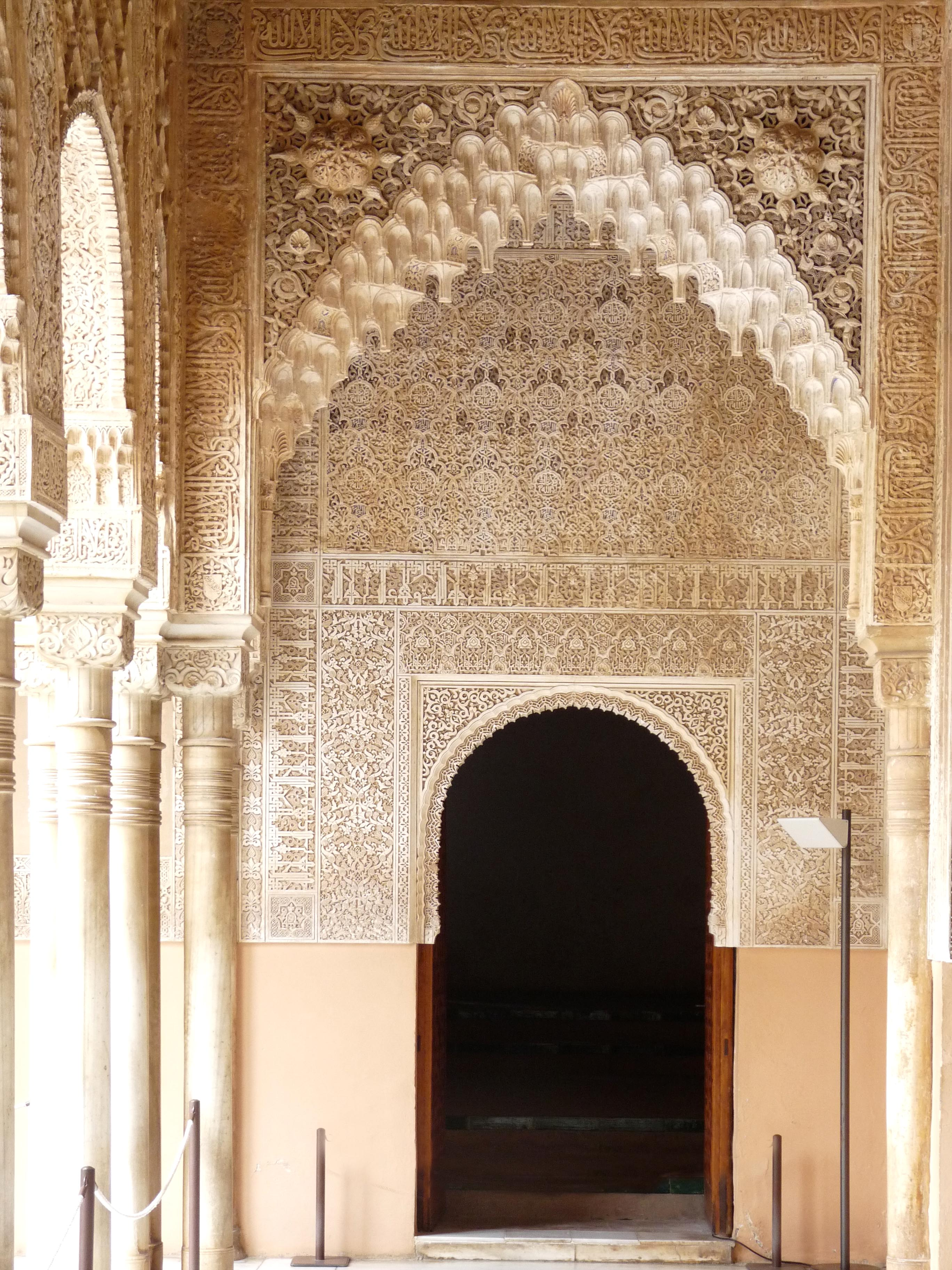
Un arco con lambrequines/mocárabes (arriba) en la galería del Patio de los Leones en la Alhambra de Granada (siglo XIV)
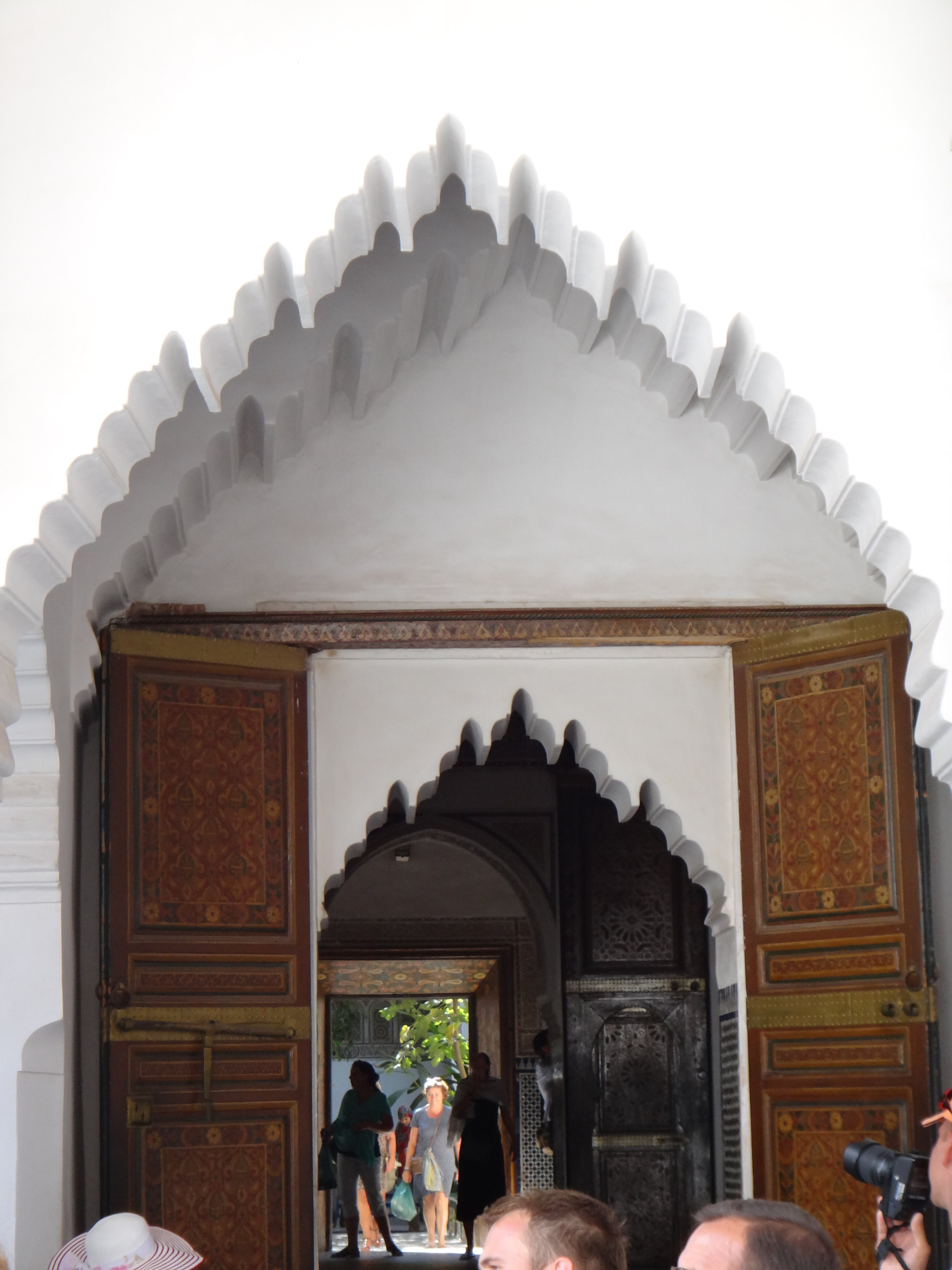
Arcos con lambrequines en el Palacio de la Bahía en Marrakech (Marruecos, final del siglo XIX)

### Decoración de superficies

#### Motivos florales y vegetales
Los motivos con forma de arabescos, o con figuras de flores y distintos vegetales, se derivan de una larga tradición de motivos similares utilizados en la ornamentación arquitectónica siria, helenística y romana. Los primeros motivos arabescos de la época omeya de Córdoba, como los que se ven en la Gran Mezquita o en Medina Azahara, continuaron haciendo uso de las hojas de acanto y de motivos inspirados en las vides, siguiendo la tradición helenística. La arquitectura almorávide y almohade hizo un mayor uso de un modelo general de hoja estriado, a menudo rizado y dividido en partes desiguales según un eje de simetría. También se presentaron imágenes de hojas de palma y, en menor medida, conchas y piñas. A finales del siglo XVI, la arquitectura saadiana a veces hacía uso de un motivo de tipo mandorla (o en forma de almendra) que puede haber sido de influencia otomana.: 128 

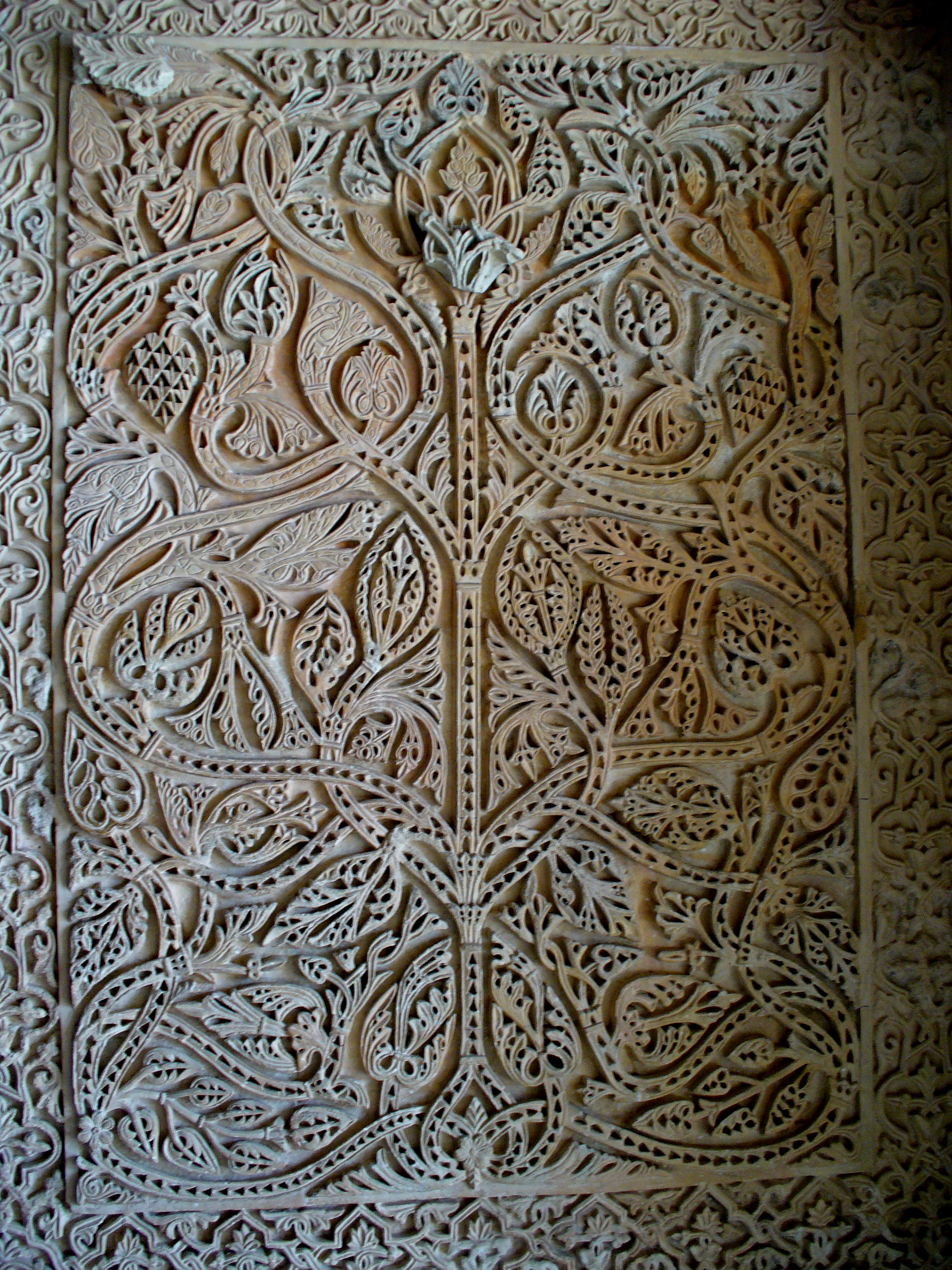
Motivos florales y vegetales del período del Califato en Medina Azahara en España (siglo X)
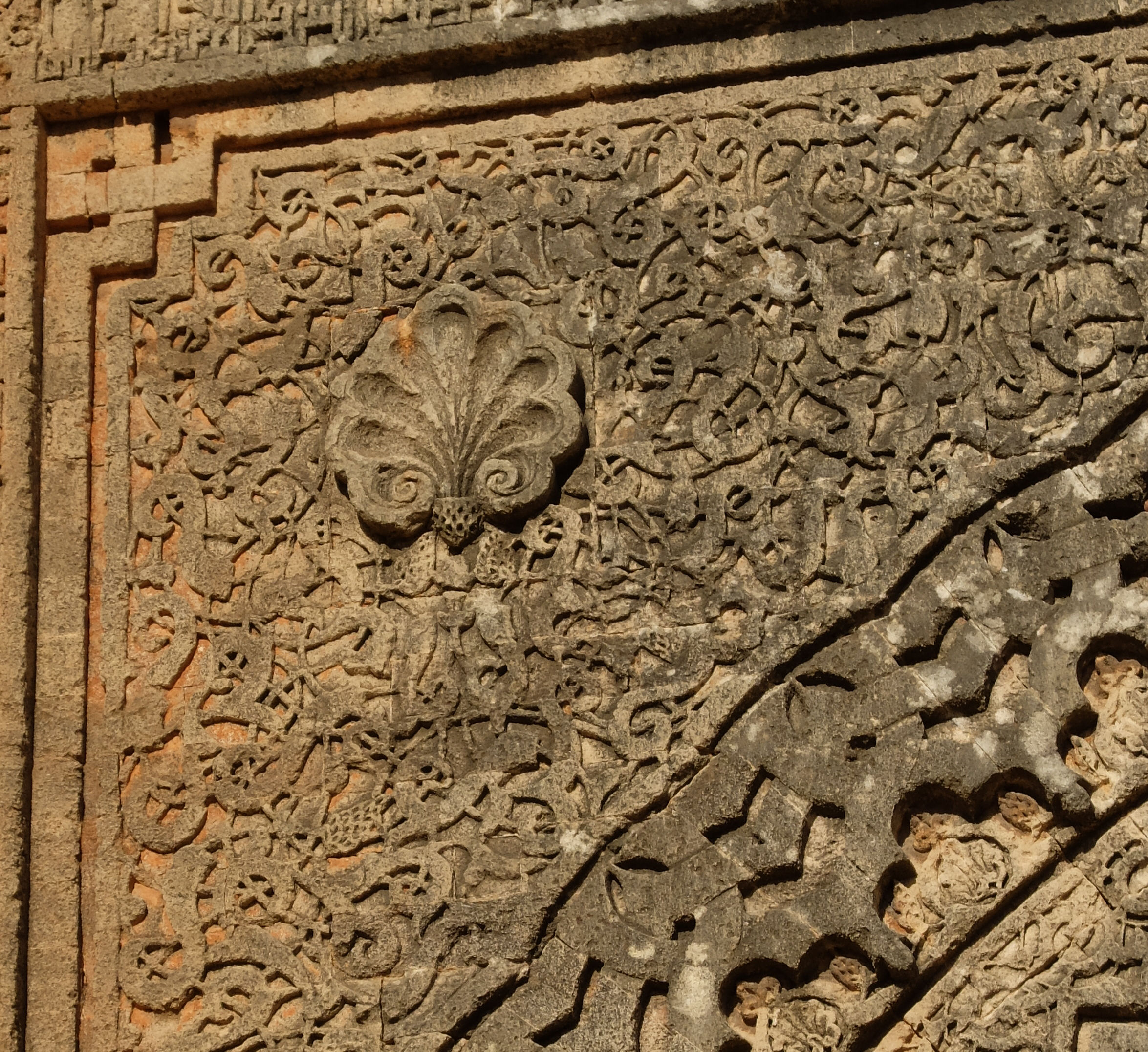
Motivos arabescos y la imagen de una palmeta tallada en la enjuta de la puerta del período benimerín en la Necrópolis de Chellah, Rabat (siglo XIV)
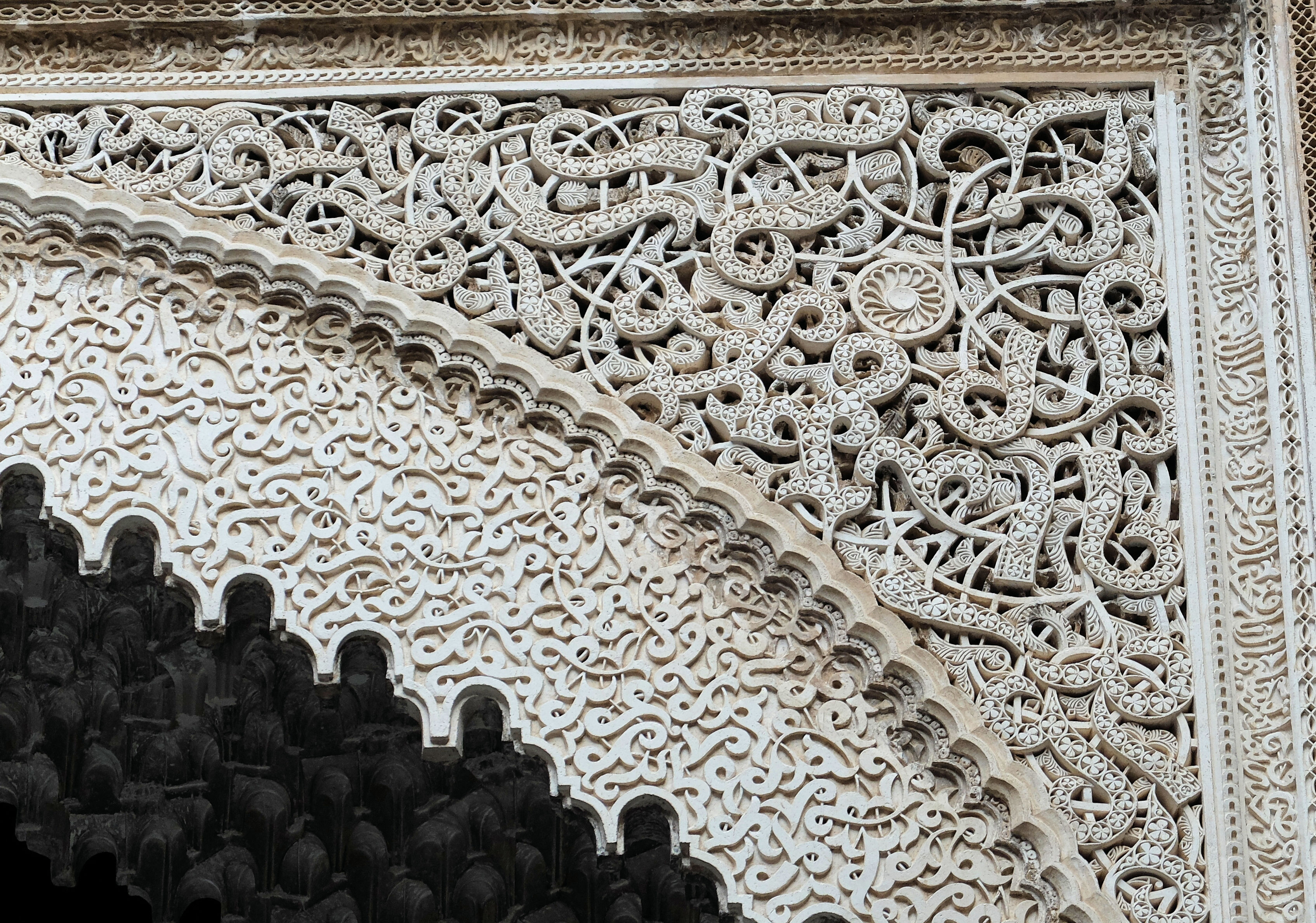
Arabescos tallados en estuco sobre un arco en la Madrasa de al-Attarine en Fez (Marruecos) (siglo XIV)
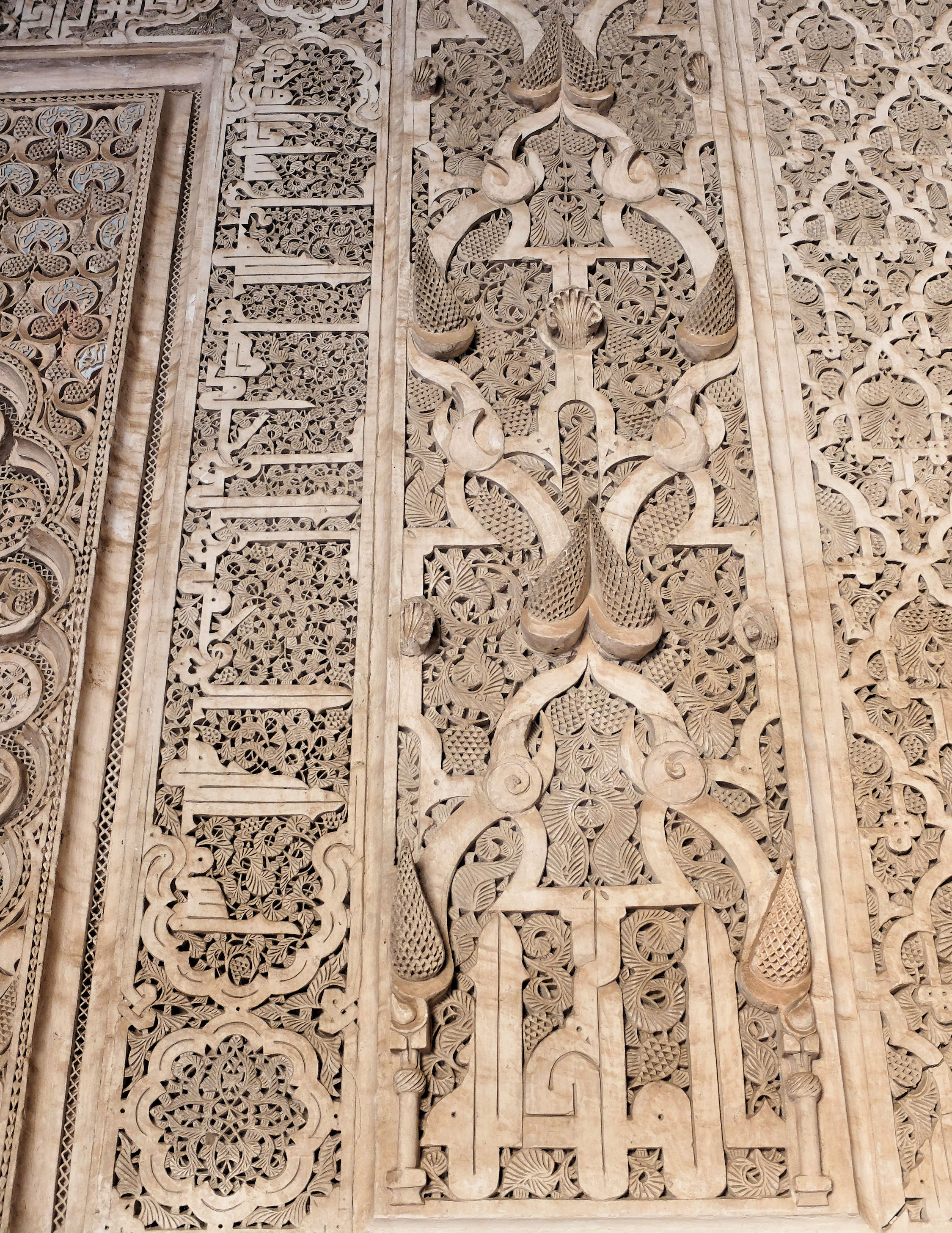
Motivos arabescos y piñas junto con inscripciones caligráficas alrededor del mihrab de la Madrasa de Ben Youssef, en Marrakech (siglo XVI)

#### Motivos "entrelazados" (sebkaydarj wa ktaf)
Varios tipos de motivos en forma de rombo entrelazados aparecen en gran medida en la superficie de los minaretes a partir del período almohade (siglos XII-XIII) y más tarde se encuentran en otras decoraciones, como el estuco tallado en las paredes en la arquitectura meriní y nazarí, convirtiéndose finalmente en una forma habitual en el repertorio ornamental islámico occidental, en combinación con arabescos. Algunos eruditos creen que este motivo, típicamente llamado sebka (que significa "red"),: 80 The Grove Encyclopedia of Islamic Art and Architecture. Oxford University Press.</ref> se originó con los grandes arcos entrelazados en la extensión del siglo X de la Gran Mezquita de Córdoba por el califa Alhakén II. Luego se miniaturizó y amplió en un patrón repetitivo similar a una red que puede recubrir distintas superficies. Este motivo, a su vez, tuvo muchas variaciones en sus detalles. Una versión común, llamada darj wa ktaf ("escalón y hombro") por los artesanos marroquíes, utiliza líneas rectas y curvas alternas que se cruzan entre sí según sus ejes de simétría, formando un motivo que se parece más o menos a una flor de lis o también con forma de palmeta. Otra versión, que también se encuentra comúnmente en los minaretes alternada con el darj wa ktaf, consiste en arcos entrelazados polilobulados, originando una forma repetida de trébol parcial.

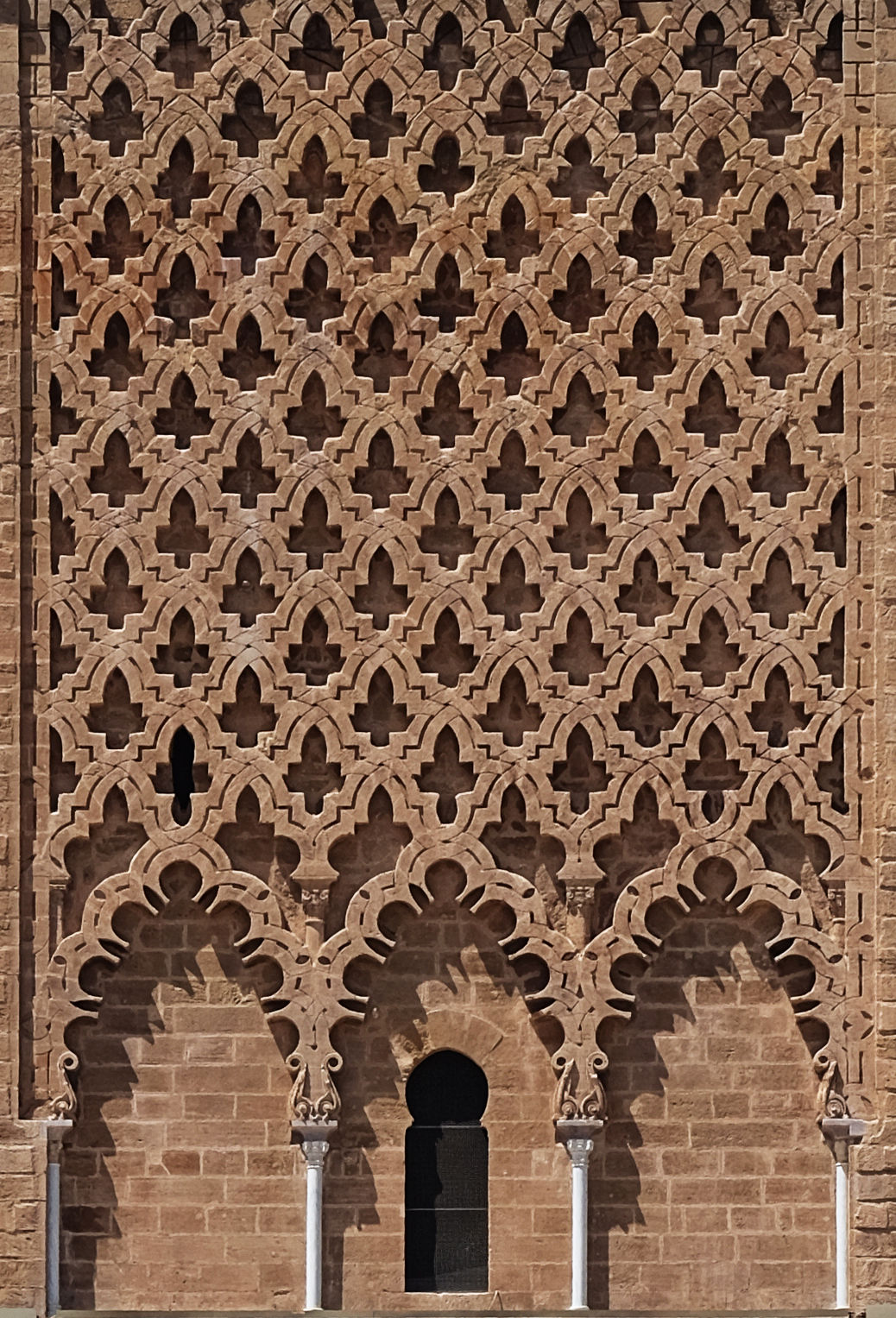
Un motivo sebka o darj wa ktaf en una de las fachadas de la Torre Hasán en Rabat, Marruecos (finales del siglo XII)
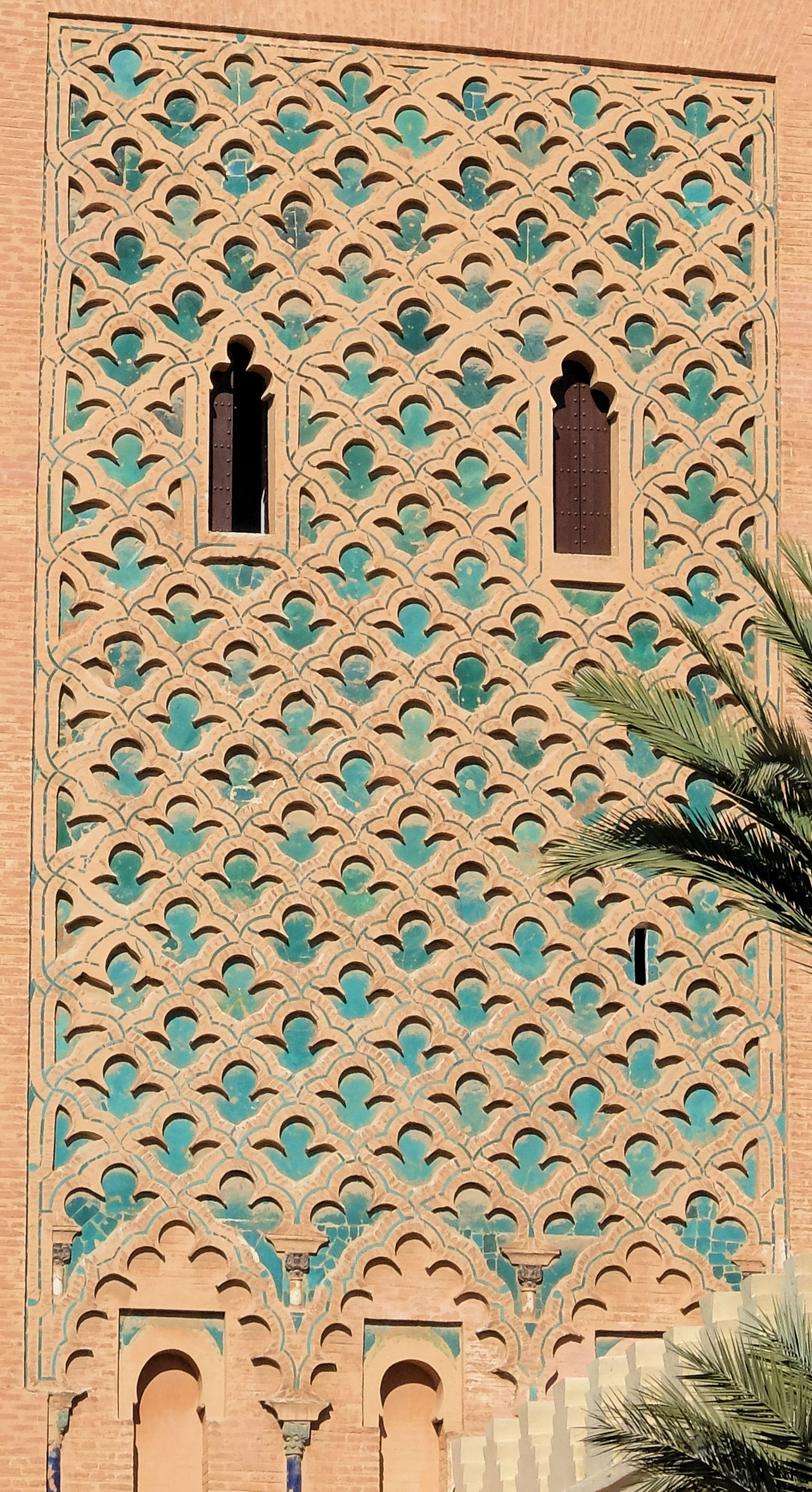
Variación del motivo sebka con forma de trébol en el alminar de la Mezquita de la Kasbah en Marrakech, Marruecos (finales del siglo XII)
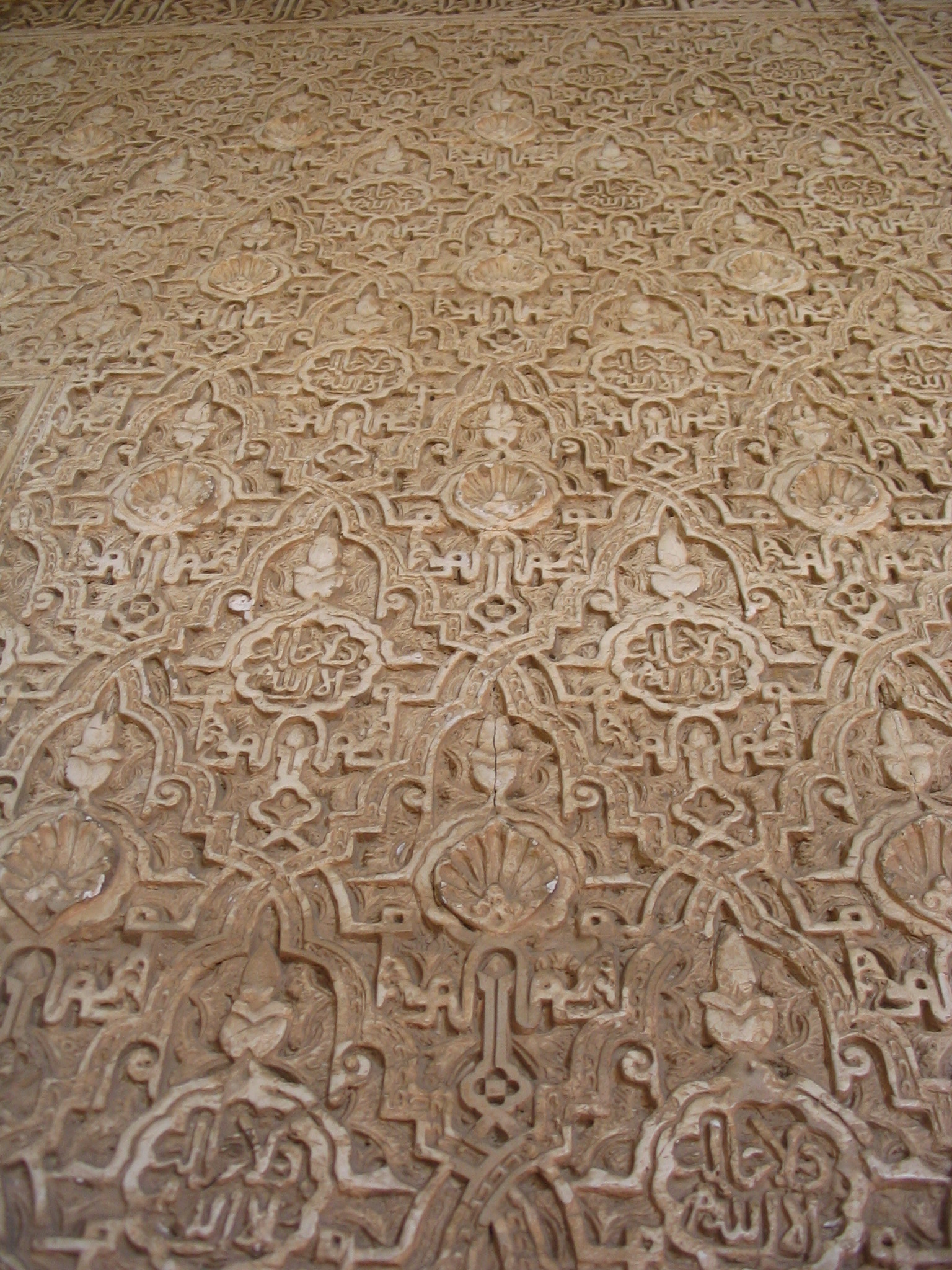
Patrón sebka relleno con otros motivos en la decoración tallada en estuco de la Alhambra de Granada, España (siglo XIV)
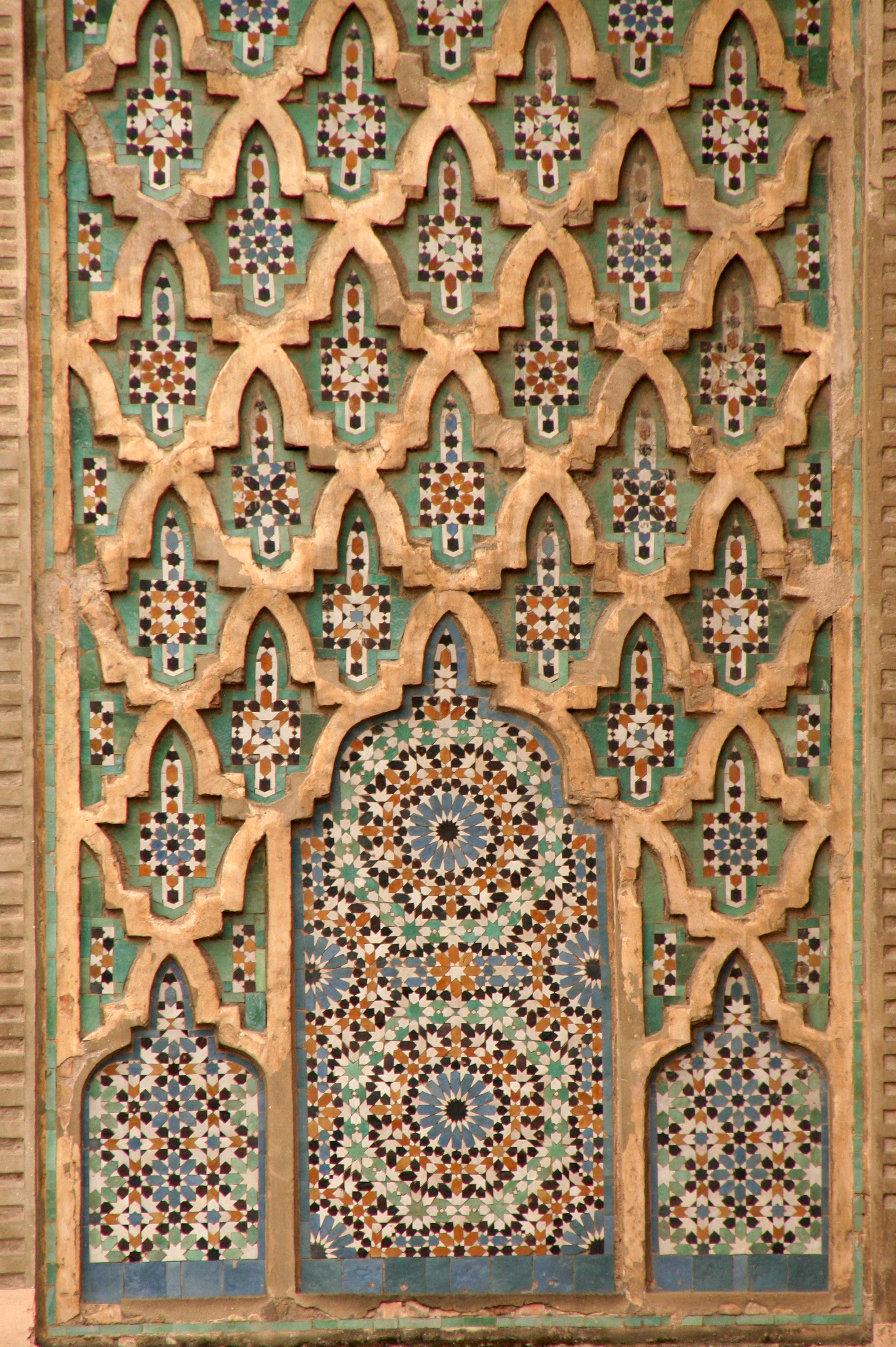
Motivo darj wa ktaf en Bab Mansour en Mequinez, Marruecos (principios del siglo XVIII)

#### Patrones geométricos

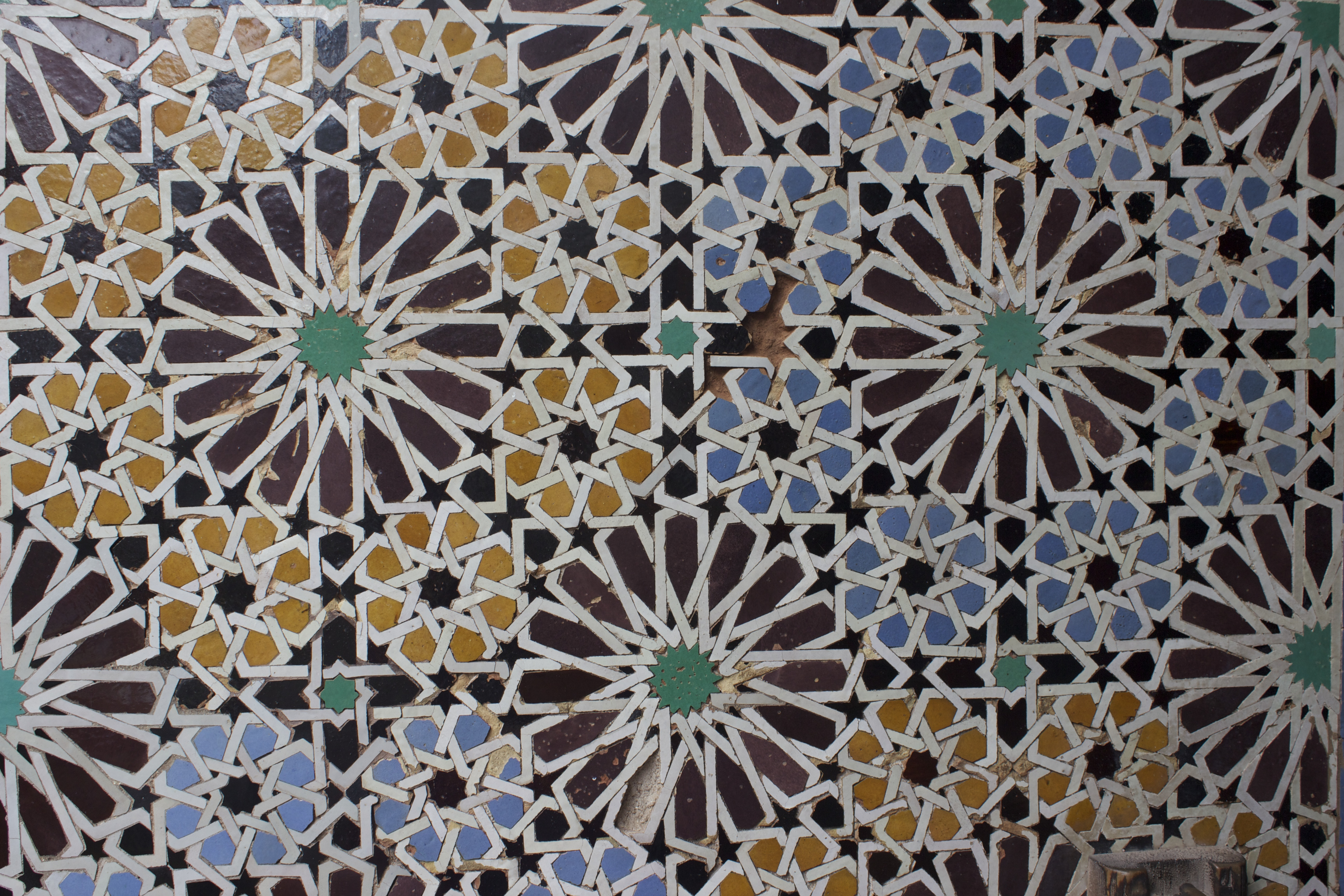
Motivos de estrellas de doce puntas en azulejos zellige en las tumbas saadíes en Marrakech, Marruecos

Los patrones geométricos, que generalmente utilizan líneas rectas que se cruzan y que se rotan para formar una disposición de estrellas radiantes, era común en la arquitectura islámica en general y en toda la arquitectura morisca. Se encuentran en la decoración de madera y estuco tallado, y más notablemente en los alicatados a base de "zelliges" (azulejos), que se convirtieron en un lugar común en la arquitectura morisca desde los períodos meriní y nazarí en adelante. También se encuentran otros motivos poligonales, a menudo en combinación con arabescos. Además de las baldosas zellige, también predominaron los motivos geométricos en la decoración y composición de los techos de madera. Uno de los ejemplos más famosos de este tipo de techos, considerado la obra maestra de su tipo, es el techo del Salón de Embajadores en el Palacio de Comares en la Alhambra de Granada, España. El techo, compuesto por 8017 piezas de madera individuales unidas en una cúpula piramidal, consiste en un motivo recurrente a base de estrellas de 16 puntas que se cree que simboliza los siete cielos del paraíso descrito en el Corán (específicamente, en el Surat al-Mulk, que también está inscrito en la base del techo). Al igual que otras decoraciones de estuco y madera, originalmente se habría pintado en diferentes colores para realzar sus motivos.: 44 

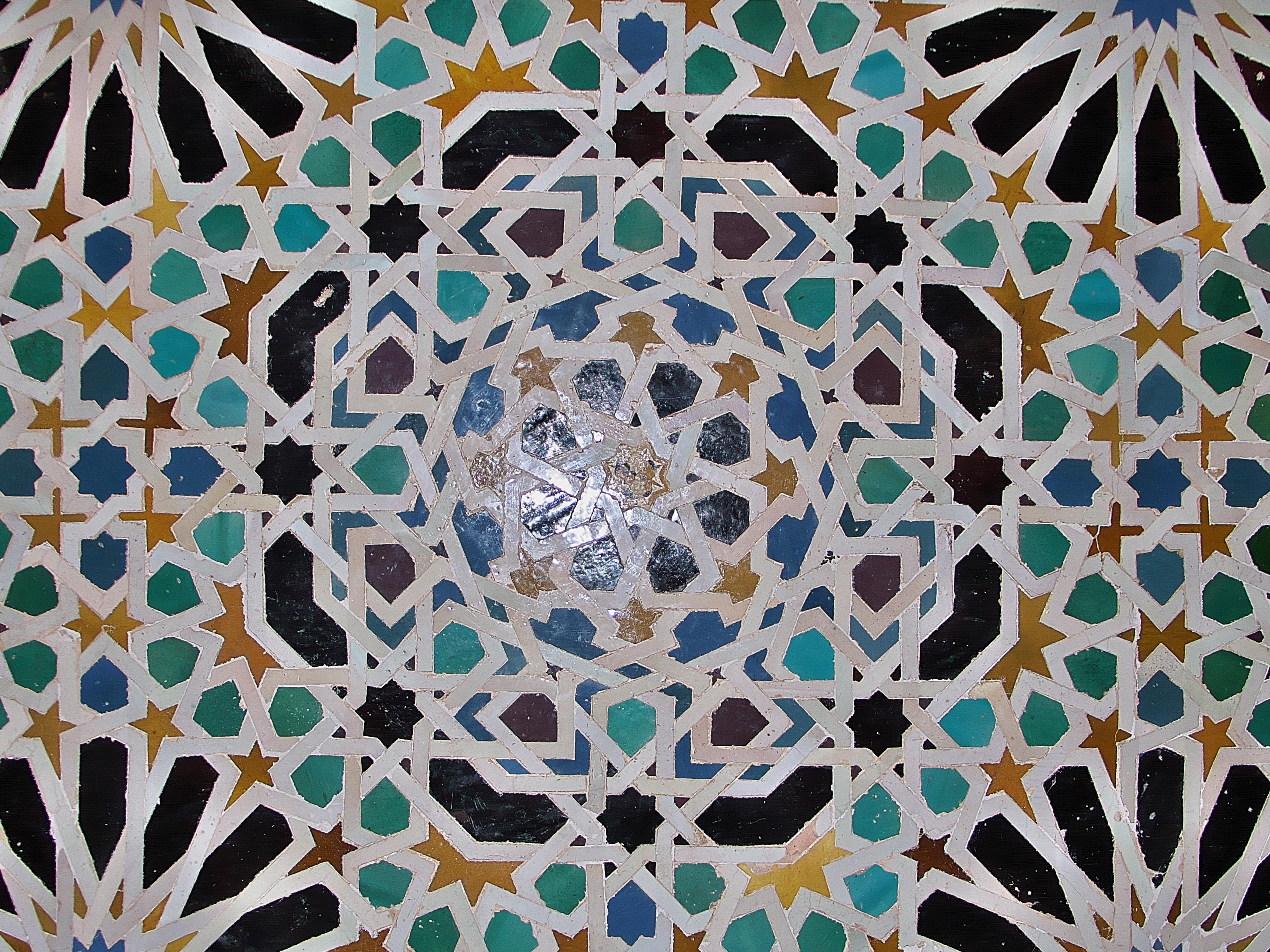
Motivos con estrellas de ocho y dieciséis puntas en azulejos zellige en la Sala del Mexuar en la Alhambra de Granada, España (siglo XIV)
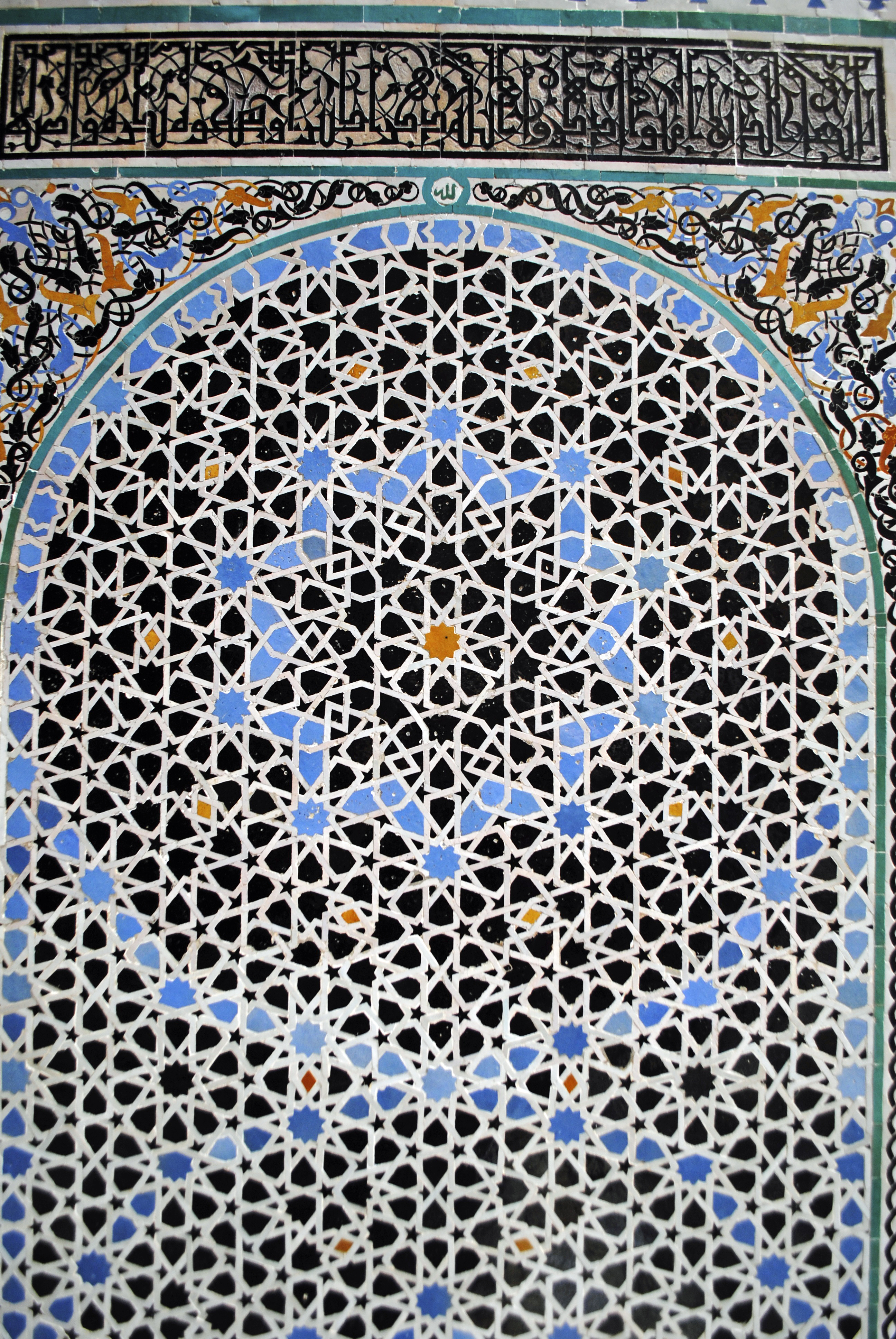
Patrones geométricos en mosaico zellige en la Madrasa de Al-Attarine en Fez (Marruecos) (siglo XIV)
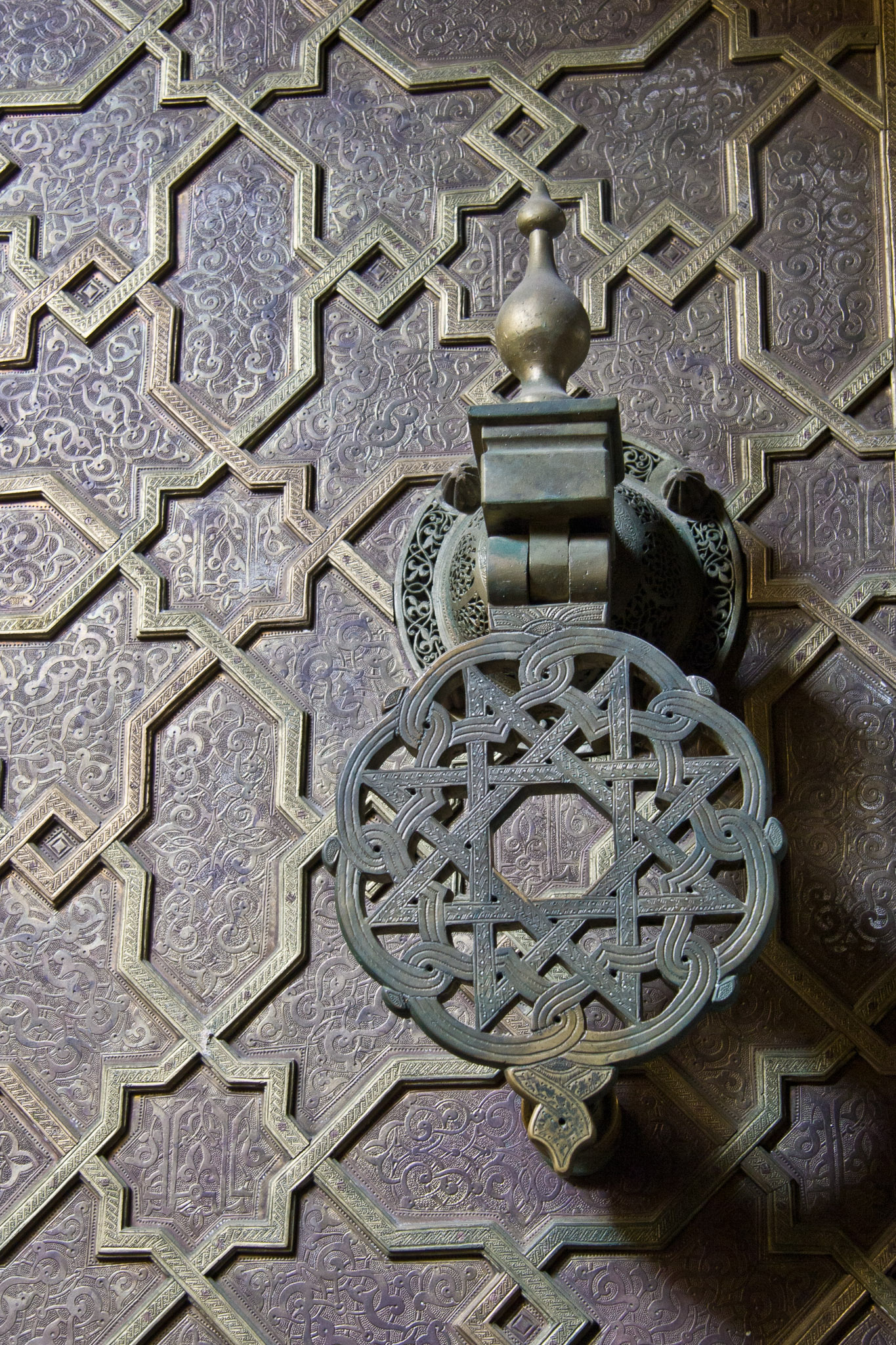
Motivos geométricos en el revestimiento de bronce de las puertas de la Madrasa de Al-Attarine (siglo XIV)
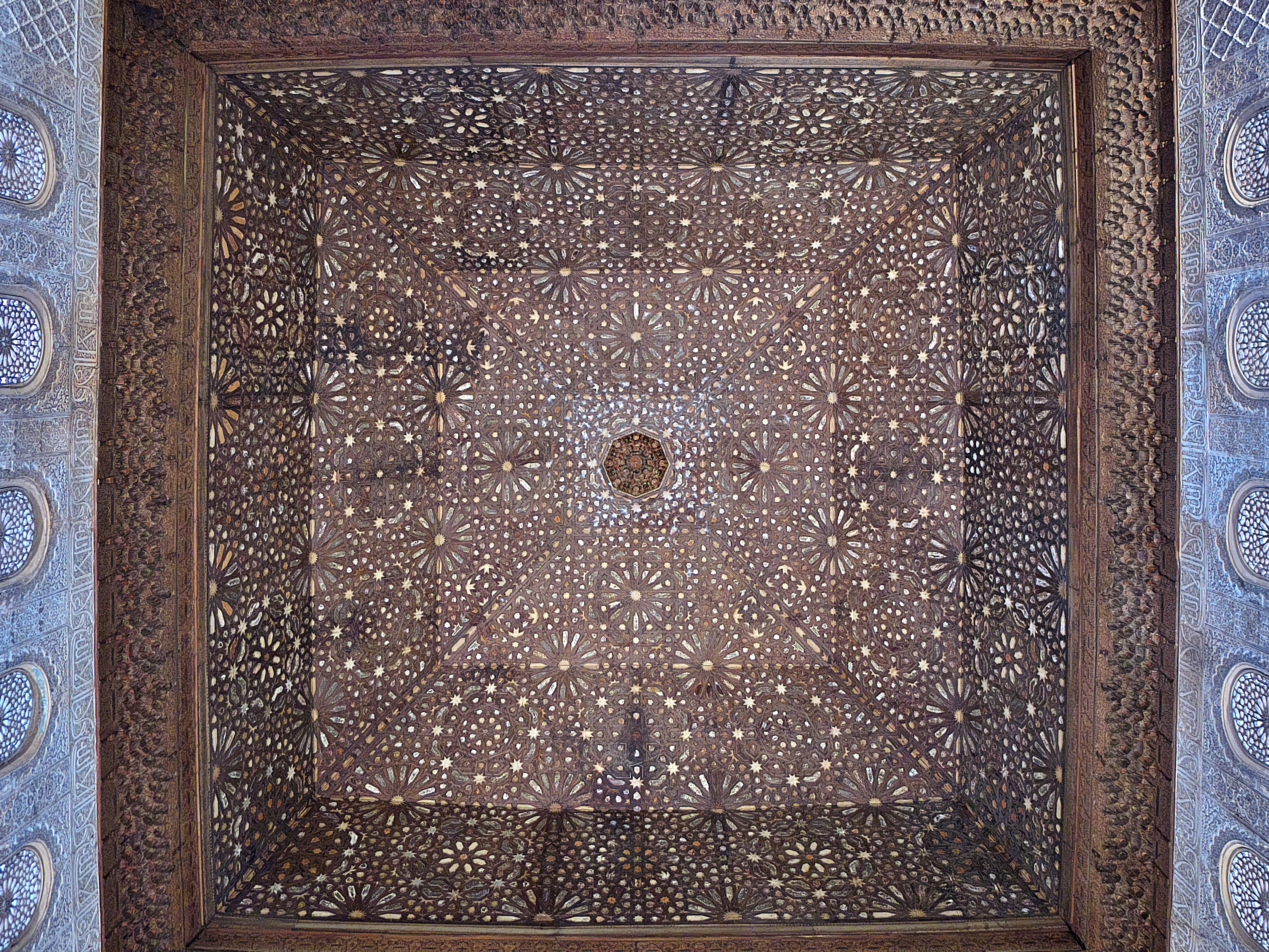
El enorme techo de madera del Salón de Embajadores (el salón del trono nazarí) en la Alhambra de Granada, España (siglo XIV)
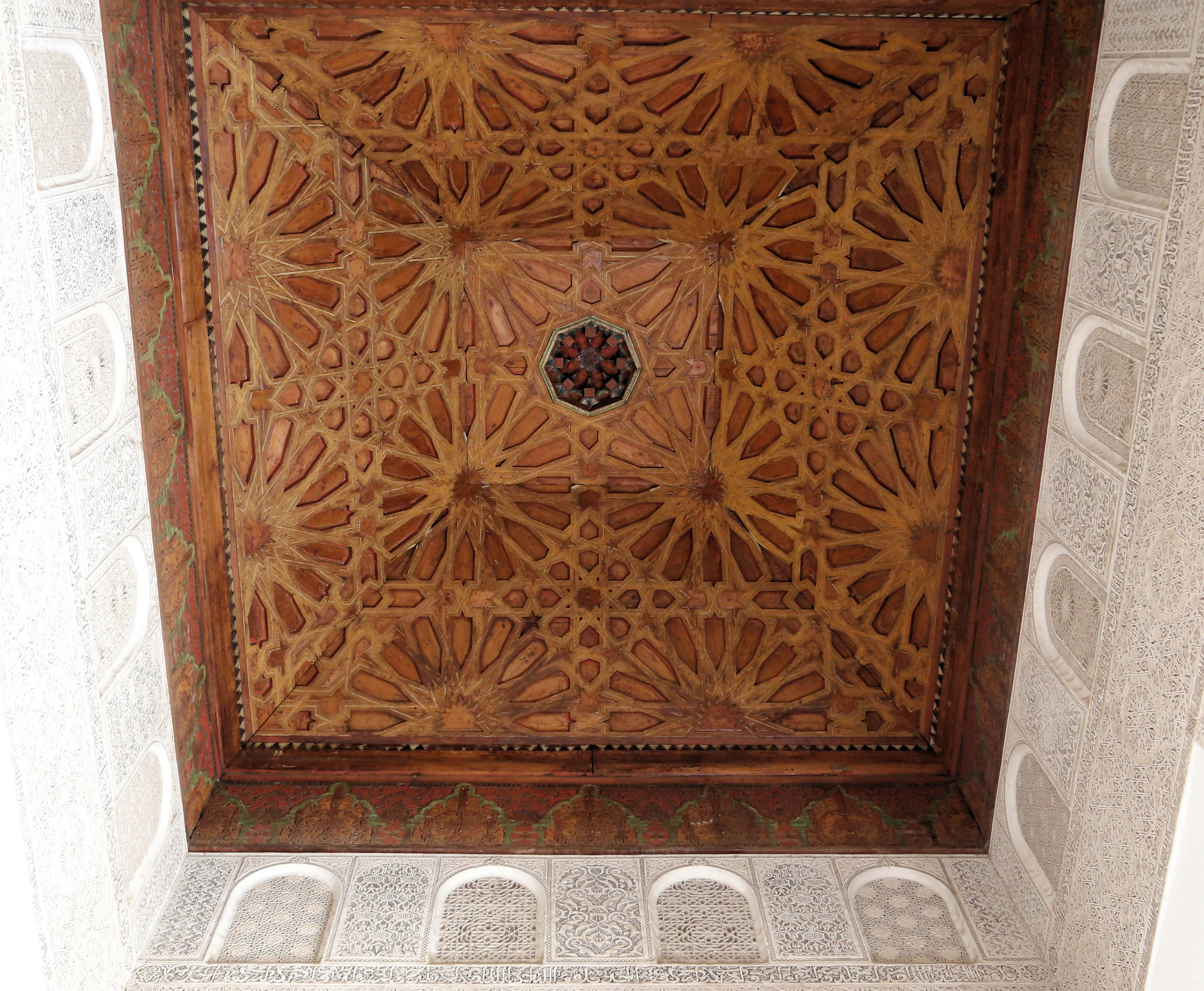
Otro ejemplo de patrones geométricos en un techo de madera (más pequeño y simple) en la Madrasa de Ben Youssef en Marrakech (siglo XVI)
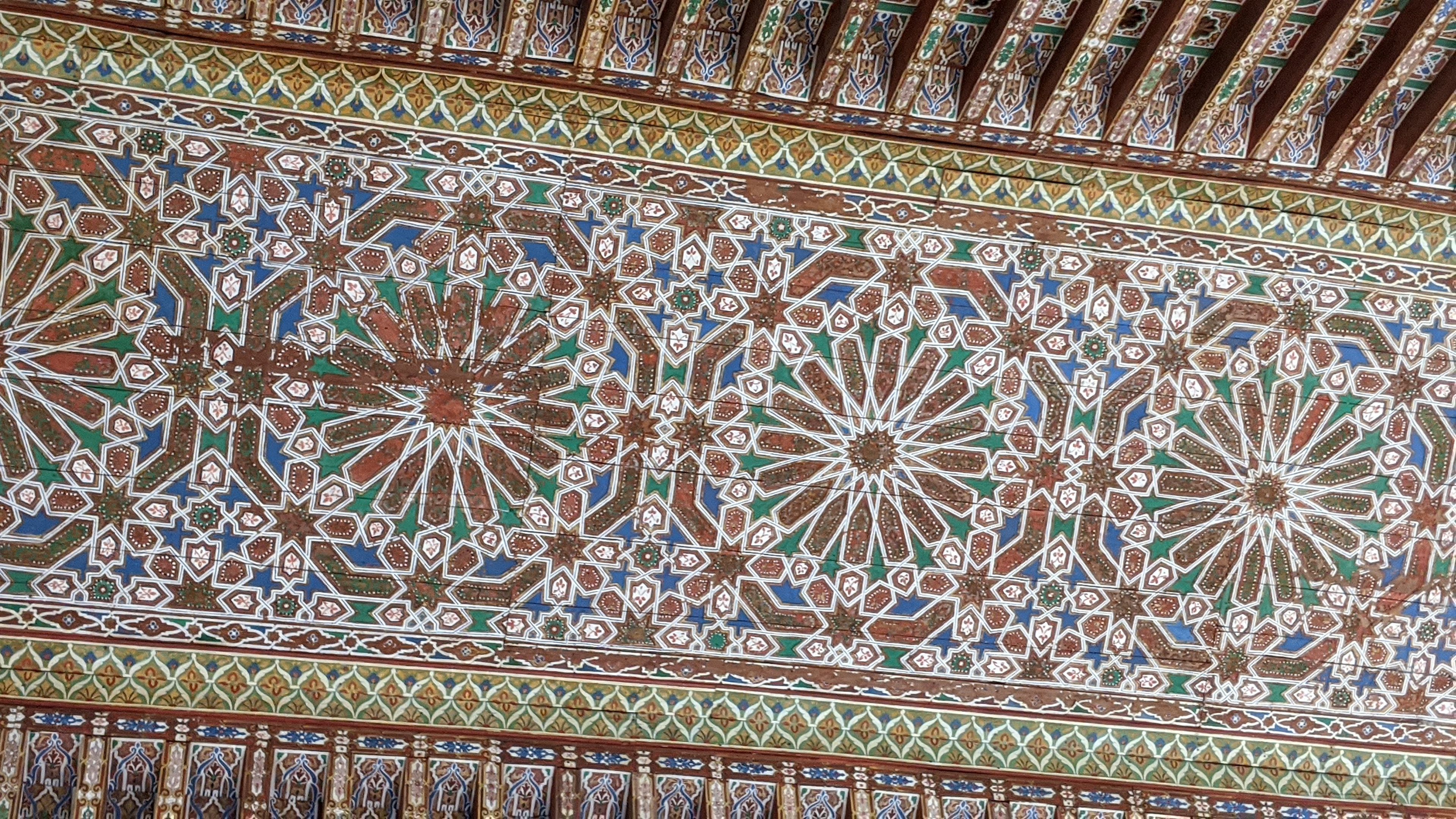
Motivos geométricos pintados en un techo de madera en el Palacio de la Bahía de Marrakech (finales del siglo XIX)

#### Caligrafía árabe

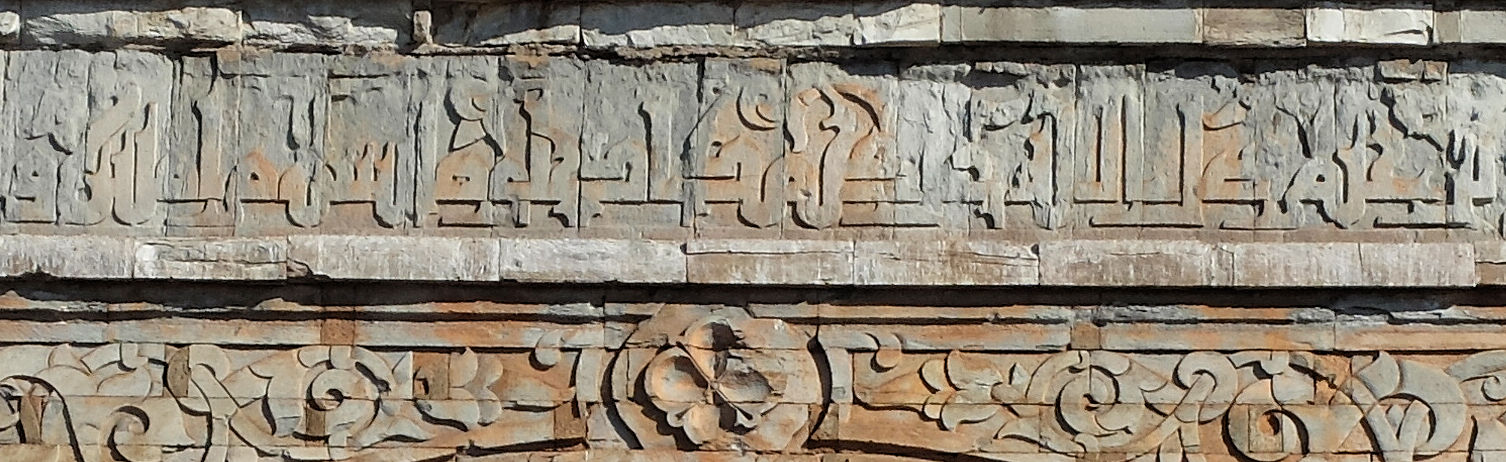
Inscripción con caligrafía cúfica de finales del, tallada en piedra en la puerta almohade de Bab Agnaou en Marrakech

Muchos monumentos islámicos cuentan con inscripciones de un tipo u otro, con fines decorativos o a la vez didácticos y religiosos. La caligrafía árabe, como en otras partes del mundo musulmán, también era una forma de arte. Muchos edificios tenían inscripciones que registran la fecha de su construcción y el nombre de sus promotores. Las inscripciones también podrían incluir versículos del Corán, exhortaciones a Dios y otros pasajes de importancia religiosa. Las primeras inscripciones se escribían generalmente en caligrafía cúfica, un estilo en el que las letras se escribían con líneas rectas y tenían un estilo más sobrio. En un período ligeramente posterior, principalmente en el siglo XI, las letras cúficas se mejoraron con ornamentación, particularmente para llenar los espacios vacíos que generalmente estaban presentes sobre las letras. Esto se tradujo en la adición de formas florales o fondos con arabescos a las composiciones caligráficas. En el siglo XII comenzó a aparecer una escritura cursiva, aunque solo se convirtió en un lugar común en los monumentos del período meriní y nazarí (siglos XIII-XV) en adelante. La escritura cúfica todavía se empleaba, especialmente para inscripciones más formales o solemnes, o con contenido religioso. Sin embargo, la escritura cúfica también podía usarse en una forma más estrictamente decorativa, como punto de partida para un motivo entrelazado que podía entretejerse en un fondo arabesco más grande.

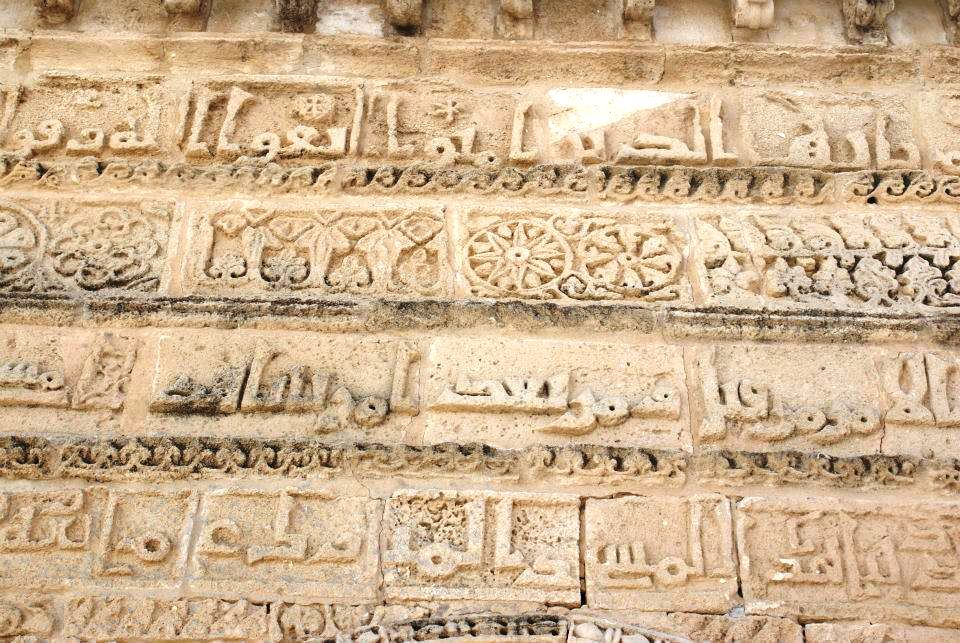
Inscripciones con caligrafía cúfica talladas en la fachada de la Mezquita de las Tres Puertas en Cairuán, Túnez, que data de 866
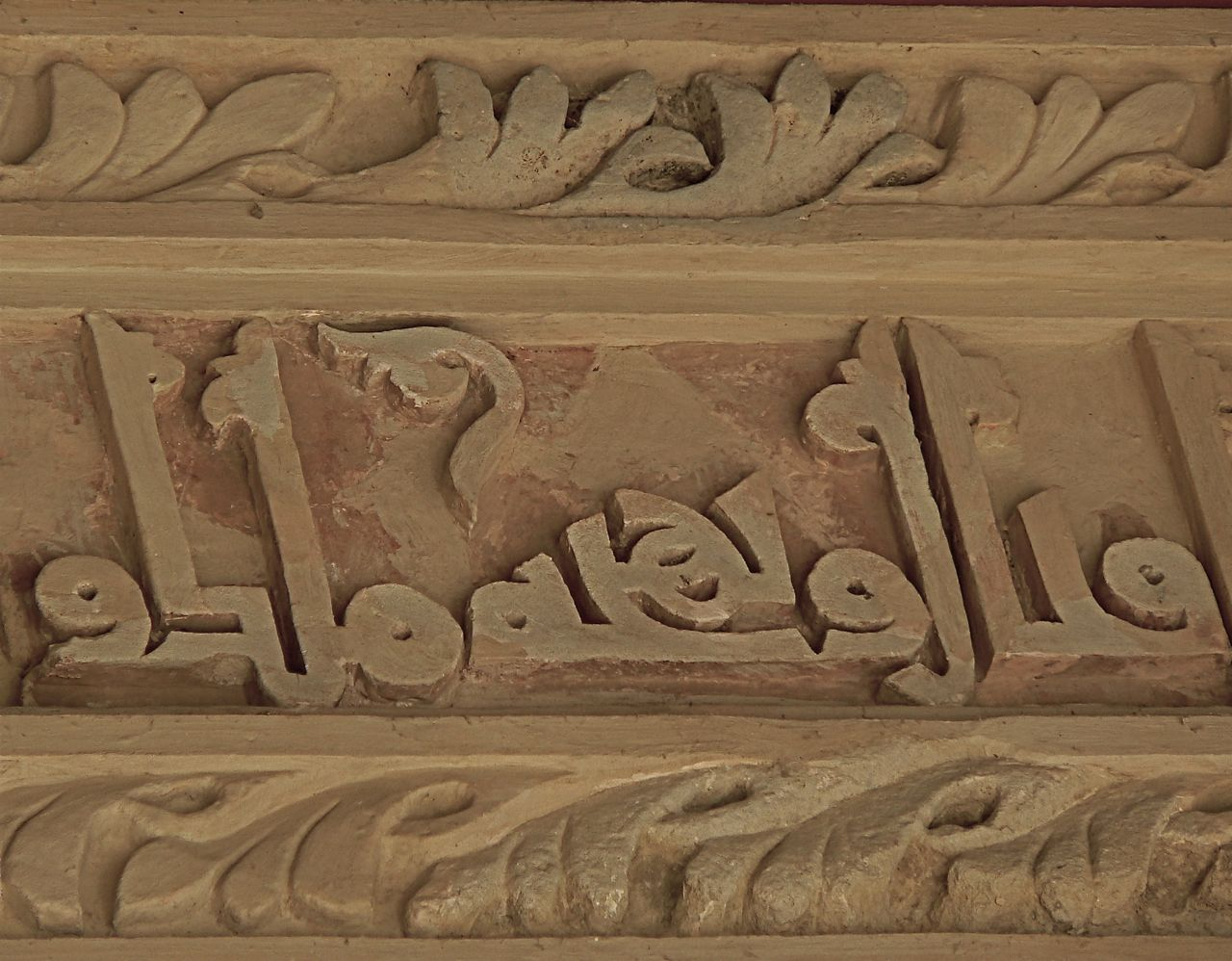
Caligrafía cúfica en el Salón de Abderramán III, Medina Azahara (siglo X)
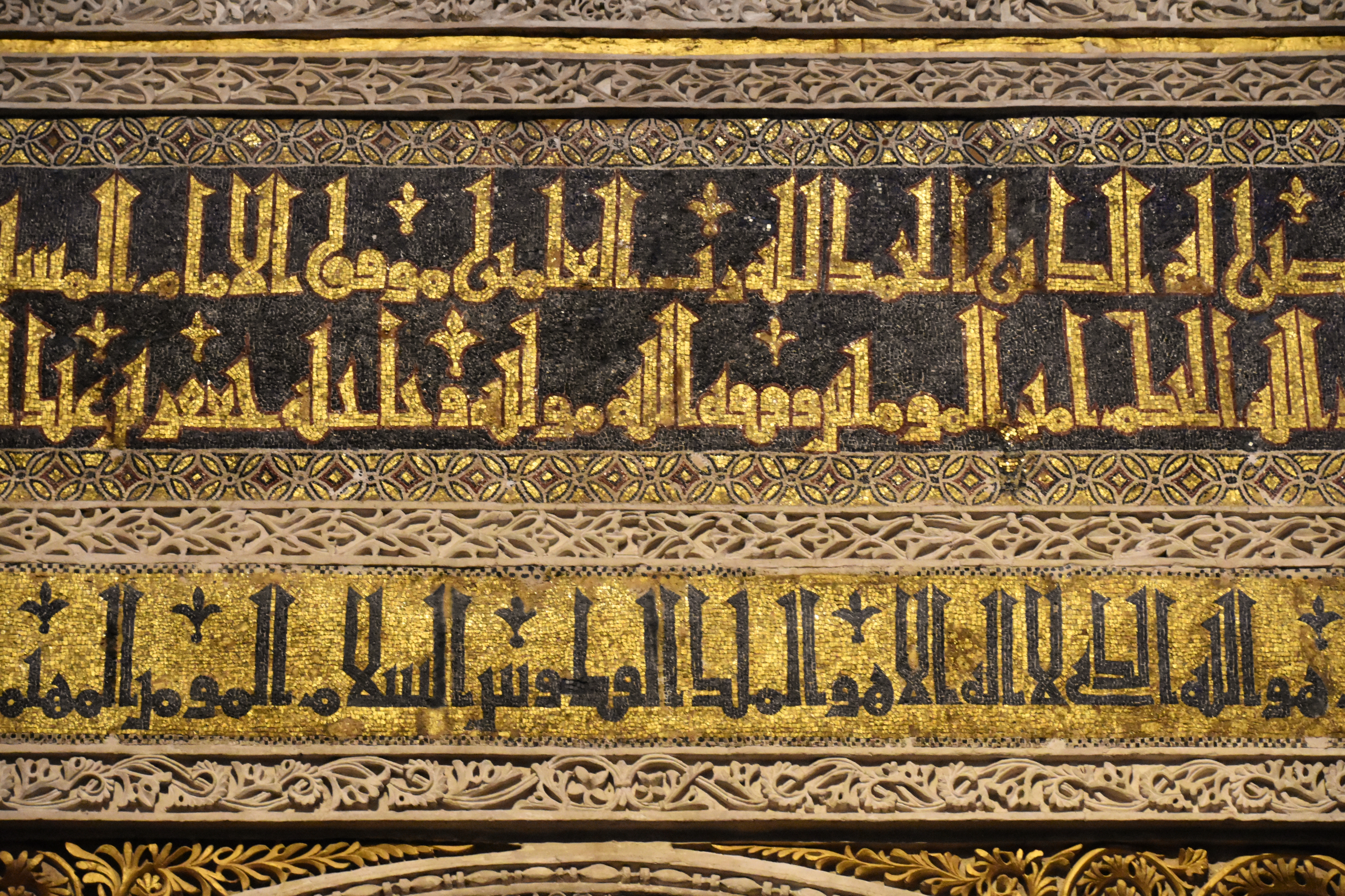
Caligrafía cúfica. Inscripciones árabes en mosaicos dorados sobre el mihrab de la Gran Mezquita de Córdoba (siglo X)
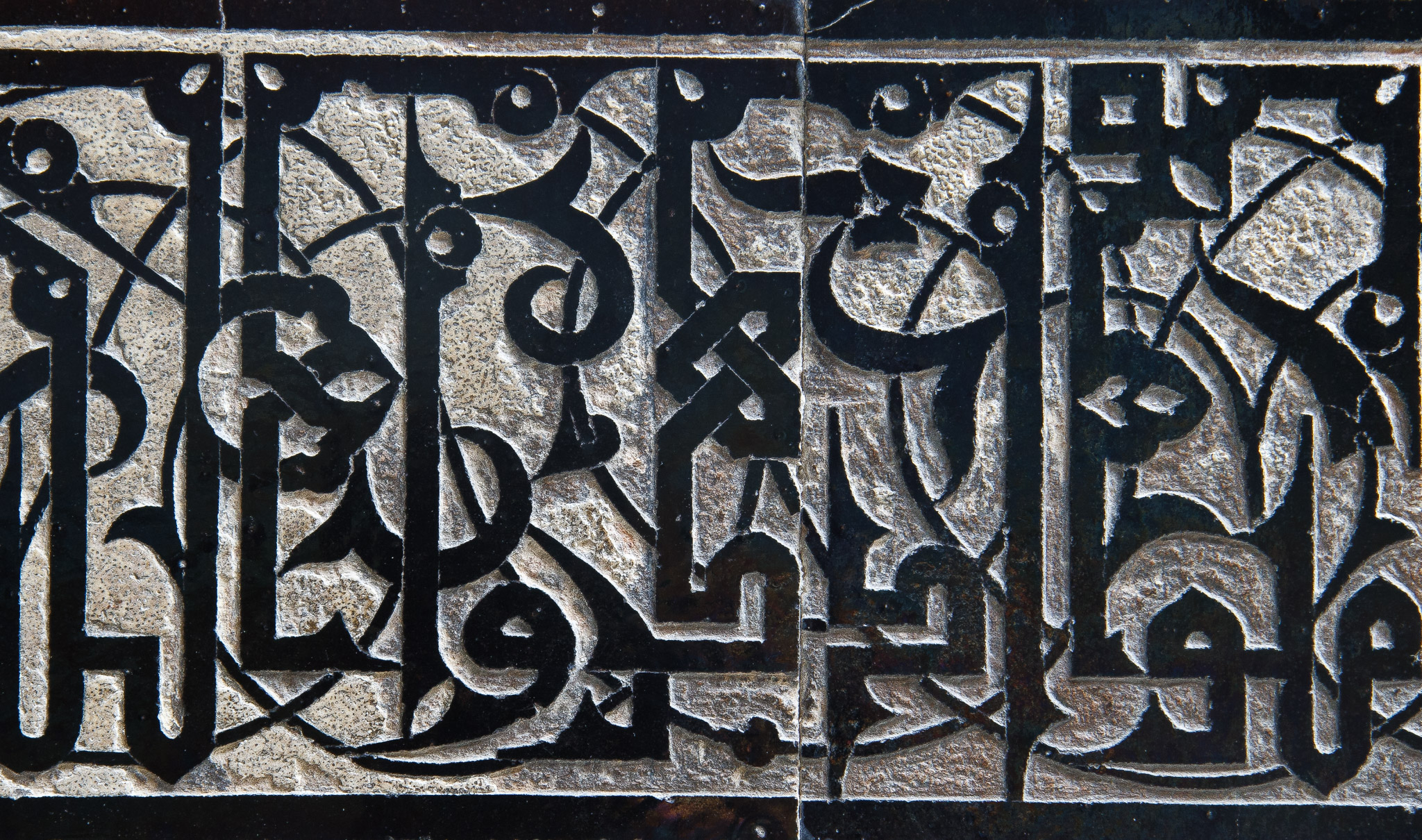
Escritura cúfica con adornos florales y entrelazados, pintada en azulejos, en la Madrasa de Al-Attarine, Fez, Marruecos (principios del siglo XIV)
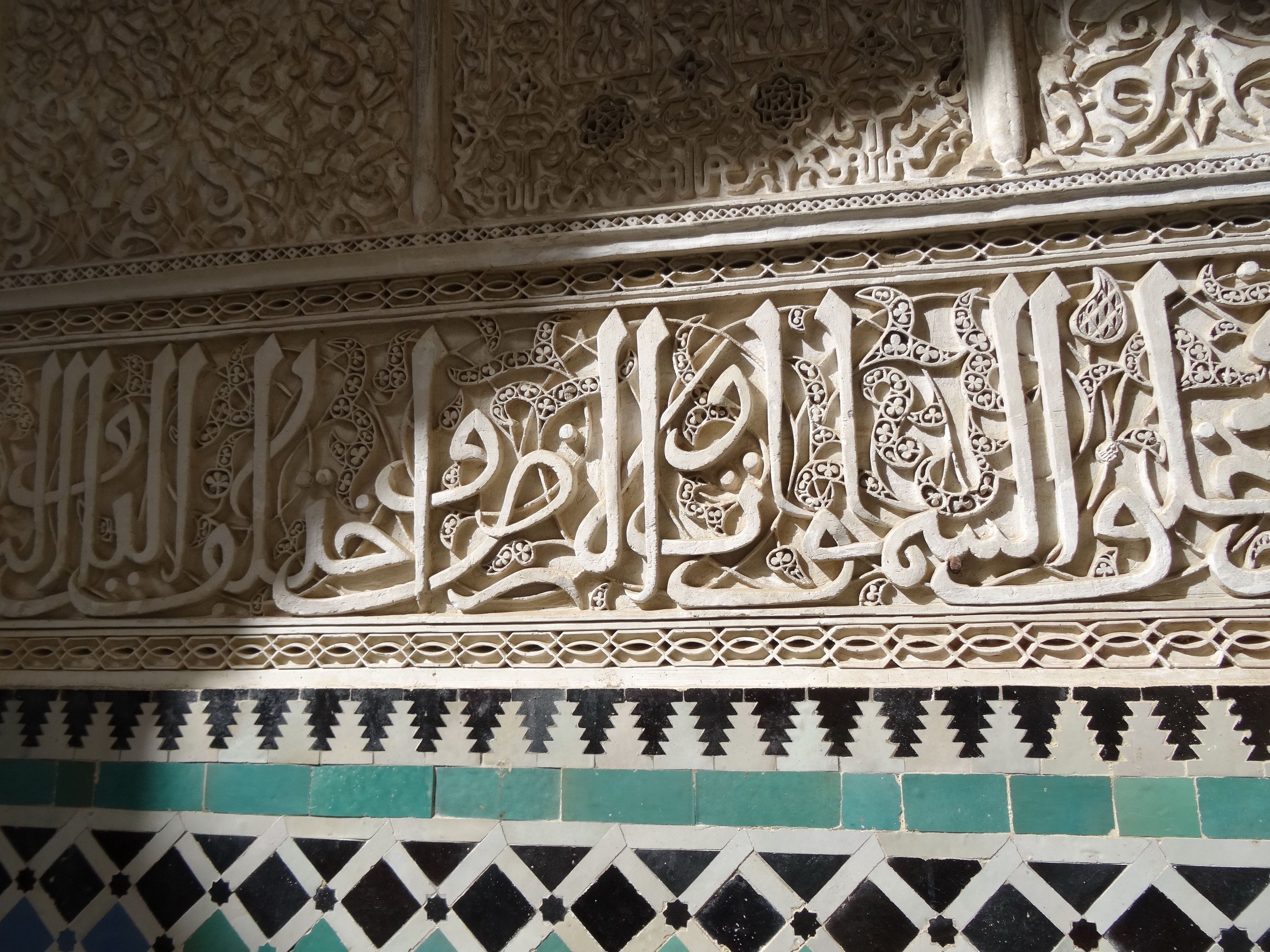
Inscripción con caligrafía arábica en letra cursiva, tallada en estuco en la Madrasa de al-Attarine en Fez (principios del siglo XIV)
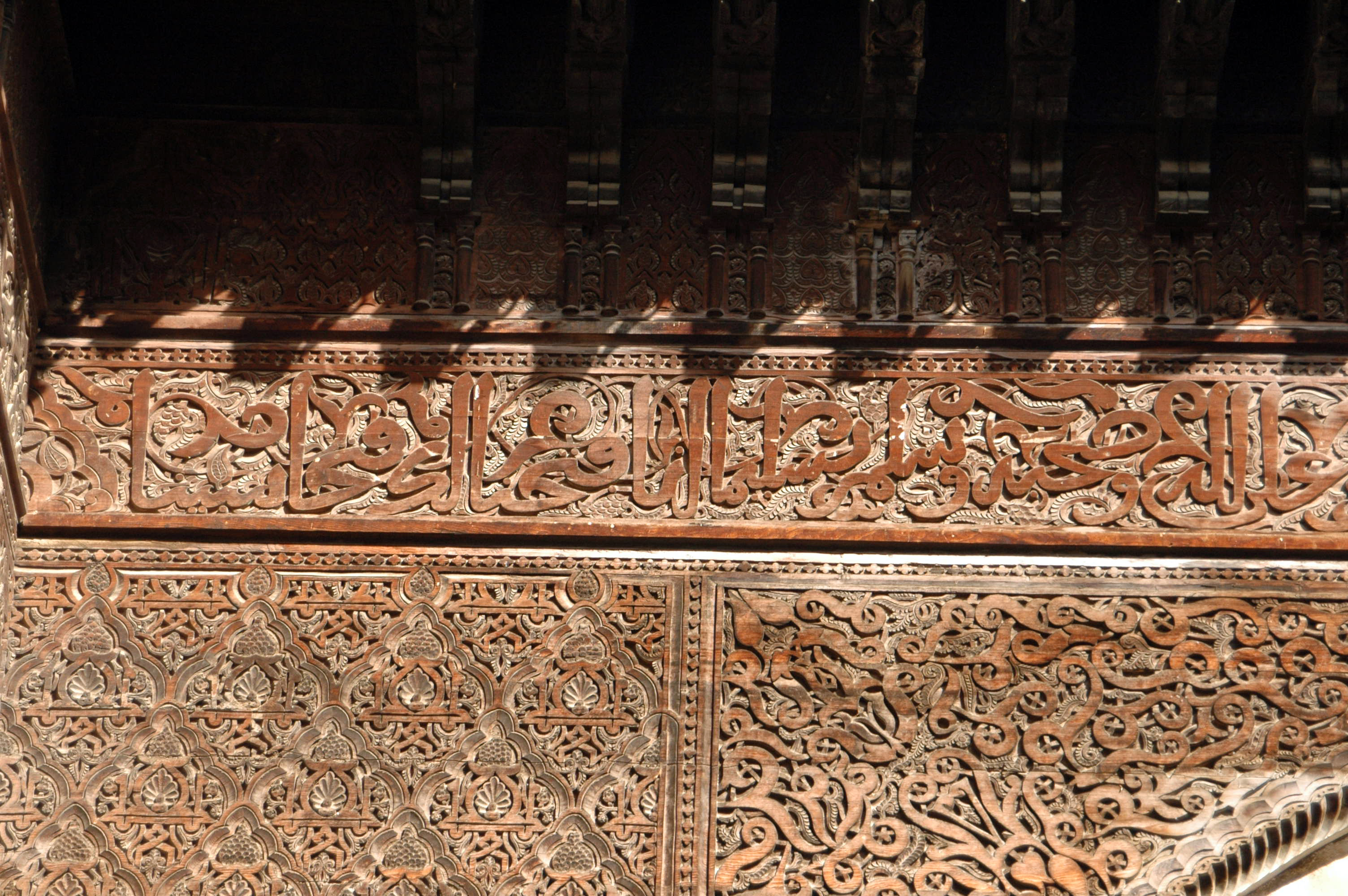
Inscripción con caligrafía árabe tallada en madera en la Madrasa de Sahrij en Fez, rodeada de otra decoración a base de arabescos (principios del siglo XIV)
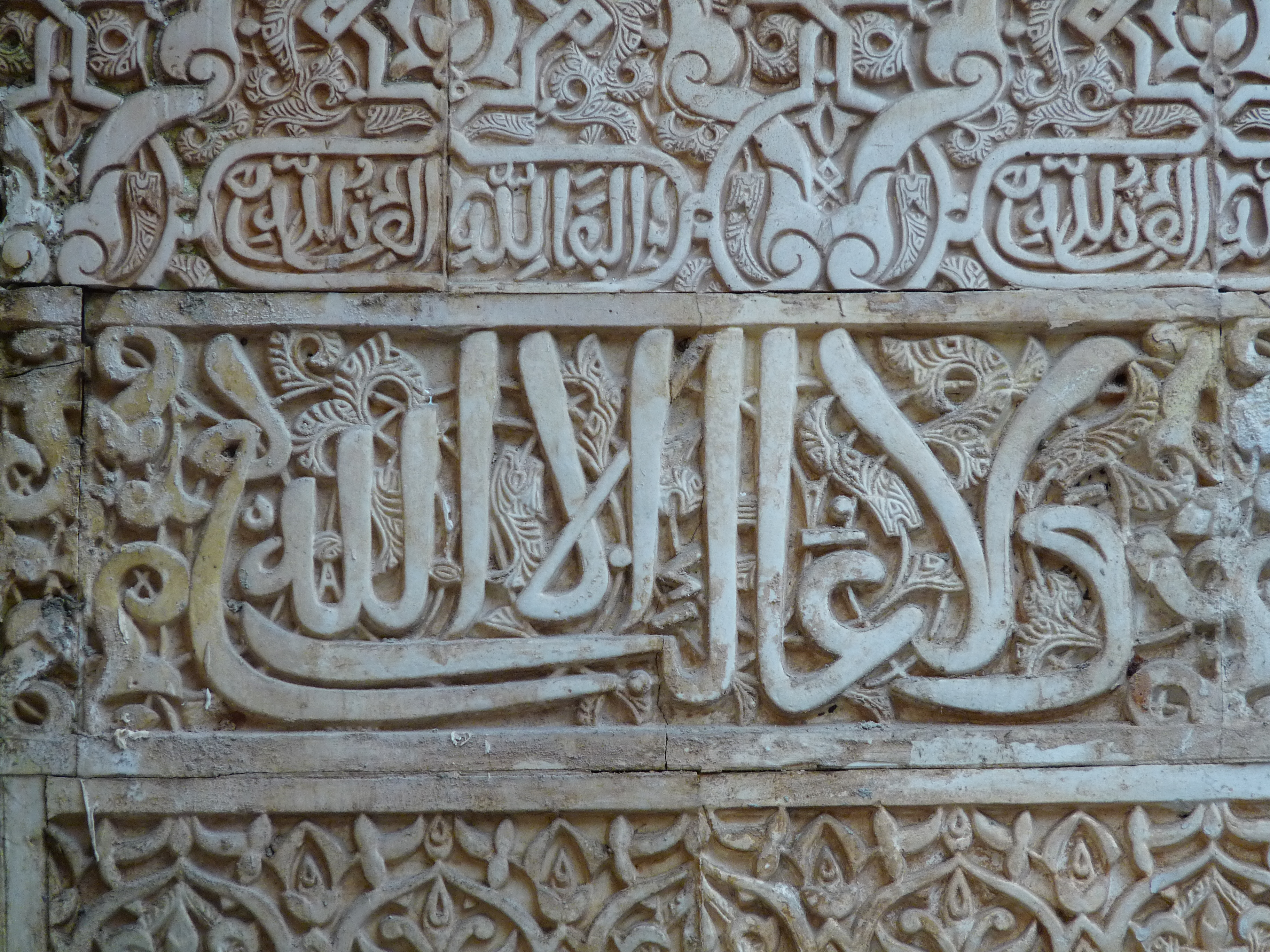
El lema nazarí ("No hay conquistador sino Dios") en caligrafía árabe cursiva, inscrito en el Salón de Embajadores de la Alhambra de Granada (siglo XIV)

### Muqarnas

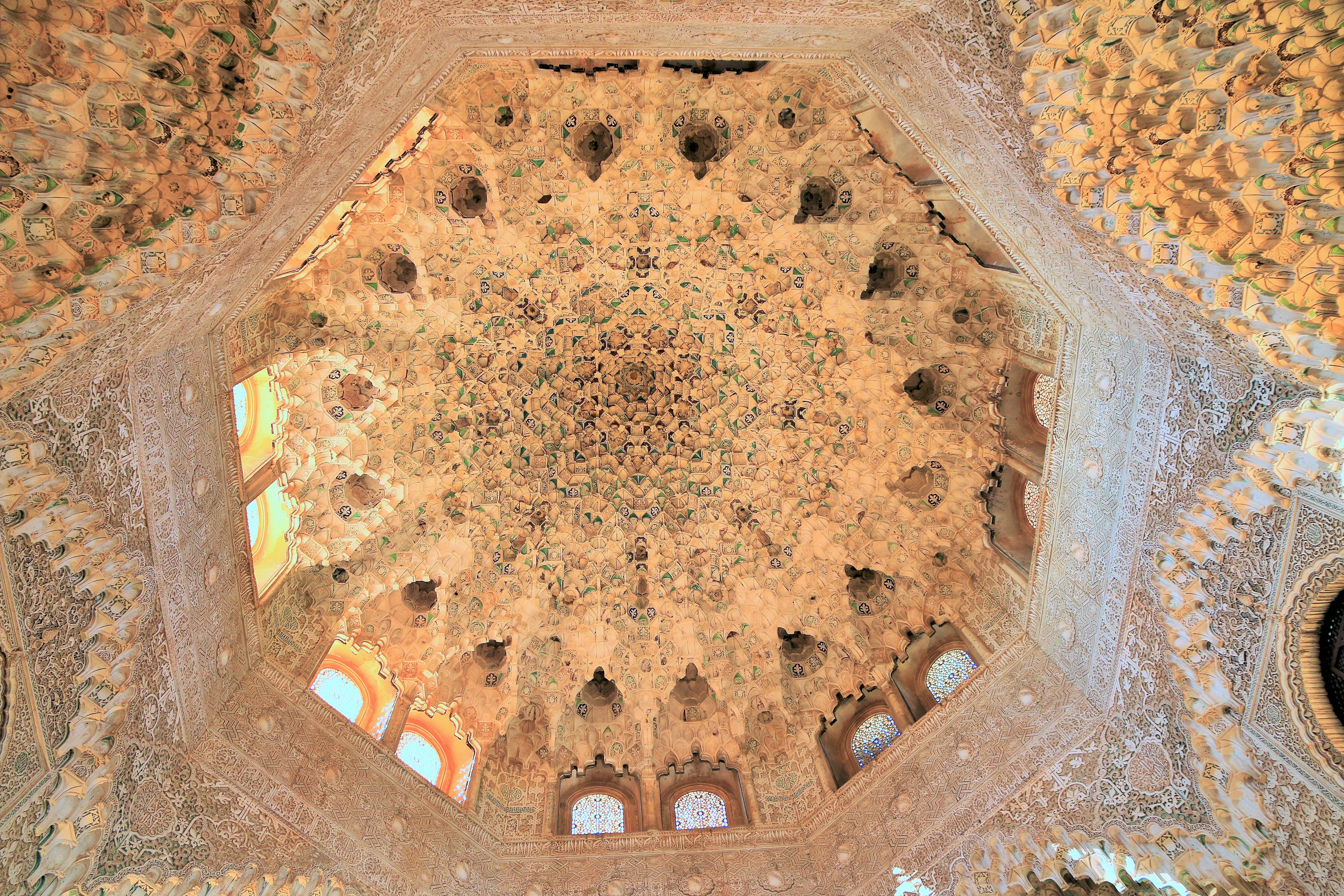
Cúpula elaborada con mocárabe en la Sala de las dos Hermanas en la Alhambra de Granada, España

El mocárabe  (también llamado en árabe muqarna), a veces denominado por su forma "panal" o "decoración de estalactitas", consta de un motivo geométrico prismático tridimensional, que se encuentra entre los rasgos más característicos de la arquitectura islámica. Esta técnica se originó en Irán antes de extenderse por el mundo musulmán. Fue introducido por primera vez en al-Ándalus y el Magreb occidental por los almorávides, que lo utilizaron a principios del siglo XII en la Qubba Ba'adiyyin en Marrakech y en la Mezquita de Qarawiyyin en Fez. Si bien las primeras formas de muqarnas en la arquitectura islámica se usaban como trompa o pechina en las esquinas de los apoyos de las cúpulas, se adaptaron rápidamente a otros usos arquitectónicos. En el mundo islámico occidental fueron particularmente dinámicos y se utilizaron, entre otros ejemplos, para realzar techos abovedados enteros, rellenar ciertas transiciones verticales entre diferentes elementos arquitectónicos e incluso resaltar la presencia de ventanas en superficies que de otro modo serían planas.

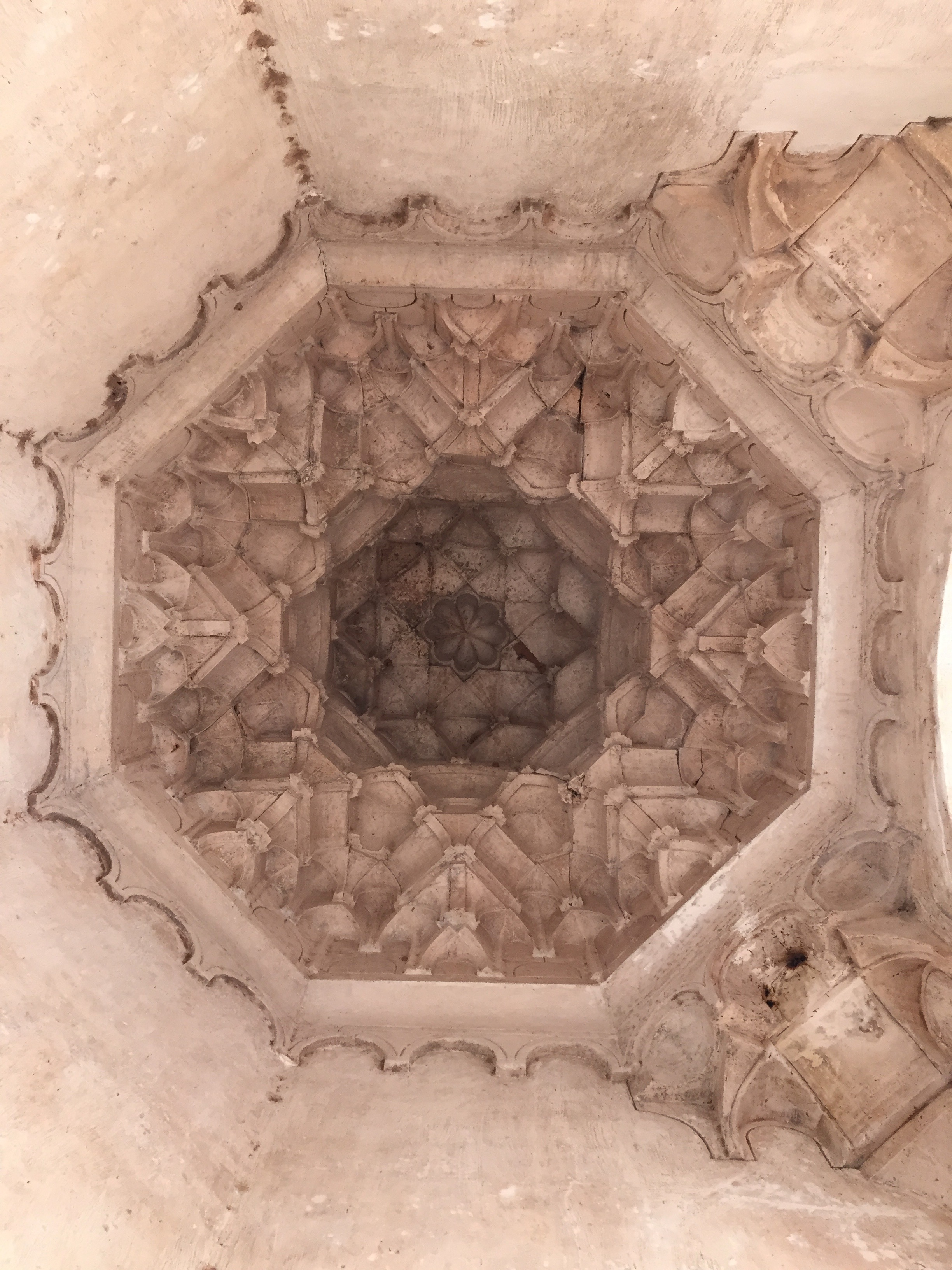
Pequeña cúpula de mocárabe dentro del mihrab de la Mezquita de Tinmel (mediados del siglo XII)
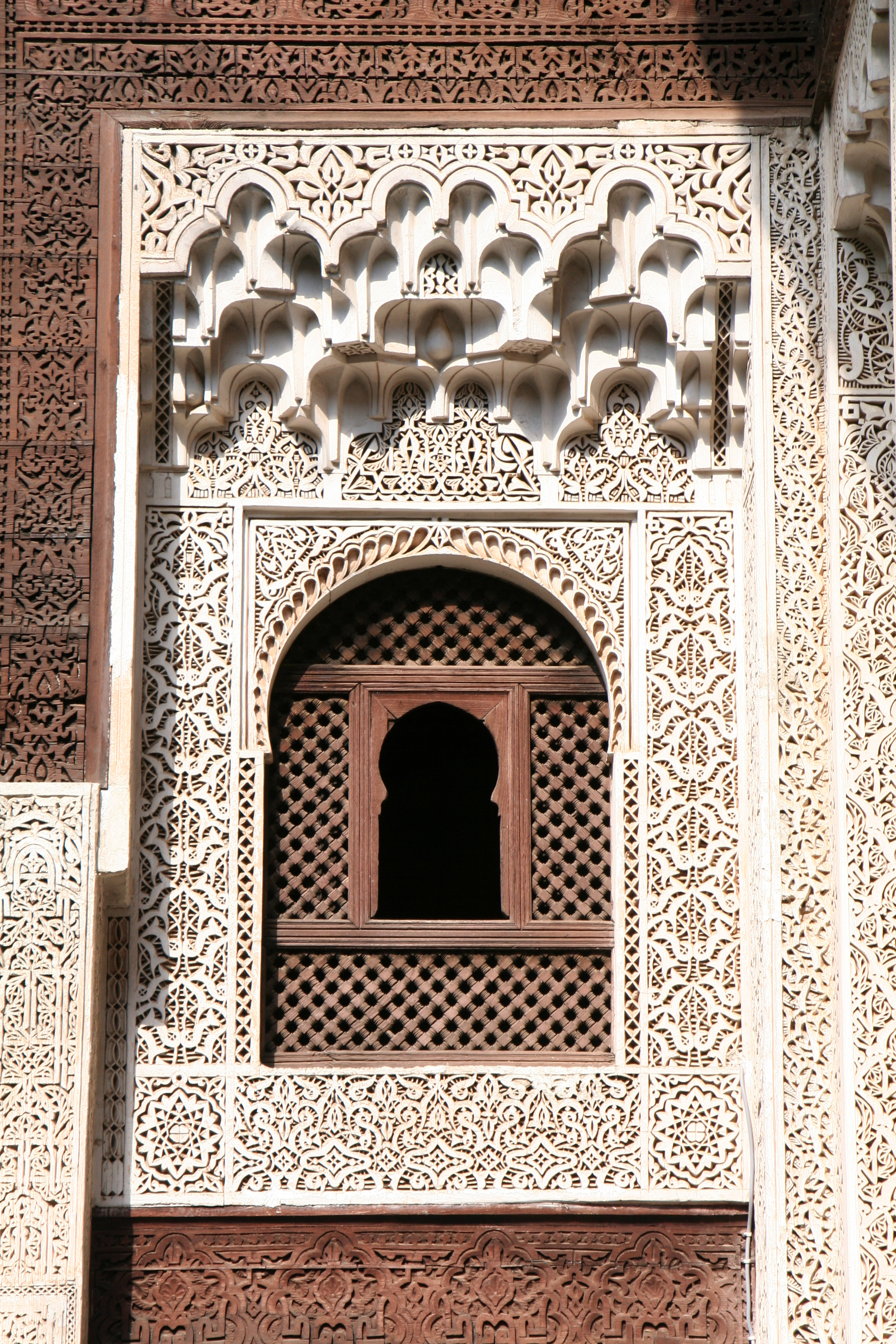
Mocárabe encima de una ventana en la Madrasa de Bou Inania de Mequinez (siglo XIV)
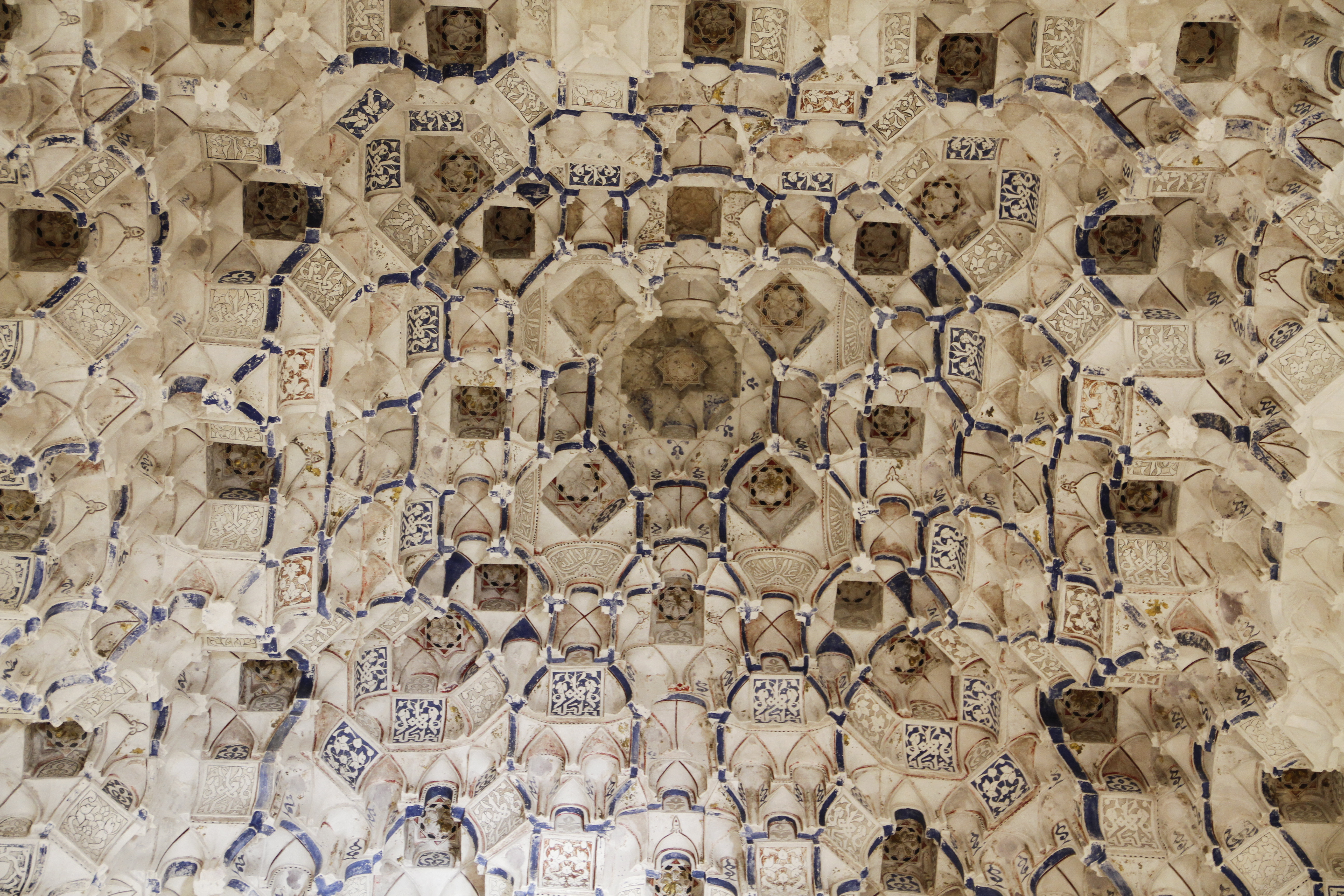
Vista más cercana de los detalles en el vértice de una cúpula de mocárabe en la Sala de los Reyes de la Alhambra
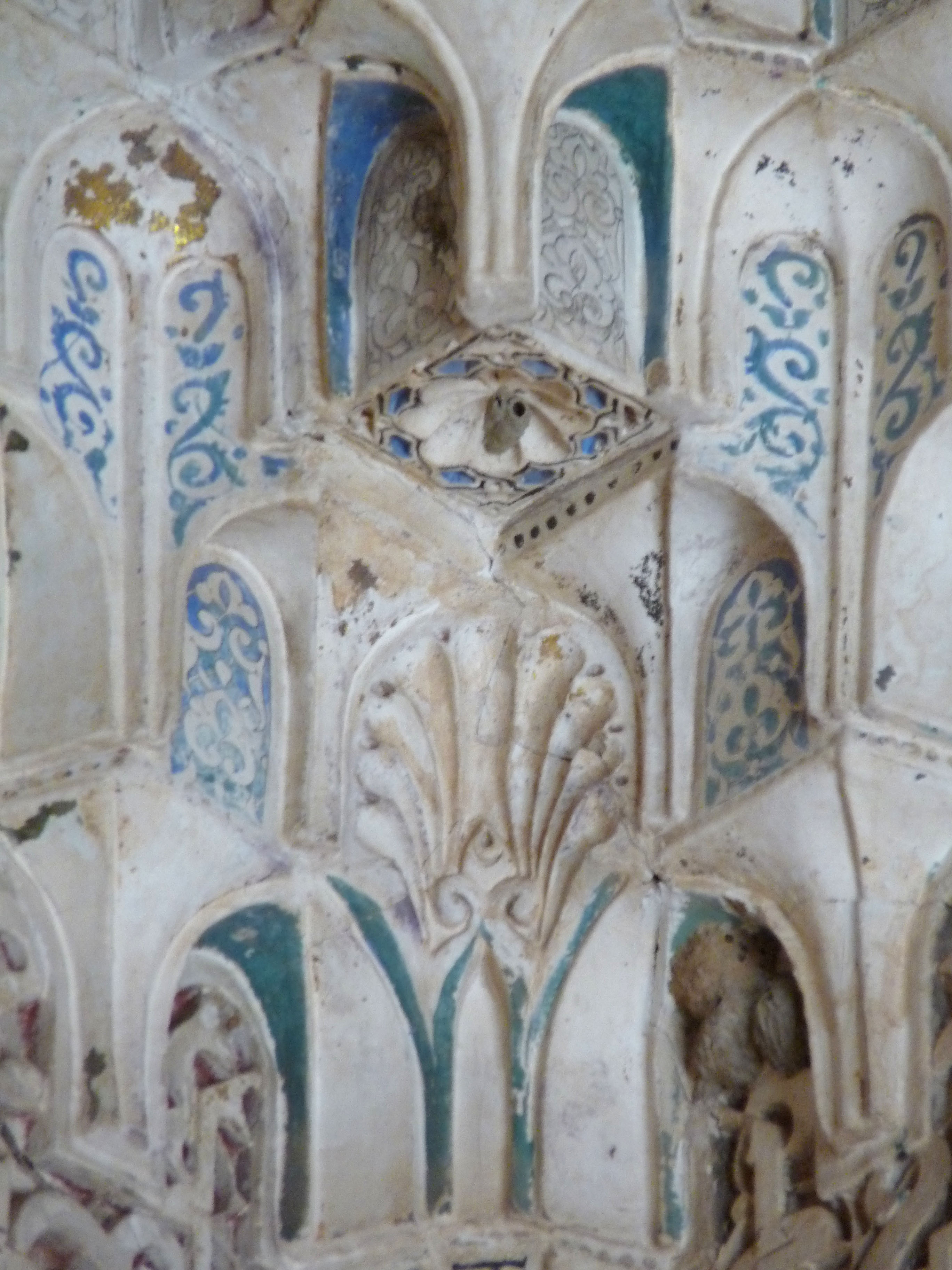
Primer plano de detalles tallados y pintados en los nichos constituyentes de una cúpula de mocárabe en la Sala de los Reyes de la Alhambra
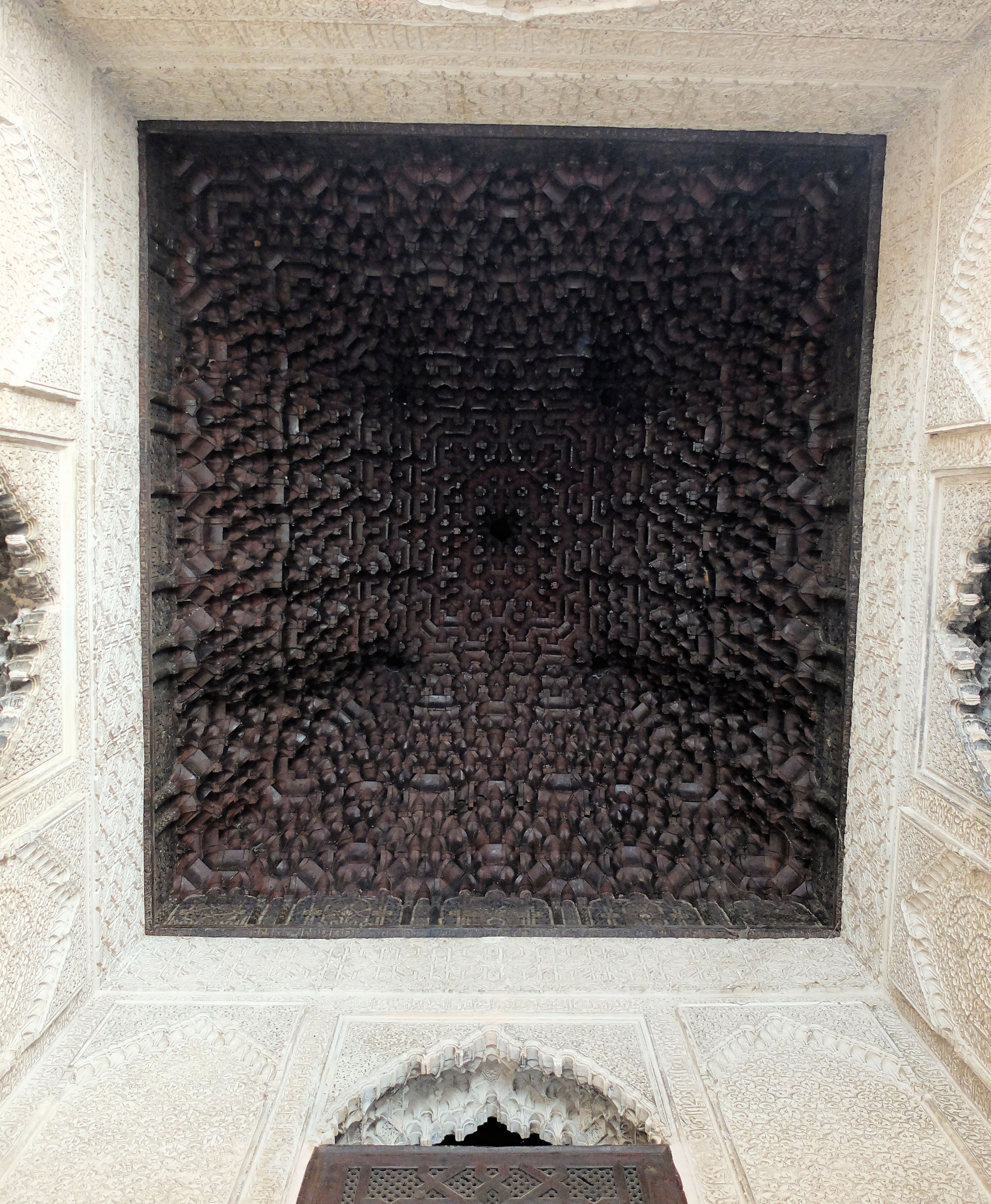
Bóveda rectangular de mocárabe tallada en madera de cedro en la Madrasa de Bou Inania en Fez, Marruecos (mediados del siglo XIV)
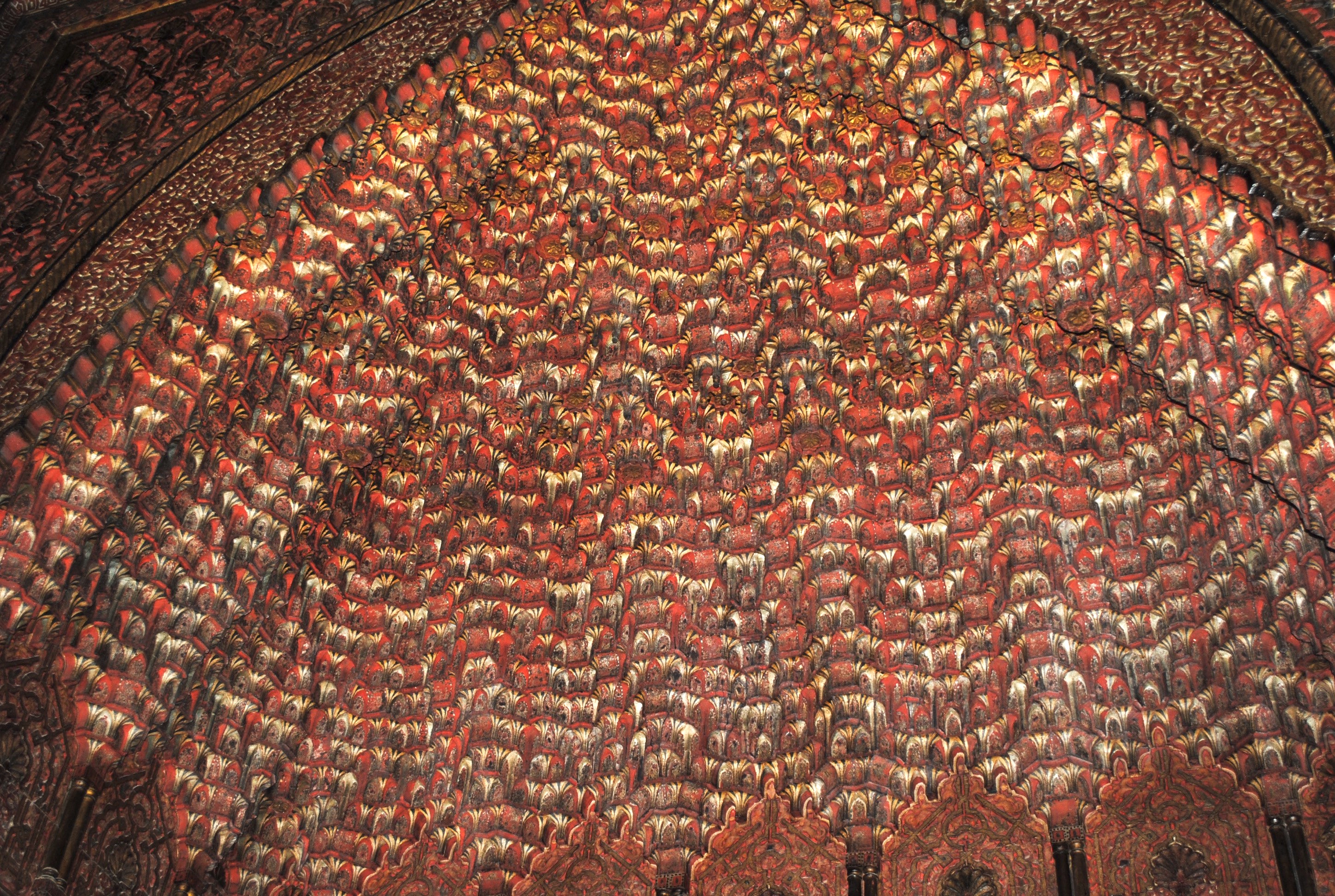
Mocárabes tallados en madera en el Dar al-Majzén (palacio real) de Tánger (siglo XVII o posterior)

### Zellige(azulejos)

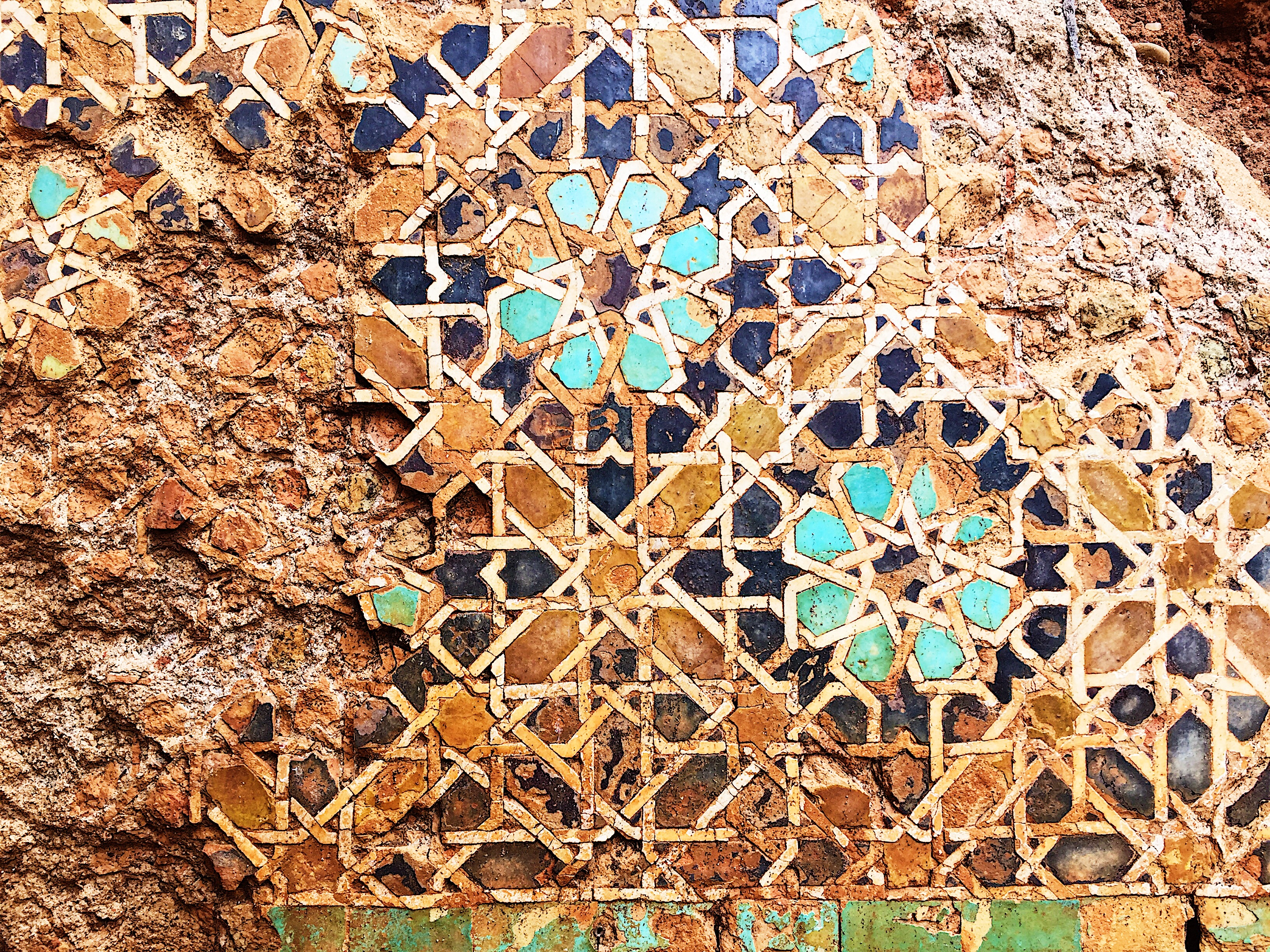
Ejemplo de mosaico zellige (parcialmente deteriorado) del período benimerín de la era zawiya, en la necrópolis de Chellah en Marruecos, dispuesto en mosaicos para formar patrones geométricos

El trabajo de alicatado, particularmente la forma de mosaico llamada zellige (conocido como azulejo en España y Portugal), es un elemento decorativo estándar en las paredes inferiores y para el pavimento de pisos en toda la región. Consiste en piezas de fayenza cortadas a mano en diferentes colores, encajadas para formar motivos geométricos elaborados, a menudo basados en patrones de estrellas radiantes. El zellige hizo su aparición en el ámbito morisco durante el siglo X, y ya en el siglo XIV su uso se había generalizó durante los períodos meriní y nazarí. Pudo haber sido inspirado o derivado de los mosaicos bizantinos y luego adaptado por artesanos musulmanes que incorporaron sus diseños a los azulejos de loza.
En la artesanía tradicional marroquí del zellige, los baldosines se fabrican primero en piezas cuadradas vidriadas, típicamente de unos 10 cm de lado, y luego se cortaban a mano en una serie de formas preestablecidas (generalmente memorizadas por repetición) necesarias para formar el patrón general. Este repertorio preestablecido de formas combinadas para generar una variedad de patrones complejos también se conoce como el método hasba. Aunque los patrones exactos varían de un caso a otro, los principios subyacentes han sido constantes durante siglos y los artesanos marroquíes todavía son expertos en realizarlos.

### Riads y jardines

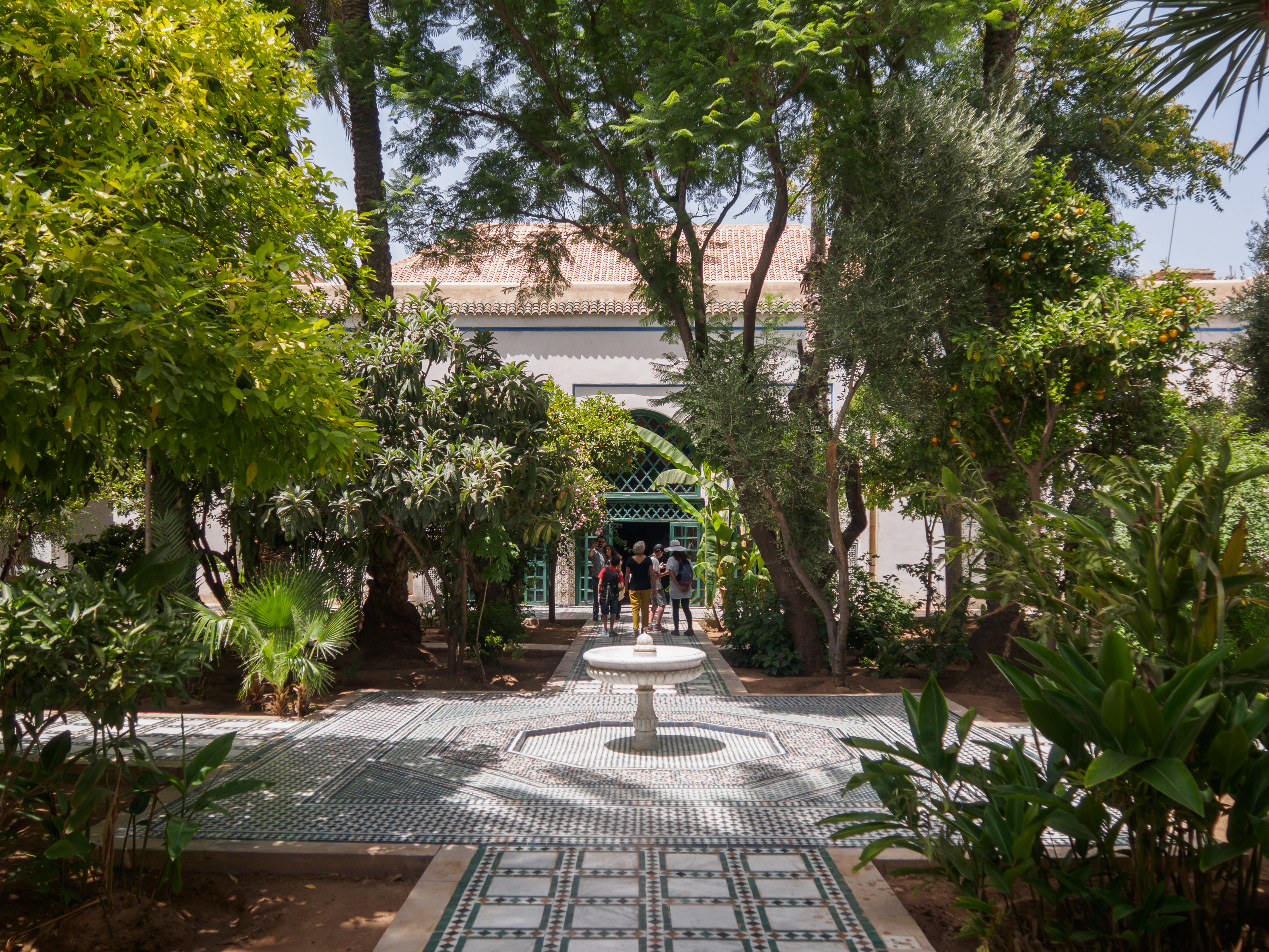
Un jardín (riad) del en el Palacio de la Bahía de Marrakech

Un riad (a veces escrito como riyad; en árabe: رياض‎) es un jardín interior que se encuentra en muchos palacios y mansiones árabes. Es típicamente rectangular y se divide en cuatro partes según sus ejes centrales, con una fuente en el medio. Los jardines del tipo riad probablemente se originaron en la arquitectura persa (donde también se conoce como chahar bagh) y se convirtieron en una característica destacada en los palacios moriscos de España (como Medina Azahara, la Aljaferia y la Alhambra). En Marruecos, se generalizaron especialmente en los palacios y mansiones de Marrakech, donde la combinación del espacio disponible y el clima cálido los hizo particularmente atractivos. El término se aplica hoy de forma más amplia a las casas tradicionales marroquíes que se han convertido en hoteles y pensiones turísticas.
Muchos palacios reales también iban acompañados de grandes jardines de recreo, a veces construidos fuera de las principales murallas defensivas o dentro de su propio recinto defensivo. Esta tradición se manifiesta en los jardines de Medina Azahara, construidos por los califas de Córdoba (siglo X), en los Jardines de Agdal (situados al sur de la Qasba de Marrakech) creados por los almohades (siglo XII), el Jardín de Mosara creado por los meriníes al norte de su palacio-ciudadela de Fes el-Jdid (siglo XIII), y el Generalife, construido por los nazaríes al este de la Alhambra (siglo XIII).

## Tipos de edificios

### Mezquitas

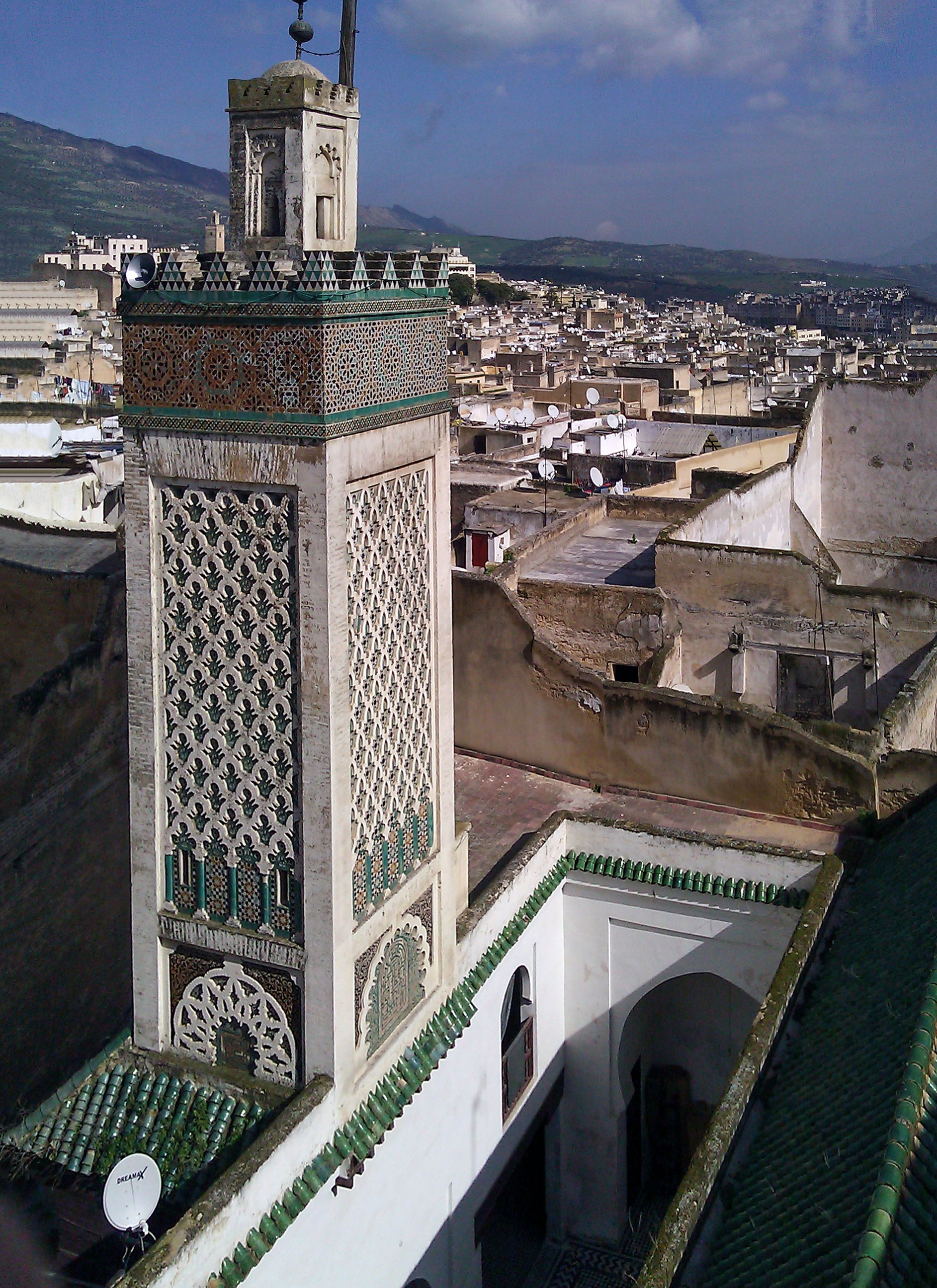
La vista del minarete y la azotea de la Mezquita de Chrabliyine del en Fez (Marruecos)

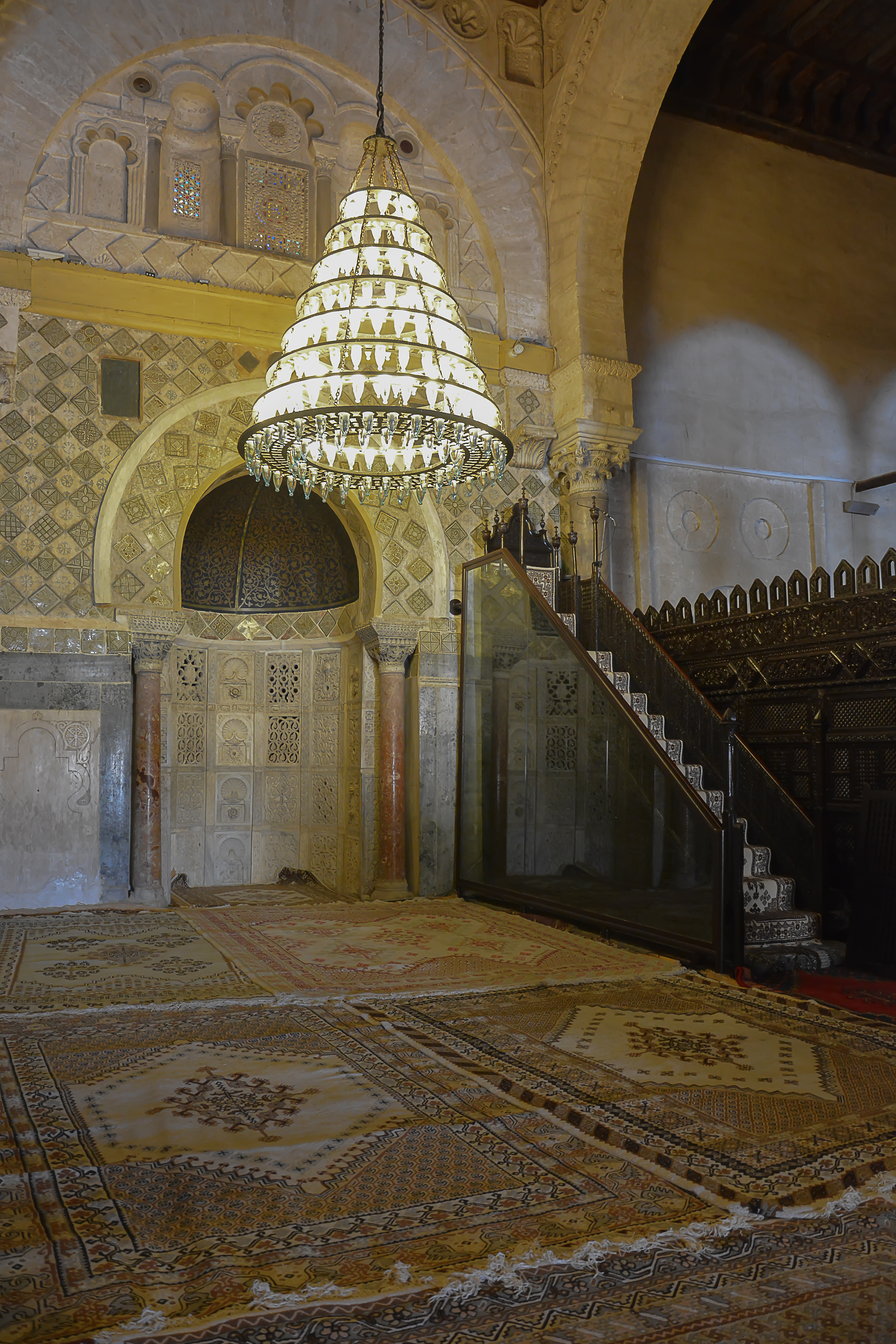
El mihrab (izquierda) y el minbar (derecha) en la Gran Mezquita de Kairuán

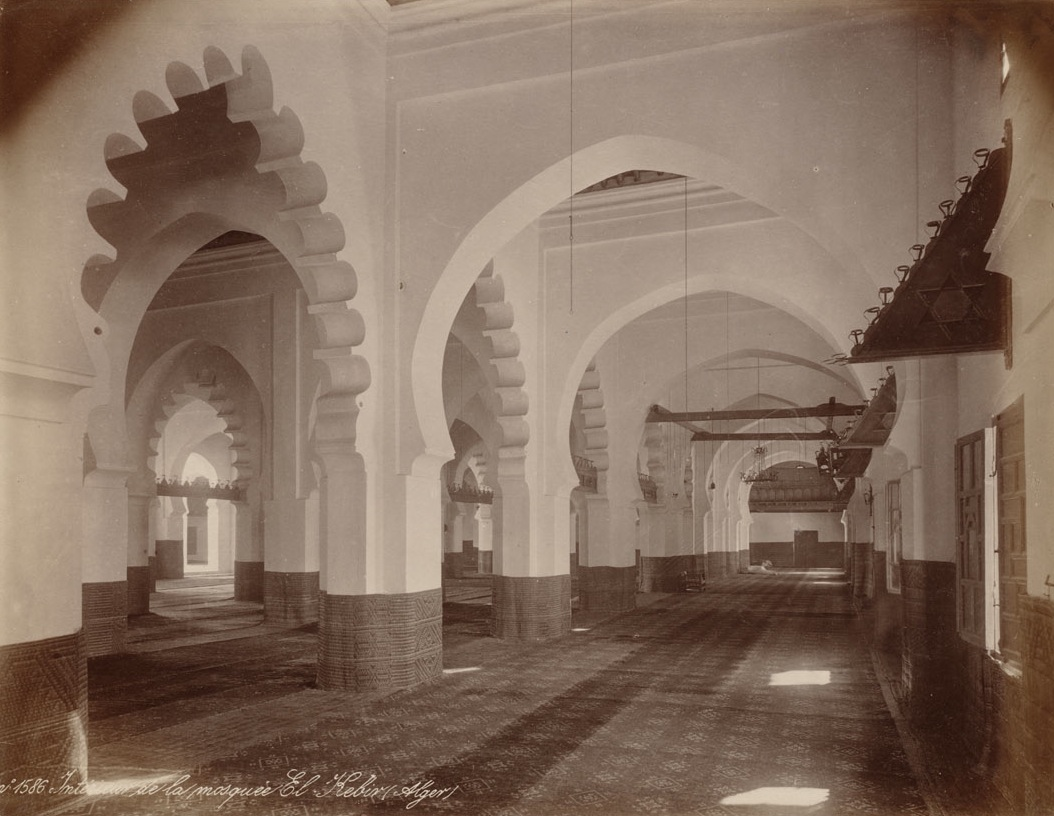
Sala de oración de la Gran Mezquita de Argel (finales del ; fotografía de la década de 1890)

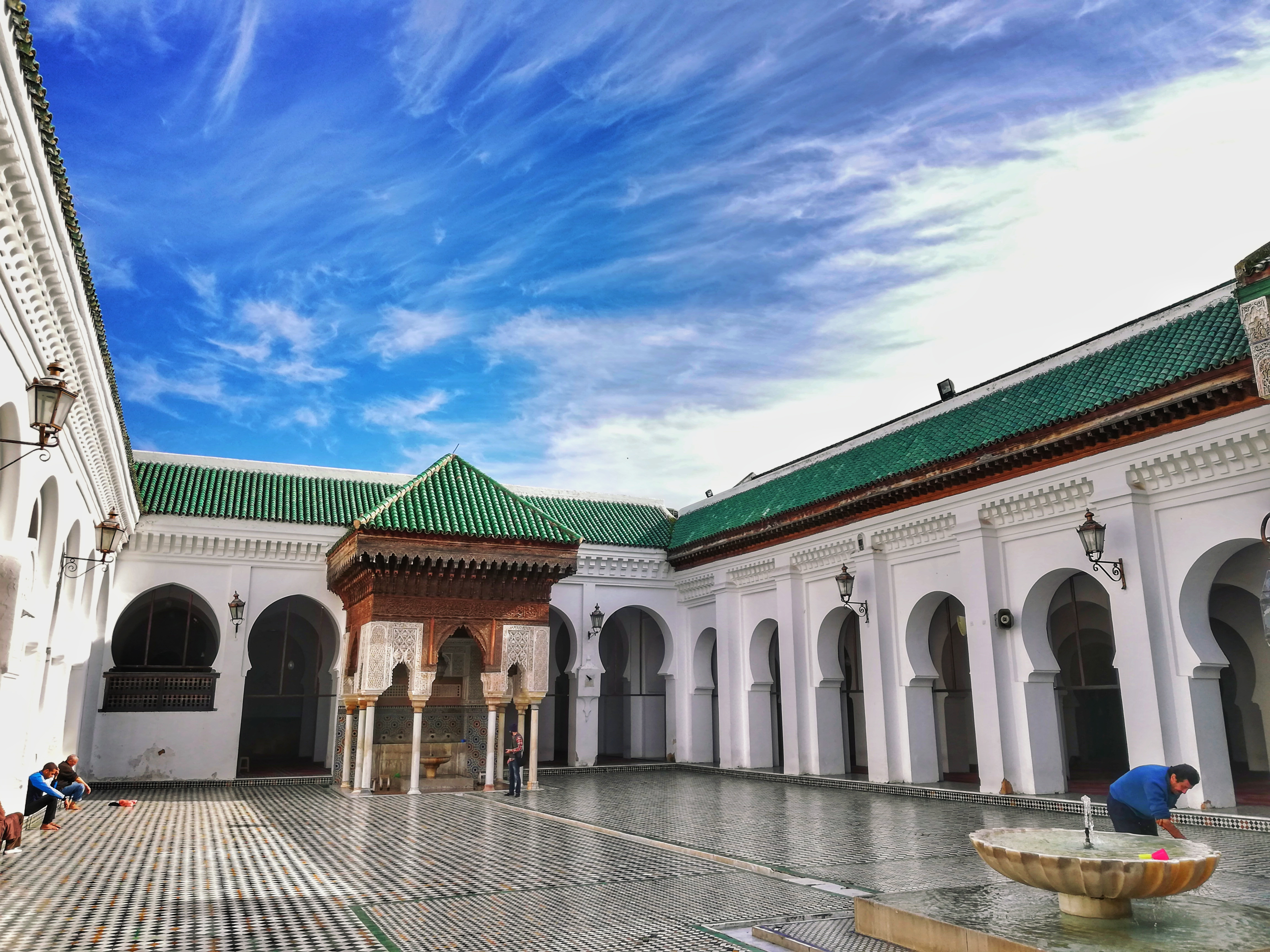
El sahn de la Mezquita de Qarawiyyin de Fez

Las mezquitas son el principal lugar de culto en el islam. Los musulmanes son llamados a la oración cinco veces al día y participan en rezos colectivos como comunidad, mirando hacia la alquibla (dirección de oración). Cada barrio tenía normalmente una o varias mezquitas para adaptarse a las necesidades espirituales de sus residentes. Históricamente, había una distinción entre mezquitas regulares y "mezquitas de los viernes" o "grandes mezquitas", que eran de mayor tamaño y tenían un estatus más relevante en virtud de ser el lugar donde se pronunciaba la "jutba" (el sermón) de los viernes. La oración del mediodía del viernes era considerada la más importante, y era acompañada de predicación, y también tuvo importancia política y social como una ocasión en la que se anunciaban noticias y decretos reales, así como cuando se mencionaba el nombre del gobernante actual. A principios de la era islámica, por lo general solo había una mezquita de los viernes por ciudad, pero con el tiempo las mezquitas de los viernes se multiplicaron hasta que fue una práctica común tener una en cada barrio o distrito de la ciudad. Las mezquitas también podían estar acompañadas con frecuencia por otras instalaciones que servían a la comunidad.
La arquitectura de las mezquitas en Al-Ándalus y el Magreb estuvo fuertemente influida desde el principio por las principales mezquitas conocidas en los primeros centros culturales, como la Gran Mezquita de Kairuán y la Gran Mezquita de Córdoba. En consecuencia, la mayoría de las mezquitas de la región tienen planos de planta aproximadamente rectangulares y siguen el formato de una sala hipóstila: consisten en una gran sala de oración sostenida y dividida por filas de arcos de herradura que corren paralelas o perpendiculares a la pared de la qibla (la pared hacia la que se dirigían las oraciones), que siempre estaba representada por un nicho generalmente decorado conocido como "mihrab". Junto al mihrab era habitual que estuviera situado un púlpito simbólico conocido como minbar, generalmente en forma de una escalera que conducía a un pequeño quiosco o plataforma, donde el imán se situaba para la predicar la khutba. La mezquita también incluía normalmente, cerca de la entrada, un sahn (patio) que a menudo tenía fuentes o recipientes de agua para facilitar las abluciones. En los primeros períodos, este patio era relativamente pequeño con respecto al resto de la mezquita, pero en períodos posteriores se hizo progresivamente más grande, hasta que alcanzó el mismo tamaño que la sala de oración y, a veces, incluso más. Las mezquitas hipóstilas medievales también seguían con frecuencia el modelo establecido en el período almohade del "tipo de T", en el que el pasillo o "nave" situado entre los arcos alineados hacia el mihrab (y perpendiculares al muro de la qibla) era más ancho que los demás, al igual que el pasillo situado directamente por delante del muro de la qibla (es decir, paralelo a este); formando así un espacio en forma de "T" en la planta de la mezquita, configuración que a menudo se acentuaba mediante una mayor decoración (por ejemplo, con formas de arco más elaboradas a su alrededor o techos con cúpulas decorativas en cada extremo de la "T").
Por último, los edificios de las mezquitas se distinguieron por sus alminares: torres desde las que el almuédano emite la llamada a la oración a la ciudad circundante (históricamente, el muecín subía a la torre y proyectaba su voz sobre los tejados, pero hoy en día la llamada se emite a través de modernos megáfonos instalados en la torre). Los minaretes tradicionalmente tienen un eje cuadrado y están dispuestos en dos niveles: el cuerpo, que constituye la mayor parte de su altura, y una torre secundaria mucho más pequeña situada encima de esta que a su vez está rematada por un fastigio de esferas de cobre o latón. Algunos minaretes en el norte de África tienen cuerpos octogonales, aunque esto es más característico de ciertas regiones o períodos. En el interior del cuerpo principal, una escalera, o en algunos casos una rampa, asciende hasta lo alto del minarete.
Toda la estructura de una mezquita también estaba orientada o alineada con la dirección de la oración (alquibla), de modo que a veces se orientaban en una dirección diferente al resto de los edificios o calles situados a su alrededor. Esta alineación geográfica, sin embargo, varió mucho de un período a otro. Hoy en día, es una práctica habitual en todo el mundo musulmán que la dirección de la oración depende de posición del lugar con respecto a la Kaaba en La Meca. En Marruecos, se corresponde con una orientación hacia oriente (que varía ligeramente según su posición exacta). Sin embargo, en los primeros períodos islámicos hubo otras interpretaciones de lo que debería ser la quibla. En el mundo islámico occidental (el Magreb y al-Ándalus), en particular, las primeras mezquitas a menudo tenían una orientación sur, como se puede ver en las principales mezquitas tempranas como la Gran Mezquita de Córdoba y la Mezquita de Qarawiyyin en Fez. Esta disposición estaba basada en un hadiz de Mahoma que indicaba que "lo que está entre el este y el oeste es una quibla", así como en una opinión popular de que las mezquitas no deberían alinearse con la Kaaba, sino que debería seguir la orientación respecto a los puntos cardinales de la propia Kaaba (que es una estructura rectangular con sus propios ejes geométricos), que a su vez está alineada de acuerdo con ciertas referencias astronómicas (por ejemplo, su eje menor está alineado con la salida del sol del solsticio de verano).

### Sinagogas

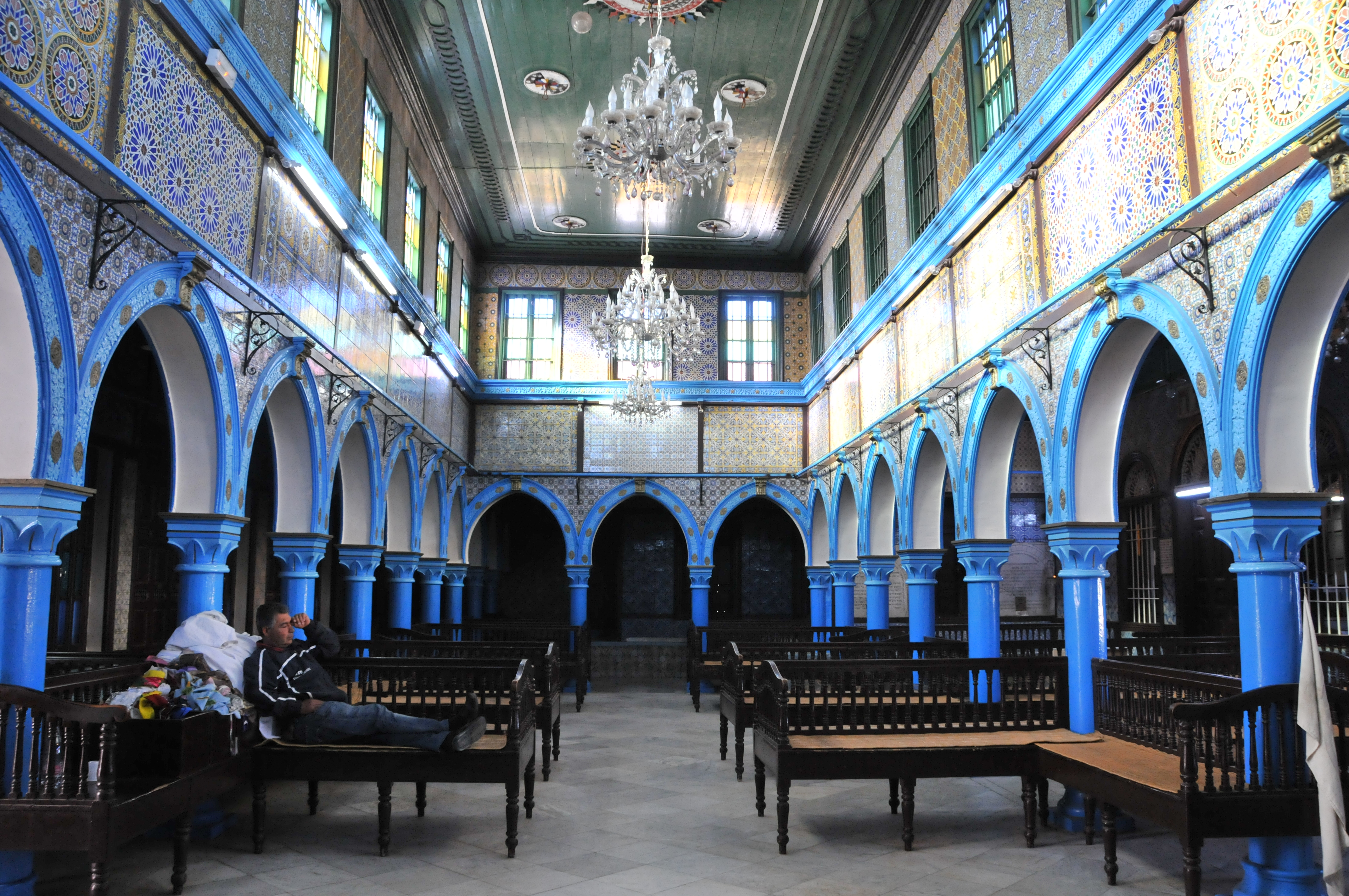
Interior de la Sinagoga de la Ghriba en Yerba, Túnez

Las sinagogas tenían un diseño muy diferente al de las mezquitas, pero en el norte de África y Al-Ándalus a menudo compartían tendencias decorativas similares a la arquitectura islámica tradicional que había a su alrededor, como los azulejos coloreados y el estuco tallado, aunque las sinagogas posteriores en el norte de África también se construyeron en otros estilos. Ejemplos notables de sinagogas históricas en España incluyen la Sinagoga de Santa María la Blanca en Toledo (reconstruida en su forma actual en 1250), la Sinagoga de Córdoba (1315), y la Sinagoga del Tránsito en Toledo (1355-1357). Marruecos incluye la Sinagoga Ibn Danan en Fez, la Sinagoga Salat Alzama en Marrakech o la Sinagoga de Beth-El en Casablanca, aunque existen muchos otros ejemplos. Una de las sinagogas históricas más famosas de Túnez es la Sinagoga de la Ghriba, construida en el siglo XIX.

### Madrasas

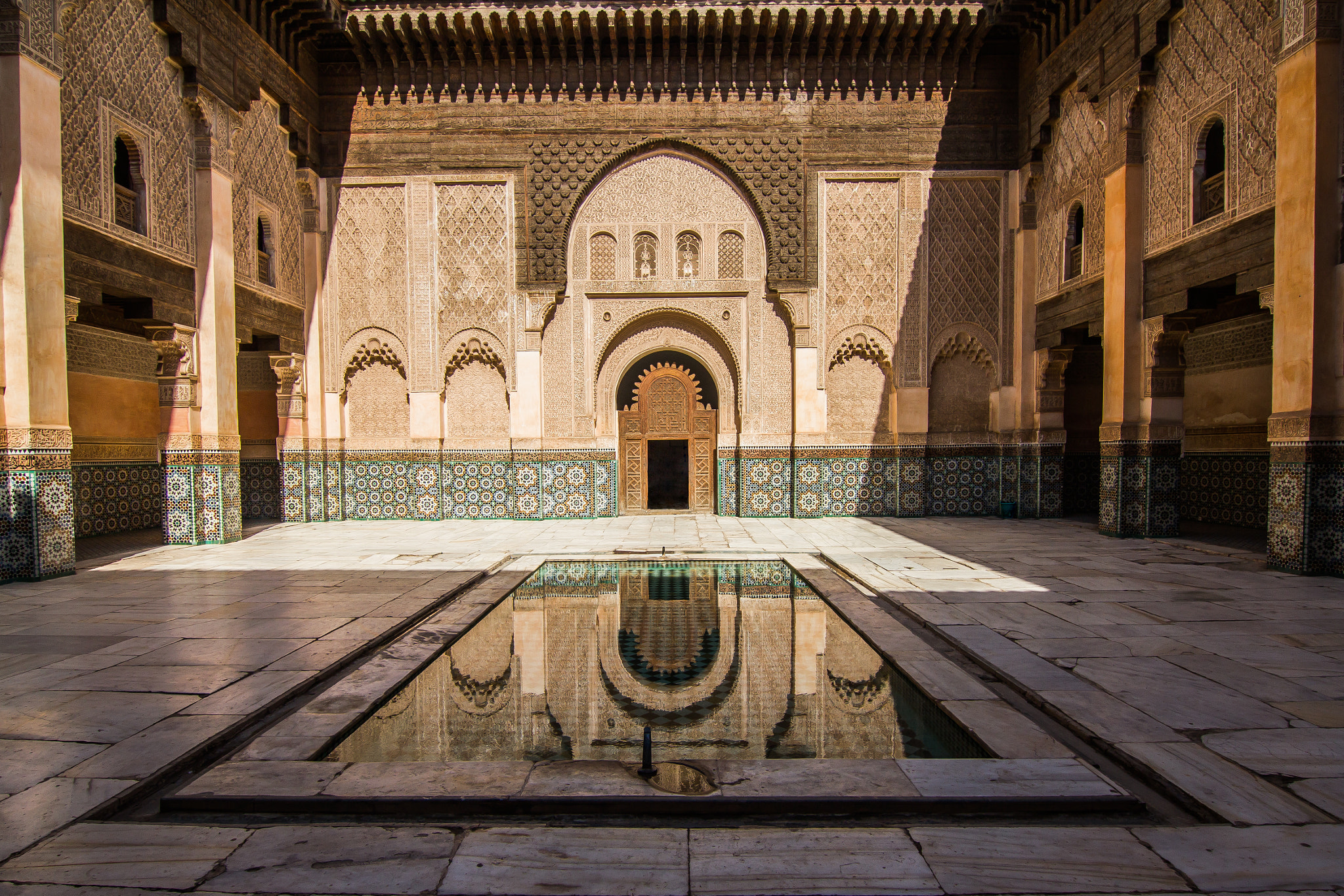
Patio de la Madraza de Ben Youssef en Marrakech, Marruecos

La madrasa (o madraza) fue una institución que se originó en el noreste de Irán a principios del siglo XI y fue adoptada progresivamente hacia el oeste. Estos establecimientos proporcionaban educación superior y sirvieron para capacitar a los eruditos islámicos, particularmente en leyes y jurisprudencia (fiqh). La madrasa en el mundo suní era generalmente la antítesis de las doctrinas religiosas más "heterodoxas", incluida la doctrina adoptada por la dinastía almohade. Como tal, en las regiones más occidentales del mundo islámico solo llegó a florecer a fines del siglo XIII, después de la época de los almohades, comenzando especialmente bajo las dinastías meriní y hafsí. Para dinastías como la meriní, las madrasas también contribuyeron a reforzar la legitimidad política de su gobierno. Utilizaron este patrocinio para fomentar la lealtad de las élites religiosas influyentes pero independientes del país y también para presentarse ante la población en general como protectores y promotores del islam sunita ortodoxo. Por último, las madrasas también jugaron un papel importante en la formación de las clases cultivadas y las élites que operaban la burocracia estatal. También desempeñaron un papel de apoyo a las principales instituciones de aprendizaje de la región, como la Madrasa de Qarawiyyin en Fez; en parte porque, a diferencia de las mezquitas, ofrecían alojamiento para estudiantes que venían de fuera de la ciudad.: 110  Muchos de estos estudiantes eran pobres, y buscaban la educación suficiente para obtener una posición más alta en sus ciudades de origen; y las madrasas les proporcionaban necesidades básicas como alojamiento y comida.: 463  Sin embargo, eran a la vez instituciones de enseñanza por derecho propio y ofrecían sus propios cursos, y algunos ulemas gozaban de la reputación de enseñar en ciertas madrasas.: 141 
Las madrasas generalmente se centraban alrededor de un patio principal con una fuente central, desde el que se podía acceder a otras estancias. Las viviendas de los estudiantes se distribuían típicamente en un piso superior alrededor del patio. Muchas madrasas también incluían una sala de oración con un mihrab, aunque solo la Madrasa de Bou Inania de Fez funcionaba oficialmente como una mezquita completa y contaba con su propio minarete.

### Mausoleos y zawiyas

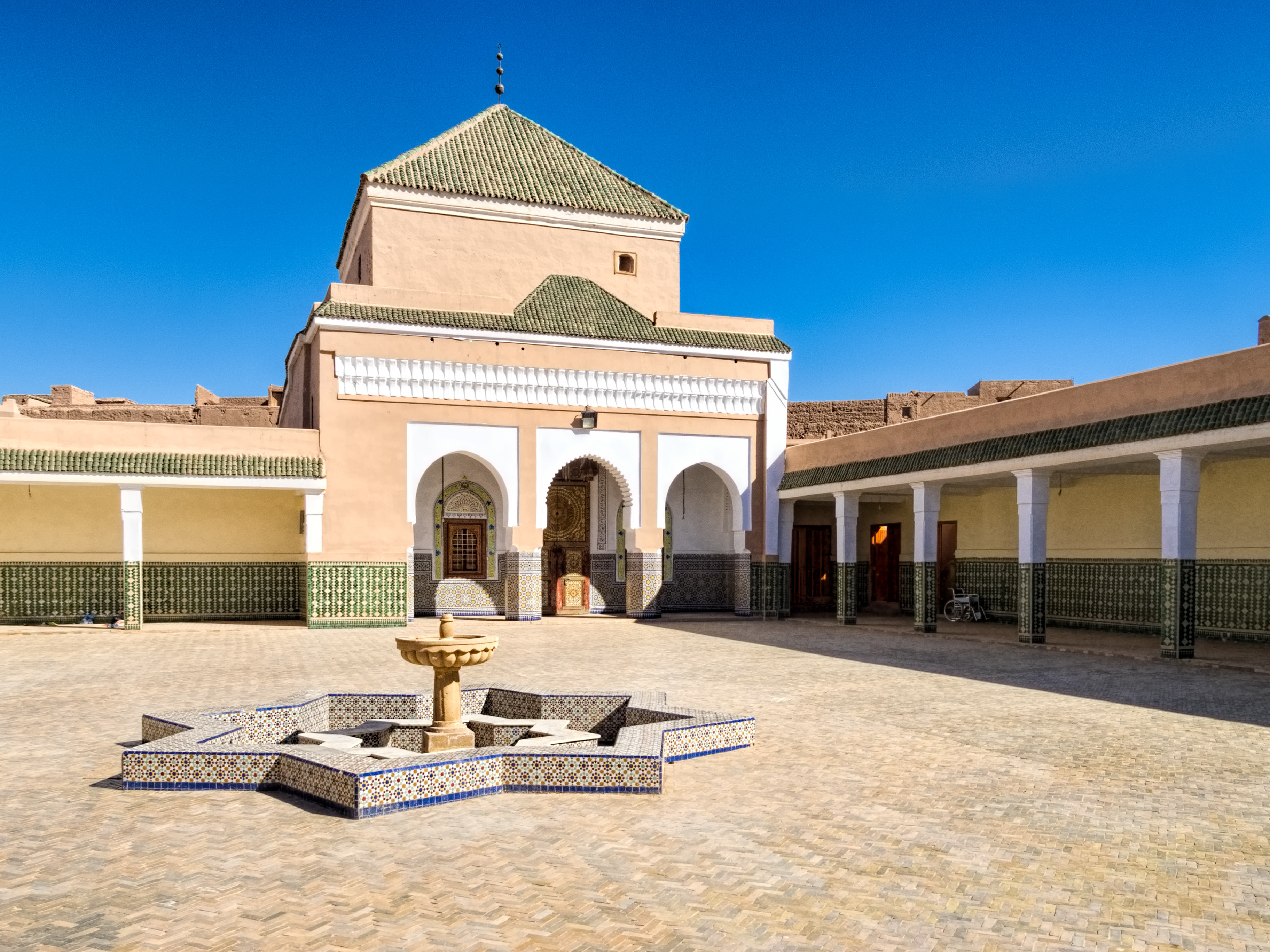
Zawiya Nasiriya en Tamegroute, sur de Marruecos, dedicado a Mohammed ibn Nasir (fallecido en 1674)

La mayoría de las sepulturas musulmanas son tradicionalmente simples y sin adornos, pero en el norte de África, las tumbas de figuras importantes a menudo estaban cubiertas por una estructura abovedada (o una cúpula de forma a menudo piramidal) llamada qubba (palabra también escrita como koubba), un rasgo especialmente característico de las tumbas de "santos" como valíes y morabitos: personas que llegaron a ser veneradas por su fuerte piedad, milagros reputados u otros atributos místicos. Muchas de estas personas estaban relacionadas con una corriente más amplia del misticismo islámico, conocida como sufismo. Algunas de estas tumbas se convirtieron en el foco de complejos religiosos enteros construidos a su alrededor, conocidos como zawiyas (o zaouias; en árabe: زاوية‎). Por lo general, incluían una mezquita, una escuela y otras instalaciones benéficas. Estos establecimientos religiosos fueron los principales centros del sufismo en toda la región y crecieron en poder e influencia a lo largo de los siglos, a menudo asociados con hermandades sufíes o escuelas de pensamiento específicas.

### Funduqs (posadas comerciales)

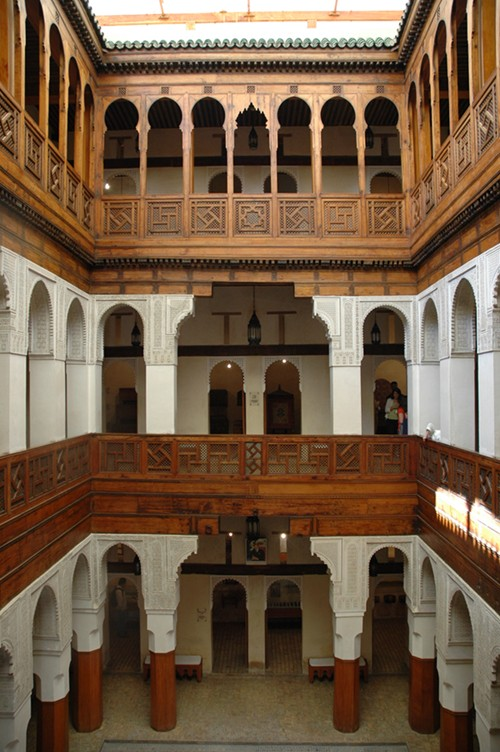
Funduq al-Najjariyyin en Fez, Marruecos

Un  funduq  (también escrito foundouk o fondouk; en árabe: فندق‎) era un caravasar o edificio comercial que servía como posada para los comerciantes y como almacén para sus bienes y mercancías. En el norte de África, algunos funduqs también albergaban los talleres de los artesanos locales. Como resultado de esta función, se convirtieron a la vez en centros de otras actividades comerciales como subastas y mercados. Por lo general, consistían en un gran patio central rodeado por una galería, alrededor del que se organizaban almacenes y dormitorios, con frecuencia en varios pisos. Algunos eran relativamente simples y sencillos, mientras que otros, como el Funduq al-Najjariyyin en Fez, estaban ricamente decorados. Si bien muchas estructuras de este tipo se pueden encontrar en ciudades históricas del norte de África, la única en Al-Ándalus que se ha conservado es el Corral del Carbón de la época nazarí en Granada.

### Hamames (baños públicos)

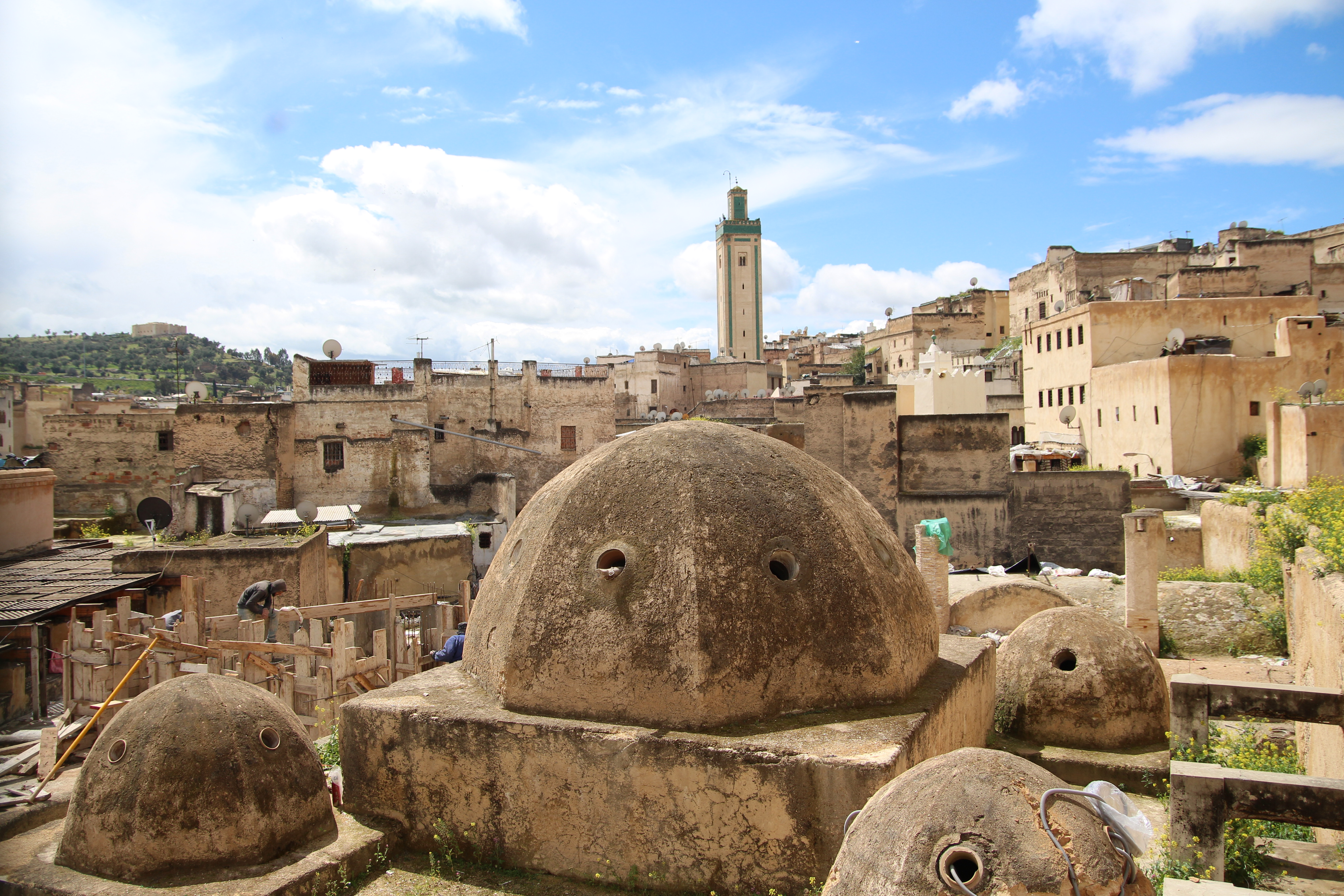
Vista desde la azotea de las cúpulas del Hamam as-Saffarin en la ciudad vieja de Fez, Marruecos

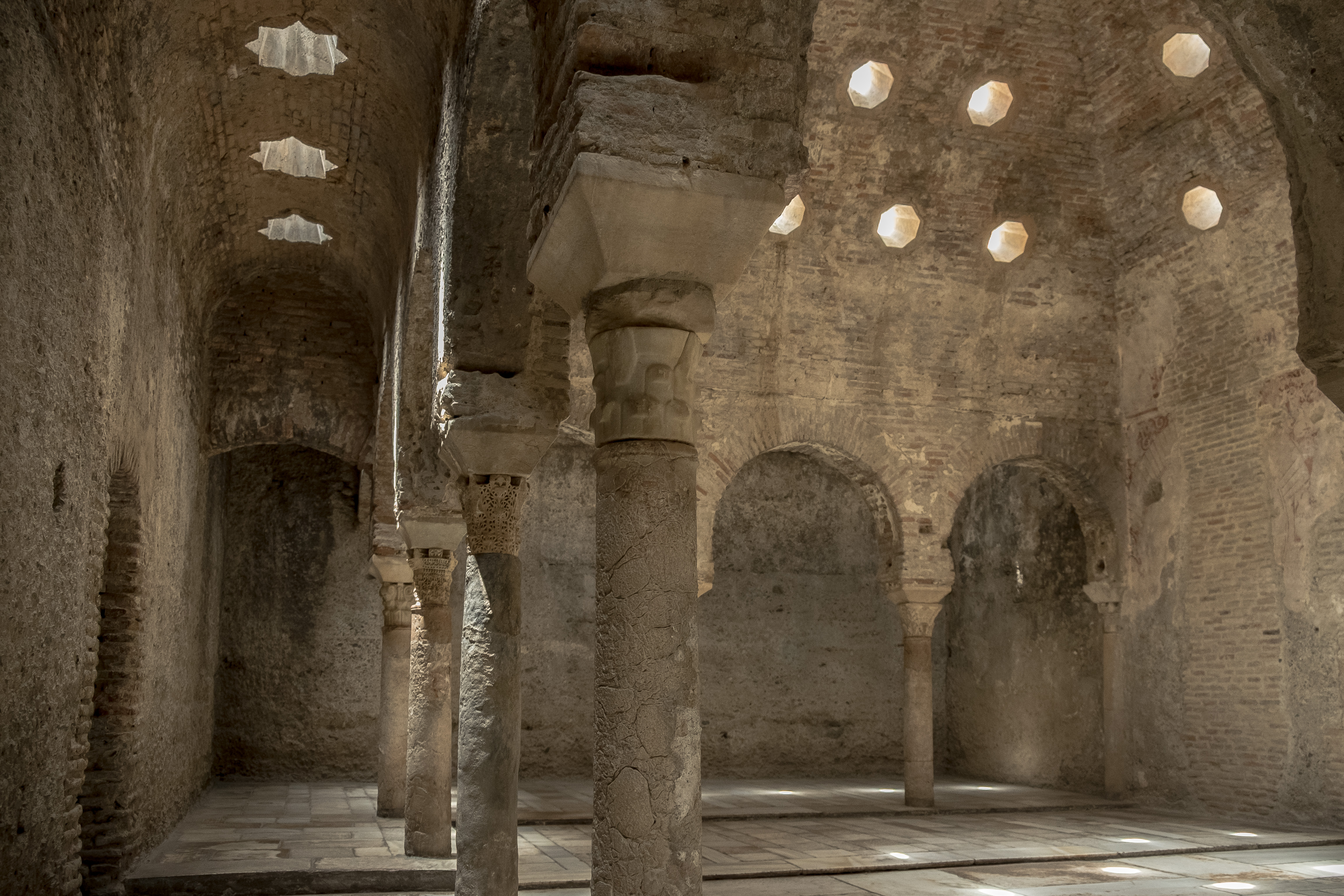
Interior del hamam de El Bañuelo en Granada, España

Los baños turcos o hamames (palabra también escrita como hamán y como hammam) (en árabe: حمّام‎) son baños públicos que estaban presentes en la inmensa mayoría de las ciudades musulmanas.

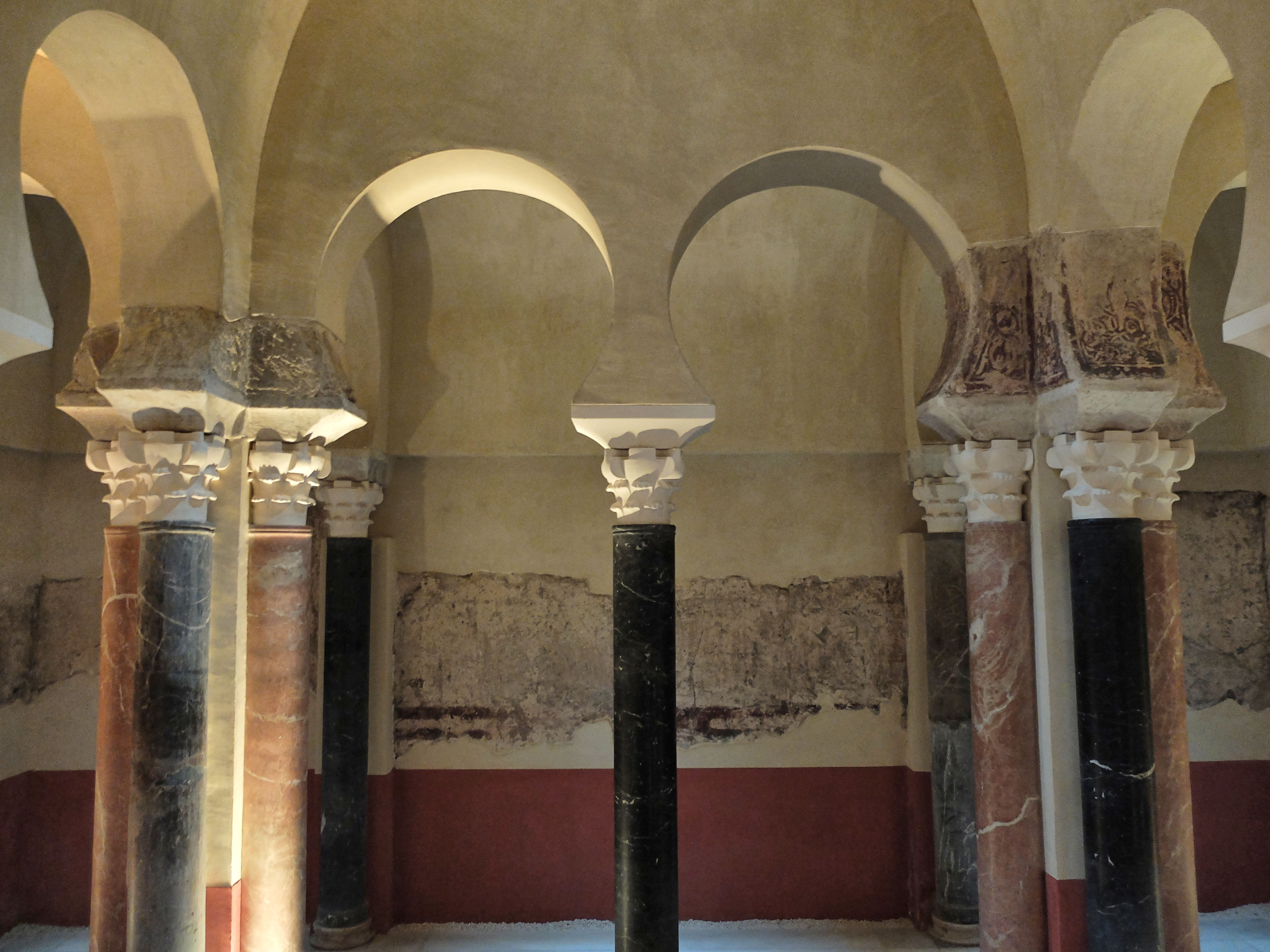
Baños califales de Córdoba, uno de los pocos restos del desaparecido alcázar andalusí de la ciudad

Esencialmente derivado del modelo de las termas romanas, los hamames normalmente constaban de cuatro cámaras principales: un vestuario, desde el que se pasaba a una sala fría, a una sala cálida y a otra sala caliente. El calor y el vapor eran generados por un sistema de hipocausto que calentaba el suelo. El horno reutilizaba materiales orgánicos naturales (como virutas de madera, huesos de aceitunas u otros subproductos de desechos orgánicos) quemándolos como combustible. El humo generado por este horno contribuía a calentar los suelos, mientras que el exceso de humo se evacuaba a través de las chimeneas. De las diferentes salas, solo el vestuario estaba muy decorado con zelliges, estuco o madera tallada. Los cuartos fríos, cálidos y calientes eran generalmente bóvedas o cámaras abovedadas sin ventanas, diseñadas para evitar que se escapara el vapor, pero parcialmente iluminadas gracias a pequeños orificios en el techo que podían cubrirse con cerámica o vidrio coloreado. Muchos hamames históricos se han conservado en ciudades como Marrakech y Fez en Marruecos, en parte gracias a su uso continuo por parte de los lugareños hasta el día de hoy. En al-Ándalus, en cambio, quedaron en desuso tras la expulsión de los musulmanes de la península ibérica y solo se conservan como yacimientos arqueológicos o monumentos históricos.

### Fortificaciones

#### En Al-Ándalus

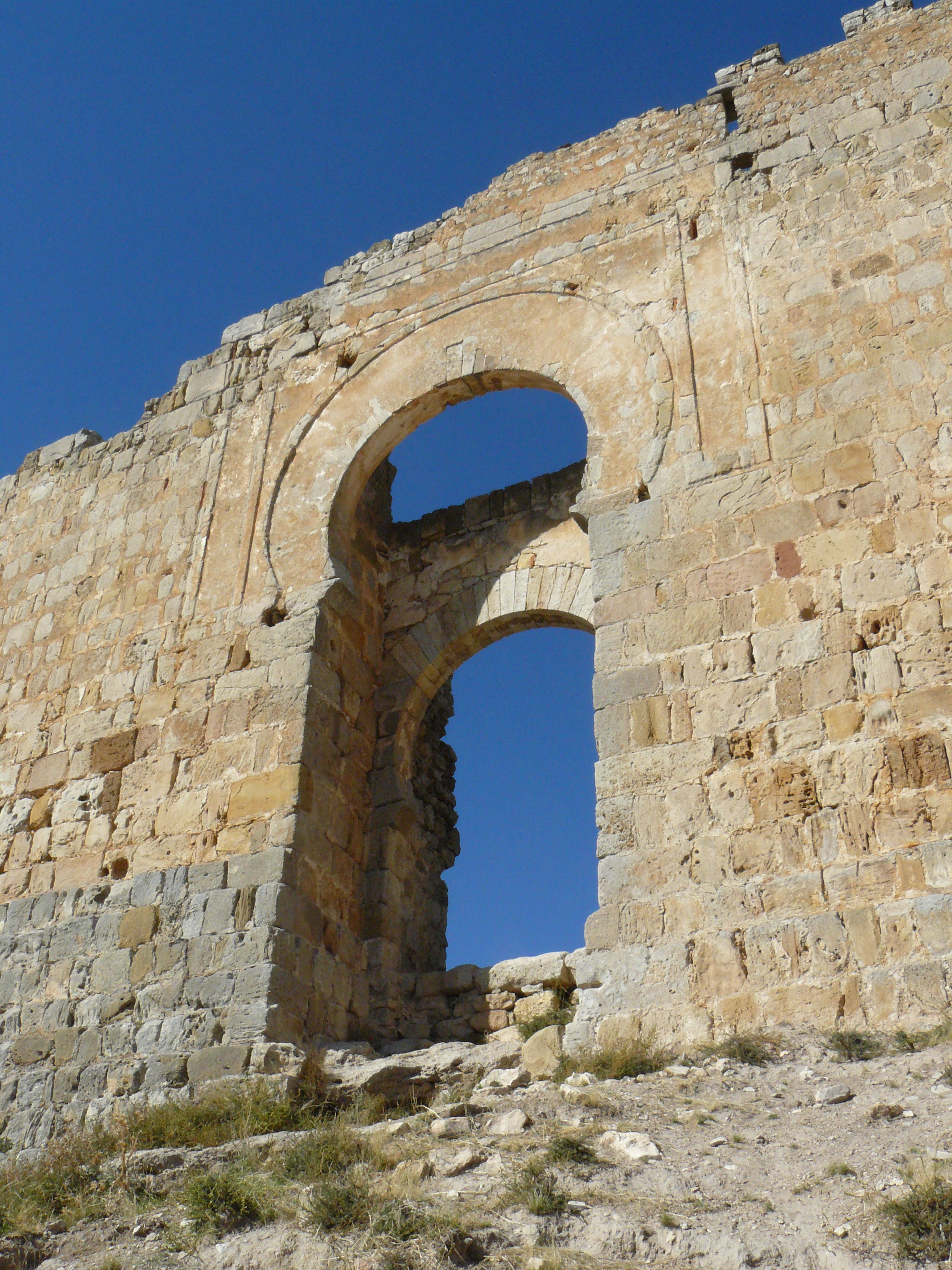
La puerta de las ruinas del Castillo de Gormaz, España

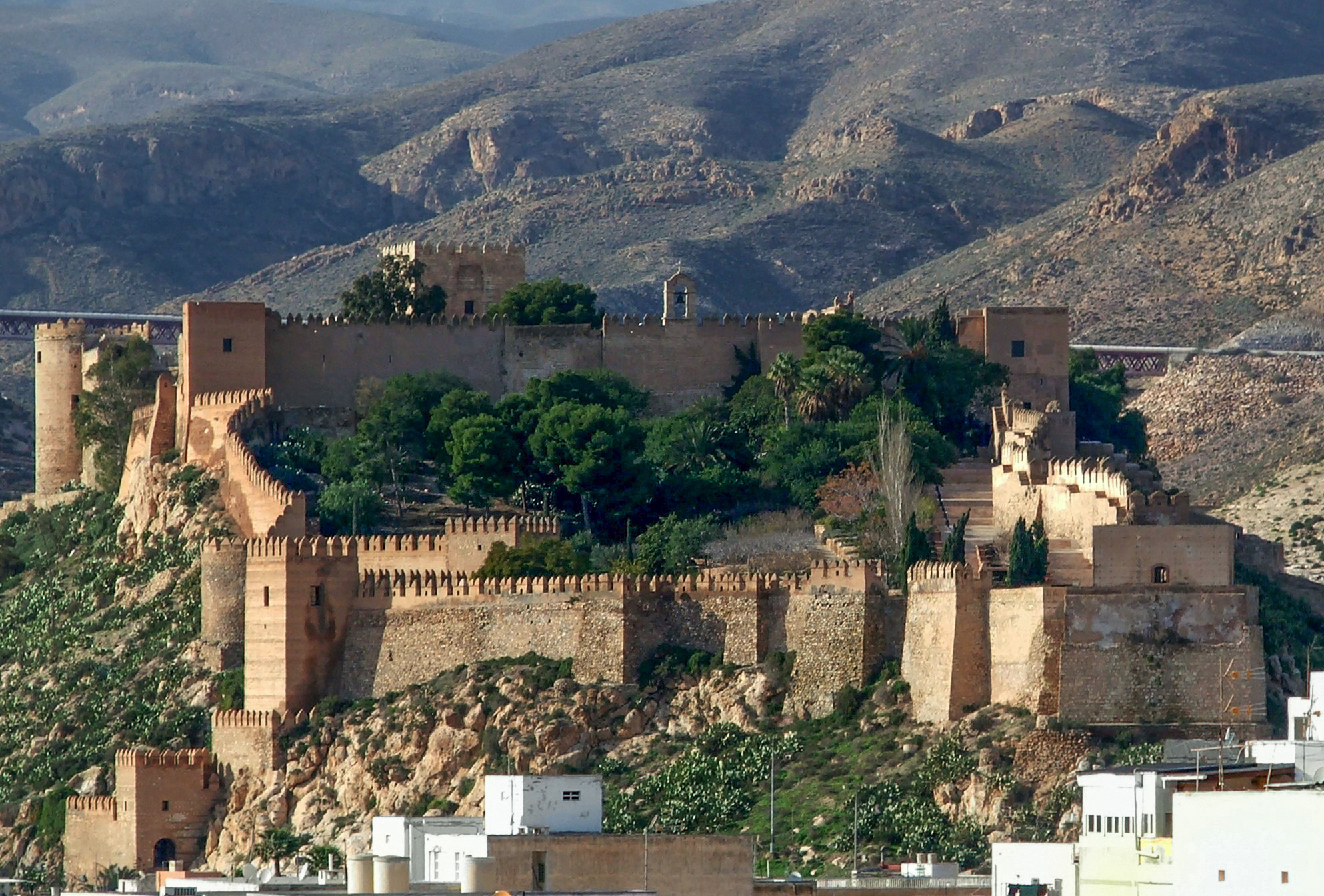
Alcazaba y Murallas del Cerro de San Cristóbal, España (construidas en gran parte durante el período Taifa del)

En España y Portugal han sobrevivido los restos de castillos y fortificaciones de varios períodos de al-Ándalus, a menudo situados en colinas y posiciones elevadas que dominan el campo circundante. Se utilizó una gran cantidad de términos árabes para denotar los diferentes tipos y funciones de estas estructuras, muchos de los cuales se tomaron prestados en español y aparecen en numerosos topónimos. Algunos de los términos más importantes son alcazaba (de en árabe: القَـصَـبَـة‎, romanizado: al-qaṣabah), que significa un recinto fortificado o ciudadela donde normalmente se instalaba el gobernador o gobernante, y alcázar (de en árabe: القصر‎, romanizado: al-qaṣr), que normalmente era un palacio protegido por fortificaciones. Las fortificaciones se construyeron en piedra o en tapial. La piedra se usó más comúnmente en el período omeya, mientras que la tierra apisonada se volvió más común en períodos posteriores y también fue más común en el sur.

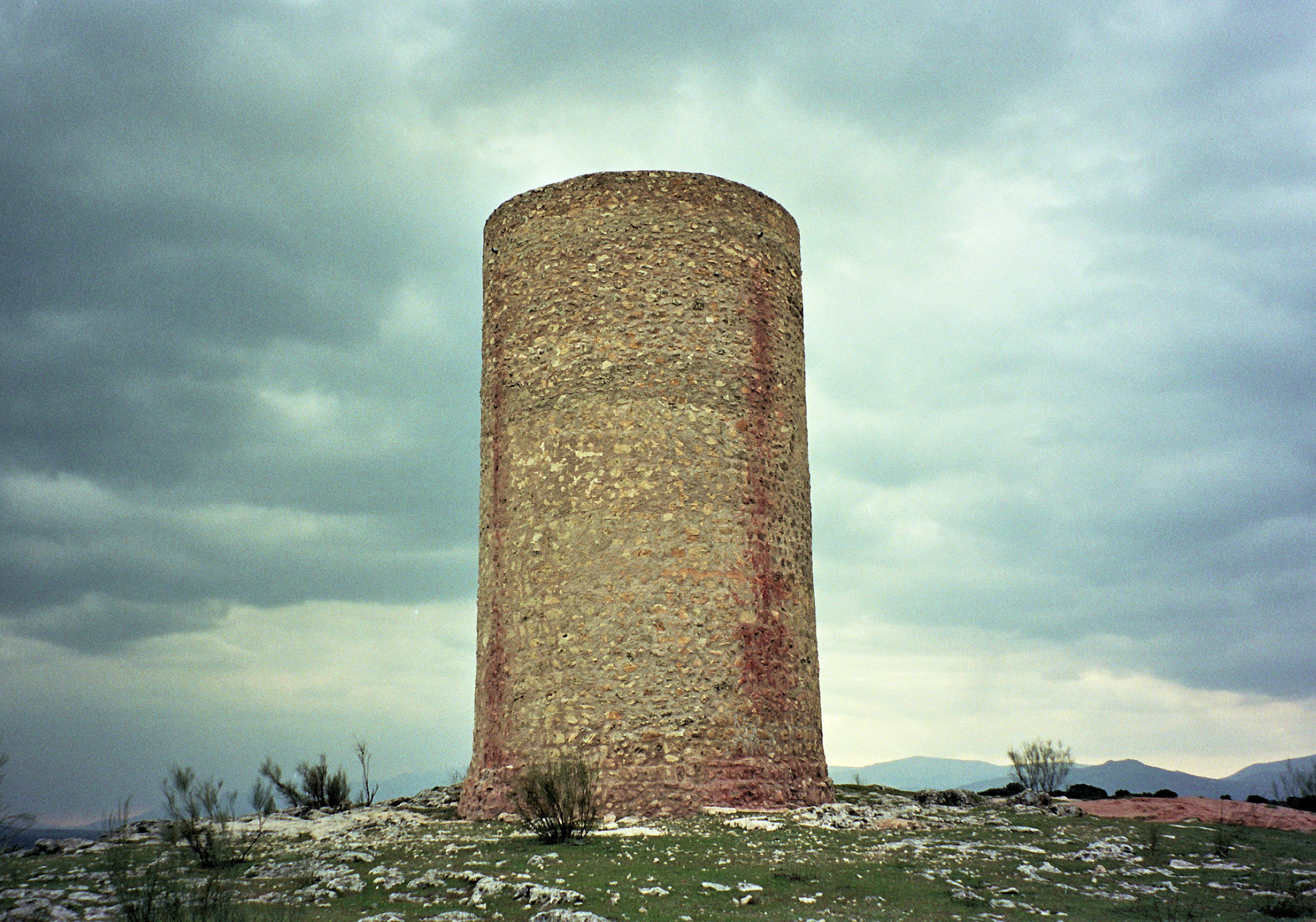
Atalaya de El Vellón, en la provincia de Madrid, España (siglos -)

En el período omeya (siglos VIII-X), una extensa red de fortificaciones cubría una amplia línea, que partía aproximadamente desde Lisboa en el oeste, luego recorría el sistema Central de montañas en España, pasaba alrededor de la región de Madrid y finalmente llegaba al este, hasta las áreas de Navarra. y Huesca, al norte de Zaragoza.: 63  Además de estas defensas fronterizas, también existían castillos y guarniciones fortificadas en las regiones interiores del reino. Estas fortificaciones se construyeron desde el comienzo de la ocupación musulmana en el siglo VIII, pero un gran número de ellas datan del período califal del siglo X. Algunos ejemplos notables de este período incluyen el Castillo de Gormaz, el Castillo de Tarifa, la Alcazaba de Trujillo, la Alcazaba de Guadix, el castillo de Baños de la Encina y la Alcazaba de Mérida. El castillo de El Vacar, cercano a Córdoba, es un ejemplo temprano de una fortificación de tierra apisonada en al-Ándalus, que probablemente data del período del emirato (756-912), mientras que el castillo de Baños de la Encina, que data de finales del siglo X, es un ejemplo más imponente de construcción de tierra apisonada. Muchas de estas primeras fortificaciones tenían una arquitectura relativamente simple sin barbacanas y solo una línea de muros. Las puertas eran típicamente entradas rectas, con puntos de paso desde el exterior y al interior (a menudo en forma de arcos de herradura) en el mismo eje. Los castillos típicamente tenían diseños cuadrangulares, con paredes reforzadas por torres rectangulares.: 67  Con el fin de garantizar un acceso protegido al agua incluso en tiempos de asedio, algunos castillos tenían una torre construida en la ribera de un río, conectada al castillo principal a través de una muralla, conocida en español como "coracha". Uno de los ejemplos más antiguos de este tipo se puede encontrar en Calatrava la Vieja (siglo IX), mientras que un ejemplo muy posterior es la torre del Puente del Cadí, situada debajo de la Alhambra de Granada.: 71  La Alcazaba de Mérida también cuenta con un aljibe (cisterna) dentro del castillo, que recibe el agua directamente del río cercano. Los fosos también se utilizaron como medidas defensivas hasta la época almohade.: 71–72  Además de las fortificaciones de mayor tamaño, hubo una proliferación de castillos y fortalezas más pequeños que albergaban guarniciones locales, especialmente a partir del siglo X en adelante.: 65  Además, se construyeron multitud de torres de vigilancia pequeñas, generalmente redondas, que podían enviarse mensajes rápidamente entre sí a través de señales de fuego o humo. Con este sistema de señales, un mensaje codificado en Soria, por ejemplo, podía llegar a Córdoba en tan solo cinco horas. La Atalaya de El Vellón, cerca de Madrid, es un ejemplo sobreviviente, junto con otros similares en la misma región. Este sistema siguió utilizándose incluso hasta la época de Felipe II en el siglo XVI.: 66 
Tras el colapso del Califato en el siglo XI, la inseguridad política resultante alentó una mayor fortificación de las ciudades. De esta época datan las murallas ziríes de Granada en el lado norte del actual Albaicín (antigua Alcazaba Vieja de la ciudad), al igual que las murallas de Niebla, las murallas de Játiva y las murallas de Almería y su Alcazaba.La Alcazaba de Málaga también data de este período, pero luego fue remodelada bajo los nasridas. También existen rastros de una fortaleza del siglo XI en el emplazamiento de la actual Alcazaba de Granada en la Alhambra. La arquitectura militar también se volvió cada vez más compleja, con puertas fortificadas que pasaron a tener entrada acodada, lo que significaba que su recorrido incluía uno o más giros en ángulo recto para frenar a los atacantes.

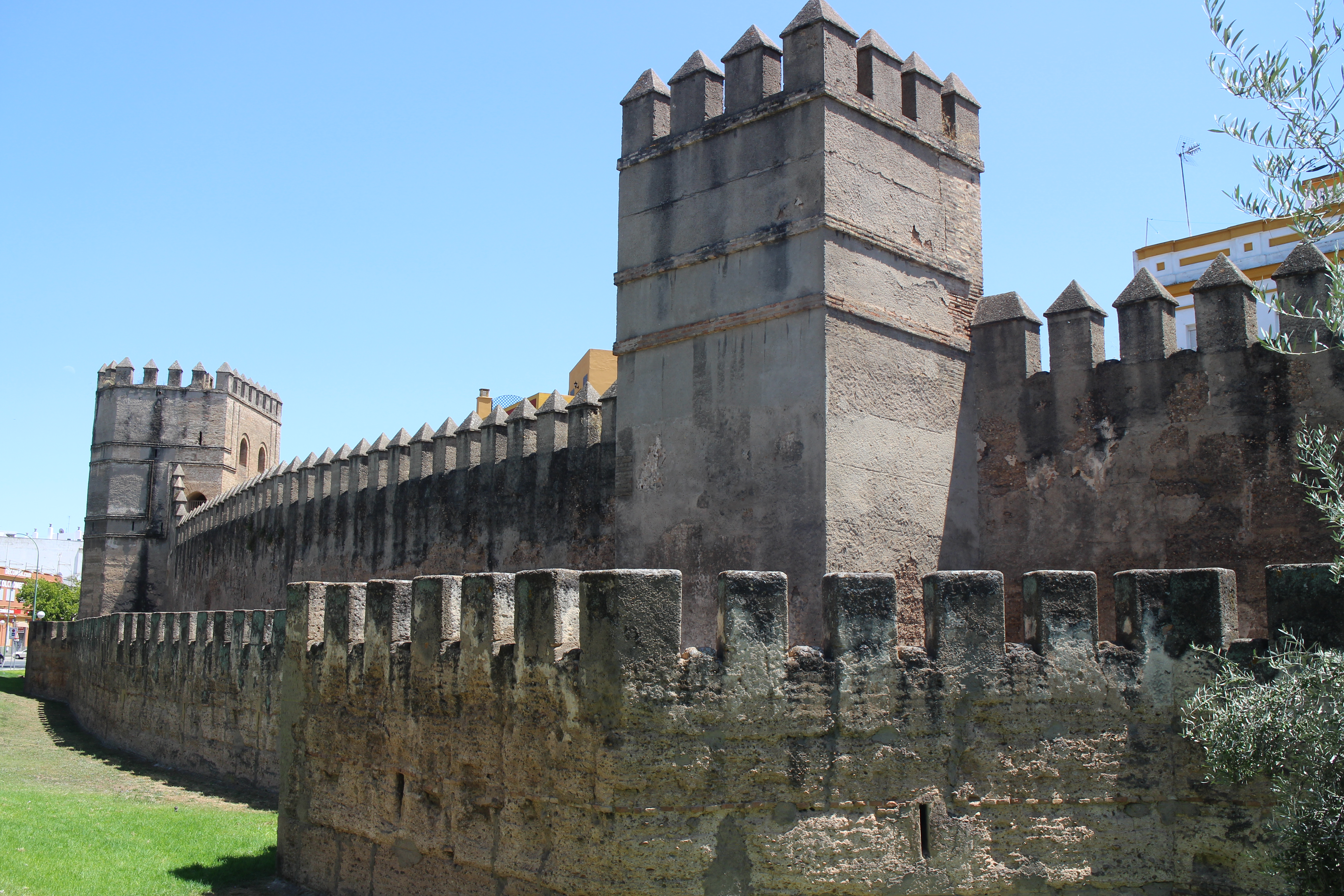
Murallas dobles de Sevilla, España. Período almorávide/almohade (siglos -)

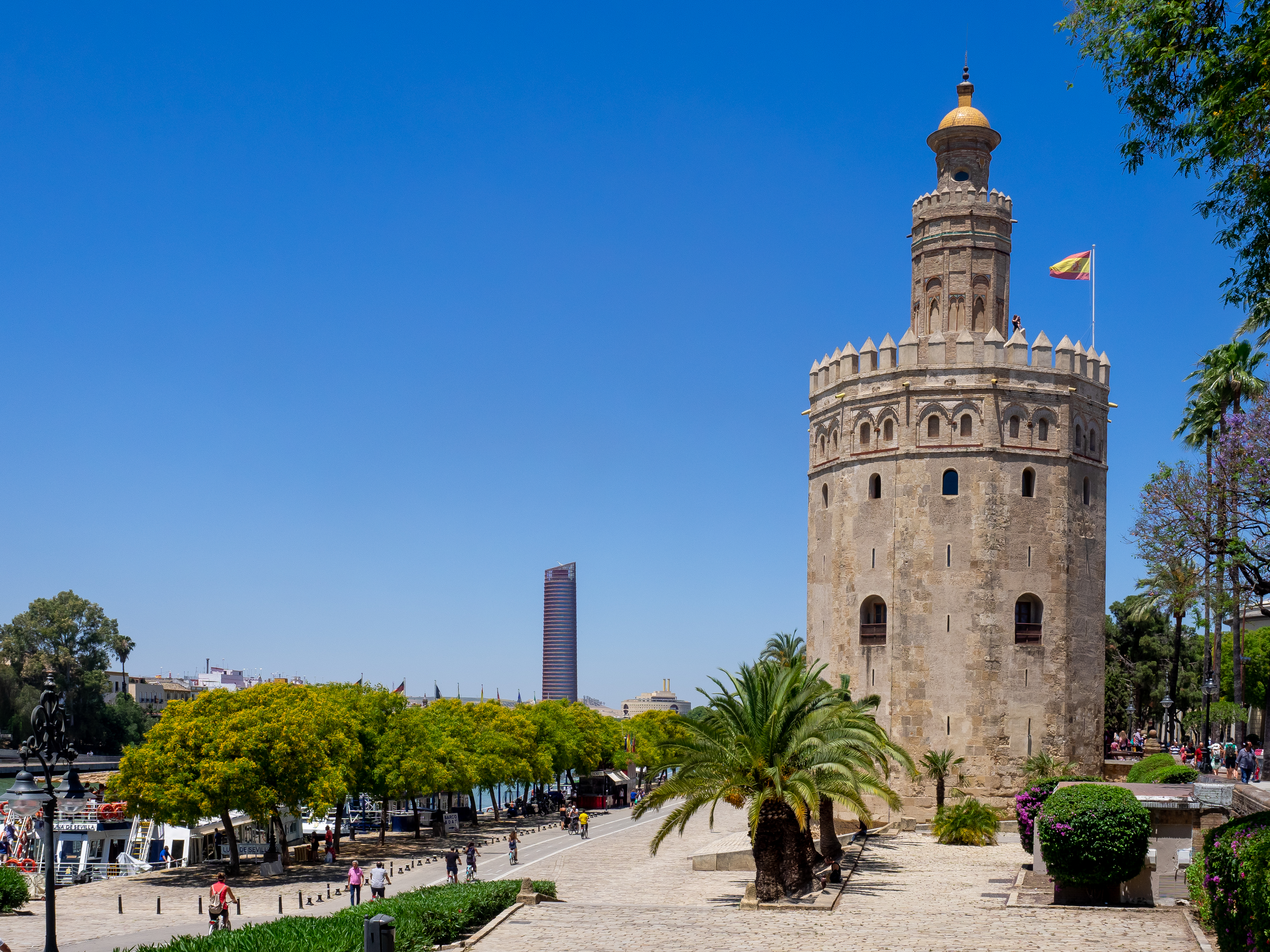
La Torre del Oro en Sevilla, España: una torre defensiva almohade construida en 1220-1221

Posteriormente, los almohades (siglos XII y principios del XIII) fueron particularmente activos en la restauración y construcción de fortalezas y murallas en las regiones bajo su control para contrarrestar la creciente amenaza de la "Reconquista" cristiana. La fortaleza de Alcalá de Guadaíra es un claro ejemplo que data de esta época, así como el Castillo de Paderne en el actual Portugal. Las murallas de Sevilla y Silves también datan de esta época, ambas construidas, restauradas o ampliadas por los almorávides y almohades. La tecnología militar nuevamente se volvió más sofisticada, con barbacanas que aparecen frente a las murallas de la ciudad y con torres albarranas, que se convierten en innovaciones recurrentes. Tanto Córdoba como Sevilla fueron reforzadas por los almohades con un conjunto de murallas dobles de tierra apisonada, formadas por un muro principal con torres regulares (baluartes) y un muro exterior más pequeño, ambos rematados por una pasarela (adarve) con crestería. Las torres de fortificación también se volvieron más altas y masivas, a veces con bases redondas o poligonales pero más comúnmente todavía rectangulares. Algunas de las fortificaciones de torres más famosas de este período incluyen la Torre de la Calahorra en Córdoba, que custodiaba el extremo exterior del antiguo puente romano, y la Torre del Oro en Sevilla, una torre dodecagonal que fortificaba una esquina de las murallas de la ciudad y que, junto con otra torre al otro lado del río, protegía el puerto de la ciudad.
En los siglos XIII-XV, durante el período final del dominio musulmán en al-Ándalus, las fortalezas y las ciudades fueron nuevamente fortificadas por los nazaríes o (en unos pocos casos) los meriníes. Además de las fortificaciones de Granada y su Alhambra, los nazaríes construyeron o reconstruyeron el castillo de Gibralfaro de Málaga y el castillo de Antequera, y muchos fuertes más pequeños estratégicos en la cima de una colina, como el de Tabernas. También se construyó en Málaga un arsenal fortificado (dar as-sina'a), que sirvió como base naval naval. Este último período vio la construcción de torres masivas y torreones que probablemente reflejaban una creciente influencia de la arquitectura militar cristiana. La Torre de la Calahorra (ahora conocida como la Torre de Homenaje) del Castillo Morisco en Gibraltar es un ejemplo particular de este tipo, construida por los merinidas en el siglo XIV.

#### En el Magreb

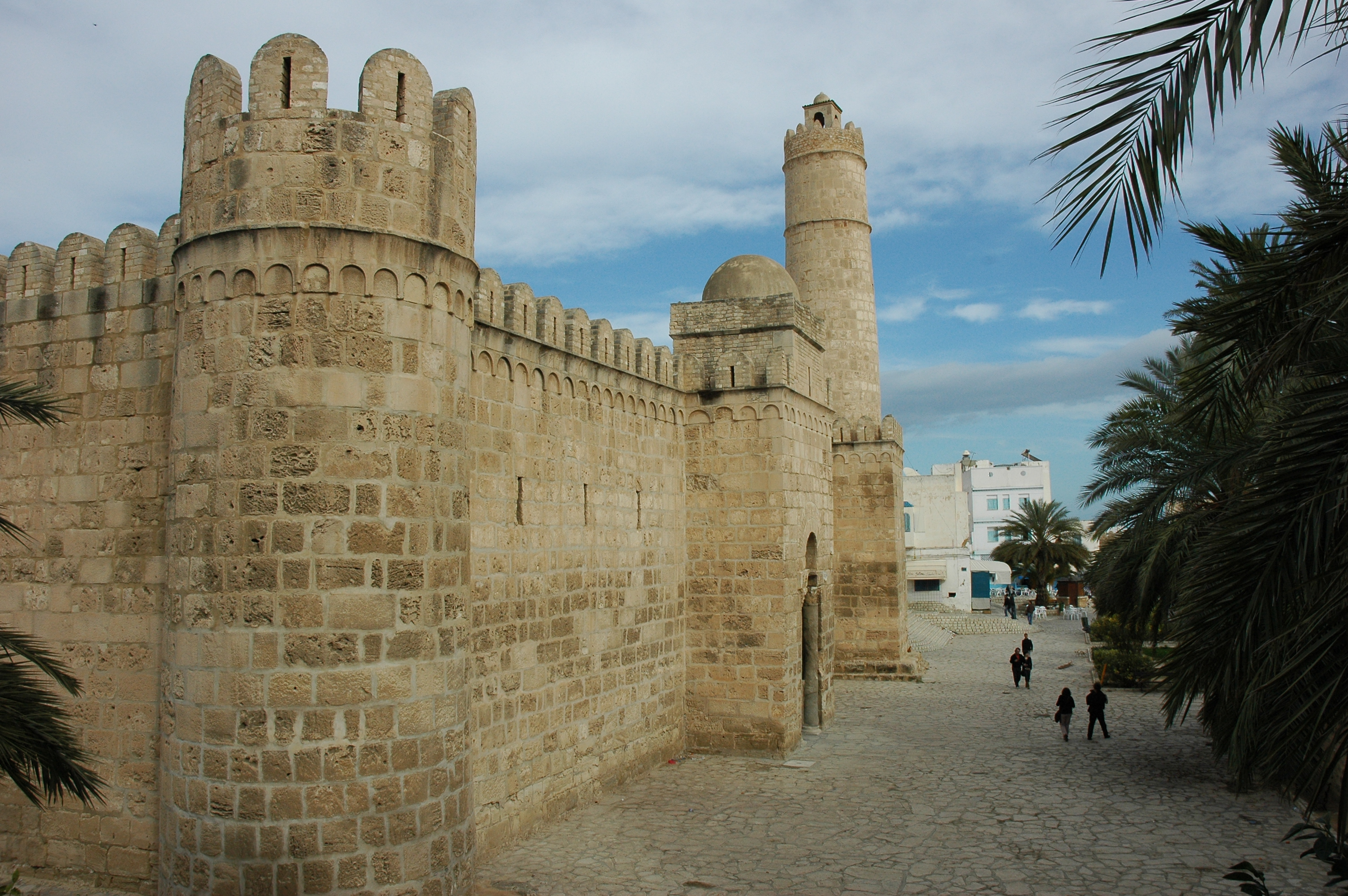
El Ribat de Susa en Túnez, construido en el

Algunos de los monumentos de la era islámica más antiguos que se conservan en el Magreb son estructuras militares en Ifriquía y la actual Túnez. Los ejemplos más conocidos son el Ribat de Susa y el Ribat de Monastir, datando ambos del período aglabí del siglo IX. Una "rábida" era un tipo de fortaleza residencial construida para proteger las primeras fronteras del territorio musulmán en el norte de África, incluida la costa. Se edificaron en la costa, situándolas de forma que pudieran enviarse señales desde lejos. Especialmente en períodos posteriores, los ribats también sirvieron como una especie de lugares de retiro espiritual, y los ejemplos en Susa y Monastir contenían salas de oración que funcionaban como mezquitas. También datan del mismo período las murallas de la ciudad de Susa y Sfax, ambas construidas en piedra y con similitudes con las antiguas murallas bizantino-romanas de África.

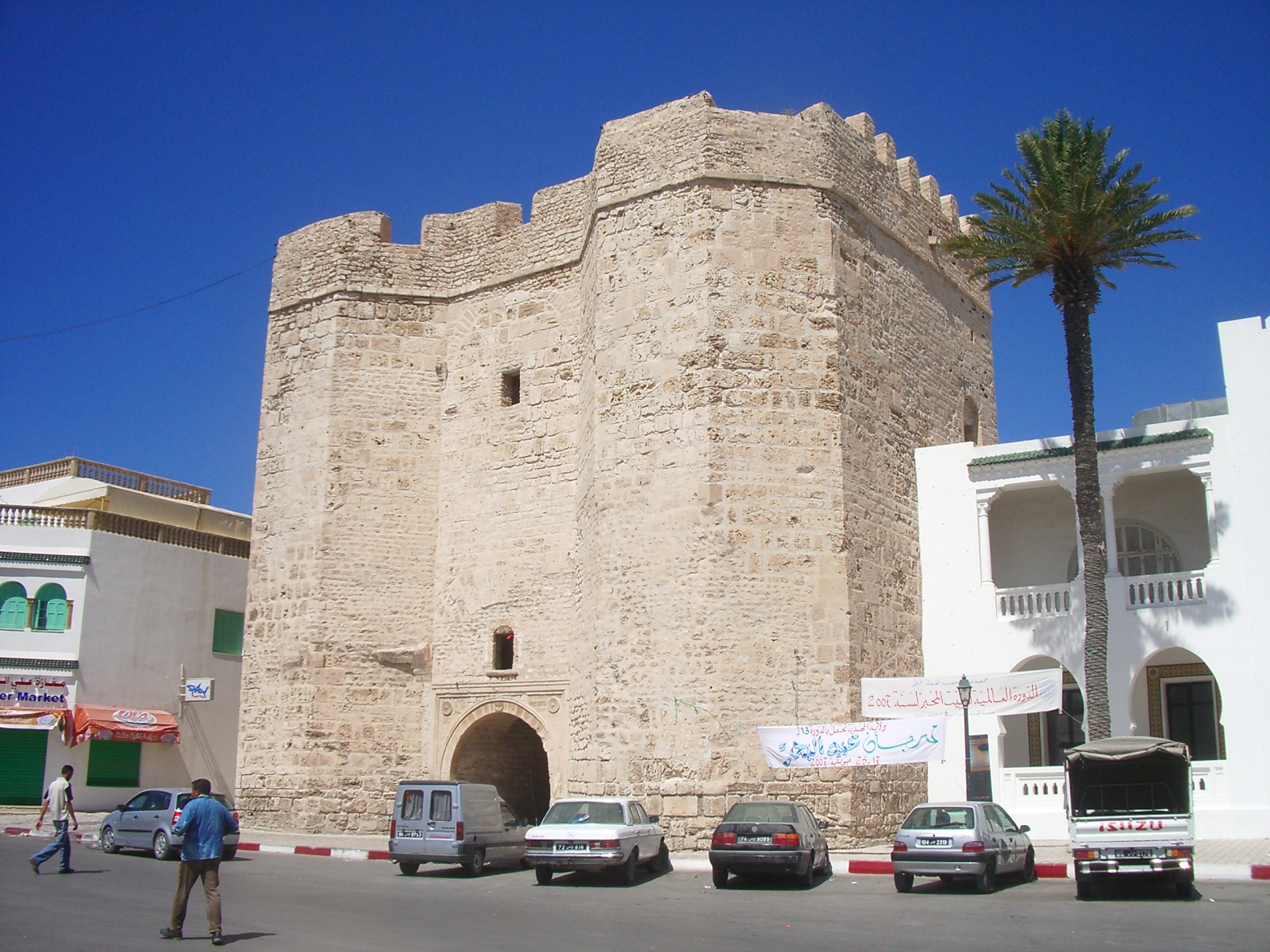
La puerta fatimí del de Mahdía, Túnez, conocida como Skifa al-Kahla

Después de los aglabíes vino el califato fatimí, que pasó a dominar Ifriqiya a principios del siglo X. En particular, los fatimíes construyeron una nueva capital fuertemente fortificada en Mahdía, ubicada en una península estrecha que se extiende desde la costa hasta el mar. El estrecho acceso terrestre a la península estaba protegido por un muro de piedra extremadamente grueso, reforzado con baluartes cuadrados y una torre poligonal redonda en cada extremo donde el muro se encontraba con el mar. La única puerta era la Skifa al-Kahla (en árabe: السقيفة الكحلة‎, romanizado: al-saqifa al-kaḥla, lit. 'el vestíbulo oscuro'), defendida por dos bastiones en sus flancos y con un pasaje interior abovedado de 44 metros de largo (aunque hoy en día no está claro qué parte de la estructura pertenece a la construcción fatimí original). La costa de la península también estaba defendida por un muro de piedra con torres a intervalos regulares, interrumpido solo por la entrada a un puerto y arsenal artificiales.
Los hamaditas, que comenzaron como gobernadores de los ziríes (que a su vez fueron gobernadores de los fatimíes), también construyeron una nueva capital fortificada en Argelia, conocida como Al-Qal'a de Beni Hammad en el siglo XI, ubicada en un lugar elevado estratégico. Junto con las fortificaciones ziríes anteriores de Bugía y 'Achir, sus muros estaban hechos principalmente de piedra en bruto o aprovechada a partir de escombros, lo que demuestra un cambio lento en los métodos de construcción desde los procedimientos bizantino-romanos anteriores hacia una arquitectura más característica del norte de África y del mundo bereber.

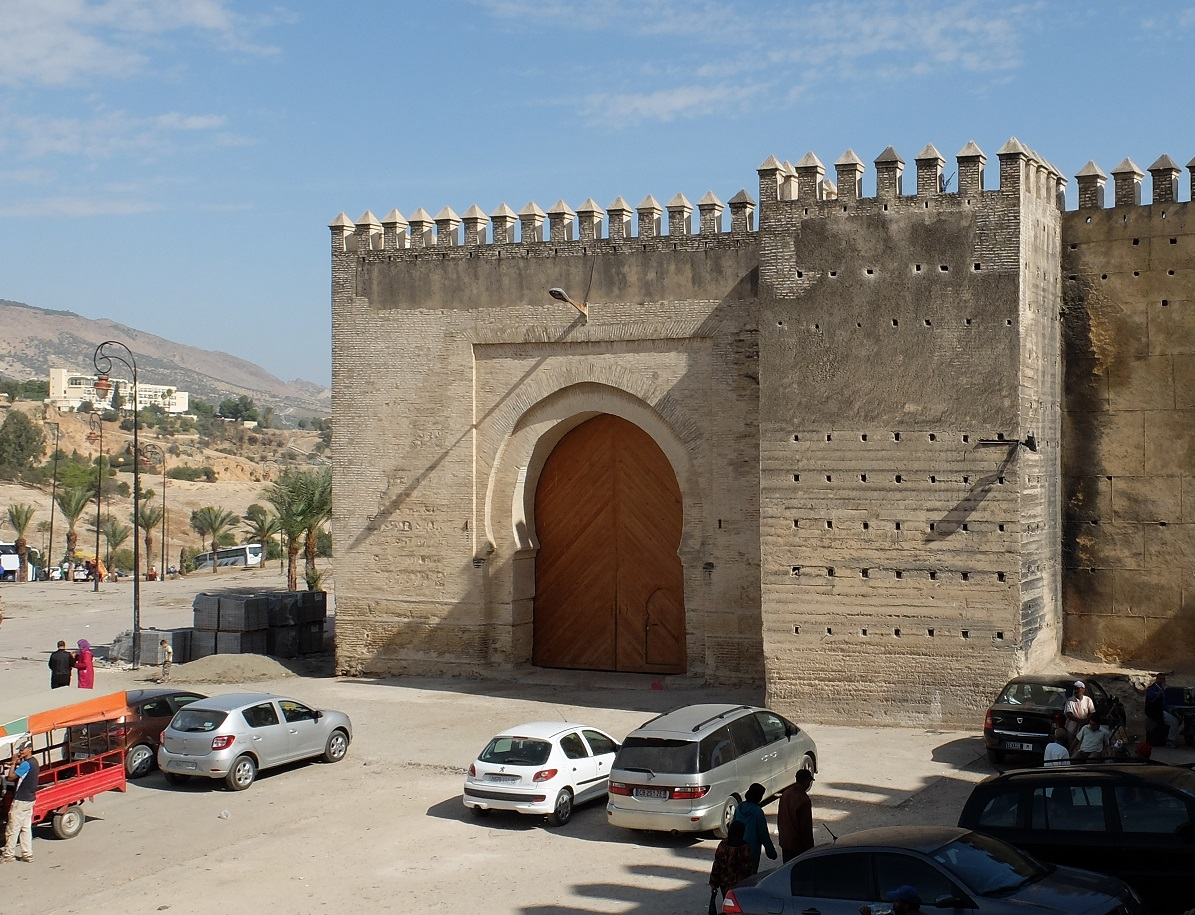
Bab Mahrouk, puerta de la época almohade de las murallas de Fez, Marruecos (principios del)

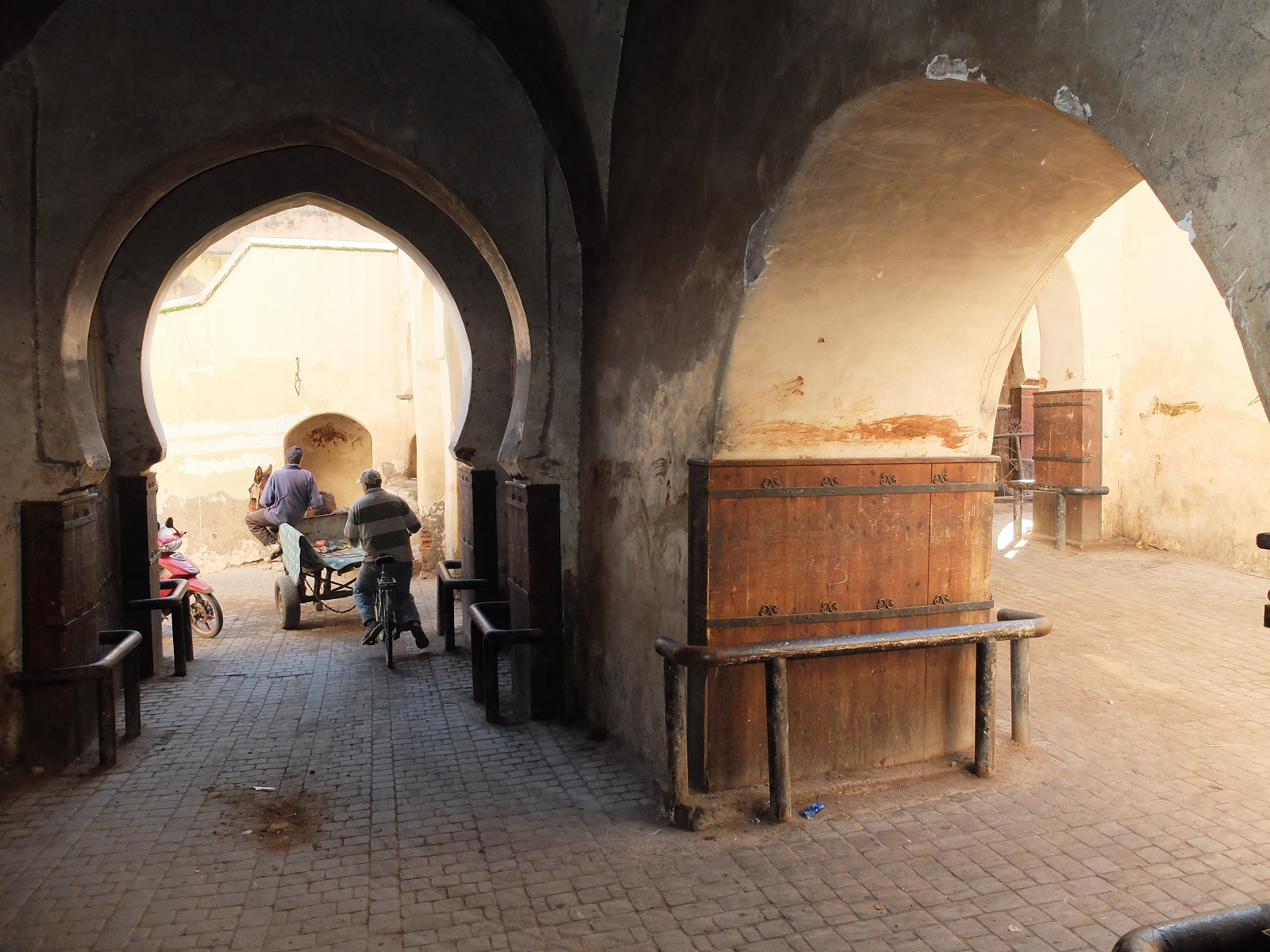
Ejemplo de una compleja entrada acodada en la puerta de la Bab Debbagh de Marrakech, Marruecos (siglos XII y posteriores)

A partir de la dominación almorávide y almohade de los siglos XI-XIII, la mayoría de las fortificaciones medievales del Magreb occidental, especialmente en Marruecos, compartían muchas características con las de al-Ándalus. Numerosas fortificaciones almorávides en Marruecos se construyeron en respuesta a la amenaza de los almohades. El sitio arqueológico de Tasghîmût, al sureste de Marrakech, y Amargu, al noreste de Fez, proporcionan evidencias sobre algunos de estos hechos. Construidos con escombros o tierra apisonada, estos fuertes muestran similitudes con las anteriores fortificaciones de la época hamadita, así como una posible necesidad de construir rápidamente durante un período de crisis.: 299–300  Las murallas de las ciudades de Marruecos, a su vez, se construyeron generalmente con tierra apisonada, y consistían en gruesos muros coronados por una pasarela para los soldados, estando reforzadas a intervalos regulares por torres cuadradas. Estos muros se caracterizaron por estar coronados por almenas con forma de bloques cuadrados rematados por casquetes piramidales. Los principales ejemplos de tales fortificaciones se pueden ver en las murallas de Marrakech, las murallas de Fez y los muros de Rabat, todos ellos construidos en su mayor parte por los almorávides o los almohades. En el oeste de Argelia, las murallas de Tlemcen (antes Tagrart) también fueron construidas en parte por los almorávides, utilizando una mezcla de escombros en la base y tierra apisonada en la parte superior. Como en otros lugares, las puertas eran a menudo los puntos más débiles de un muro defensivo y, por lo tanto, estaban más fuertemente fortificadas que el muro circundante. En Marruecos, las puertas se diseñaron típicamente con una entrada acodada. Su apariencia es muy variable, con ejemplos que van desde muros muy simples hasta construcciones monumentales y muy ornamentadas. Algunas de las puertas más monumentales que siguen en pie hoy en día fueron construidas en piedra a finales del siglo XII por el califa almohade al-Mansur, incluida la Bab Agnaou en Marrakech y las puertas Bab er-Rouah y Bab Oudaïa (o Bab el-Kbir) en Rabat.
Después de los almohades, los meriníes siguieron una tradición similar, de nuevo construyendo principalmente con tierra apisonada. Su sistema de fortificación más significativo fueron los muros dobles del siglo XIII de Fez el-Jdid, su capital, pero también construyeron una parte de los muros de Salé (incluida la puerta de Bab el-Mrissa), los muros de la Necrópolis de Chellah (que incluyen una puerta particularmente ornamentada), las murallas de Mansourah (cerca de Tlemcen), y una parte de las murallas de Tlemcen. Más al este, los hafsíes llevaron a cabo importantes obras en las murallas de Túnez, su capital, haciendo un nuevo uso extensivo de la tierra apisonada. Bab Jedid, la puerta suroeste de la medina, data de este período en 1276 y generalmente continúa el formato almohade, incluyendo una entrada acodada. En siglos posteriores, los gobernantes marroquíes continuaron construyendo muros y fortificaciones tradicionales, mientras que al mismo tiempo tomaron prestados elementos de la arquitectura militar europea en la nueva época que marcó la aparición de la pólvora, probablemente a través de sus encuentros con los portugueses y otras potencias europeas en este momento. Los bastiones saadíes de Fez, como Borj Nord, son uno de los primeros ejemplos de estas innovaciones arquitectónicas. A medida que la función defensiva de las murallas y las puertas de la ciudad se volvió menos relevante en la era moderna, las puertas de la ciudad finalmente se convirtieron en elementos con mayor significado ornamental y simbólico. Un ejemplo destacado de esto último es la icónica puerta de Bab Bou Jeloud, construida en Fez durante la etapa del Protectorado francés de Marruecos en 1913.

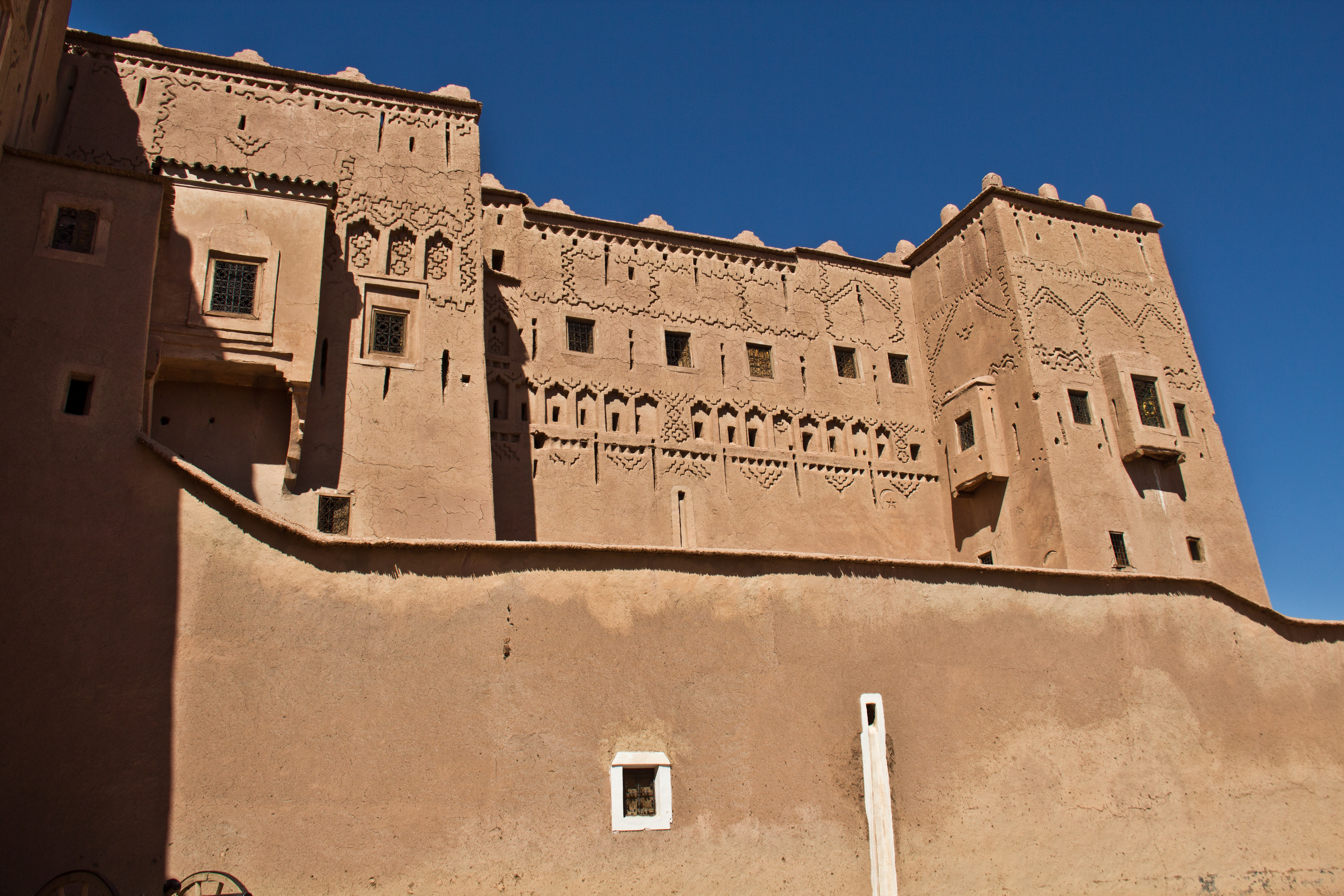
La Kasbah de Taourirt en Uarzazat (siglos -), un ejemplo tardío de la arquitectura de las qasbahs en las regiones de oasis de Marruecos

En Marruecos, el término "casbah" (en árabe: القَـصَـبَـة‎, también escrito kasbah o qasbah; equivalente del español alcazaba) generalmente se refiere a un recinto fortificado, y sirve para denominar desde pequeños fuertes con guarnición, hasta vastos complejos amurallados que funcionaban como ciudadelas y centros de gobierno de una ciudad (como por ejemplo la Qasba de Marrakech o la Kasbah de Tánger). El sultán Ismaíl de Marruecos (que gobernó entre 1672 y 1727), por ejemplo, construyó numerosas kasbahs en todo el país, que actuaron como fortalezas de guarnición para mantener el orden y el control del territorio, al mismo tiempo que construyó una vasta Kasbah fortificada en Mequinez, que actuó como una ciudadela imperial que contenía sus palacios.
La palabra kasbah (o tighremt) en las lenguas bereberes también se usa para designar a varias fortalezas o mansiones fortificadas situadas en la cordillera del Atlas y en los oasis de regiones desérticas de Marruecos, como la Kasbah de Telouet, la Kasbah de Amridil, la Kasbah de Tamnougalt o la Kasbah de Taourirt en Uarzazat. En estas regiones, a menudo áreas tradicionalmente bereberes, las kasbahs están hechas típicamente de nuevo con tierra apisonada y ladrillos de barro (o, a veces, piedra) y a menudo están marcadas por torres de esquina cuadradas, frecuentemente decoradas con motivos geométricos en sus paredes superiores y rematadas con merlones en forma de diente de sierra.

## Ejemplos por país
La siguiente es una lista de monumentos y lugares donde se localizan ejemplos de arquitectura histórica morisca importantes o conocidos. Muchos se encuentran en Europa, en la península ibérica (en los antiguos territorios de al-Ándalus), con una concentración especialmente fuerte en el sur de España (hoy Andalucía). También hay una alta concentración de arquitectura histórica morisca en el norte de África (el Magreb), en Marruecos, Argelia, Túnez y Libia.

### España

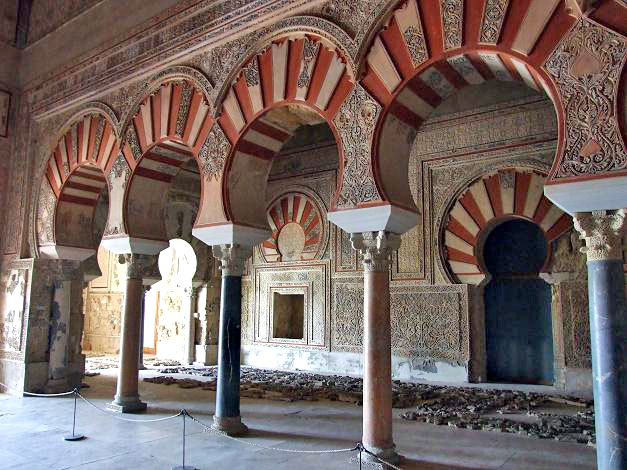
Interior del Salón de Abderramán III (Córdoba), que data del

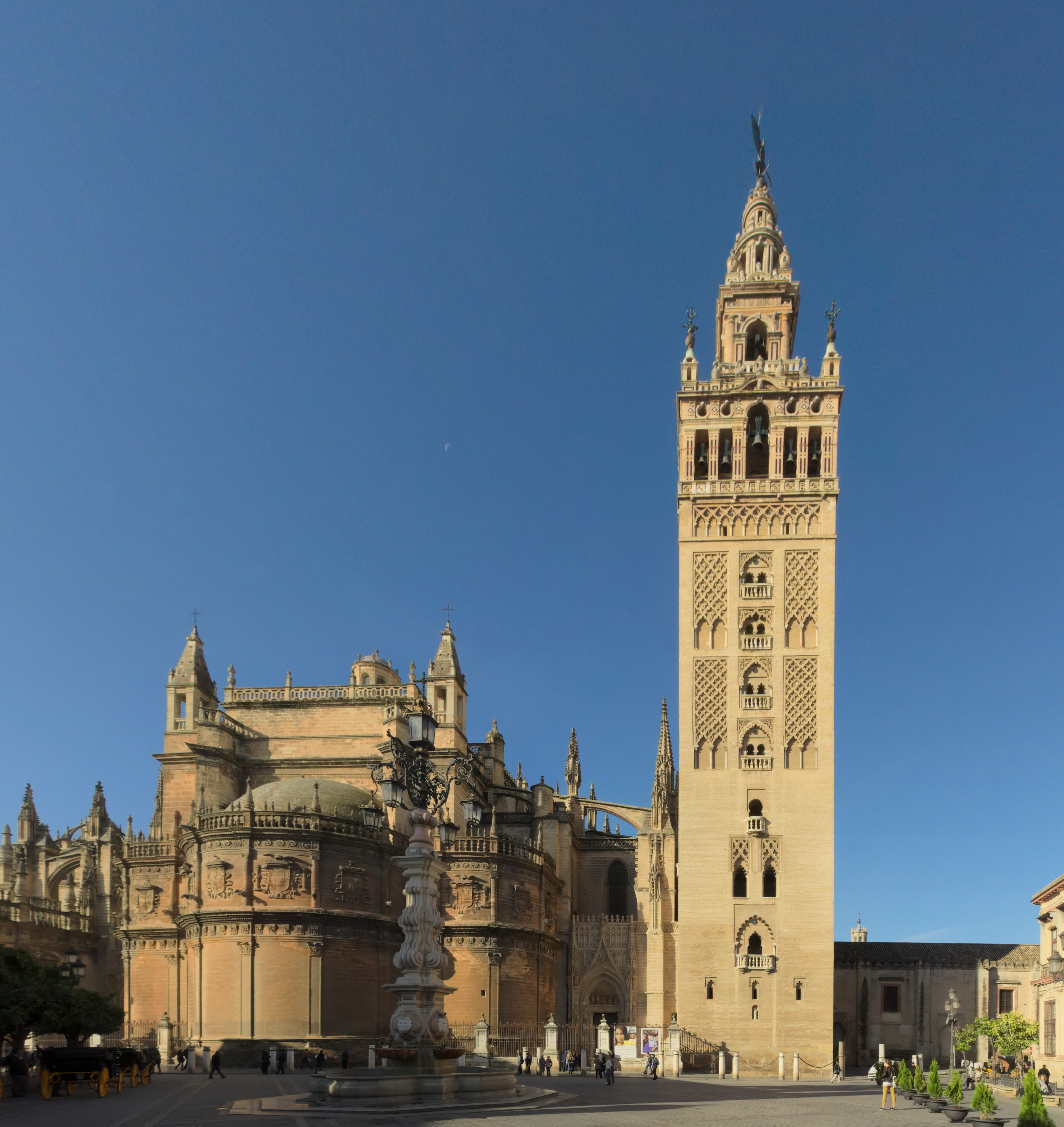
La Giralda (derecha), Sevilla

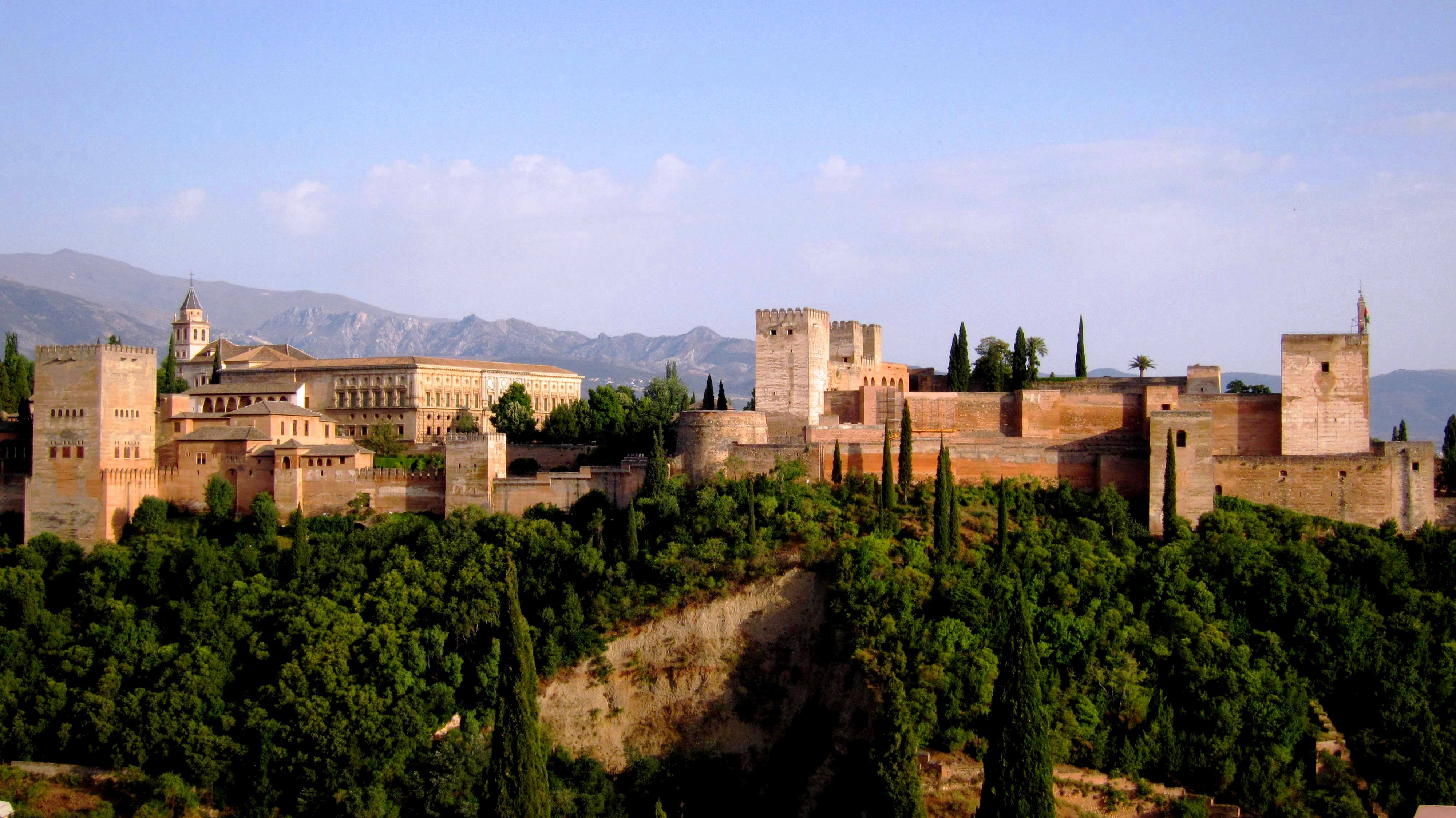
Vista de los palacios y fortificaciones de la Alhambra de Granada, que datan del período nazarí (siglos -), con adiciones cristianas posteriores del renacimiento

#### Principales monumentos
Califato de Córdoba (929–1031):
- Gran Mezquita de Córdoba (fundada en 784; ampliada significativamente en el siglo X)
- Alcázar de los Califas (ya no existe)
- Medina Azahara (936–1010) en Córdoba
- Cristo de la Luz en Toledo (completado 999/1000)

Período de Taifas, almorávides y almohades (siglos XI-XIII):
- Mezquita de las Tornerías en Toledo (ca. 1060)
- Palacio de la Aljafería (segunda mitad del siglo XI) de la dinastía Banu Hud (1039-1110) en Zaragoza
- La Giralda (1184–98) de Sevilla, anteriormente el alminar de la Gran Mezquita de Sevilla (1172–1176), construida por los almohades
- Torre del Oro, una torre defensiva almohade en Sevilla (c. 1220)

Reino nazarí de Granada (1212–1492):
- La Alhambra (cuyas estructuras más importantes datan de 1338-1390)
- El Generalife (1302–24 en dos fases), un palacio de campo inicialmente vinculado a la Alhambra por una pasarela cubierta que cruza el barranco que los separa
- Maristán Nazarí (hospital) de Granada (1365-137)
- Mezquita de la madrasa de Yusuf I (1349), ubicada en lo que ahora es el Palacio de la Madraza
- Corral del Carbón, un funduq (caravasar) de Granada (siglo XIV)
- Qaysariyya (bazar) de Granada (siglo XV; pero destruido por un incendio en el siglo XIX y reconstruido en un estilo diferente)[118]
- Alcázar de Sevilla, reconstruido en su mayor parte bajo el dominio cristiano pero en estilo morisco, con la ayuda de artesanos granadinos[Bl. 1]

#### Otros monumentos
- Alicante: Castillo de Santa Bárbara
- Antequera: Alcazaba
- Alhama de Granada: Baños árabes de Alhama de Granada[119]
- Almería: Alcazaba e iglesia de San Juan (antiguo emplazamiento de la Gran Mezquita de la ciudad, con un mihrab de la era almohade aún conservado)[Ba. 18][120][121]

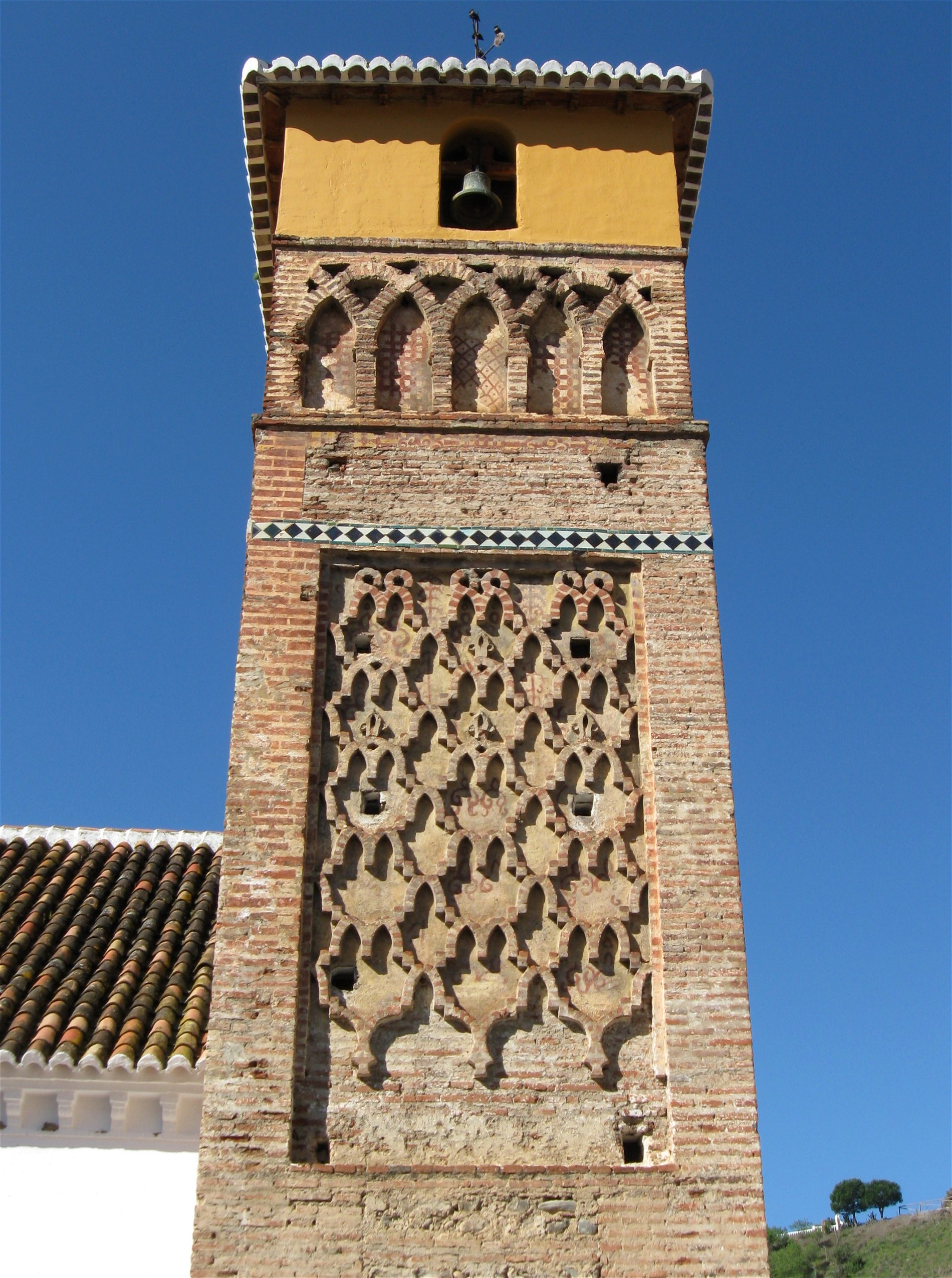
Alminar nazarí (siglos -) en la localidad de Árchez, anexo a la iglesia mudéjar de Nuestra Señora de la Encarnación

- Árchez: Minarete nazarí en la iglesia de Nuestra Señora de la Encarnación, de estilo Mudéjar[Ba. 19][122][123]
- Bobastro (sitio arqueológico y antigua fortaleza del siglo IX)[Ba. 2]
- Badajoz: Alcazaba
- Bailén: Baños del Castillo de la Encina (Burgalimar)
- Córdoba
  - Baños califales
  - Torre de la Calahorra
  - Sinagoga
  - Alminar de San Juan (930), una vez perteneciente a una mezquita, ahora anexo a la iglesia de San Juan de los Caballeros[124][125]
- Antiguo alminar de San Juan, Córdoba (siglos IX-X)Gormaz
  - Castillo de Gormaz
- Granada
  - Barrio del Albaicín
    - El Bañuelo (baños árabes)
    - Palacio de Dar al-Horra

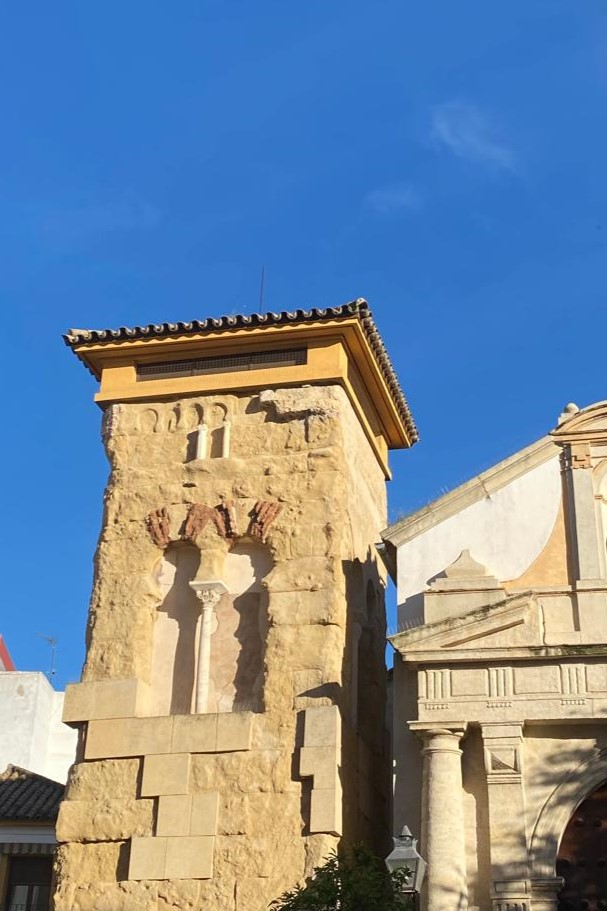
Antiguo alminar de San Juan, Córdoba (siglos -)

    - Murallas y puertas de la ciudad (restos de los períodos zirí y nazarí)[126]
    - Minarete almorávide de la iglesia de San José (ca.1050)[127]
    - Minarete almohade en la iglesia de San Juan de los Reyes[Ba. 19][128]
    - Casa de Zafra[129]

  - Cuarto Real de Santo Domingo[130]
  - Alcázar Genil
- Fiñana: Ermita de Nuestro Padre Jesús (antigua mezquita almohade con restos de mihrab y decoración de superficie)[Ba. 20][131]
- Jaén; Baños Árabes de Jaén y Castillo de Santa Catalina

- Jerez de la Frontera: Alcázar

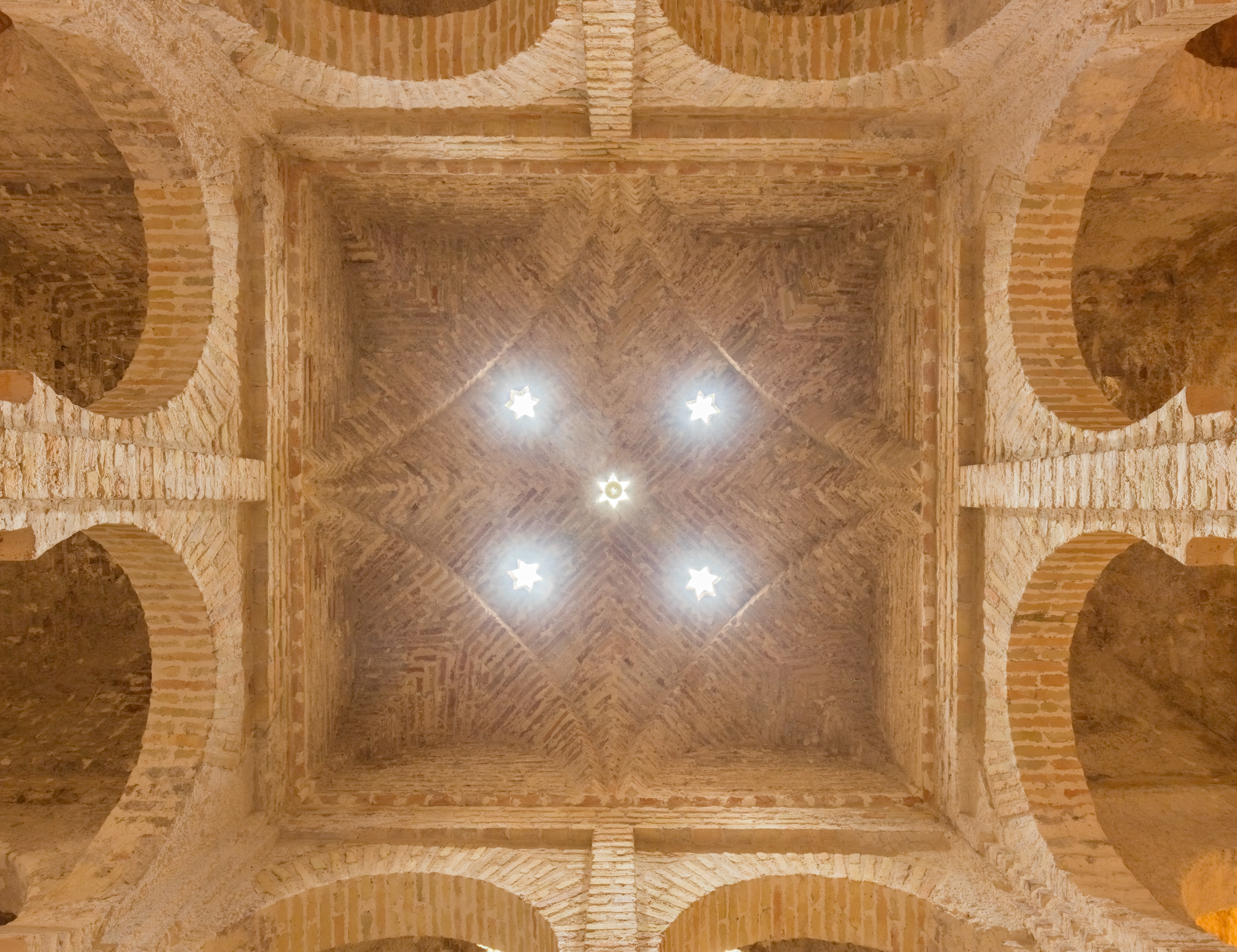
Techo abovedado y calado del baño turco en el Alcázar de Jerez de la Frontera

- Madrid: Torre de San Nicolás de los Servitas (cuerpo inferior - arquitectura mudéjar)

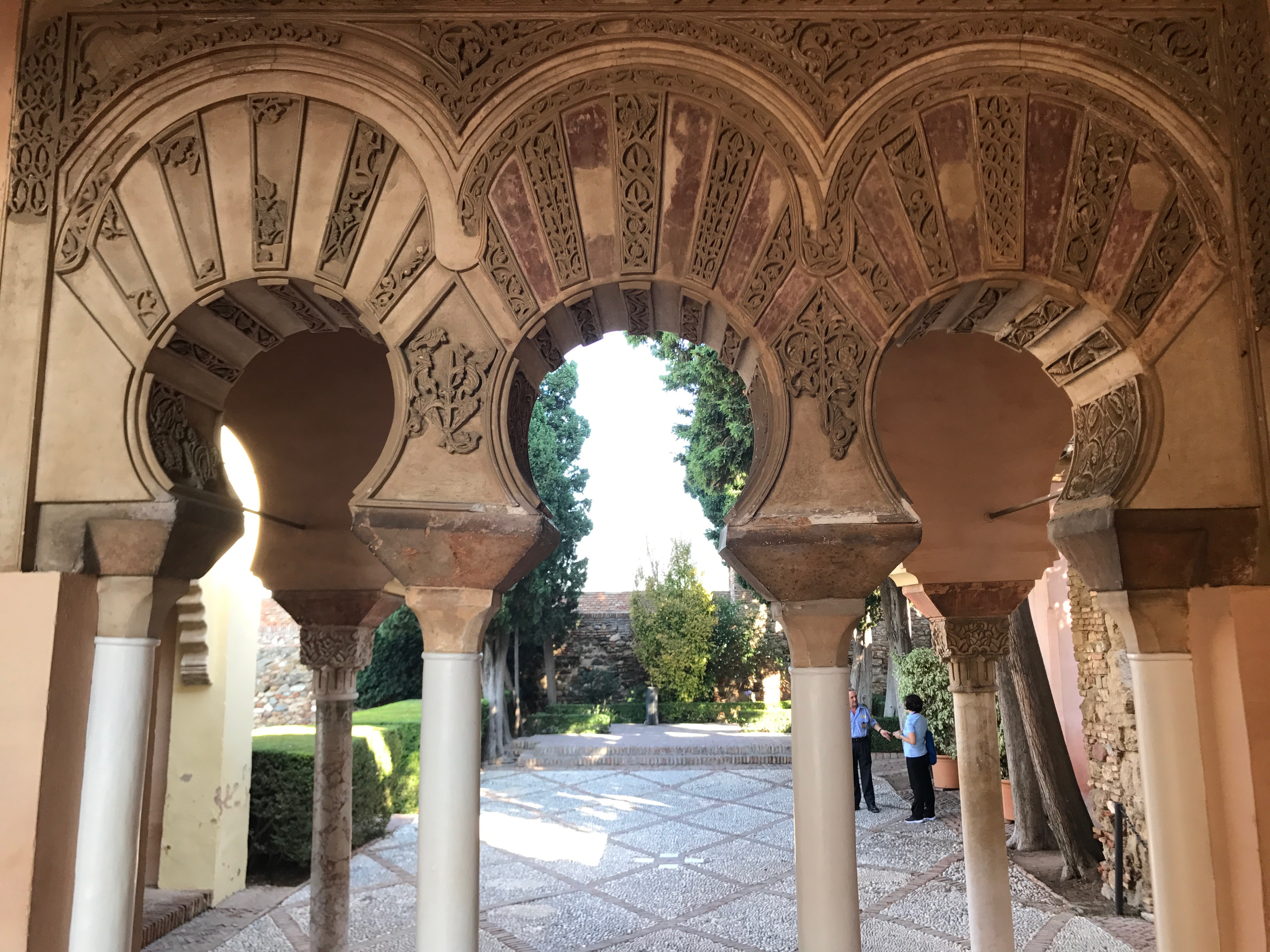
Arcos y arabescos esculpidos en un palacio de la Alcazaba de Málaga, que data del período Taifa del

- Málaga: Alcazaba y Castillo de Gibralfaro
- Mérida: Alcazaba
- Niebla: Murallas y puertas de la ciudad[3][Ba. 1]
- Ronda: Baños árabes de Ronda[Ba. 11][106][132] y restos del mihrab de la antigua mezquita principal en la catedral de Ronda[Ba. 11]
- Sevilla: Murallas de Sevilla e iglesia de San Salvador (conserva vestigios de la antigua Mezquita de Ibn Abbas, la primera gran mezquita de la ciudad)[133][134]
- Tarifa: Castillo de Tarifa
- Toledo
  - Puerta Antigua de Bisagra
  - Puerta de Alcántara
  - Iglesia de San Román (arquitectura mudéjar)
  - Sinagoga de Santa María la Blanca (arquitectura mudéjar)
  - Sinagoga del Tránsito (arquitectura mudéjar)
- Trujillo: Alcazaba[135][136]

### Portugal
- Algarve (Garb al-Ándalus)
  - Albufeira: Castillo de Paderne
  - Silves: Castillo de Silves
- Alentejo

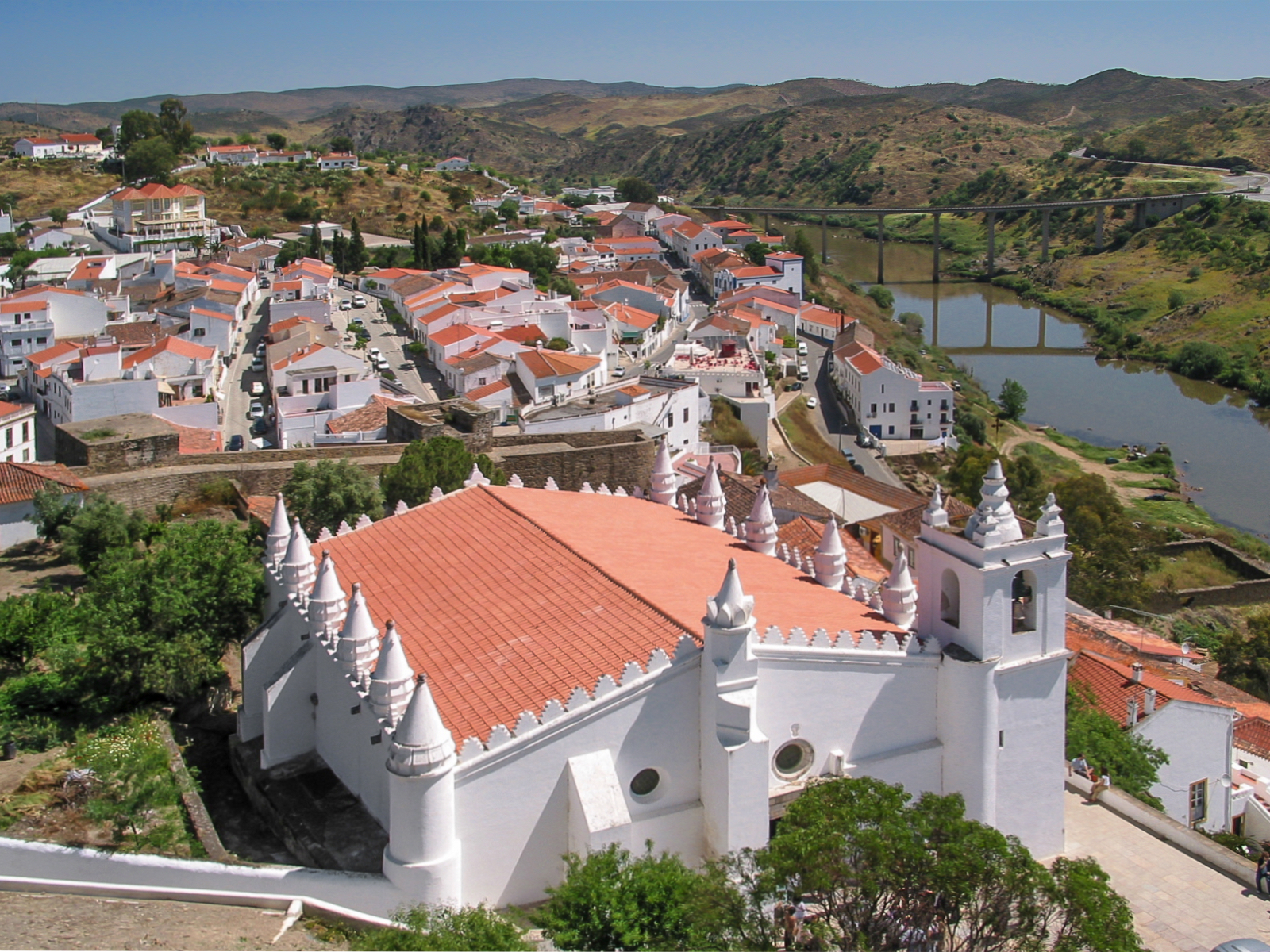
Iglesia de Nossa Senhora da Anunciação (antes mezquita), Mértola

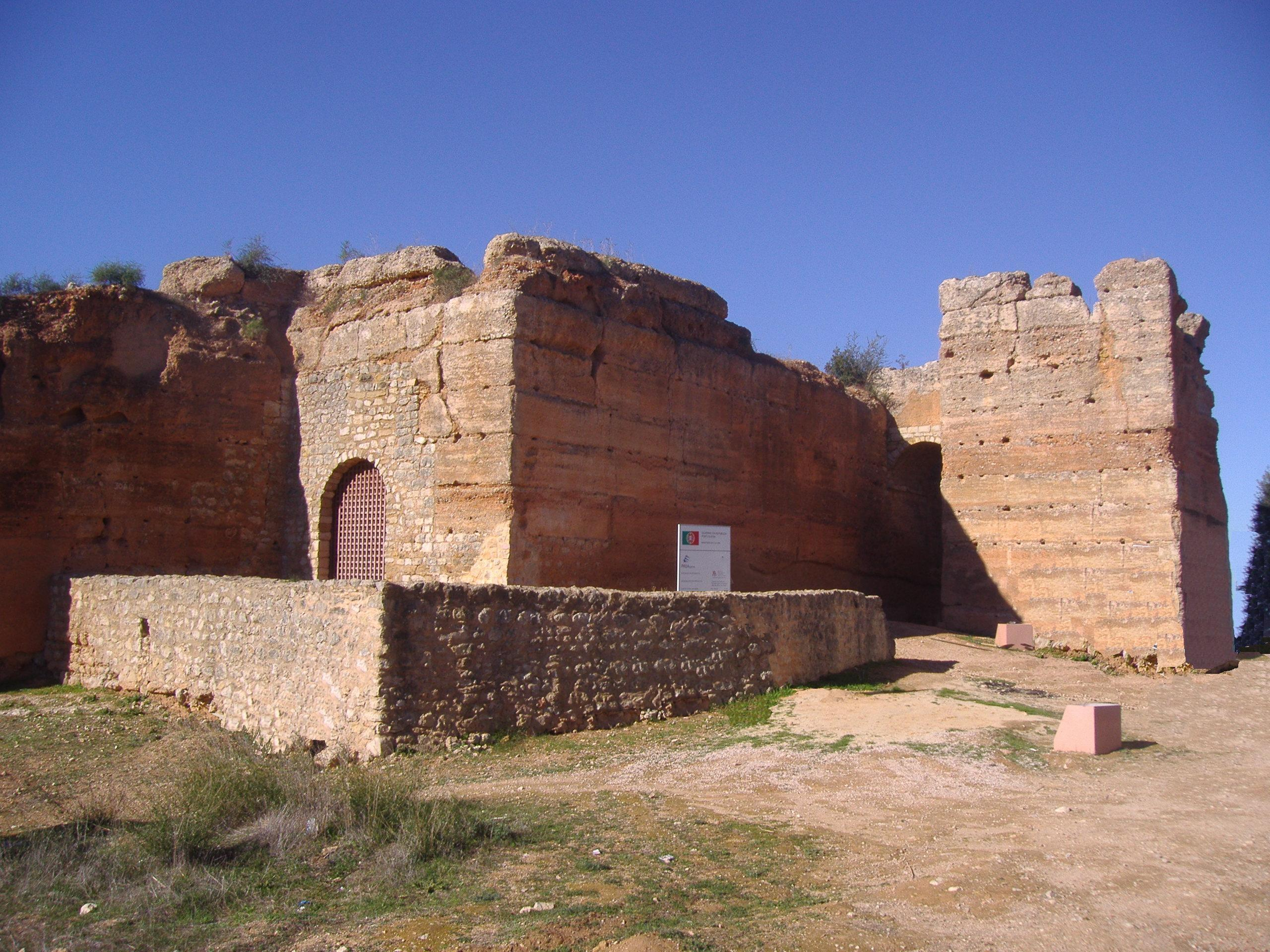
Castillo de Paderne, Portugal

  - Mértola: Mezquita en la iglesia de Nuestra Señora de la Anunciación
- Estremadura
  - Lisboa: Castillo de San Jorge
  - Sintra: Palacio Nacional y Castelo dos Mouros

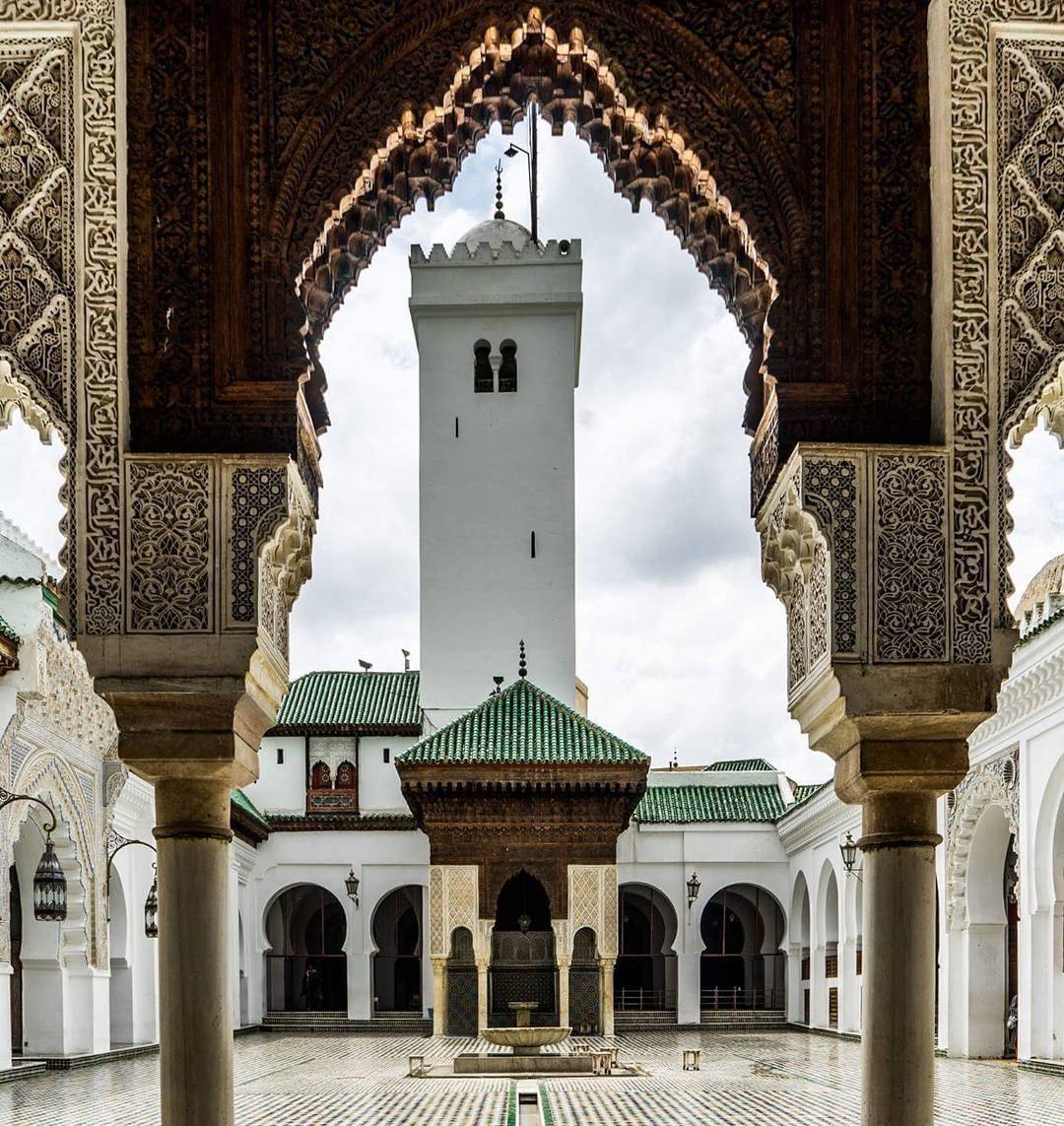
Patio y minarete en la Mezquita de al-Qarawiyyin de la Universidad de Qarawiyyin en Fez (Marruecos), fundada en el pero ampliada y modificada varias veces

### Marruecos
- Fez (también escrito "Fes")
  - Fez el-Bali ("Antigua Fez", fundada a principios del siglo IX)
    - Mezquita de Al-Qarawiyyin
    - Mezquita de los Andalusíes
    - Murallas y puertas de la ciudad
    - Madrasa as-Saffarin
    - Madrasa as-Sahrij
    - Madrasa al-Attarin
    - Mezquita de Chrabliyine
    - Mezquita de Bab Guissa
    - Mezquita de Abu al-Hassan
    - Madrasa de Bou Inania
    - Zawiya de Moulay Idris II
    - Madrasa de Cherratine
    - Funduq al-Najjariyyin
    - Bab Bou Jeloud (puerta del siglo XX en estilo neomorisco local)

  - Fes Jdid ('Nueva Fez', fundada en el siglo XIII)
    - Dar al-Makhzen (el Palacio Real; interior no accesible para visitantes generales)
    - Gran Mezquita de Fez el-Jdid
    - Mezquita de Lalla ez-Zhar
    - Mezquita de Al-Hamra
    - Jardín real meriní (ya no existe)

- Marrakech
  - Mezquita de Ben Youssef
  - Qubba Almorávide
  - Murallas y puertas de la ciudad
  - Mezquita Kutubía
  - Mezquita de la Kasbah
  - Bab Agnaou
  - Mezquita de Ben Salah
  - Tumbas saadíes
  - Madrasa de Ben Youssef
  - Mezquita de Mouassine
  - Mezquita de Bab Doukkala
  - Palacio El Badi
  - Palacio de la Bahía

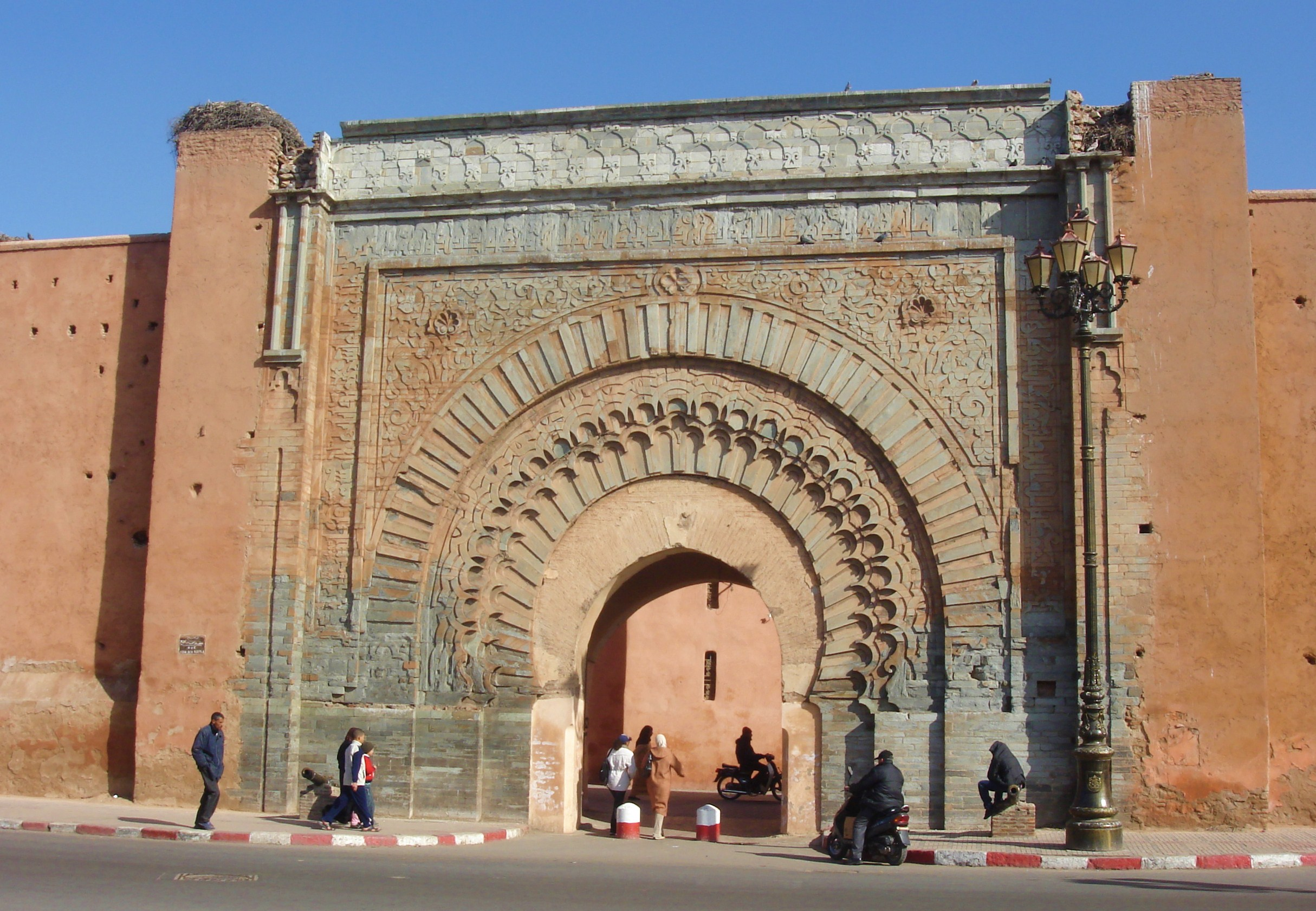
Bab Agnaou, la puerta almohade del recinto de la Kasbah de Marrakech (finales del)

- Mezquita de Tinmel (en el pueblo de Tinmel)

- Rabat y Salé
  - Qasbah de los Udayas
  - Torre Hasán
  - Necrópolis de Chellah
  - Bab er-Rouah
  - Gran Mezquita de Salé
  - Madrasa of Salé
  - Bab Mrisa
- Mequinez
  - Gran Mezquita de Mequinez
  - Madrasa de Bou Inania

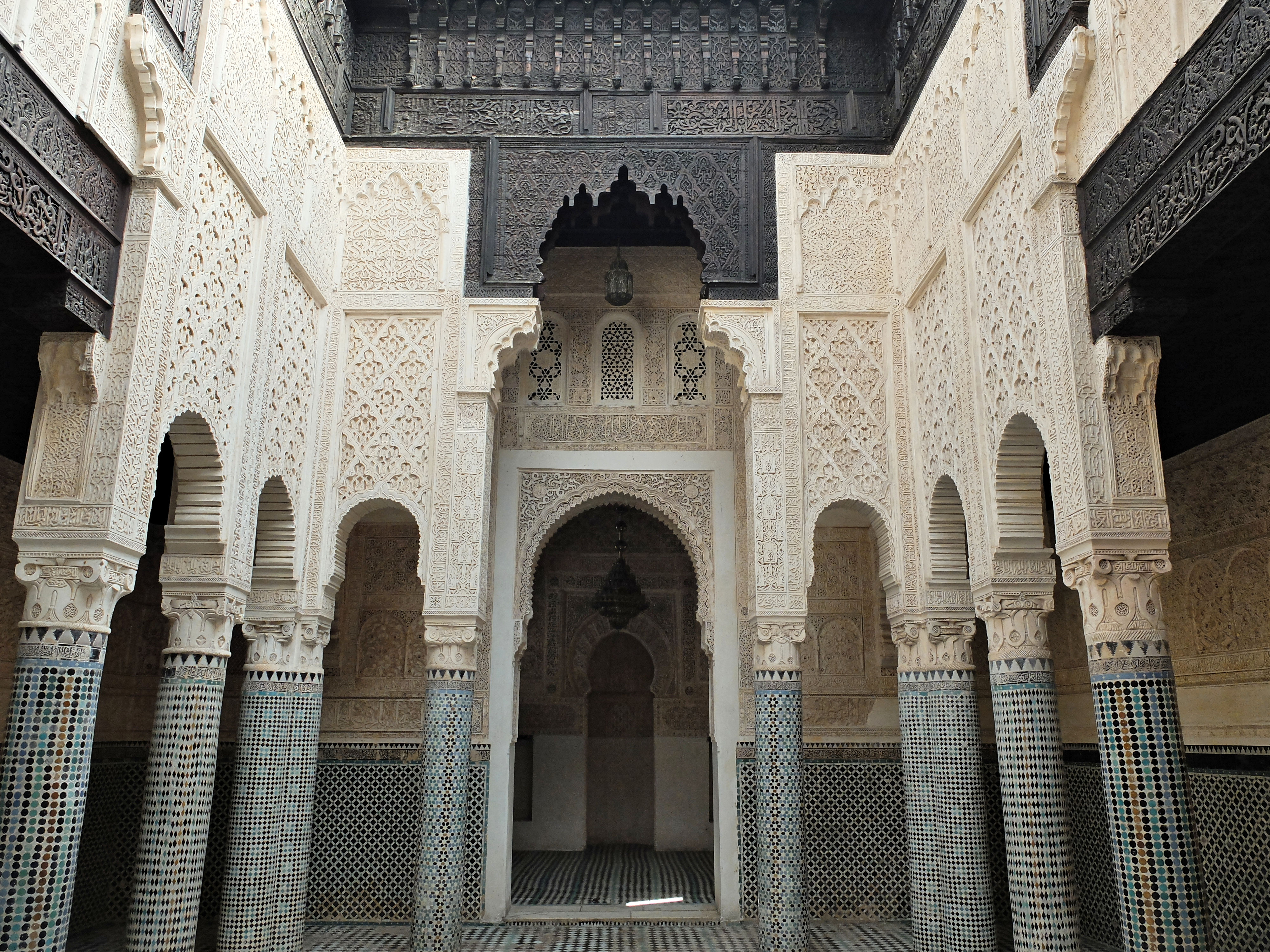
Patio de la Madrasa de Abu al-Hasan en Salé (período benimerín, 1341)

  - Kasbah de Moulay Ismail (que abarca muchas estructuras en varios estados de conservación)
  - Bab al-Mansour
  - Mausoleo de Moulay Ismail
- Taza: Gran Mezquita de Taza
- Tánger: Gran Mezquita de Tánger y Mezquita de la Kasbah
- Tetuán (ciudad desarrollada y ampliada por refugiados de al-Ándalus tras la caída de Granada en 1492)[12]
- Chauen: Gran Mezquita de Chauen

### Argelia

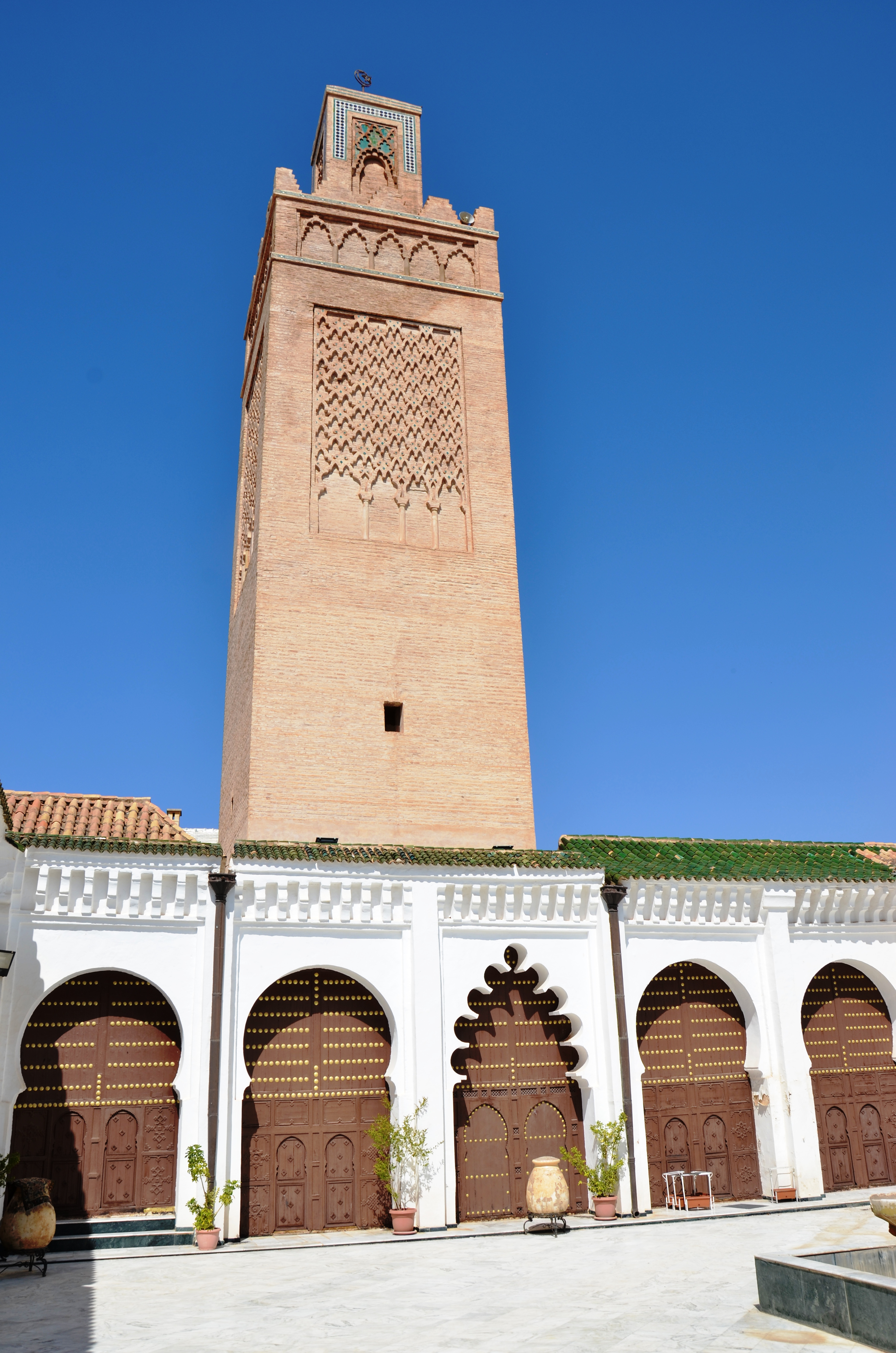
Mezquita de Tremecén (fundada en 1082, minarete añadido en 1236)

- Argel: Gran Mezquita de Argel y Nueva Mezquita de Argel (mezcla de influencias otomanas, europeas y moriscas)[Bl. 1]
- Tremecén (y alrededores)
  - Mezquita de Tremecén
  - Mezquita de Sidi Bel Hasan
  - Mezquita de El Mechouar
  - Mezquita de Sidi Bu Madyan
  - Mezquita de al-Mansourah
- Nedroma: Gran Mezquita de Nedroma
- Qal'at (Ciudadela) del Banu Hammad (ruinas en el campo, cerca de M'Sila)

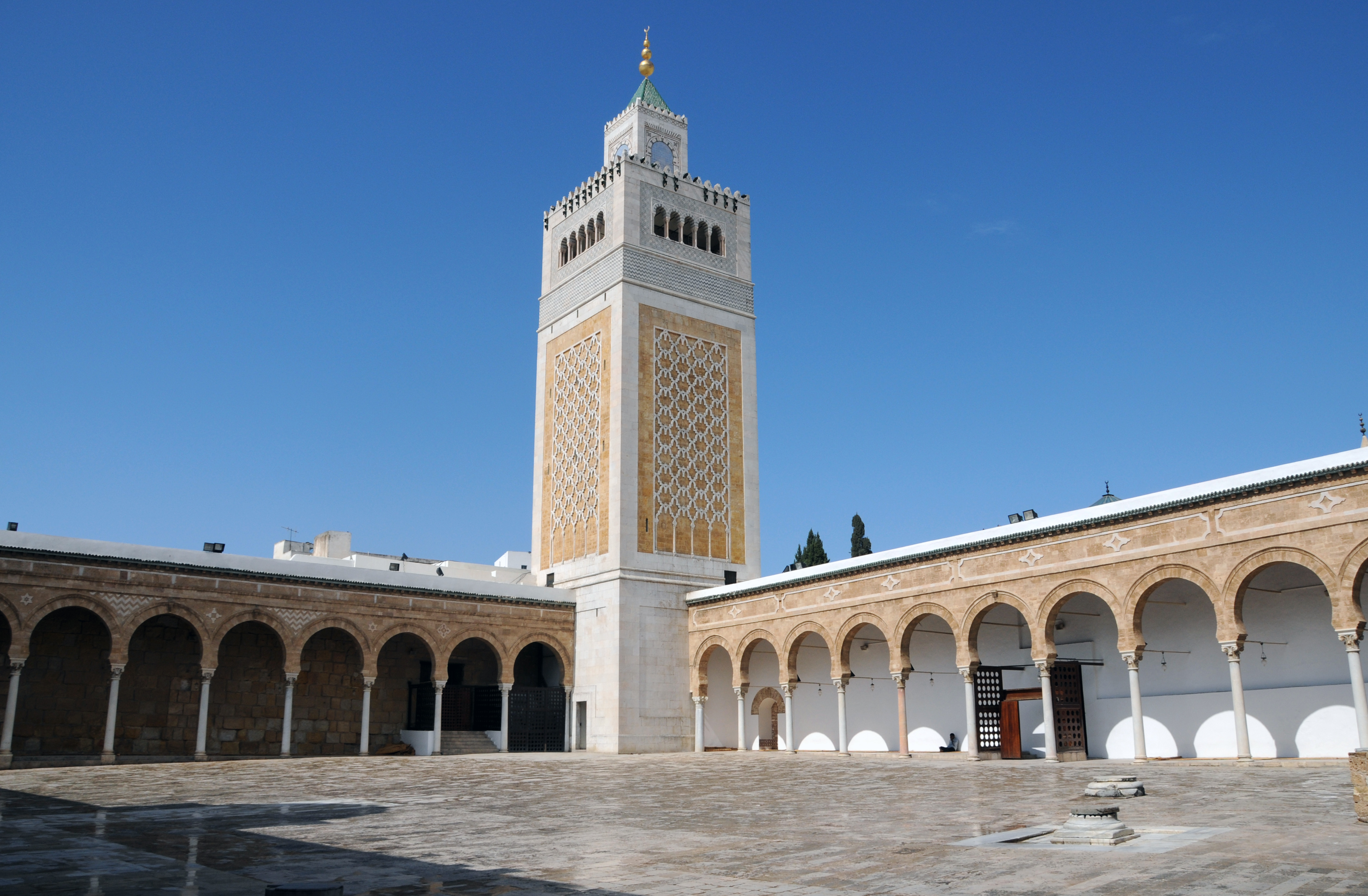
Mezquita Zitouna en Túnez. Se cree que fue fundada en 698, pero sería reconstruida por los aglabíes en 856-864 (el minarete se añadió más tarde y luego se reconstruyó en el)

### Túnez
- Túnez (ciudad)
  - Gran Mezquita de al-Zaytuna
  - Mezquita de la Kasbah
  - Mezquita de Al-Hawa
  - Mezquita de Al-Haliq

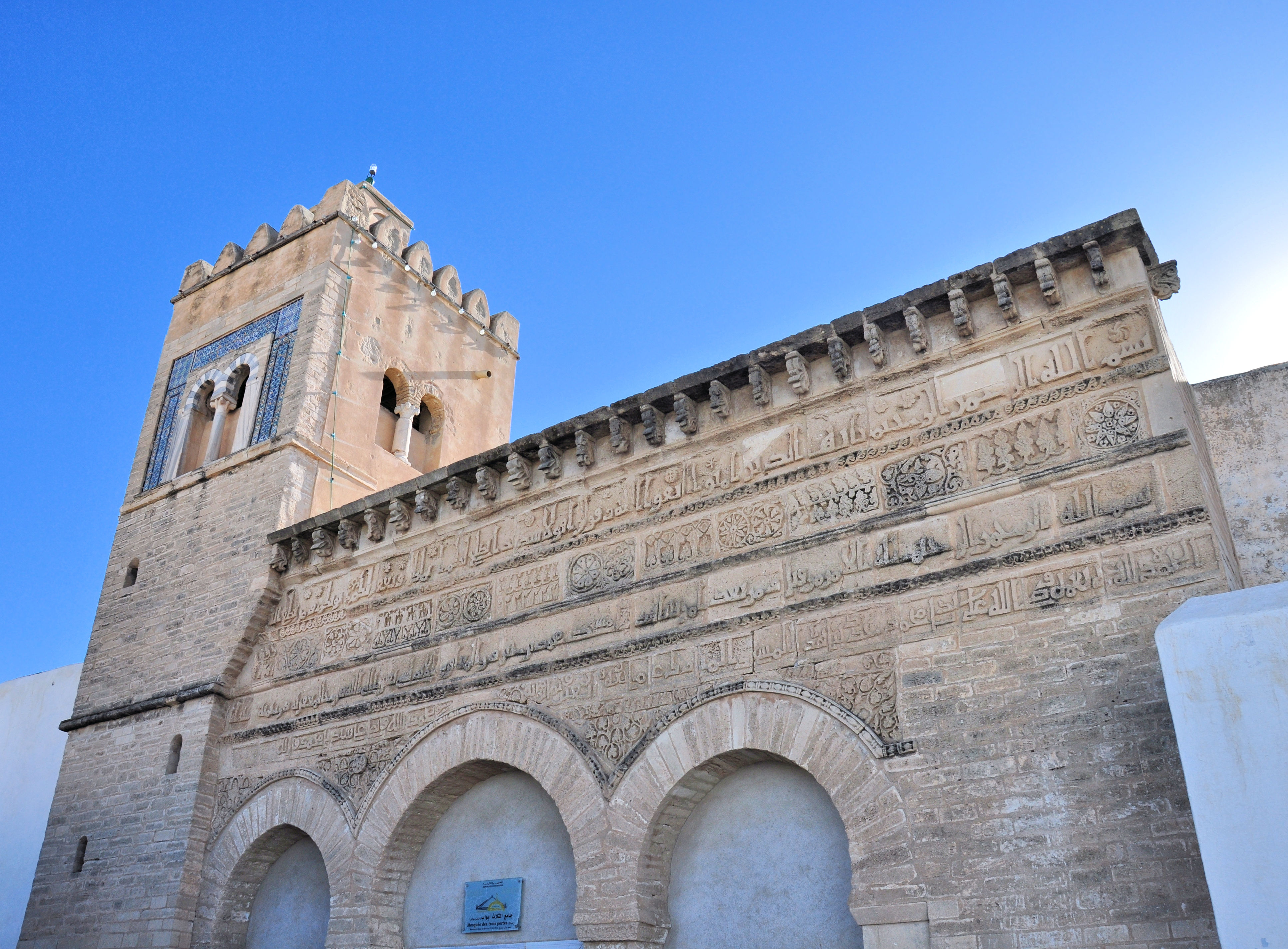
La fachada decorada de la Mezquita de las Tres Puertas en Cairuán (866)

  - Zawiya de Sidi Qasim al-Jalizi (o Sidi Qacem al-Zelliji)
  - Dar Uthman
  - Madrasa de Slimaniya
  - Madrasa de al-Bashiya
  - Mezquita de Al-Ksar
  - Mezquita de Hammuda Pasha (mezcla local de estilos otomano y morisco/tunecino)[Bl. 1]
- Cairuán
  - Gran Mezquita de Kairuán
  - Mezquita de Ibn Khayrun (Mezquita de las Tres Puertas)
  - Embalses de Aghlabid
  - Zawiya de Abu al-Balawi (Mezquita del Barbero)
- Susa: Ribat de Susa y Gran Mezquita de Susa
- Monastir: Ribat de Monastir y Gran Mezquita de Monastir
- Sfax: Gran Mezquita de Sfax y Kasbah de Sfax
- Testour: Gran Mezquita de Testour

## Lecturas relacionadas
- Salmón, Xavier (2018). Maroc Almoravide et Almohade: Architecture et décors au temps des conquérants, 1055-1269. París: LienArt. - En francés; volumen bien ilustrado centrado en la arquitectura almorávide y almohade.